# Relaciones exteriores de la India

Relaciones diplomáticas de la India en 2024

La India, oficialmente la República de la India, mantiene relaciones diplomáticas plenas con 201 Estados, entre ellos Palestina, la Santa Sede y Niue El Ministerio de Asuntos Exteriores (MEA) es el organismo gubernamental responsable de la conducción de las relaciones exteriores de la India. Con el tercer mayor gasto militar del mundo, la segunda mayor fuerza armada, la quinta mayor economía por tasas nominales de PIB y la tercera mayor economía en términos de paridad de poder adquisitivo, la India es una destacada potencia regional y una superpotencia en ascenso.
Según el Ministerio de Asuntos Exteriores, los principales objetivos de la diplomacia india son la protección de los intereses nacionales del país, la promoción de relaciones amistosas con otros Estados y la prestación de servicios consulares a «extranjeros y ciudadanos indios en el extranjero» En las últimas décadas, India ha aplicado una política exterior expansiva, que incluye la política de «vecindad primero» encarnada por la SAARC, así como la política de atender al Este para forjar relaciones económicas y estratégicas más amplias con otros países de Asia Oriental. También ha mantenido una política de ambigüedad estratégica, que incluye su política nuclear de «no ser el primero en usar» y su postura neutral en la guerra ruso-ucraniana.
India es miembro de varias organizaciones intergubernamentales, como las Naciones Unidas, el Banco Asiático de Desarrollo, los BRICS y el G-20, considerado el principal locus económico de las naciones emergentes y desarrolladas. India ejerce una influencia destacada como miembro fundador del Movimiento de Países No Alineados. India también ha desempeñado un papel importante e influyente en otras organizaciones internacionales, como la Cumbre de Asia Oriental, la Organización Mundial del Comercio, el Fondo Monetario Internacional (FMI), el G8+5 y el Foro de Diálogo IBSA India también es miembro del Banco Asiático de Inversión en Infraestructuras y de la Organización de Cooperación de Shanghái. Como antigua colonia británica, India es miembro de la Commonwealth de Naciones y sigue manteniendo relaciones con otros países de la Commonwealth.

## Historia
Las relaciones de la India con el mundo han evolucionado desde el Raj británico (1857-1947), cuando el Imperio Británico asumió la responsabilidad de gestionar las relaciones exteriores y de defensa. Cuando India obtuvo la independencia en 1947, pocos indios tenían experiencia en hacer o dirigir la política exterior. Sin embargo, el partido político más antiguo del país, el Congreso Nacional Indio, había creado un pequeño departamento de asuntos exteriores en 1925 para establecer contactos en el extranjero y dar publicidad a su lucha por la independencia. Desde finales de la década de 1920, Jawaharlal Nehru, que era uno de los líderes independentistas más interesados en los asuntos mundiales, formuló la postura del Congreso sobre cuestiones internacionales junto con V. K. Krishna Menon; después de 1947, articularon la visión del mundo de India como primer ministro y Ministro de Asuntos Exteriores de facto.
La influencia internacional de la India varió a lo largo de los años posteriores a la independencia. El prestigio y la autoridad moral de la India eran elevados en la década de 1950 y facilitaron la obtención de ayuda al desarrollo tanto de Oriente como de Occidente. Aunque el prestigio procedía de la postura no alineada de India y, en particular, de la posición en que situaba a los diplomáticos indios, como Menon, para mediar o conciliar en disputas ajenas, la nación no pudo evitar que la política de la Guerra Fría se entrelazara con las relaciones interestatales en el sur de Asia. En la intensamente debatida cuestión de Cachemira con Pakistán, India perdió credibilidad al rechazar los llamamientos de las Naciones Unidas a un plebiscito en la zona en disputa.
En las décadas de 1960 y 1970, la posición internacional de India entre los países desarrollados y en desarrollo se desvaneció durante las guerras con China y Pakistán, las disputas con otros países del sur de Asia y el intento de India de igualar el apoyo de Pakistán por parte de Estados Unidos y China mediante la firma del Tratado Indo-Soviético de Amistad y Cooperación en agosto de 1971. Aunque India obtuvo una importante ayuda militar y económica soviética, que contribuyó a fortalecer la nación, la influencia de India se vio mermada regional e internacionalmente por la percepción de que su amistad con la Unión Soviética impedía una condena más directa de la presencia soviética en Afganistán. A finales de la década de 1980, India mejoró sus relaciones con Estados Unidos, otros países desarrollados y China, al tiempo que mantenía estrechos vínculos con la Unión Soviética. Las relaciones con sus vecinos del sur de Asia, especialmente Pakistán, Sri Lanka y Nepal, ocuparon gran parte de las energías del Ministerio de Asuntos Exteriores.
Incluso antes de la independencia, el gobierno colonial indio mantenía relaciones diplomáticas semiautónomas. Tenía colonias (como el Asentamiento de Adén), que enviaban y recibían misiones completas. India fue miembro fundador tanto de la Sociedad de Naciones como de las Naciones Unidas. Tras independizarse del Reino Unido en 1947, India no tardó en unirse a la Mancomunidad de Naciones y apoyó firmemente los movimientos independentistas de otras colonias, como la Revolución Nacional Indonesia. La partición y diversas disputas territoriales, sobre todo la de Cachemira, tensarían sus relaciones con Pakistán durante años. Durante la Guerra Fría, India adoptó una política exterior de no alinearse con ningún bloque de grandes potencias. Sin embargo, India estrechó lazos con la Unión Soviética y recibió de ella un amplio apoyo militar.
El final de la Guerra Fría afectó significativamente a la política exterior de India, al igual que a la de gran parte del mundo. En la actualidad, el país trata de reforzar sus lazos diplomáticos y económicos con Estados Unidos, el bloque comercial de la Unión Europea, Japón, Israel, México, y Brasil. India también ha estrechado lazos con los Estados miembros de la Asociación de Naciones del Sudeste Asiático, la Unión Africana, la Liga Árabe e Irán.
Aunque India sigue manteniendo una relación militar con Rusia, Israel se ha convertido en el segundo socio militar de India, mientras que India ha forjado una sólida asociación estratégica con Estados Unidos. La política exterior de Narendra Modi indica un giro hacia la región asiática y, en términos más generales, hacia los acuerdos comerciales.

## Política
La política exterior de la India siempre ha considerado el concepto de vecindad como un círculo concéntrico cada vez más amplio, en torno a un eje central de puntos comunes históricos y culturales.
Hasta 44 millones de personas de origen indio viven y trabajan en el extranjero y constituyen un importante vínculo con la madre patria. Un papel importante de la política exterior india ha sido garantizar su bienestar en el marco de las leyes del país donde viven.

### Función del primer ministro
Jawaharlal Nehru, el primer primer ministro de la India, promovió un fuerte papel personal del primer ministro. Nehru ejerció simultáneamente como primer ministro y ministro de Asuntos Exteriores; él mismo tomaba todas las decisiones importantes de política exterior tras consultar con sus asesores y luego confiaba la dirección de los asuntos internacionales a altos cargos del Servicio Exterior indio. Fue el principal padre fundador del Panchsheel o los Cinco Principios de Coexistencia Pacífica.
Sus sucesores siguieron ejerciendo un control considerable sobre las relaciones internacionales de India, aunque nombraron ministros de Asuntos Exteriores por separado.

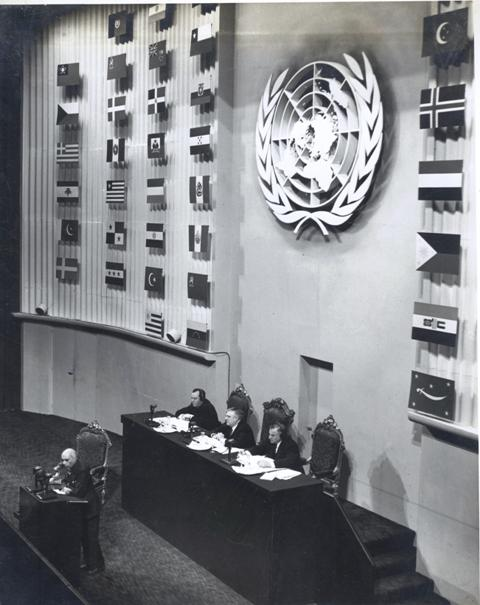
Jawaharlal Nehru, primer primer ministro de la India, dirigiéndose a las Naciones Unidas (1948)

El segundo primer ministro de la India, Lal Bahadur Shastri (1964-66), amplió la Oficina del primer ministro (a veces llamada Secretaría del primer ministro) y amplió sus competencias. En la década de 1970, la Oficina del primer ministro se había convertido en el coordinador de facto y el supra-ministerio del gobierno indio. El mayor protagonismo de la oficina reforzó el control del primer ministro sobre la elaboración de la política exterior en detrimento del Ministerio de Asuntos Exteriores. Los asesores de la oficina proporcionaban canales de información y recomendaciones políticas adicionales a los ofrecidos por el Ministerio de Asuntos Exteriores. Una parte subordinada de la oficina -el Ala de Investigación y Análisis (RAW)- funcionaba de forma que ampliaba significativamente la información de que disponían el primer ministro y sus asesores. La RAW recopilaba información, proporcionaba análisis de inteligencia a la Oficina del primer ministro y llevaba a cabo operaciones encubiertas en el extranjero.
El control del primer ministro y su dependencia de asesores personales en la Oficina del primer ministro fue especialmente fuerte durante los mandatos de Indira Gandhi (1966-77 y 1980-84) y su hijo, Rajiv (1984-89), que la sucedió, y más débil durante los periodos de gobiernos de coalición. A los observadores les resulta difícil determinar si la toma de decisiones sobre cualquier asunto corresponde al Ministerio de Asuntos Exteriores, al Consejo de Ministros, al Gabinete del primer ministro o al propio primer ministro.
Sin embargo, el primer ministro tiene libertad para nombrar asesores y comités especiales que examinen diversas opciones y áreas de interés en política exterior. En un caso reciente, Manmohan Singh nombró a K. Subrahmanyam en 2005 para dirigir un grupo de trabajo especial del gobierno encargado de estudiar los «Desarrollos Estratégicos Globales» durante la próxima década. El grupo de trabajo presentó sus conclusiones al primer ministro en 2006. El informe aún no se ha hecho público.

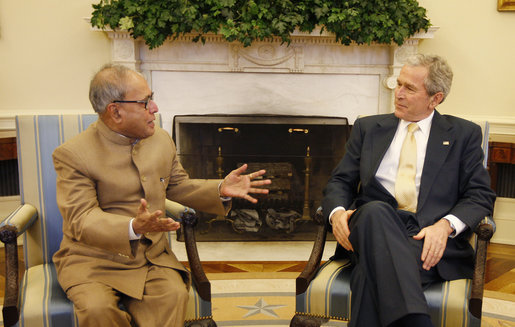
Pranab Mukherjee, exministro de Finanzas y expresidente de la India, con el expresidente estadounidense George W. Bush en 2008.

La inclinación histórica de la India hacia una política exterior «no alineada» ha experimentado un cambio bajo el liderazgo del primer ministro Narendra Modi desde 2014, ya que Nueva Delhi ha mostrado un mayor nivel de «asertividad» en sus compromisos internacionales.

### Ministerio de Asuntos Exteriores
El Ministerio de Asuntos Exteriores es el organismo del gobierno indio responsable de las relaciones exteriores de India. El ministro de Asuntos Exteriores tiene rango de gabinete como miembro del Consejo de Ministros.
Subrahmanyam Jaishankar es el actual ministro de Asuntos Exteriores. El Ministerio cuenta con un ministro de Estado, V Muraleedharan. El secretario de Asuntos Exteriores de la India es el jefe del Servicio Exterior de la India (IFS) y, por tanto, es el jefe de todos los (embajadores) y altos comisionados indios. Vinay Mohan Kwatra es el actual Secretario de Asuntos Exteriores de la India.

### Política de atender al Este
En la era posterior a la Guerra Fría, un aspecto significativo de la política exterior de India es la Política de atender al Este. Durante la guerra fría, las relaciones de India con sus vecinos del sudeste asiático no fueron sólidas. Tras el final de la guerra fría, el gobierno indio se dio cuenta de la importancia de corregir este desequilibrio en su política exterior. En consecuencia, a principios de los años noventa del siglo pasado, el gobierno de Narsimha Rao puso en marcha la política de mirar hacia el Este. Inicialmente, se centró en renovar los contactos políticos y económicos con los países del este y el sudeste asiático.

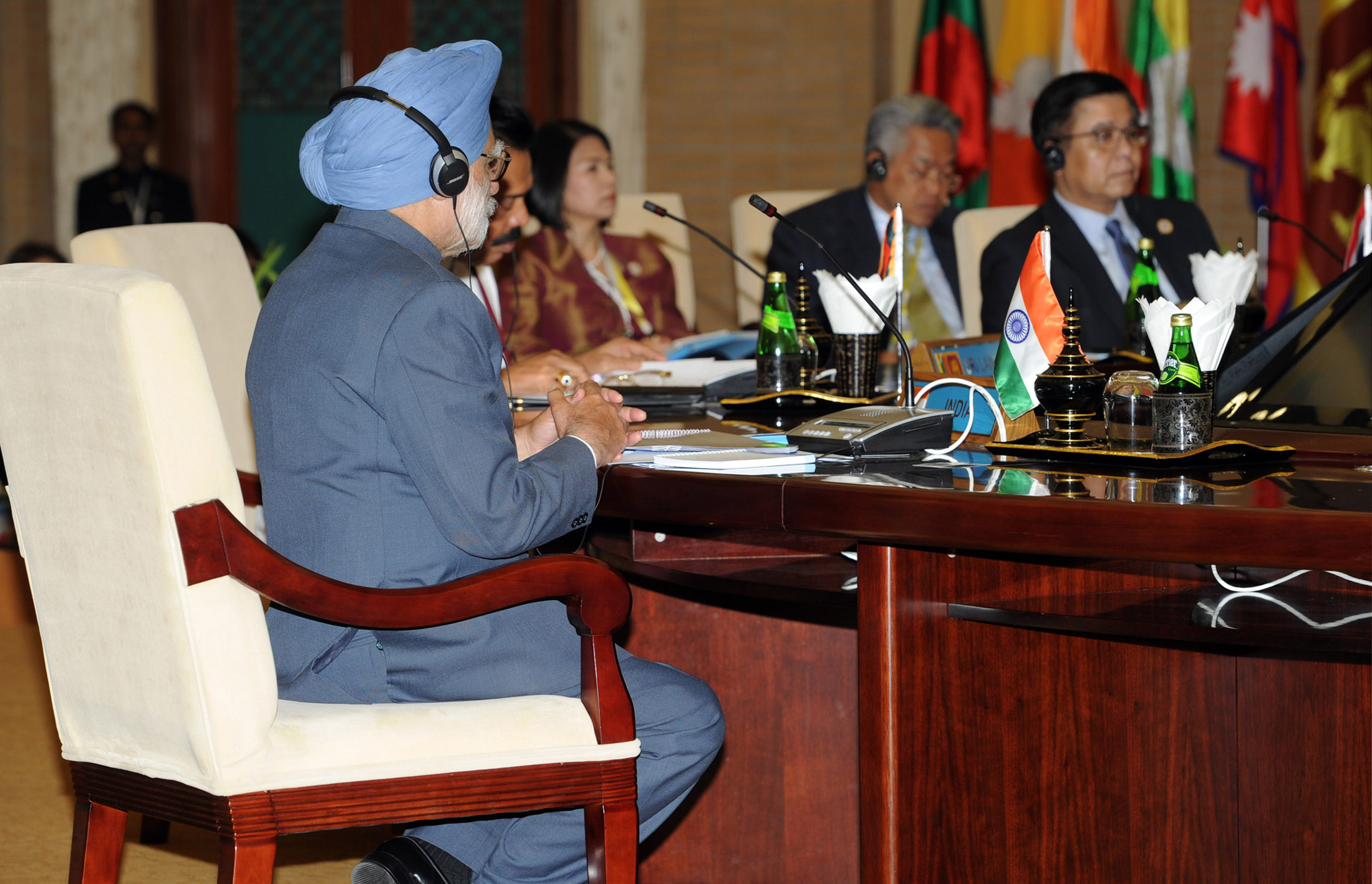
El primer ministro, Dr. Manmohan Singh, en la ceremonia de apertura de la tercera Cumbre de la Iniciativa del Golfo de Bengala para la Cooperación Técnica y Económica Multisectorial (BIMSTEC), en Nay Pyi Taw, Myanmar, el 4 de marzo de 2014.

Hoy en día, en el marco de la Política de atender al Este, el Gobierno de la India está haciendo especial hincapié en el desarrollo económico de la atrasada región nororiental de India, aprovechando el enorme mercado de la ASEAN, así como los recursos energéticos disponibles en algunos de los países miembros de la ASEAN, como Birmania. La Política de atender al Este se puso en marcha en 1991, justo después del final de la Guerra Fría, tras la disolución de la Unión Soviética. Tras el inicio de la liberalización, fue una decisión política muy estratégica adoptada por el gobierno en política exterior. Citando al primer ministro Manmohan Singh, «fue también un cambio estratégico en la visión india del mundo y del lugar de India en la economía global en evolución».
La política recibió un impulso inicial cuando el entonces primer ministro Narasimha Rao visitó China, Japón, Corea del Sur, Vietnam y Singapur, e India se convirtió en un importante socio de diálogo con la ASEAN en 1992. Desde principios de este siglo, India ha dado un gran impulso a esta política convirtiéndose en socio de la ASEAN en la cumbre (2002) y participando en algunas iniciativas regionales como el BIMSTEC y la Cooperación Ganga-Mekong, y ahora convirtiéndose en miembro de la Cumbre de Asia Oriental (EAS) en diciembre de 2005.
Desde la disolución de la Unión Soviética, India ha forjado una asociación más estrecha con las potencias occidentales. En la década de 1990, los problemas económicos de India y la desaparición del sistema político mundial bipolar obligaron al país a revaluar su política exterior y ajustar sus relaciones exteriores. Las políticas anteriores resultaron inadecuadas para hacer frente a los graves problemas internos e internacionales a los que se enfrentaba India. El final de la Guerra Fría destripó el significado central de la no alineación y dejó a la política exterior india sin una dirección significativa. Las duras y pragmáticas consideraciones de principios de los noventa seguían viéndose dentro del marco no alineado del pasado, pero la desintegración de la Unión Soviética eliminó gran parte de la influencia internacional de India, que no pudo compensar con sus relaciones con Rusia y los demás Estados postsoviéticos. Tras la disolución de la Unión Soviética, India mejoró sus relaciones con Estados Unidos, Canadá, Francia, Japón y Alemania. En 1992, India estableció relaciones diplomáticas formales con Israel y esta relación creció durante los gobiernos de la Alianza Democrática Nacional (NDA) y los posteriores de la Alianza Progresista Unida (UPA).
A mediados de la década de 1990, India atrajo la atención del mundo hacia el terrorismo respaldado por Pakistán en Cachemira. La guerra de Kargil supuso una importante victoria diplomática para India. Estados Unidos y la Unión Europea reconocieron que los militares paquistaníes se habían infiltrado ilegalmente en territorio indio y presionaron a Pakistán para que se retirara de Kargil. Estados Unidos y la Unión Europea calificaron de terroristas a varios grupos militantes anti-India con base en Pakistán.
En 1998, India probó armas nucleares por segunda vez (véase Pokhran-II), lo que provocó varias sanciones estadounidenses, japonesas y europeas a India. El entonces ministro de Defensa indio, George Fernandes, afirmó que el programa nuclear indio era necesario porque suponía una medida disuasoria frente a la posible amenaza nuclear china. La mayoría de las sanciones impuestas a India se retiraron en 2001.

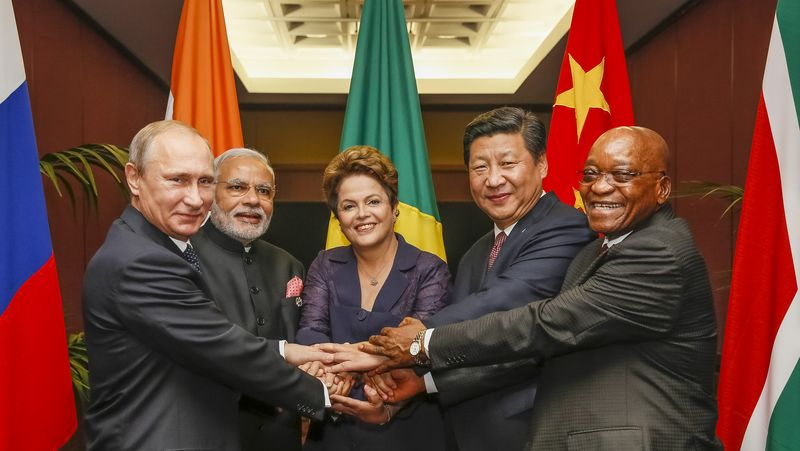
India ha representado a menudo los intereses de los países en desarrollo en diversas plataformas internacionales. En la imagen, Vladímir Putin, Narendra Modi, Dilma Rousseff, Xi Jinping y Jacob Zuma, 2014.

Tras los atentados del 11 de septiembre de 2001, las agencias de inteligencia indias proporcionaron a Estados Unidos información significativa sobre las actividades de Al Qaeda y grupos afines en Pakistán y Afganistán. La amplia contribución de India a la Guerra contra el Terror, unida al auge de su economía, ha favorecido las relaciones diplomáticas del país con varios países. En los últimos tres años, India ha realizado numerosas maniobras militares conjuntas con naciones estadounidenses y europeas que han dado lugar a un fortalecimiento de las relaciones bilaterales entre Estados Unidos e India y entre la UE e India. El comercio bilateral de India con Europa y Estados Unidos se ha más que duplicado en los cinco años transcurridos desde 2003.
India ha impulsado reformas en la ONU y la OMC con resultados desiguales. La candidatura de India a un puesto permanente en el Consejo de Seguridad de la ONU cuenta actualmente con el respaldo de varios países, como Francia, Rusia, Reino Unido, Alemania, Japón, Brasil, Australia y Emiratos Árabes Unidos. En 2004, Estados Unidos firmó un acuerdo de cooperación nuclear con India a pesar de que este país no forma parte del Tratado de No Proliferación Nuclear. Estados Unidos argumentó que el sólido historial de no proliferación nuclear de India la convertía en una excepción, sin embargo, esto no ha persuadido a otros miembros del Grupo de abastecedores nucleares a firmar acuerdos similares con India. Durante una visita de Estado a India en noviembre de 2010, el presidente estadounidense Barack Obama anunció el apoyo de Estados Unidos a la candidatura de India como miembro permanente del Consejo de Seguridad de la ONU, así como la entrada de India en el Grupo de Suministradores Nucleares, el Acuerdo de Wassenaar, el Grupo de Australia y el Régimen de Control de Tecnología de Misiles. Desde enero de 2018, India es miembro del Acuerdo de Wassenaar, el Grupo de Australia y el Régimen de Control de Tecnología de Misiles.

## Socios estratégicos
La creciente economía de la India, su situación estratégica, una combinación de política exterior amistosa y diplomática y una diáspora numerosa y vibrante le han granjeado más aliados que enemigos. India mantiene relaciones amistosas con varios países del mundo en desarrollo. Aunque no forma parte de ninguna gran alianza militar, mantiene una estrecha relación estratégica y militar con la mayoría de las grandes potencias.

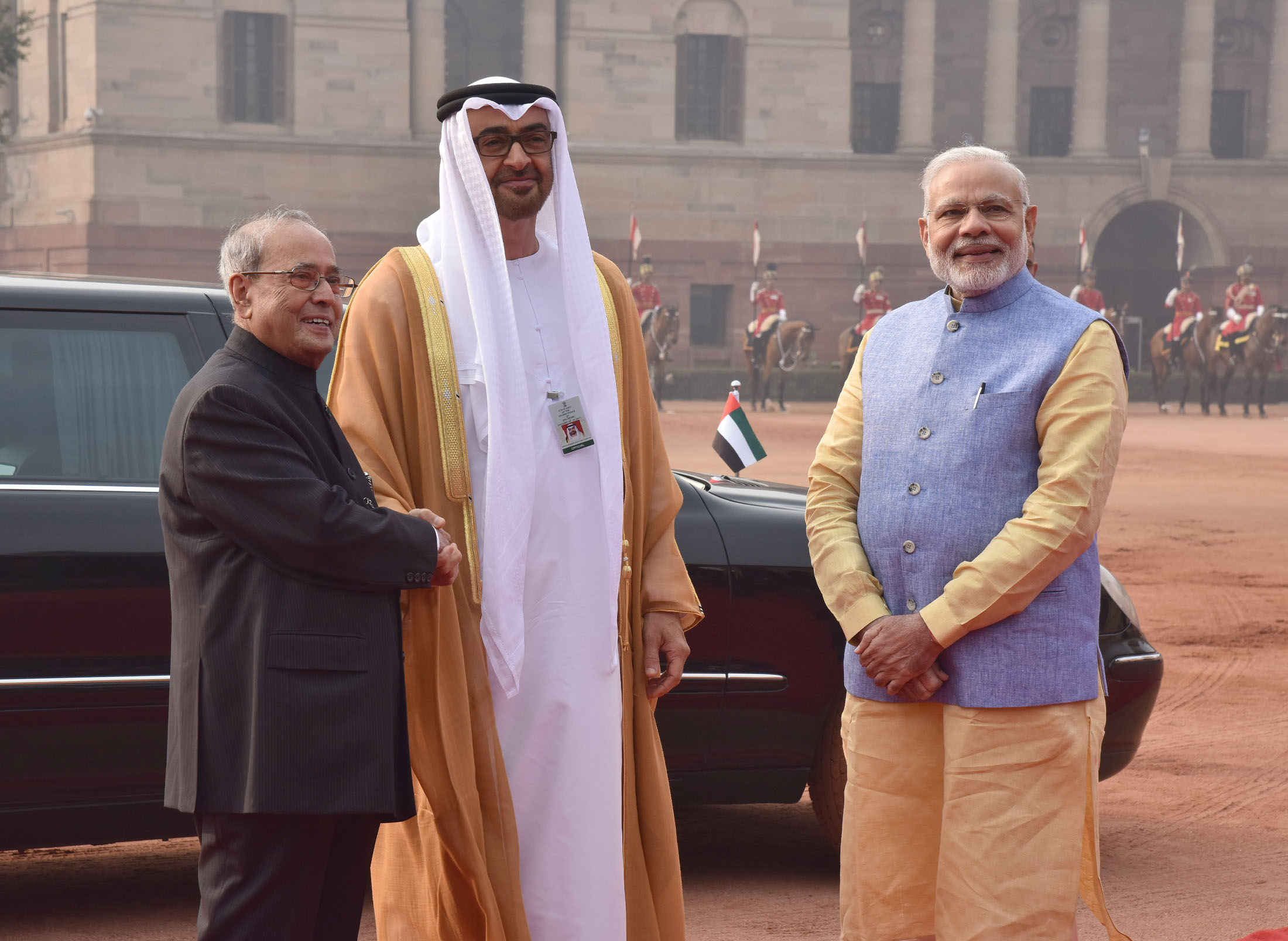
El Príncipe Heredero de Abu Dhabi, Vicecomandante Supremo de las Fuerzas Armadas de EAU, General Sheikh Mohammed Bin Zayed Al Nahyan, recibido por el presidente, Shri Pranab Mukherjee, y el primer ministro, Shri Narendra Modi.

Entre los países considerados más cercanos a India se encuentran los Emiratos Árabes Unidos, la Federación Rusa, Israel, Afganistán, Francia, Bután, Bangladés, y Estados Unidos. Rusia es el mayor proveedor de equipamiento militar de India, seguida de Israel y Francia. Según algunos analistas, Israel está a punto de superar a Rusia como mayor socio militar y estratégico de India. Ambos países también colaboran ampliamente en el ámbito de la lucha contra el terrorismo y la tecnología espacial. India también mantiene estrechas relaciones militares con otros países, como el Reino Unido, Estados Unidos, Japón, Singapur, Brasil, Sudáfrica e Italia. Además, India opera una base aérea en Tayikistán, firmó un histórico acuerdo de defensa con Catar en 2008, y ha arrendado la isla Asunción a Seychelles para construir una base naval en 2015.
India también ha forjado relaciones con países en desarrollo, especialmente Sudáfrica, Brasil y México, que suelen representar los intereses de los países en desarrollo en foros económicos como el G8+5, el IBSA y la OMC. India fue considerada uno de los abanderados del mundo en desarrollo y afirmó hablar en nombre de un grupo de más de 30 naciones en desarrollo en la Ronda de Desarrollo de Doha. La política india de mirar hacia el Este le ha ayudado a desarrollar mayores asociaciones económicas y estratégicas con países del sudeste asiático, Corea del Sur, Japón y Taiwán. India también mantiene relaciones amistosas con los países del Golfo Pérsico y con la mayoría de los miembros de la Unión Africana.
La Fundación para la Investigación de la Seguridad Nacional de Nueva Delhi publicó India's Strategic Partners: A Comparative Assessment y clasificó a los principales socios estratégicos de India con una puntuación de 90 puntos: Rusia ocupa el primer puesto con 62, seguida de Estados Unidos (58), Francia (51), Reino Unido (41), Alemania (37) y Japón (34). Uno de los resultados de la cumbre del G20 de 2023 es un proyecto de transporte que facilitaría el comercio indio con Oriente Medio y Europa.

### Acuerdos de cooperación
India ha firmado acuerdos de asociación estratégica con más de dos docenas de países/entidades supranacionales que se enumeran aquí por orden cronológico de los pactos:
| N.º | País                   | Fecha de firma del acuerdo | Referencia |
| --- | ---------------------- | -------------------------- | ---------- |
| 1   | Francia                | 1997                       | [ 79 ]     |
| 2   | Rusia                  | 2000                       | [ 80 ]     |
| 3   | Alemania               | 2001                       | [ 81 ]     |
| 4   | Mauricio               | 2003                       | [ 82 ]     |
| 5   | Irán                   | 2003                       | [ 83 ]     |
| 6   | Reino Unido            | 2004                       | [ 84 ]     |
| 7   | Estados Unidos         | 2004                       | [ 85 ]     |
| 8   | Ruanda                 | 2017                       | [ 86 ]     |
| 9   | Indonesia              | 2005                       | [ 87 ]     |
| 10  | China                  | 2005                       | [ 88 ]     |
| 11  | Brasil                 | 2006                       | [ 89 ]     |
| 12  | Vietnam                | 2007                       | [ 90 ]     |
| 13  | Omán                   | 2008                       | [ 91 ]     |
| 14  | Kazajistán             | 2009                       | [ 92 ]     |
| 15  | Autralia               | 2009                       | [ 93 ]     |
| 16  | Malasia                | 2010                       | [ 94 ]     |
| 17  | Corea del Sur          | 2010                       | [ 95 ]     |
| 18  | Arabia Saudita         | 2010                       | [ 96 ]     |
| 19  | Uzbekistán             | 2011                       | [ 97 ]     |
| 20  | Afganistán             | 2011                       | [ 98 ]     |
| 21  | Tayikistán             | 2012                       | [ 99 ]     |
| 22  | Israel                 | 2017                       | [ 100 ]    |
| 23  | Japón                  | 2014                       | [ 101 ]    |
| 24  | Seychelles             | 2014                       | [ 102 ]    |
| 25  | Mogolia                | 2015                       | [ 103 ]    |
| 26  | Singapur               | 2015                       | [ 104 ]    |
| 27  | Emiratos Árabes Unidos | 2015                       | [ 105 ]    |
| 28  | Unión Europea          | 2004                       | [ 106 ]    |
| 29  | ASEAN                  | 2012                       | [ 107 ]    |
| 30  | Egipto                 | 2023                       | [ 108 ]    |
| 31  | Italia                 | 2023                       | [ 109 ]    |
| 32  | Grecia                 | 2023                       | [ 110 ]    |

### Futuros acuerdos
En la actualidad, India está dando pasos para establecer asociaciones estratégicas con Canadá y Argentina. Aunque India no ha firmado ningún acuerdo formal de asociación estratégica con Bután y Catar, su Ministerio de Asuntos Exteriores describe a menudo las relaciones con estos países como «estratégicas».

## África

#### Burkina Faso

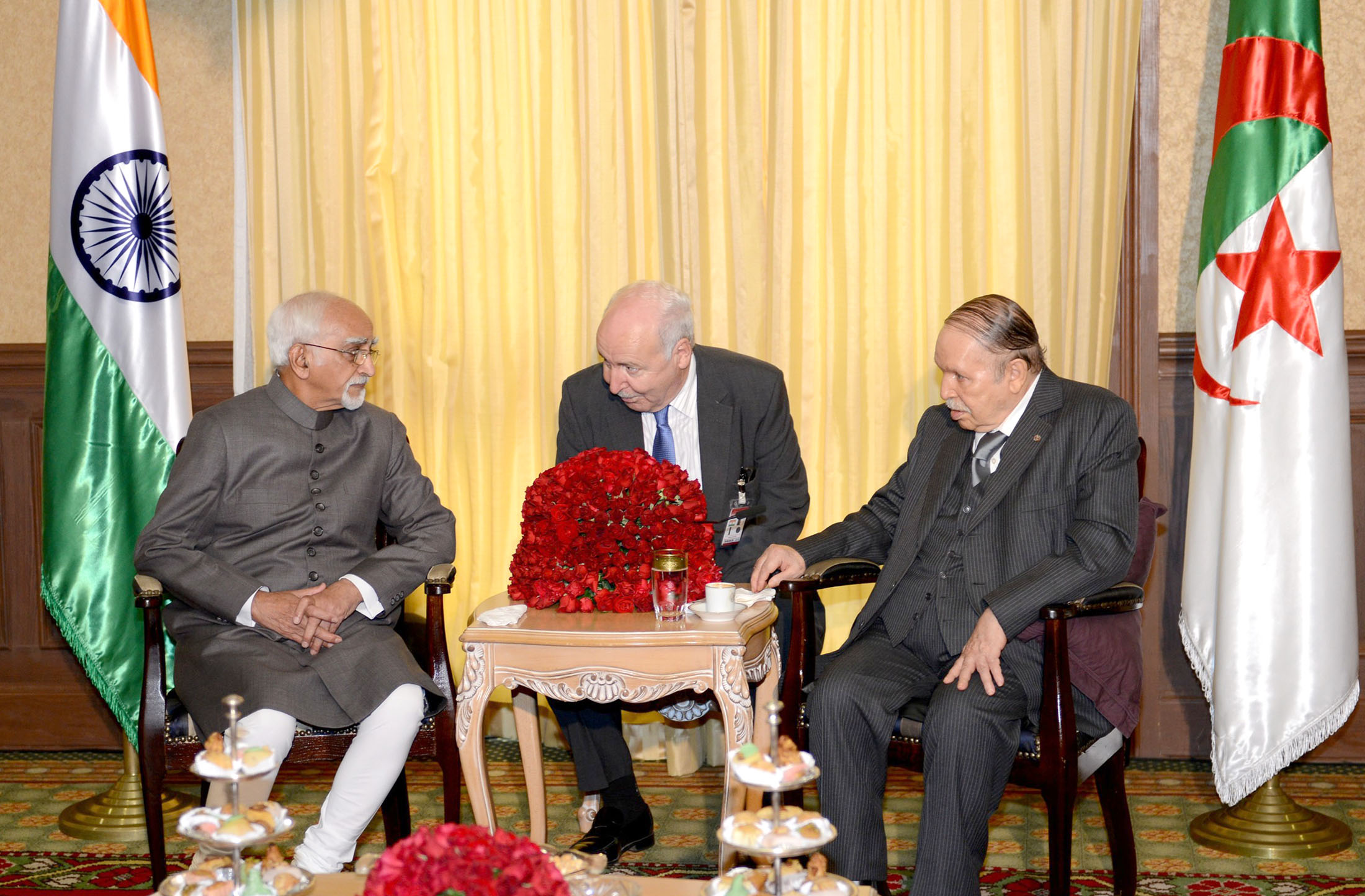
El Vicepresidente, Shri M. Hamid Ansari llamando al Presidente de Argelia, Sr. Abdelaziz Bouteflika, en Argel, Argelia el 19 de octubre de 2016.

Ambos países establecieron relaciones diplomáticas el 24 de marzo de 1962.

#### Burundi
- Burundi tiene embajada en Nueva Delhi.[116]
- India está representada en Burundi por su embajada en Kampala (Uganda).[117]
- Ambos países tienen varios acuerdos bilaterales.[118]

#### Chad
Ambos países establecieron relaciones diplomáticas el 18 de octubre de 1975.

#### Comoras
- Ambos países establecieron relaciones diplomáticas en junio de 1976.[120]
- Ambos países son miembros de pleno derecho de la Asociación de la Cuenca Indio-Oceánica.

#### Congo
Ambos países establecieron relaciones diplomáticas el 26 de agosto de 1967.

#### Yibuti
Ambos países establecieron relaciones diplomáticas el 7 de diciembre de 1981.

#### Etiopía
Ambos países establecieron relaciones diplomáticas el 1 de julio de 1948.
India y Etiopía mantienen cálidos lazos bilaterales basados en la cooperación y el apoyo mutuos. La India ha colaborado en los esfuerzos de desarrollo de Etiopía, formando a personal etíope en el marco de su programador ITEC, proporcionándole varias líneas de crédito y lanzando allí el proyecto de red electrónica panafricana en 2007. La Segunda Cumbre del Foro India-África se celebró en Adís Abeba en 2011. India es también la segunda fuente de inversiones extranjeras directas de Etiopía.

#### Egipto
Ambos países establecieron relaciones diplomáticas el 18 de agosto de 1947.

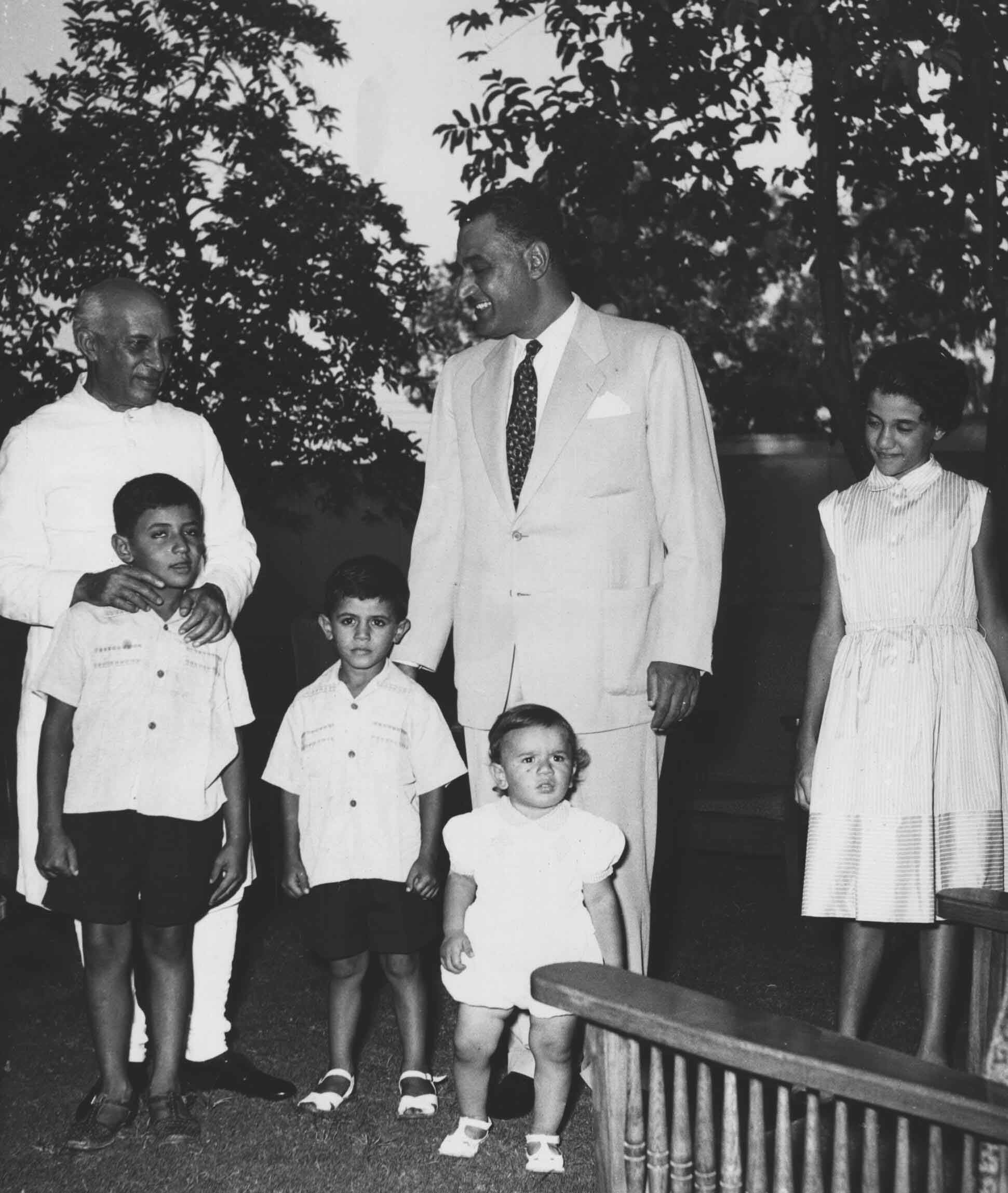
Abdel Nasser y sus hijos con Jawaharlal Nehru. En 1955, Egipto con Gamal Abdel Nasser y la India con Jawaharlal Nehru se convirtieron en los fundadores del Movimiento de Países No Alineados. Durante la guerra de 1956, Nehru apoyó a Egipto hasta el punto de amenazar con retirar a su país de la Mancomunidad de Naciones.

Las relaciones modernas entre Egipto e India se remontan a los contactos entre Saad Zaghloul y Mohandas Gandhi sobre los objetivos comunes de sus respectivos movimientos de independencia[279]. En 1955, Egipto, bajo el mandato de Gamal Abdul Nasser, e India, bajo el de Jawaharlal Nehru, se convirtieron en los fundadores del Movimiento de Países No Alineados. Durante la guerra de 1956, Nehru apoyó a Egipto hasta el punto de amenazar con retirar a su país de la Mancomunidad de Naciones. En 1967, tras el conflicto árabe-israelí, India apoyó a Egipto y a los árabes. En 1977, Nueva Delhi calificó de «valiente» la visita del presidente Anwar al-Sadat a Jerusalén y consideró que el tratado de paz entre Egipto e Israel era un paso primordial en el camino hacia una solución justa del problema de Oriente Medio. Las principales exportaciones egipcias a India son algodón en bruto, fertilizantes en bruto y manufacturados, petróleo y derivados, productos químicos orgánicos y no orgánicos, y productos de cuero y hierro. Las principales importaciones de Egipto procedentes de India son hilo de algodón, sésamo, café, hierbas, tabaco, lentejas, productos farmacéuticos y equipos de transporte. El Ministerio de Petróleo egipcio también negocia actualmente con otra empresa india el establecimiento de una planta de fertilizantes alimentada por gas natural. En 2004, la Gas Authority of India Limited compró el 15% de la empresa egipcia de distribución y comercialización de gas natural. En 2008, la inversión egipcia en India ascendía a unos 750 millones de dólares, según el embajador egipcio. Tras la Primavera Árabe de 2011, con el derrocamiento de Hosni Mubarak, Egipto solicitó la ayuda de India para la celebración de elecciones en todo el país.

#### Gabón
Gabón mantiene una embajada en Nueva Delhi. La Embajada de la India en Kinsasa (República Democrática del Congo) está acreditada conjuntamente ante Gabón.

#### Ghana
Ambos países establecieron relaciones diplomáticas el 6 de marzo de 1957.
Las relaciones entre Ghana e India son en general estrechas y cordiales, mezcladas con conexiones económicas y culturales. El comercio entre India y Ghana ascendió a 818 millones de dólares en 2010-11 y se espera que alcance los 1.000 millones de dólares en 2013. Ghana importa automóviles y autobuses de India y empresas como Tata Motors y Ashok Leyland tienen una presencia significativa en el país. Las exportaciones ghanesas a India consisten en oro, cacao y madera, mientras que las exportaciones indias a Ghana comprenden productos farmacéuticos, maquinaria agrícola, equipos eléctricos, plásticos, acero y cemento.
El Gobierno de India ha concedido 228 millones de dólares en líneas de crédito a Ghana, que se han utilizado para proyectos en sectores como la agroindustria, el procesado de pescado, la gestión de residuos, la electrificación rural y la ampliación de los ferrocarriles ghaneses. India también se ha ofrecido a crear un Instituto India-África de Tecnología de la Información (IAIIT) y un Centro de Incubación de Empresas de Procesado de Alimentos en Ghana, en el marco de la Cumbre del Foro India-África.
India se encuentra entre los mayores inversores extranjeros en la economía de Ghana. A finales de 2011, las inversiones indias en Ghana ascendían a 550 millones de dólares y abarcaban unos 548 proyectos. Las inversiones indias se realizan principalmente en los sectores agrícola y manufacturero de Ghana, mientras que las empresas ghanesas fabrican medicamentos en colaboración con empresas indias. El sector de las tecnologías de la información de Ghana también cuenta con una importante presencia india. India y Ghana también tienen un Acuerdo Bilateral de Protección de Inversiones. La empresa india Rashtriya Chemicals and Fertilisers está creando una planta de fertilizantes en Nyankrom, en el distrito de Shama, en la región occidental de Ghana. El proyecto supone una inversión de 1.300 millones de dólares y la planta tendría una capacidad de producción anual de 1,1 millones de toneladas, la mayor parte de las cuales se exportaría a India. También hay planes para desarrollar una planta de procesamiento de azúcar que supondría una inversión de 36 millones de dólares Bank of Baroda, Bharti Airtel, Tata Motors y Tech Mahindra son algunas de las principales empresas indias en Ghana.
En la actualidad viven en Ghana entre siete y ocho mil indios y personas de origen indio, algunos de los cuales llevan allí más de 70 años. Ghana alberga una creciente población hindú autóctona que hoy cuenta con 3.000 familias. El hinduismo no llegó a Ghana hasta finales de la década de 1940, con los comerciantes sindhi que emigraron tras la partición de la India. Desde mediados de la década de 1970, cuando se fundó un monasterio hindú africano en Acra, el hinduismo ha ido creciendo en Ghana y en el vecino Togo.

#### Guinea
Ambos países establecieron relaciones diplomáticas el 8 de julio de 1960.

#### Costa de Marfil
Las relaciones bilaterales entre India y Costa de Marfil se han ampliado considerablemente en los últimos años, a medida que India intenta desarrollar una amplia asociación comercial y estratégica en la región de África Occidental. La misión diplomática india en Abiyán se abrió en 1979. Costa de Marfil abrió su misión residente en Nueva Delhi en septiembre de 2004. Actualmente, ambas naciones están fomentando los esfuerzos para aumentar el comercio, las inversiones y la cooperación económica.

#### Kenia
Ambos países establecieron relaciones diplomáticas el 14 de diciembre de 1963.

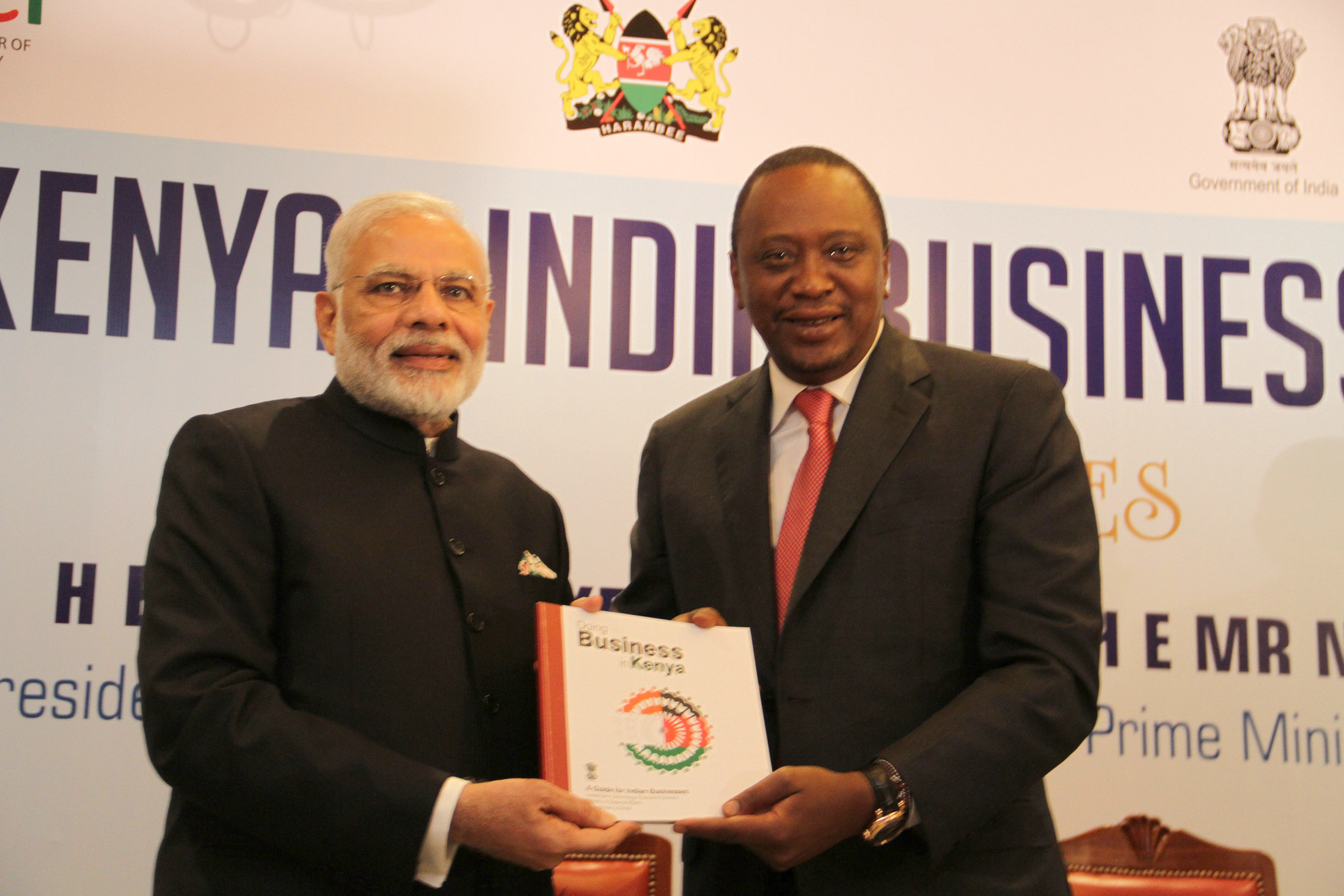
El primer ministro, Shri Narendra Modi presentando una guía para las empresas indias: "Doing Business in Kenya" al Presidente de Kenia, Sr. Uhuru Kenyatta, en el Foro Empresarial India-Kenia, en Nairobi, Kenia, el 11 de julio de 2016.

Como Estados ribereños del océano Índico, los vínculos comerciales entre India y Kenia se remontan a varios siglos atrás. En Kenia vive una gran minoría de indios y personas de origen indio, descendientes de los trabajadores que trajeron los británicos para construir el ferrocarril de Uganda y de comerciantes gujarati. India y Kenia mantienen crecientes lazos comerciales. El comercio bilateral ascendió a 2.400 millones de dólares en 2010-2011, pero las importaciones keniatas procedentes de la India representaron 2.300 millones, por lo que la balanza comercial se inclinó claramente a favor de la India. India es el sexto socio comercial de Kenia y el mayor exportador a este país. Las exportaciones indias a Kenia incluyen productos farmacéuticos, acero, maquinaria y automóviles, mientras que las exportaciones keniatas a India son productos primarios como ceniza de sosa, verduras y té. Las empresas indias tienen una presencia significativa en Kenia, donde operan corporaciones como Tata Group, Essar Group, Reliance Industries y Bharti Airtel.

#### Lesoto
Ambos países establecieron relaciones diplomáticas el 8 de junio de 1971.
India cuenta con un Alto Comisionado en Pretoria que presta servicios a Lesoto, y Lesoto tiene una misión residencial en India. Lesoto e India mantienen fuertes lazos. Lesoto ha apoyado la candidatura de India a un puesto permanente en la ONU y también ha reconocido a Jammu y Cachemira como parte de India. India exportó 11 millones de dólares a Lesoto en el año 2010-2011, mientras que sólo importó 1 millón de dólares en bienes de Lesoto. Desde 2001, un equipo de entrenamiento del ejército indio ha formado a varios soldados en la LDF.

#### Liberia
Ambos países establecieron relaciones diplomáticas el 7 de julio de 1960.
Las relaciones bilaterales entre la República de India y la República de Liberia se han ampliado con el crecimiento del comercio bilateral y la cooperación estratégica. India está representada en Liberia a través de su embajada en Abiyán (Costa de Marfil) y un consulado honorario activo en Monrovia desde 1984. Liberia estuvo representada en India a través de su misión residente en Nueva Delhi, que posteriormente cerró debido a restricciones presupuestarias.

#### Libia
Ambos países establecieron relaciones diplomáticas el 20 de julio de 1952.

#### Malaui
Ambos países establecieron relaciones diplomáticas el 19 de octubre de 1964.

#### Mali
Ambos países establecieron relaciones diplomáticas el 24 de enero de 1962.

#### Mauritania
Ambos países establecieron relaciones diplomáticas el 22 de octubre de 1965.
India está representada en Mauritania por su embajada en Bamako (Malí) y tiene un consulado honorario en Nuakchot.

#### Mauricio
Ambos países establecieron relaciones diplomáticas el 12 de marzo de 1968.

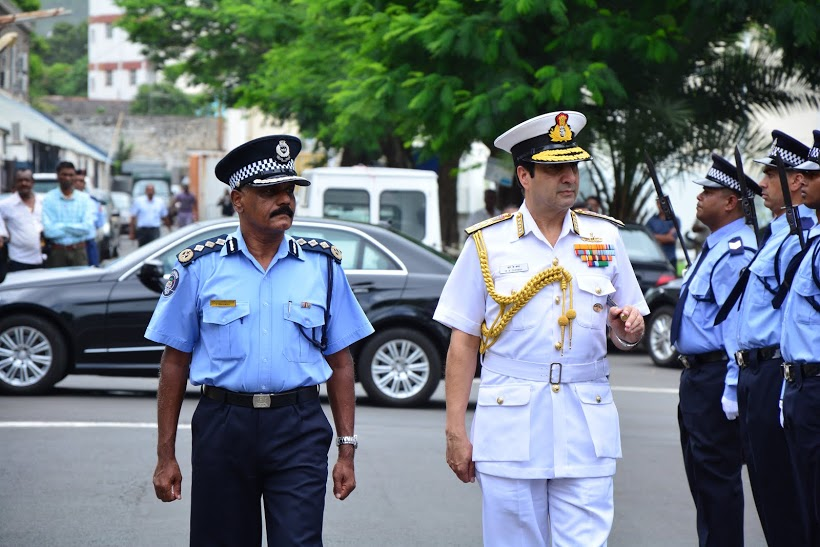
El almirante RK Dhowan inspecciona la guardia de honor en Mauricio

Las relaciones entre India y Mauricio existen desde 1730; las relaciones diplomáticas se establecieron en 1948, antes de que Mauricio se convirtiera en estado independiente. La relación es muy cordial debido a las afinidades culturales y a los largos lazos históricos que existen entre ambas naciones. Más del 68% de la población mauriciana es de origen indio, lo que se conoce como indo-mauricianos. La corporación económica y comercial ha ido aumentando con los años. India se ha convertido en la mayor fuente de importaciones de Mauricio desde 2007 y Mauricio importó bienes por valor de 816 millones de dólares en el ejercicio financiero abril de 2010 - marzo de 2011. Mauricio ha seguido siendo la mayor fuente de IED para India durante más de una década, con entradas de capital de IED por un total de 55.200 millones de dólares en el periodo comprendido entre abril de 2000 y abril de 2011. India y Mauricio cooperan en la lucha contra la piratería, que se ha convertido en una importante amenaza en la región del océano Índico, y apoyan la postura de India contra el terrorismo.
Las relaciones entre Mauricio e India se remontan a principios de la década de 1730, cuando se trajeron artesanos de Puducherry y Tamil Nadu. Las relaciones diplomáticas entre India y Mauricio se establecieron en 1948. Mauricio mantuvo contactos con India durante los sucesivos gobiernos holandés, francés y británico. A partir de la década de 1820, los trabajadores indios empezaron a llegar a Mauricio para trabajar en las plantaciones de azúcar. A partir de 1833, cuando el Parlamento abolió la esclavitud, un gran número de trabajadores indios empezaron a llegar a Mauricio como trabajadores contratados. El 2 de noviembre de 1834, el buque Atlas atracó en Mauricio con el primer grupo de trabajadores indios.

#### Marruecos
Marruecos tiene una embajada en Nueva Delhi. También tiene un Cónsul Honorario en Mumbai. India tiene una embajada en Rabat. Ambas naciones forman parte del Movimiento de Países No Alineados.
En las Naciones Unidas, India apoyó la descolonización de Marruecos y el movimiento de liberación marroquí. India reconoció a Marruecos el 20 de junio de 1956 y estableció relaciones en 1957. El Ministerio de Asuntos Exteriores del Gobierno de India afirma que «India y Marruecos han disfrutado de unas relaciones cordiales y amistosas y, a lo largo de los años, las relaciones bilaterales han experimentado una profundidad y un crecimiento significativos».
El Consejo Indio de Relaciones Culturales promueve la cultura india en Marruecos. Marruecos pretende aumentar sus lazos comerciales con India y busca inversiones indias en diversos sectores. Las relaciones bilaterales entre India y Marruecos se fortalecieron después de que el embajador marroquí en India pasara una semana en Srinagar, la capital de Jammu y Cachemira. Esto demostró la solidaridad marroquí con India en relación con Cachemira.

#### Mozambique
Ambos países establecieron relaciones diplomáticas el 25 de junio de 1975.
India tiene un Alto Comisionado en Maputo y Mozambique tiene un Alto Comisionado en Nueva Delhi.

#### Namibia
Las relaciones entre India y Namibia son cálidas y cordiales.
India fue uno de los primeros partidarios de la SWAPO durante el movimiento de liberación de Namibia. La primera embajada de la SWAPO se estableció en India en 1986. La misión de observación de India se convirtió en Alto Comisionado el 21 de marzo de 1990, Día de la Independencia de Namibia, India ha ayudado a entrenar a la Fuerza Aérea de Namibia desde su creación en 1995. Ambos países colaboran estrechamente en organizaciones multilaterales mutuas como las Naciones Unidas, el Movimiento de Países No Alineados y la Mancomunidad de Naciones. Namibia apoya la ampliación del Consejo de Seguridad de las Naciones Unidas para incluir un puesto permanente para India.
En 2008-09, el comercio entre ambos países se situó en torno a los 80 millones de dólares. Las principales importaciones de Namibia desde India fueron medicamentos y productos farmacéuticos, productos químicos, maquinaria agrícola, automóviles y piezas de automóviles, vidrio y cristalería, y productos de plástico y linóleo. India importó principalmente metales no ferrosos, minerales y chatarra metálica. Los productos indios también se exportan a la vecina Sudáfrica y se reimportan a Namibia como importaciones sudafricanas. Los diamantes namibios se exportan a menudo a los mercados europeos de diamantes antes de ser importados de nuevo a India. En 2009 se produjo la primera venta directa de diamantes namibios a India. En 2008, dos empresas indias obtuvieron un contrato de 105 millones de dólares de NamPower para tender una línea bipolar de corriente continua de alta tensión desde Katima Mulilo a Otjiwarongo. Namibia es beneficiaria del programa de Cooperación Técnica y Económica de la India (ITEC) para profesionales de las telecomunicaciones de países en desarrollo.
India tiene un Alto Comisionado en Windhoek[y Namibia tiene un Alto Comisionado en Nueva Delhi. El alto comisionado de Namibia también está acreditado para Bangladés, Maldivas y Sri Lanka.

#### Níger
Ambos países establecieron relaciones diplomáticas el 18 de julio de 1977.

#### Nigeria
India mantiene estrechas relaciones con este país de África Occidental, rico en petróleo. Nigeria cubre el 20% de las necesidades de crudo de India. 40.000 barriles diarios (6.400 m³/d) de petróleo es la cantidad que India recibe de Nigeria. El comercio entre estos dos países ascendió a 875 millones de dólares en 2005-2006. Las empresas indias también han invertido en la industria manufacturera, los productos farmacéuticos, el mineral de hierro, el acero, la tecnología de la información y las comunicaciones, entre otros. Tanto India como Nigeria son miembros de la Mancomunidad de Naciones, el G-77 y el Movimiento de Países No Alineados. El expresidente nigeriano Olusegun Obasanjo fue el invitado de honor del desfile del Día de la República en 1999, y el primer ministro indio Manmohan Singh visitó Nigeria en 2007 y se dirigió al Parlamento nigeriano.

#### Ruanda

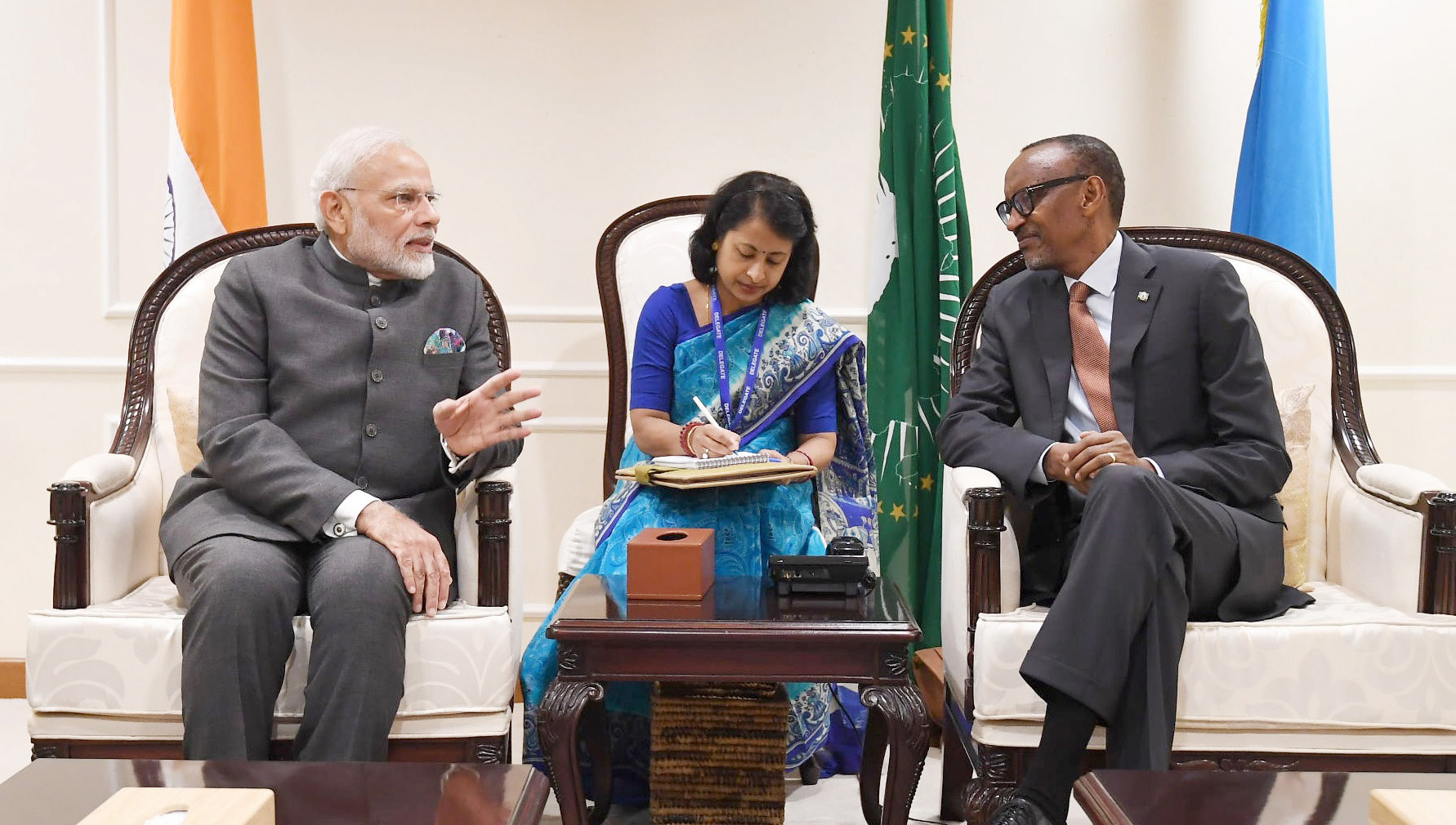
El primer ministro, Shri Narendra Modi, reunido con el presidente de Ruanda, el Sr. Paul Kagame, en Kigali, Ruanda, el 23 de julio de 2018.

Las relaciones indo-ruandesas son las relaciones exteriores entre la República de la India y la República de Ruanda. India está representada en Ruanda a través de su consulado honorario en Kigali. Ruanda tiene embajada en Nueva Delhi desde 1998 y nombró a su primer embajador residente en 2001.

#### Seychelles
Las relaciones India-Seychelles son relaciones bilaterales entre la República de India y la República de Seychelles. India tiene una Alta Comisión en Victoria, mientras que Seychelles mantiene una Alta Comisión en Nueva Delhi.

#### Sudáfrica
India y Sudáfrica siempre han mantenido estrechas relaciones, a pesar de que India revocó sus relaciones diplomáticas en protesta por el régimen del apartheid a mediados del siglo XX. La historia del dominio británico une a ambas tierras. Hay un numeroso grupo de sudafricanos indios. Mahatma Gandhi pasó muchos años en Sudáfrica, durante los cuales luchó por los derechos de los indios. Nelson Mandela se inspiró en Gandhi. Tras la independencia de la India, este país condenó enérgicamente el apartheid y se negó a mantener relaciones diplomáticas mientras el apartheid fuera política de Estado en Sudáfrica.

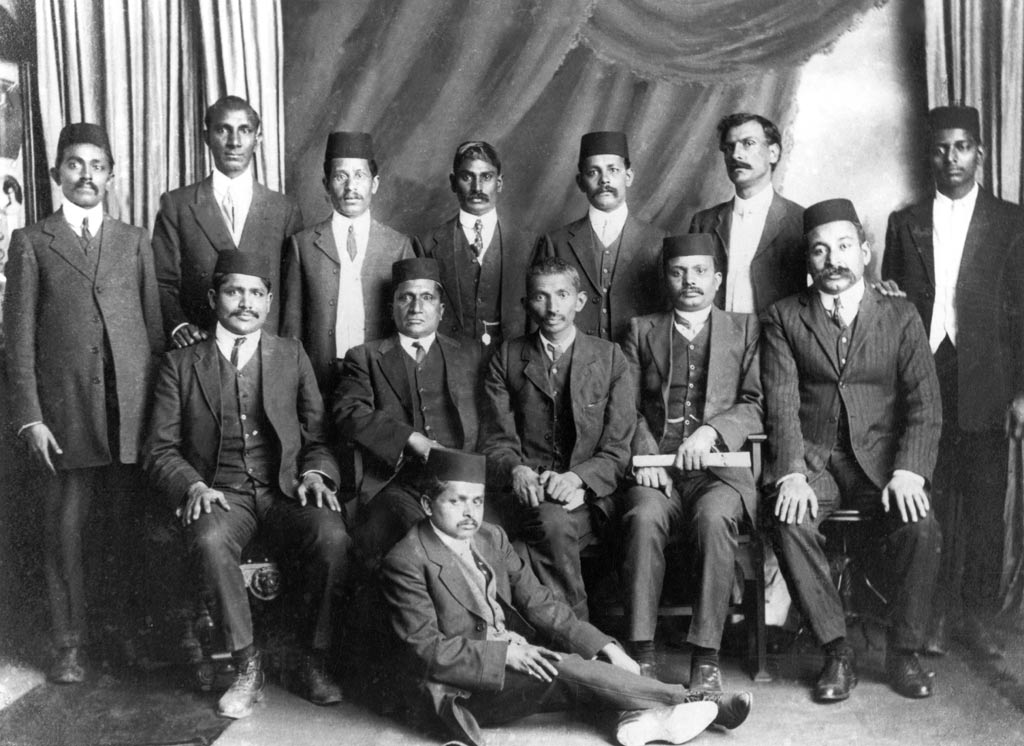
Mahatma Gandhi (fila central) con los líderes del movimiento de resistencia no violenta en Sudáfrica.

Los dos países mantienen ahora estrechas relaciones económicas, políticas y deportivas. El comercio entre ambos países pasó de 3 millones de dólares en 1992-1993 a 4.000 millones en 2005-2006, y aspiran a alcanzar los 12.000 millones en 2010. Un tercio de las importaciones de India procedentes de Sudáfrica son lingotes de oro. Los diamantes, que se extraen de Sudáfrica, se pulen en India. Nelson Mandela recibió el Premio Gandhi por la Paz. Los dos países son también miembros del Foro de Diálogo IBSA, con Brasil. India espera obtener grandes cantidades de uranio de Sudáfrica, país rico en recursos, para su creciente sector de energía nuclear civil.

#### Sudán del Sur
India reconoció a Sudán del Sur el 10 de julio de 2011, un día después de que este país se convirtiera en Estado independiente. Ahora mismo, las relaciones son económicas. Pramit Pal Chaudhuri escribió en el Hindustan Times que Sudán del Sur «tiene otros atractivos». Según la literatura del Ministerio de Asuntos Exteriores indio, Sudán del Sur tiene «algunas de las mayores reservas de petróleo de África, fuera de Nigeria y Angola». Un artículo de The Telegraph informaba de que Sudán del Sur es «uno de los países más pobres del mundo, pero es rico en petróleo. Funcionarios del Ministerio de Asuntos Exteriores afirmaron que Nueva Delhi tiene un gran interés en aumentar sus inversiones en los yacimientos petrolíferos de Sudán del Sur, que ahora posee más de dos tercios de los yacimientos petrolíferos del antiguo Sudán unido».

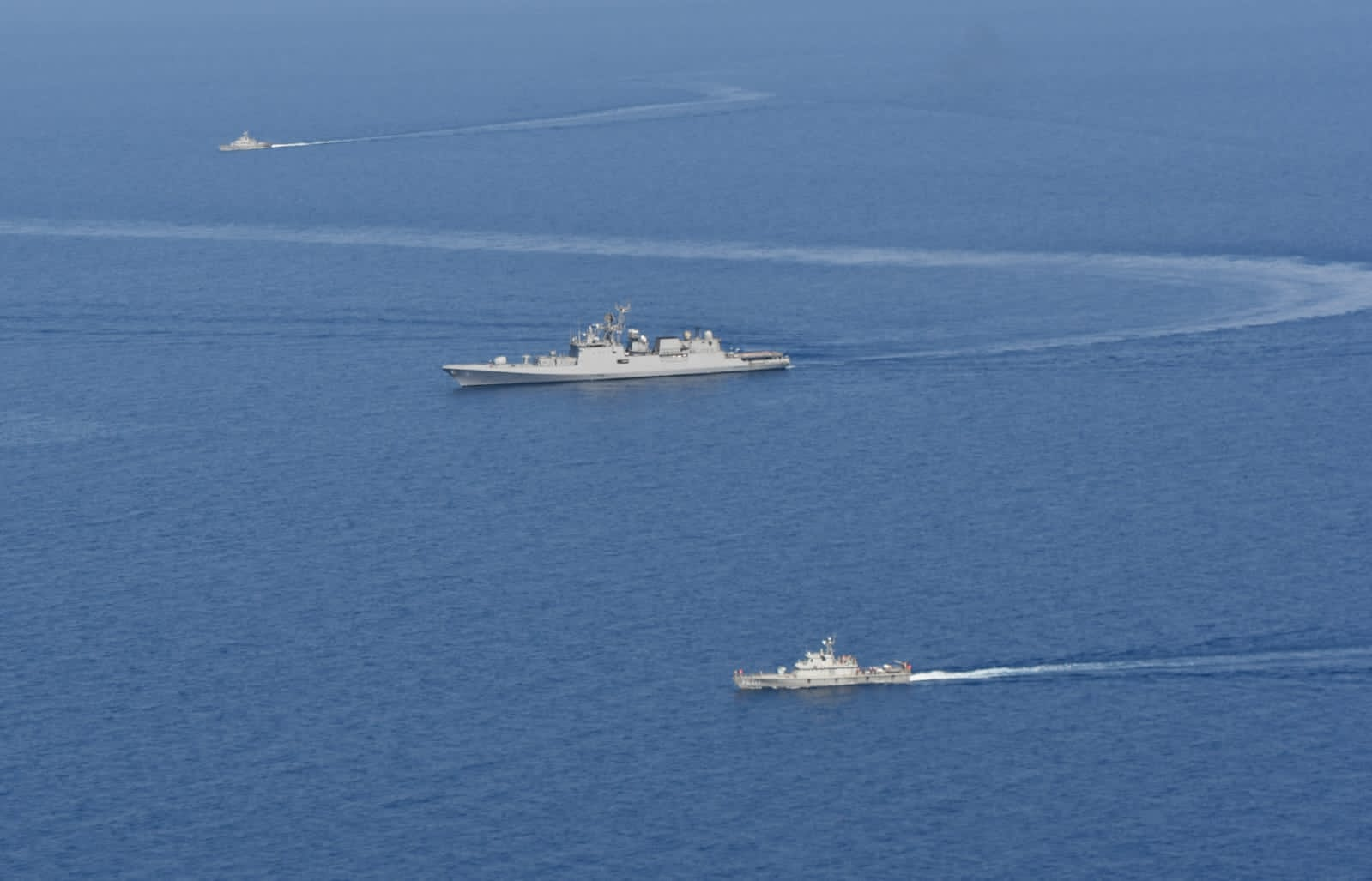
El INS Tarkash navega con los buques Almazz (PC 411) y Nimer (PC 413) de la Armada sudanesa en el marco del ejercicio de asociación marítima.

A cambio de los recursos petrolíferos que pueda proporcionar Sudán del Sur, India dijo estar dispuesta a ayudar en el desarrollo de infraestructuras, la formación de funcionarios en sanidad, educación y desarrollo rural. «Hemos compilado una hoja de ruta definitiva utilizando [sic] la cual India puede ayudar a Sudán del Sur».

#### Sudán
Ambos países establecieron relaciones diplomáticas el 7 de mayo de 1956.
Las relaciones indo-sudanesas siempre se han caracterizado por ser duraderas, estrechas y amistosas, incluso desde las primeras etapas de desarrollo de sus países. En el momento de la independencia india, Sudán había contribuido con 70.000 libras, que se utilizaron para construir parte de la Academia Nacional de Defensa en Pune. El edificio principal de la NDA se llama Sudan Block. Las dos naciones establecieron relaciones diplomáticas poco después de que India se diera a conocer como uno de los primeros países asiáticos en reconocer al país africano recién independizado. India y Sudán también comparten similitudes geográficas e históricas, así como intereses económicos. Ambos países son antiguas colonias británicas y limitan a distancia con Arabia Saudita mediante una masa de agua. India y Sudán siguen manteniendo relaciones cordiales, a pesar de cuestiones como la estrecha relación de India con Israel, la solidaridad de India con Egipto por cuestiones fronterizas con Sudán y los íntimos lazos de Sudán con Pakistán y Bangladés. India también ha aportado algunas tropas como fuerza de mantenimiento de la paz de Naciones Unidas en Darfur.

#### Togo
Ambos países establecieron relaciones diplomáticas el 31 de agosto de 1962.
Togo abrió su embajada en Nueva Delhi en octubre de 2010. La Alta Comisión de la India en Acra (Ghana) está acreditada simultáneamente ante Togo. El Presidente togolés Gnassingbé Eyadéma realizó una visita oficial de Estado a India en septiembre de 1994. Durante la visita, ambos países acordaron establecer una Comisión Mixta.

#### Uganda
Ambos países establecieron relaciones diplomáticas el 9 de octubre de 1962.
India y Uganda establecieron relaciones diplomáticas en 1965 y cada una mantiene un Alto Comisionado en la capital de la otra. El Alto Comisionado indio en Kampala tiene acreditaciones simultáneas en Burundi y Ruanda. Uganda alberga una gran comunidad india y las relaciones entre India y Uganda abarcan un amplio abanico de sectores, como la cooperación política, económica, comercial, cultural y científica.
Las relaciones entre India y Uganda comenzaron con la llegada de más de 30 000 indios a Uganda en el siglo XIX, que fueron trasladados allí para construir la línea ferroviaria Mombasa-Kampala. Los activistas independentistas ugandeses se inspiraron en el éxito del movimiento independentista indio para luchar por la independencia de Uganda y también recibieron el apoyo en su lucha del primer ministro de la India, Jawaharlal Nehru. Las relaciones indo-ugandesas han sido buenas desde la independencia de Uganda, excepto durante el régimen de Idi Amin. En 1972, Amin expulsó a más de 55.000 personas de origen indio y a 5.000 indios que habían constituido la espina dorsal comercial y económica del país, acusándoles de explotar a los ugandeses nativos. Desde mediados de la década de 1980, cuando el presidente Yoweri Museveni llegó al poder, las relaciones no han dejado de mejorar. En la actualidad, unos 20.000 indios y PIO viven o trabajan en Uganda. Las tensiones étnicas entre indios y ugandeses han sido un tema recurrente en las relaciones bilaterales, dado el papel de los indios en la economía ugandesa.

#### Unión Africana
En 2011, el comercio total de India con África superaba los 46.000 millones de dólares y su inversión total superaba los 11.000 millones de dólares, con una línea de crédito de 5.700 millones de dólares para ejecutar diversos proyectos en África.
India ha mantenido buenas relaciones con la mayoría de las naciones del África subsahariana durante la mayor parte de su historia. En la visita del primer ministro a Mauricio en 1997, los dos países cerraron un nuevo acuerdo de crédito de 105 millones de rupias indias (3 millones de dólares) para financiar la importación por parte de Mauricio de bienes de capital, servicios de consultoría y bienes de consumo duraderos procedentes de India. El gobierno de India aseguró un acuerdo sobre arroz y medicinas con el pueblo de Seychelles. India siguió desarrollando sus relaciones históricamente estrechas con Etiopía, Kenia, Uganda y Tanzania. Las visitas de ministros políticos de Etiopía brindaron oportunidades para reforzar la cooperación bilateral entre ambos países en los campos de la educación y la formación técnica, la gestión de los recursos hídricos y el desarrollo de pequeñas industrias. Esto ha permitido a India obtener beneficios de naciones olvidadas por otros países occidentales. El Presidente sudafricano, Thabo Mbeki, ha pedido una relación estratégica entre India y Sudáfrica para evitar la imposición de las Naciones Occidentales. India continuó desarrollando sus estrechas y amistosas relaciones con Angola, Botsuana, Lesoto, Malaui, Mozambique, Namibia, Suazilandia, Zambia y Zimbabue. El ministro de Asuntos Exteriores dispuso el envío de Enviados Especiales a cada uno de estos países durante 1996-97 como reafirmación de la garantía de India de fortalecer la cooperación con estos países en un espíritu de asociación Sur-Sur. Estas relaciones han creado una posición de fuerza con las naciones africanas que otras naciones no poseen.

## América
Los puntos en común de India con las naciones en desarrollo de América Latina, especialmente Brasil y México, han seguido creciendo. India y Brasil siguen trabajando juntos en la reforma del Consejo de Seguridad a través de las naciones del G-4, al tiempo que han incrementado la cooperación estratégica y económica a través del Foro Trilateral IBSA. El proceso de finalización de un Acuerdo Comercial Preferencial (ACP) con MERCOSUR (Brasil, Argentina, Uruguay y Paraguay) está en marcha y se están llevando a cabo negociaciones con Chile. El Presidente brasileño Luiz Inácio Lula da Silva fue el invitado de honor en las celebraciones del Día de la República de 2004 en Nueva Delhi.

### Norte

#### Antigua y Barbuda

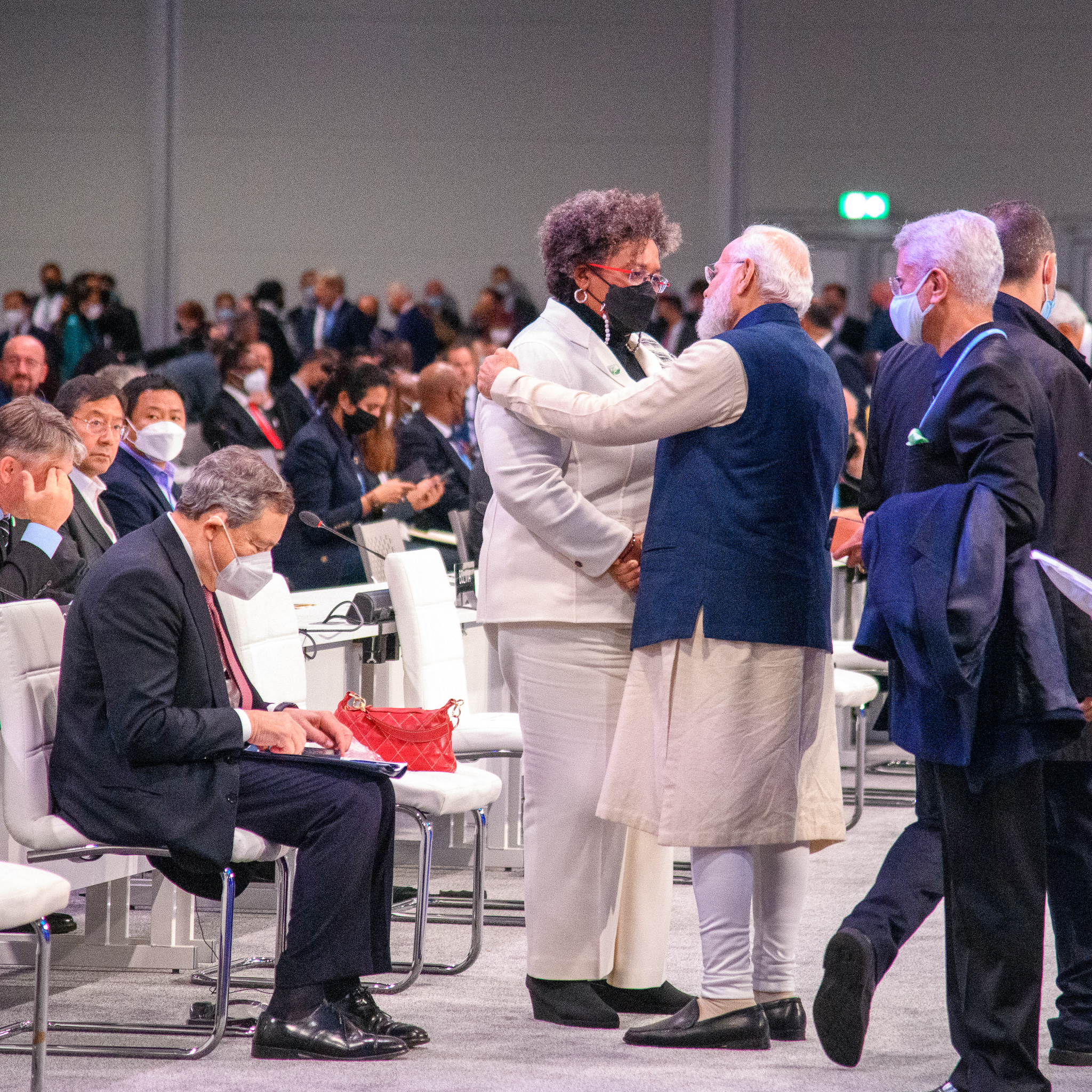
El primer ministro indio Narendra Modi se reúne con la primera ministra de Barbados Mia Mottley en la COP26 en Glasgow, Escocia; noviembre de 2021.

Ambos países han establecido relaciones diplomáticas y tienen un Acuerdo de Extradición.

#### Barbados
India y Barbados establecieron relaciones diplomáticas el 30 de noviembre de 1966 (fecha de la independencia nacional de Barbados). En esa fecha, el Gobierno de India regaló a Barbados el trono en la Asamblea Nacional de Barbados. India está representada en Barbados a través de su embajada en Surinam y un consulado indio en Holetown, St. James. En 2011-12 la empresa india Era's Lucknow Medical College and Hospital, estableció la American University of Barbados (AUB), como la primera Facultad de Medicina de la isla para estudiantes internacionales. En 2015, los Gobiernos de Barbados y la India firmaron un acuerdo conjunto de cielos abiertos. En la actualidad, unas 3.000 personas de la India consideran Barbados su hogar. Dos tercios proceden del distrito indio de Surat, en Guyarat, conocidos como Suratis. La mayoría se dedica al comercio. El resto son de ascendencia sindhis.

#### Belice
La India tiene un consulado honorario en la ciudad de Belice y Belice tiene un consulado honorario en Nueva Delhi. El comercio bilateral ascendió a 45,3 millones de dólares en 2014 y ha aumentado de forma constante desde entonces. Belice y la India han entablado un diálogo en el Sistema de la Integración Centroamericana (SICA) en el que han debatido sobre la lucha contra el terrorismo, el cambio climático y la seguridad alimentaria. India firmó un Acuerdo de Intercambio de Información Fiscal en 2013 con Belice. India también proporciona a Belice 30 millones de dólares como parte de su compromiso de ayuda exterior a los países del SICA. Los ciudadanos de Belice pueden optar a becas en universidades indias en el marco del Programa de Cooperación Técnica y Económica de la India y del Consejo Indio de Relaciones Culturales.
Las dos naciones comparten un estrecho vínculo cultural debido a la numerosa población india oriental de Belice, estimada en un 4% de la población total.

#### Canadá

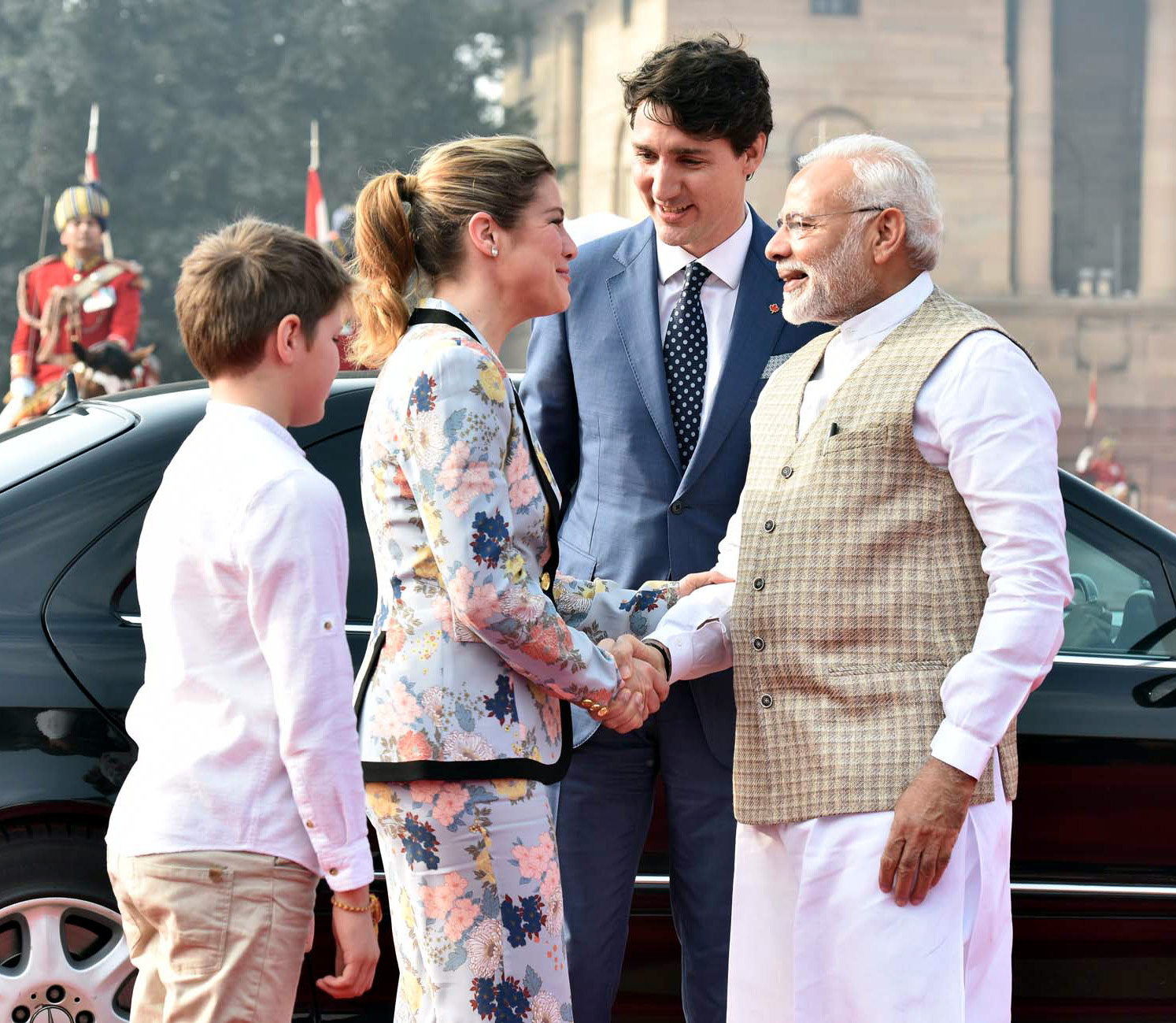
El primer ministro canadiense, Justin Trudeau recibiendo una ceremonia de bienvenida en Rashtrapati Bhavan, Nueva Delhi, con el primer ministro Narendra Modi junto a su familia. (2018)

Las relaciones indocanadienses son las relaciones bilaterales de larga duración entre India y Canadá, que se basan en un «compromiso mutuo con la democracia», el «pluralismo» y los «vínculos entre personas», según el gobierno de Canadá. En 2004, el comercio bilateral entre India y Canadá rondó los 2.450 millones de dólares canadienses. Sin embargo, la chapucera gestión de la investigación sobre Air India y el caso en general supusieron un revés para las relaciones indo-canadienses. La prueba nuclear Smiling Buddha de India provocó la congelación de las conexiones entre ambos países, con acusaciones de que India incumplía los términos del Plan Colombo. Aunque Jean Chrétien y Roméo LeBlanc visitaron India a finales de los noventa, las relaciones volvieron a interrumpirse tras las pruebas de Pokhran-II.
Las relaciones entre Canadá y la India han seguido una trayectoria ascendente desde 2005. Los gobiernos a todos los niveles, las organizaciones del sector privado, las instituciones académicas de ambos países y los contactos interpersonales -especialmente las redes de la diáspora- han contribuido, mediante esfuerzos individuales y concertados, a mejorar significativamente la relación bilateral.
Ambos Gobiernos han acordado importantes marcos políticos para impulsar la relación bilateral. En particular, el Acuerdo de Cooperación Nuclear (firmado en junio de 2010) y las fructíferas negociaciones en curso del Acuerdo General de Asociación Económica (CEPA) constituyen un hito en las relaciones entre Canadá y la India.

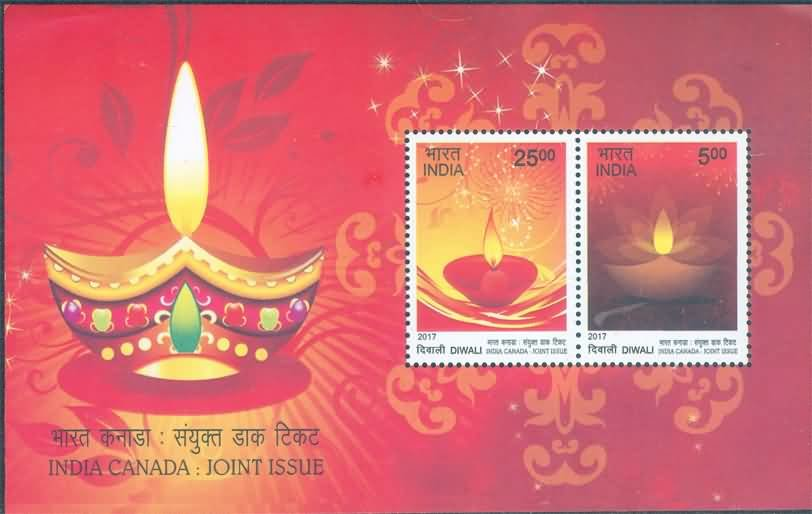
Sello de la India - 2017 - Diwali - Emisión conjunta con Canadá

Los dos Gobiernos han intentado recuperar el tiempo perdido y están deseosos de concluir las negociaciones del CEPA en 2013 y garantizar su ratificación en 2014. Tras la conclusión del CEPA, Canadá e India deberán definir los ámbitos de su asociación, que dependerá de su capacidad para convertir los intereses comunes en acciones comunes y responder eficazmente para una cooperación constante. Por ejemplo, durante las reuniones «paralelas» entre el primer ministro Manmohan Singh y Stephen Harper en la cumbre del G-20 celebrada en México en junio de 2012, y una reunión anterior en Toronto entre el ministro de Asuntos Exteriores, S. M. Krishna, y John Baird, los líderes debatieron sobre el desarrollo de una asociación más amplia que vaya más allá de la seguridad alimentaria y que incluya la posibilidad de establecer vínculos en el sector energético y de los hidrocarburos.

#### Cuba
Las relaciones entre India y Cuba son estrechas y cordiales. Ambas naciones forman parte del Movimiento de Países No Alineados. Cuba ha pedido en repetidas ocasiones una representación más «democrática» del Consejo de Seguridad de las Naciones Unidas y apoya la candidatura de India como miembro permanente de un Consejo de Seguridad reformado. Fidel Castro declaró que «La madurez de India... su adhesión incondicional a los principios que fundamentan el Movimiento de Países No Alineados, nos dan la seguridad de que bajo la sabia dirección de Indira Gandhi (ex primera ministra de la India), los países no alineados continuarán avanzando en su inalienable papel de baluarte de la paz, la independencia nacional y el desarrollo...".
India tiene una embajada en La Habana, la capital de Cuba, que abrió sus puertas en enero de 1960. India fue uno de los primeros países del mundo en reconocer al nuevo gobierno cubano tras la Revolución Cubana. India había sido uno de los primeros países del mundo en reconocer al nuevo gobierno cubano tras la Revolución Cubana.
Cuba tiene embajada en Nueva Delhi, la capital india.

#### Jamaica
Las relaciones entre India y Jamaica son, en general, cordiales y estrechas. Existen muchas conexiones culturales y políticas heredadas del dominio colonial británico, como la pertenencia a la Mancomunidad de Naciones, la democracia parlamentaria, la lengua inglesa y el críquet.
Ambas naciones son miembros del Movimiento de Países No Alineados, las Naciones Unidas y la Commonwealth, y Jamaica apoya la candidatura de India a miembro permanente de un Consejo de Seguridad de la ONU reformado.
Durante la época británica, los indios fueron voluntariamente a trabajar a Jamaica y las Antillas. Esto ha creado una población considerable de personas de origen indio en Jamaica. India tiene un Alto Comisionado en Kingston, mientras que Jamaica tiene un consulado en Nueva Delhi y planea convertirlo pronto en Alto Comisionado.

#### México

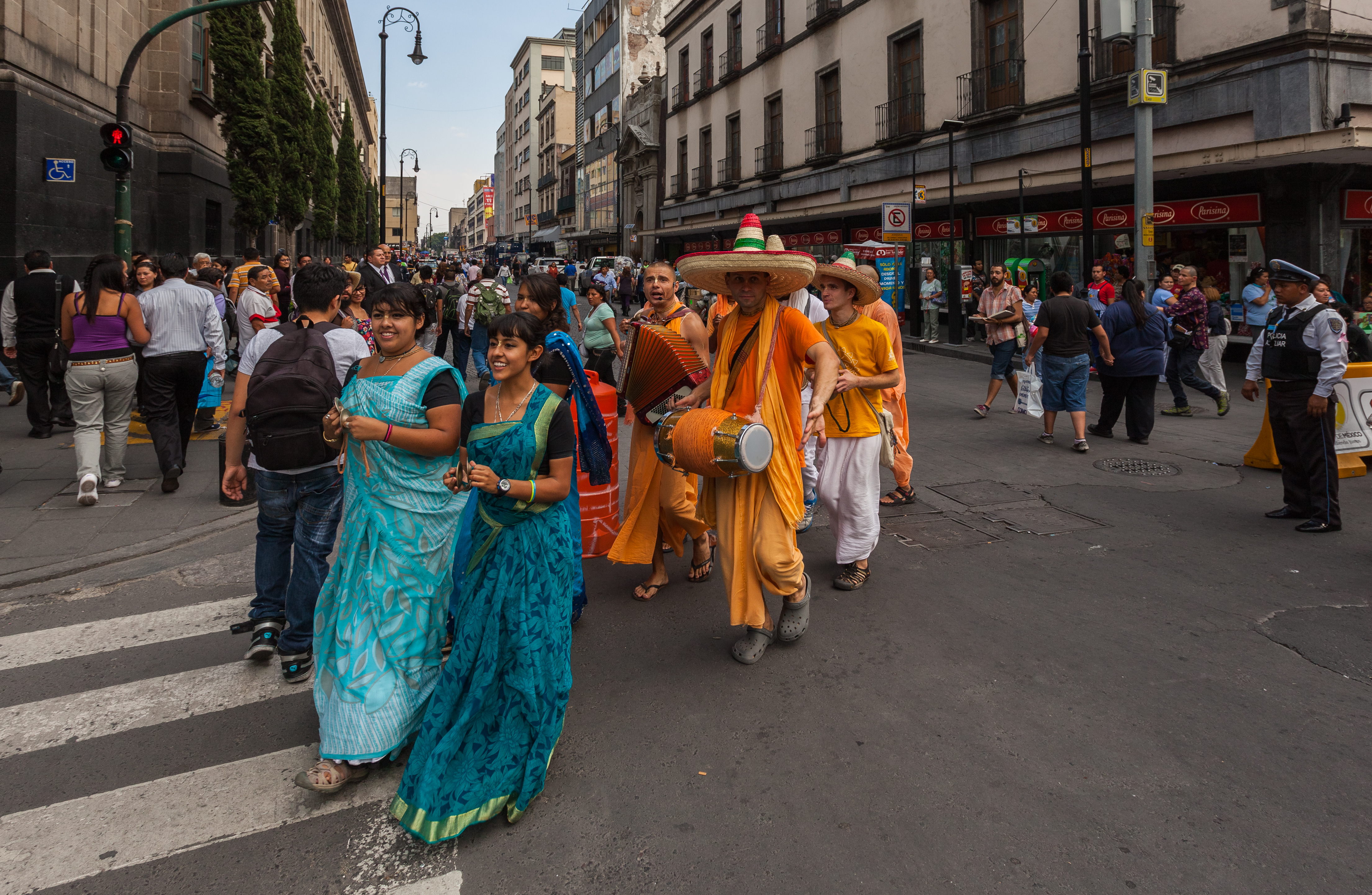
Indios en Ciudad de México

México es un socioeconómico muy importante y principal de India. El Premio Nobel y embajador en India, Octavio Paz, escribió su libro A la luz de la India, que es un análisis de la historia y la cultura indias. Ambas naciones son potencias regionales y miembros de las principales economías del G-20.
- India tiene una embajada en Ciudad de México.[205]
- México tiene una embajada en Nueva Delhi y un consulado en Bombay.[206]

#### Nicaragua
Las relaciones bilaterales entre India y Nicaragua se han limitado al diálogo del SICA y a visitas de ministros nicaragüenses a India. India mantiene un cónsul general honorario en Nicaragua, simultáneamente acreditado ante la embajada india en Ciudad de Panamá y Nicaragua solía mantener una embajada en India pero se redujo a un consulado general honorario en Nueva Delhi.  El actual ministro de Relaciones Exteriores Samuel Santos López visitó la India en 2008 para la reunión de ministros de Relaciones Exteriores SICA-India y en 2013 para conversaciones de alto nivel con el entonces ministro de Relaciones Exteriores Salman Khurshid que también amplió el comercio bilateral con los dos países alcanzando un total de 60,12 millones de dólares durante 2012-13.

#### Panamá

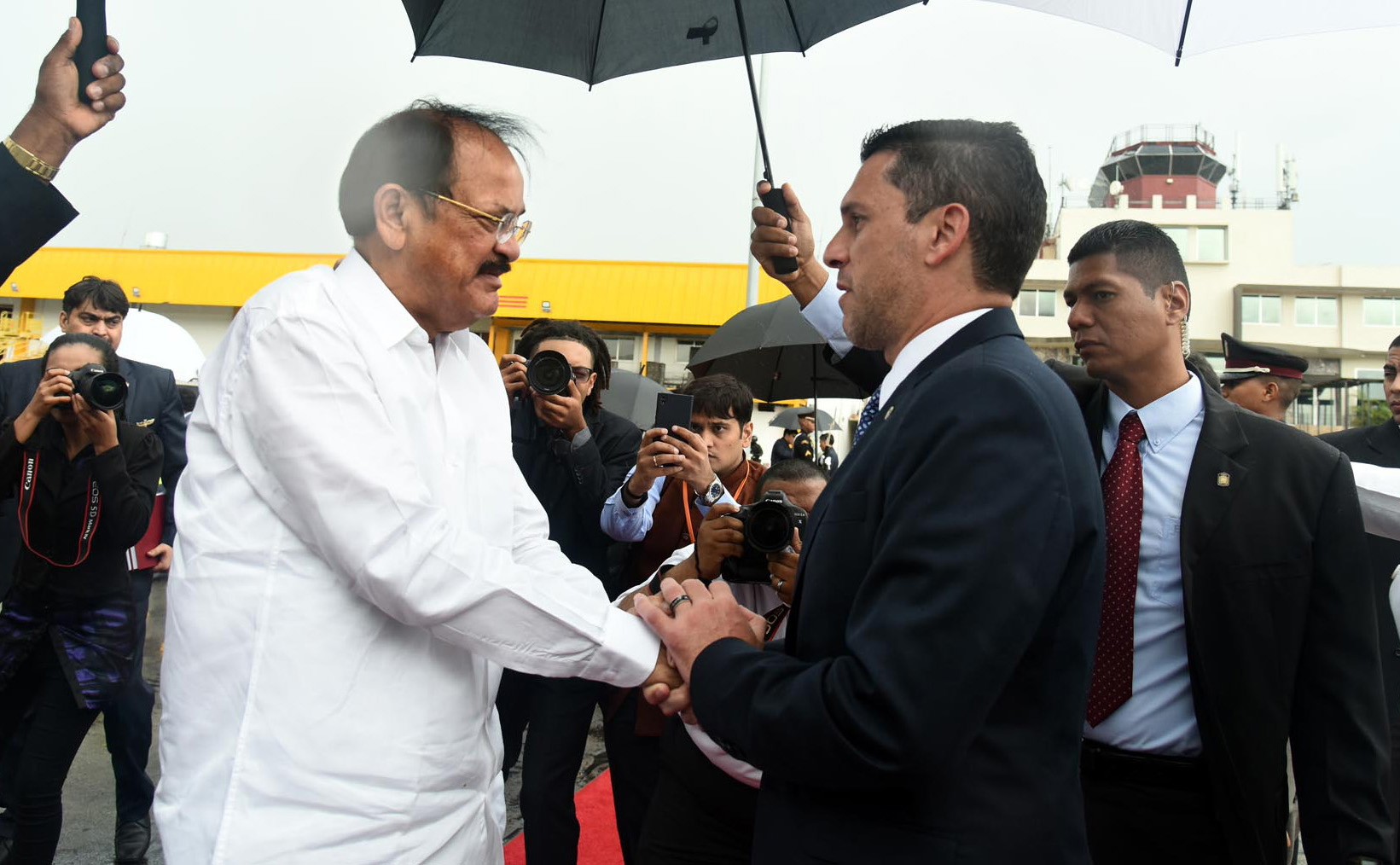
El Vicepresidente, Shri M. Venkaiah Naidu siendo despedido por el Viceministro de Relaciones Exteriores, Sr. Luis Miguel Hincapie, a su partida, en Panamá el 10 de mayo de 2018.

Las relaciones bilaterales entre Panamá e India no han dejado de crecer, lo que refleja el papel crucial que desempeña el Canal de Panamá en el comercio mundial. Además, con más de 15.000 indios viviendo en Panamá, los lazos diplomáticos han aumentado considerablemente en la última década.
Se espera que la apertura del Canal ampliado en 2016 ofrezca nuevas perspectivas de conectividad marítima. En su afán por fortalecer rápidamente las relaciones comerciales, de forma que el flujo comercial se triplique entre ambos países, India desea aprovechar estas facilidades comerciales de tránsito en Panamá para acceder al mercado más amplio de América Latina. Junto con la búsqueda de un acuerdo de libre comercio, India quiere promover la inversión en varios sectores de la economía panameña, incluyendo la industria bancaria y marítima y el centro multimodal de la Zona Libre de Colón.

#### Paraguay

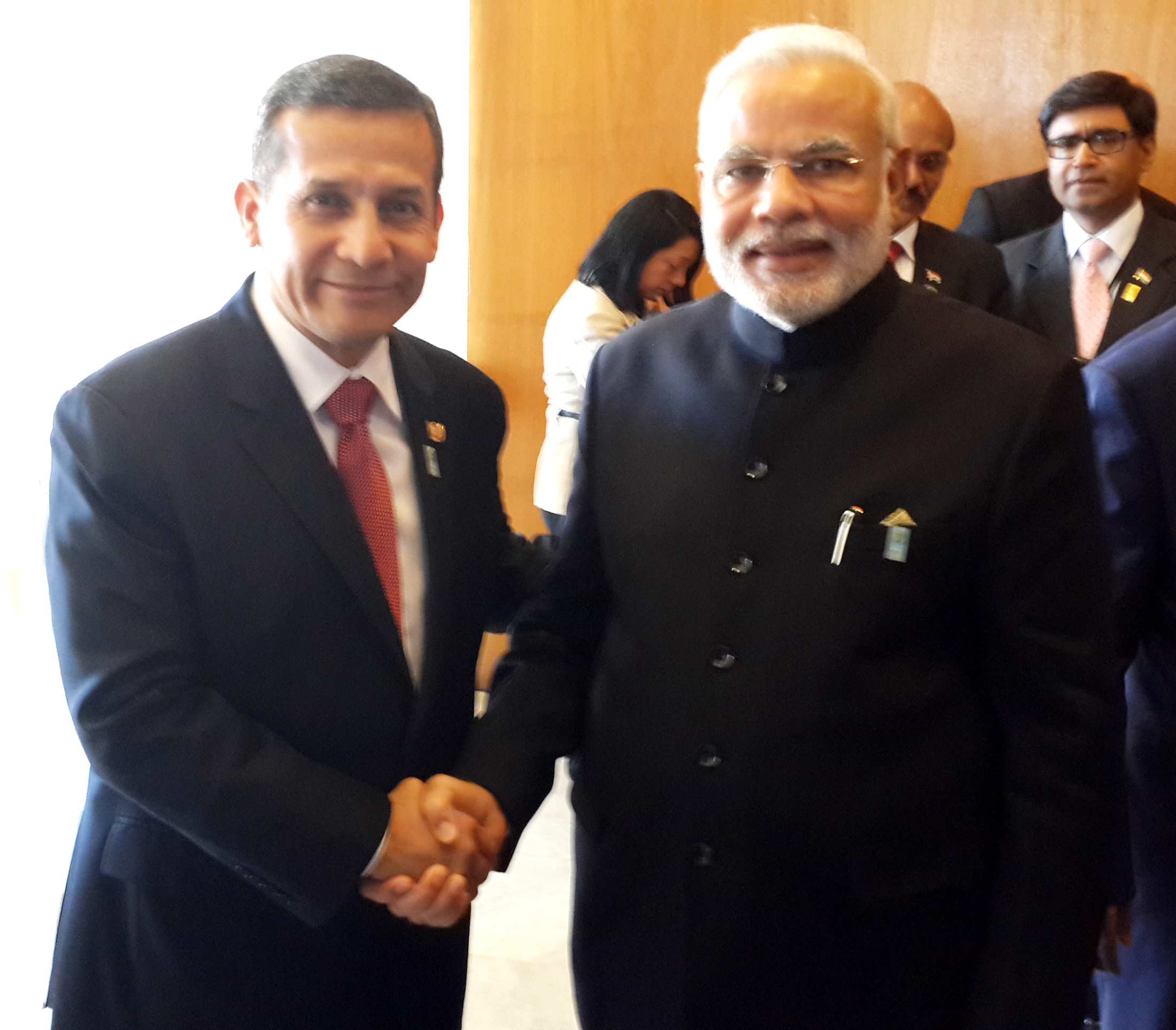
El primer ministro, Shri Narendra Modi, se reúne con el presidente de la República del Perú, Sr. Ollanta Humala, al margen de la Sexta Cumbre de los BRICS, en Brasilia, en Brasil, el 16 de julio de 2014.

Las relaciones bilaterales entre la República de India y Paraguay han sido tradicionalmente sólidas debido a una fuerte cooperación comercial, cultural y estratégica. India está representada en Paraguay a través de su embajada en Buenos Aires en Argentina. India también tiene un Cónsul General Honorario en Asunción. Paraguay abrió su embajada en India en 2005.

#### Trinidad y Tobago

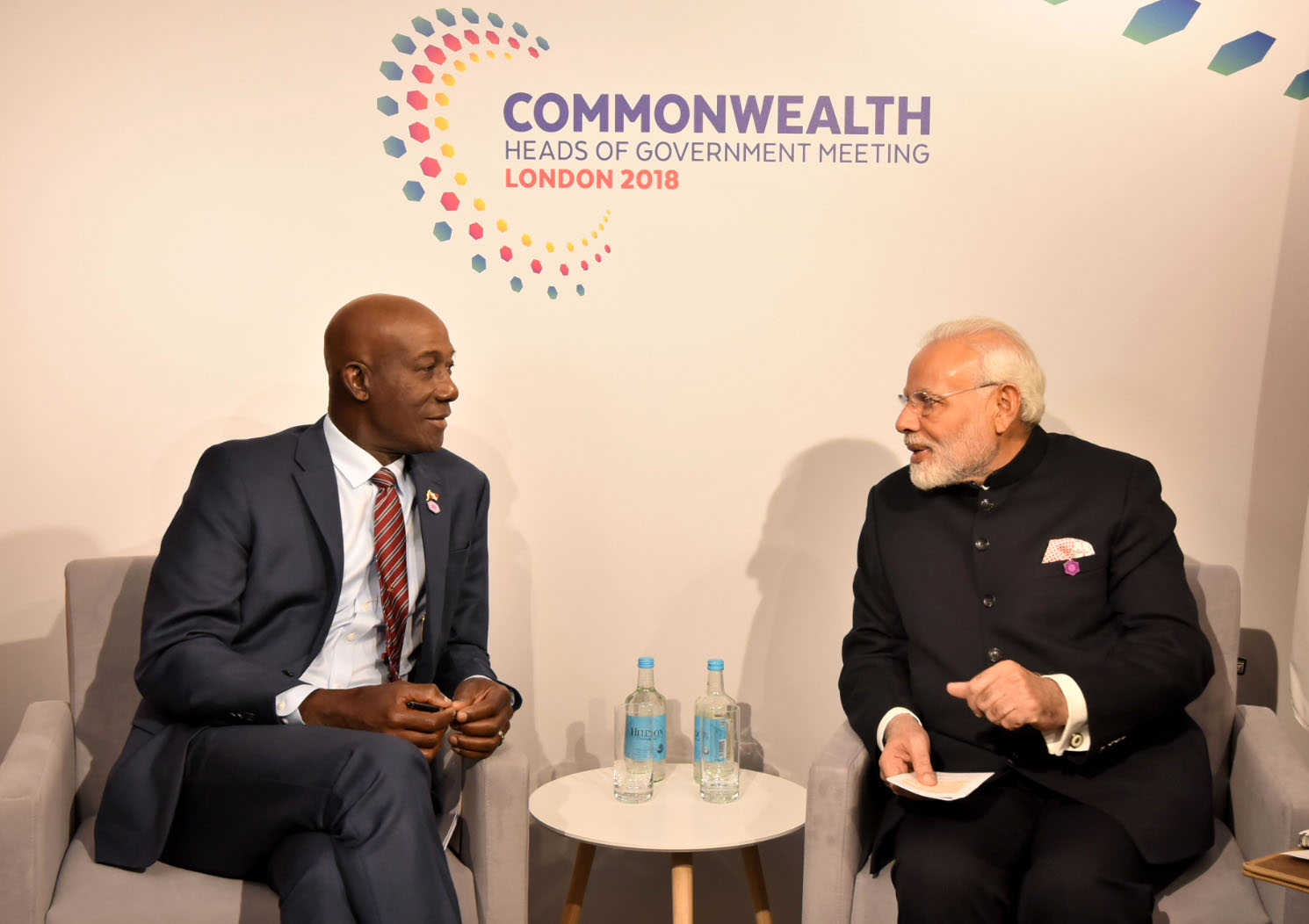
El primer ministro, Shri Narendra Modi, se reúne con el primer ministro de Trinidad y Tobago, Dr. Keith C. Rowley, al margen de la CHOGM 2018, en Londres, el 19 de abril de 2018.

Las relaciones bilaterales entre la República de India y la República de Trinidad y Tobago se han ampliado considerablemente en los últimos años con el establecimiento de lazos estratégicos y comerciales entre ambas naciones. Ambas naciones establecieron formalmente relaciones diplomáticas en 1962.
Ambas naciones formaron parte del Imperio Británico; India apoyó la independencia de Trinidad y Tobago del dominio británico y estableció su misión diplomática en 1962, año en que Trinidad y Tobago obtuvo oficialmente la independencia. Poseen diversos recursos naturales y económicos y son las mayores economías de sus respectivas regiones. Ambos son miembros de la Mancomunidad de Naciones, las Naciones Unidas, el G-77 y el Movimiento de Países No Alineados (MNOAL).
La República de la India tiene una Alta Comisión en Puerto España, mientras que la República de Trinidad y Tobago tiene una Alta Comisión en Nueva Delhi.

#### Estados Unidos de América

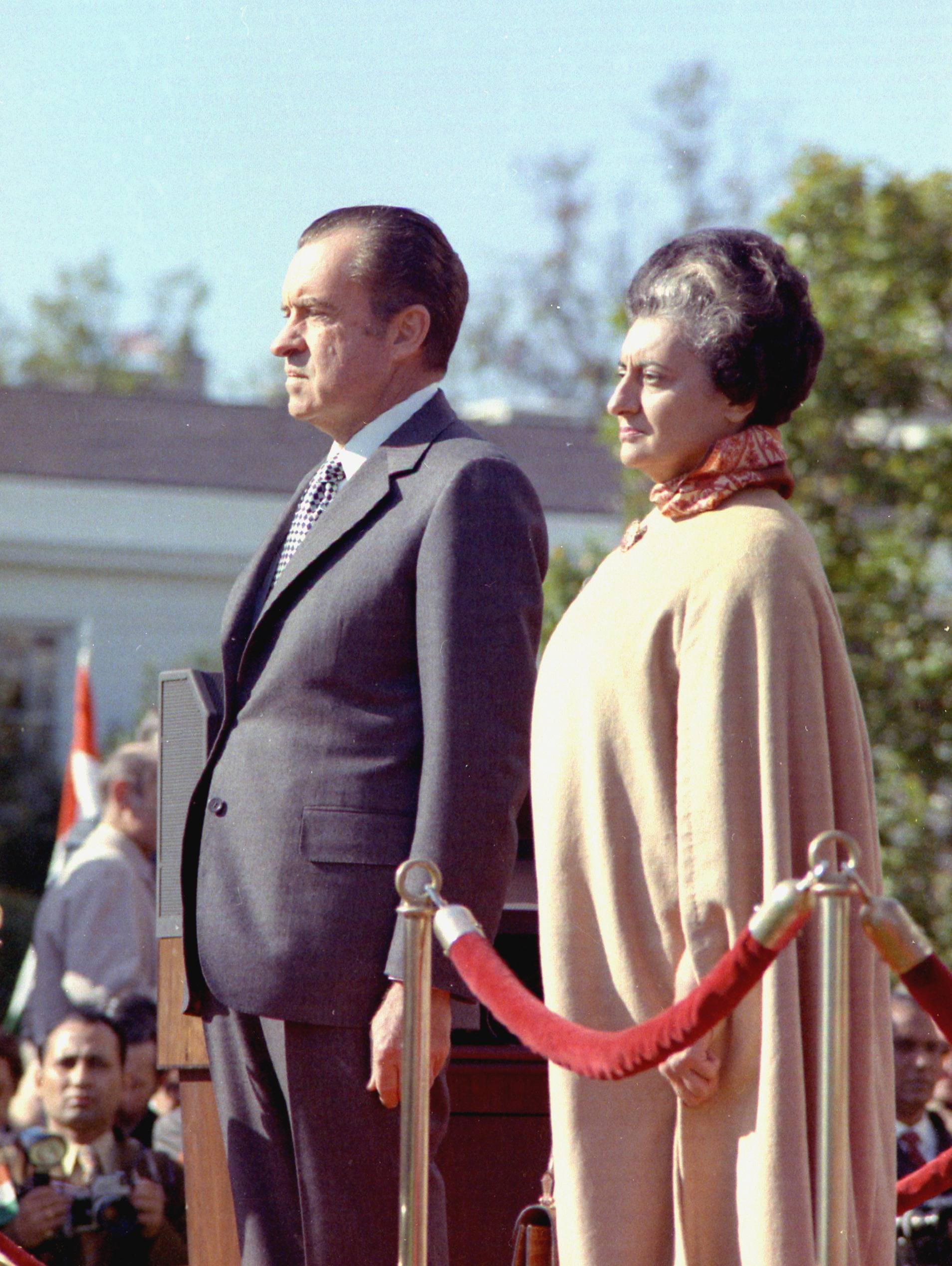
El presidente estadounidense Richard Nixon y la primera ministra india Indira Gandhi en 1971. Ambos mantenían una profunda antipatía personal que marcó las relaciones bilaterales.

Antes y durante la Segunda Guerra Mundial, Estados Unidos, bajo la presidencia de Roosevelt, apoyó firmemente el movimiento independentista indio a pesar de ser aliado de Gran Bretaña. Las relaciones entre India y Estados Unidos fueron tibias tras la independencia india, ya que India adoptó una posición de liderazgo en el Movimiento de Países No Alineados y recibió el apoyo de la Unión Soviética. Estados Unidos apoyó a India en 1962 durante su guerra con China. Durante la mayor parte de la Guerra Fría, Estados Unidos tendió a mantener relaciones más cálidas con Pakistán, principalmente como forma de contener a la India, amiga de los soviéticos, y de utilizar a Pakistán para respaldar a los muyahidines afganos contra la ocupación soviética de Afganistán. Un Tratado Indo-Soviético de Amistad y Cooperación, firmado en 1971, también posicionó a India frente a EEUU.
Tras la guerra chino-india y la guerra indo-pakistaní de 1965, India introdujo cambios considerables en su política exterior. Desarrolló una estrecha relación con la Unión Soviética y empezó a recibir masivamente equipamiento militar y ayuda financiera de la URSS. Esto perjudicó la relación entre India y Estados Unidos. Estados Unidos vio en Pakistán un contrapeso a la India prosoviética y empezó a proporcionarle ayuda militar. Esto creó una atmósfera de sospecha entre India y Estados Unidos. La relación indo-estadounidense sufrió un revés considerable cuando los soviéticos tomaron Afganistán e India apoyó abiertamente a la Unión Soviética.
Las relaciones entre India y Estados Unidos llegaron a su punto más bajo a principios de la década de 1970. A pesar de los informes sobre las atrocidades cometidas en Pakistán Oriental y de que se les informó, sobre todo en el telegrama Blood, de las actividades genocidas perpetradas por las fuerzas pakistaníes, el secretario de Estado Henry Kissinger y el presidente Richard Nixon no hicieron nada para disuadir al entonces presidente pakistaní Yahya Khan y al ejército pakistaní. Kissinger estaba especialmente preocupado por la expansión soviética en el sur de Asia como consecuencia de un tratado de amistad que se había firmado recientemente entre India y la Unión Soviética y trató de demostrar a la República Popular China el valor de una alianza tácita con Estados Unidos. Durante la guerra indo-pakistaní de 1971, las fuerzas armadas indias, junto con el Mukti Bahini, lograron liberar Pakistán Oriental, que pronto declaró su independencia. Nixon temía que una invasión india de Pakistán Occidental significaría la dominación soviética total de la región y que socavaría gravemente la posición global de Estados Unidos y la posición regional del nuevo aliado tácito de Estados Unidos, China. Para demostrar a China la buena fe de Estados Unidos como aliado, y en violación directa de las sanciones impuestas por el Congreso a Pakistán, Nixon envió suministros militares a Pakistán, desviándolos a través de Jordania e Irán, al tiempo que animaba a China a aumentar sus suministros de armas a Pakistán.
Cuando la derrota de Pakistán en el sector oriental parecía segura, Nixon envió el USS Enterprise al golfo de Bengala, una medida considerada por los indios como una amenaza nuclear. El Enterprise llegó a la estación el 11 de diciembre de 1971. Los días 6 y 13 de diciembre, la Armada soviética envió dos grupos de buques, armados con misiles nucleares, desde Vladivostok; siguieron a la Task Force 74 estadounidense en el Océano Índico desde el 18 de diciembre de 1971 hasta el 7 de enero de 1972. Los soviéticos también enviaron submarinos nucleares para protegerse de la amenaza que suponía el USS Enterprise en el Océano Índico.

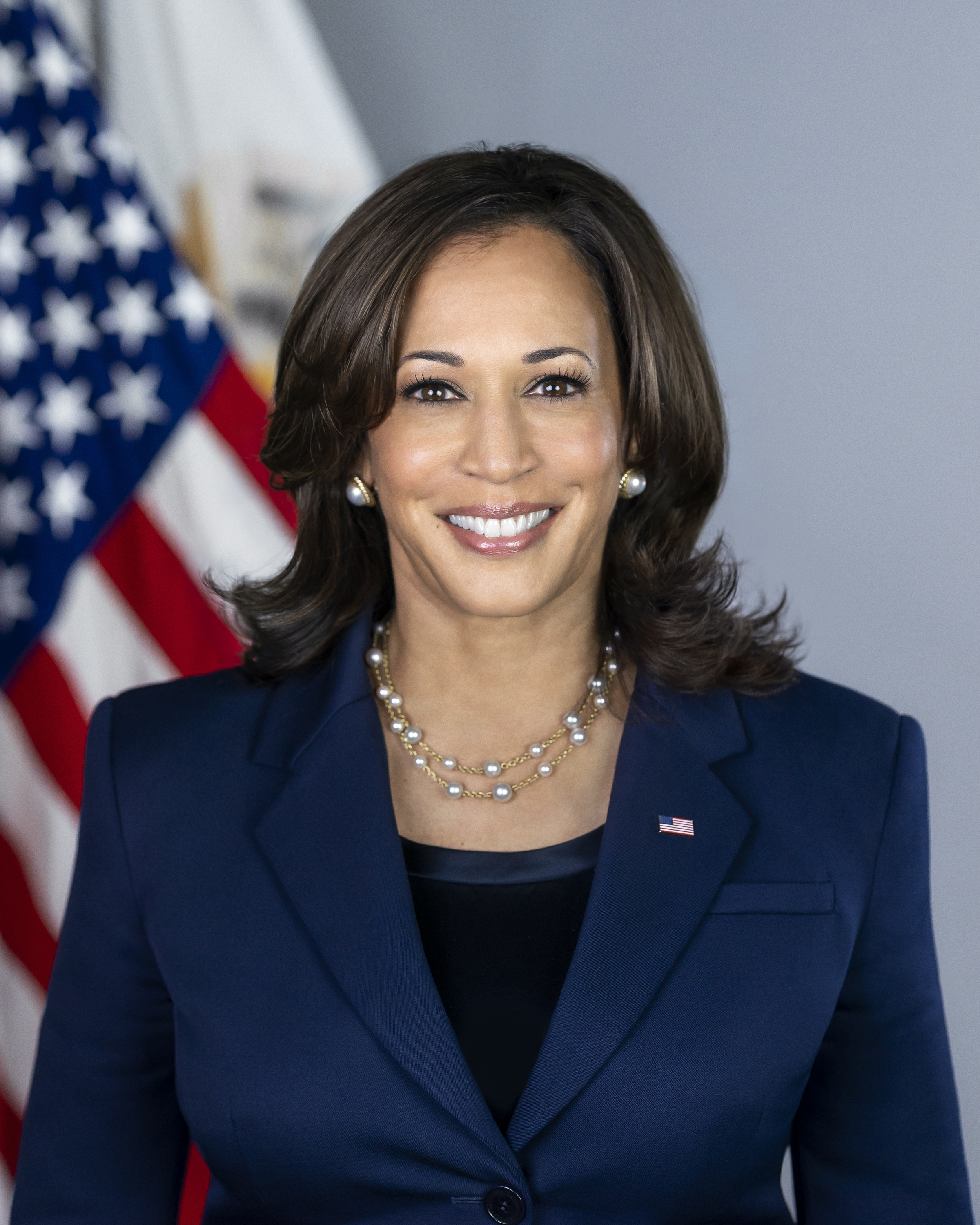
Kamala Harris es la 49.ª Vicepresidenta de Estados Unidos. Es la primera mujer, la primera persona de color y la primera vicepresidenta indioamericana.

Aunque los esfuerzos estadounidenses no sirvieron para cambiar el curso de la guerra, el incidente del USS Enterprise se considera el desencadenante del posterior interés de India por desarrollar armas nucleares. La política estadounidense hacia el final de la guerra estuvo dictada principalmente por la necesidad de restringir la escalada de la guerra en el sector occidental para evitar el «desmembramiento» de Pakistán Occidental. Años después de la guerra, muchos escritores estadounidenses criticaron la política de la Casa Blanca durante la guerra por considerarla errónea y contraria a los intereses de Estados Unidos. Unos años más tarde, India llevó a cabo pruebas nucleares que provocaron la imposición de sanciones por parte de Estados Unidos, lo que distanció aún más a ambos países. En los últimos años, Kissinger ha sido criticado por los comentarios que hizo durante la guerra indo-pakistaní, en los que calificaba a los indios de «bastardos». Desde entonces, Kissinger ha expresado su arrepentimiento por los comentarios.

#### Después de la Guerra Fría
Desde el final de la Guerra Fría, las relaciones entre India y Estados Unidos han mejorado espectacularmente. Esto se ha visto favorecido por el hecho de que tanto Estados Unidos como India son democracias y mantienen una amplia y creciente relación comercial. Durante la guerra del Golfo, la economía de India atravesó una fase extremadamente difícil. El Gobierno de India adoptó sistemas económicos liberalizados. Tras la desintegración de la Unión Soviética, India mejoró sus relaciones diplomáticas con los miembros de la OTAN, en particular con Canadá, Francia y Alemania. En 1992, India estableció relaciones diplomáticas formales con Israel.
En los últimos años, las relaciones entre India y Estados Unidos han mejorado significativamente durante el mandato de Narendra Modi desde 2014. Ambas partes están comprometidas con un «Indo-Pacífico libre y abierto».

#### Reacción a las pruebas de Pokhran

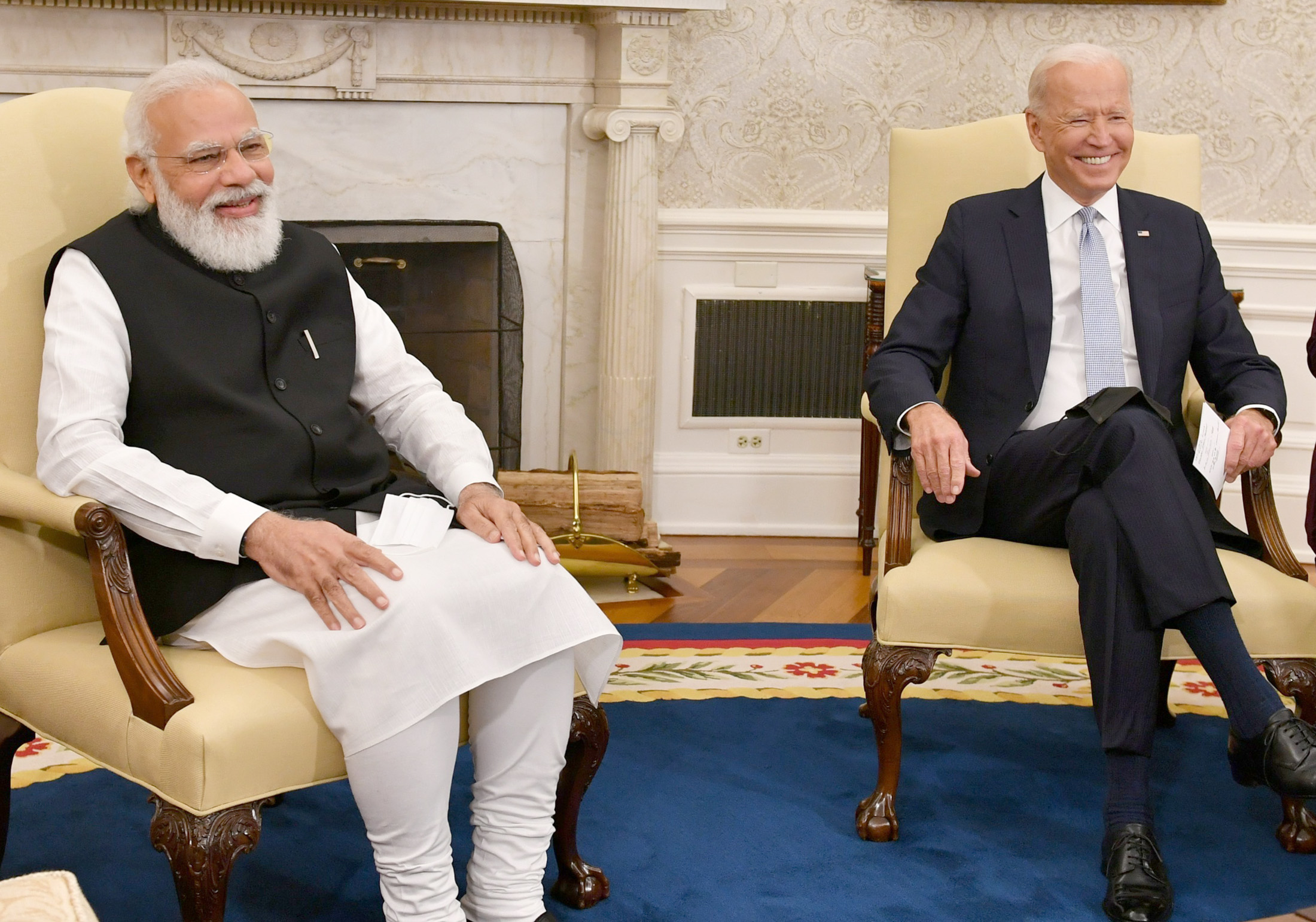
El primer ministro Narendra Modi en una reunión bilateral con el presidente de EE. UU. Joe Biden, en la Casa Blanca.

En 1998, la India probó armas nucleares, lo que provocó varias sanciones estadounidenses, japonesas y europeas contra el país. El entonces ministro de Defensa indio, George Fernandes, afirmó que el programa nuclear indio era necesario, ya que suponía un elemento disuasorio frente a algunas posibles amenazas nucleares. La mayoría de las sanciones impuestas a India se retiraron en 2001. India ha declarado categóricamente que nunca utilizará las armas primero, sino que se defenderá si es atacada.
Las sanciones económicas impuestas por Estados Unidos en respuesta a las pruebas nucleares realizadas por India en mayo de 1998 parecían, al menos inicialmente, perjudicar seriamente las relaciones indoamericanas. El Presidente Bill Clinton impuso sanciones de gran alcance, de acuerdo con la Ley de Prevención de la Proliferación Nuclear de 1994. Estados Unidos impuso sanciones a las entidades indias implicadas en la industria nuclear y se opuso a los préstamos de instituciones financieras internacionales para proyectos de ayuda no humanitaria en India. Estados Unidos animó a India a firmar inmediatamente y sin condiciones el Tratado de Prohibición Completa de los Ensayos Nucleares (CTBT). Estados Unidos también pidió moderación en las pruebas y el despliegue de misiles y armas nucleares, tanto por parte de India como de Pakistán. El diálogo sobre la no proliferación iniciado tras las pruebas nucleares de 1998 ha colmado muchas de las lagunas de entendimiento entre ambos países.

### Sur

#### Argentina

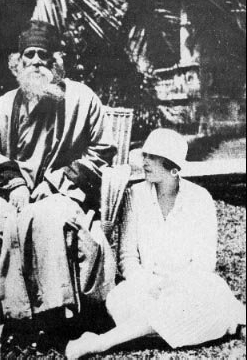
El Nobel Rabindranath Tagore y la escritora argentina Victoria Ocampo en los jardines de Villa Ocampo

Las relaciones formales entre ambos países se establecieron por primera vez en 1949. India tiene una embajada en Buenos Aires y Argentina tiene una embajada en Nueva Delhi. El actual embajador de India en Argentina (acreditado simultáneamente en Uruguay y Paraguay) es R Viswanathan.
Según el Ministerio de Asuntos Exteriores del Gobierno de India, «En virtud del acuerdo de visados de 1968, se han suprimido las tasas (argentinas) para los visados de tránsito y de turista. Bajo el nuevo acuerdo de visados firmado durante la visita presidencial argentina en octubre de 2009, se ha acordado que los visados de negocios multi-entrada de cinco años se concederán de forma gratuita. La Embajada de India en Buenos Aires ofrece Cafe Con Visa (café con visado) a los visitantes argentinos. Se invita a los solicitantes a tomar un café y se les concede el visado inmediatamente. Esto ha sido elogiado por los medios de comunicación argentinos, el público y el propio ministro de Asuntos Exteriores".

#### Brasil
Las relaciones entre Brasil e India se han extendido a diversas áreas como la ciencia y la tecnología, los productos farmacéuticos y el espacio, ya que ambos son países miembros de los BRICS. El comercio bilateral en 2007 casi se triplicó hasta alcanzar los 3.120 millones de dólares, frente a los 1.200 millones de 2004. India concede una enorme importancia a su relación con este gigante latinoamericano y espera que las áreas de cooperación se amplíen en los próximos años.
Ambos países desean la participación de los países en desarrollo en la composición permanente del CSNU, ya que la filosofía subyacente para ambos es: El CSNU debe ser más democrático, legítimo y representativo - el G4 es una agrupación novedosa para esta realización.

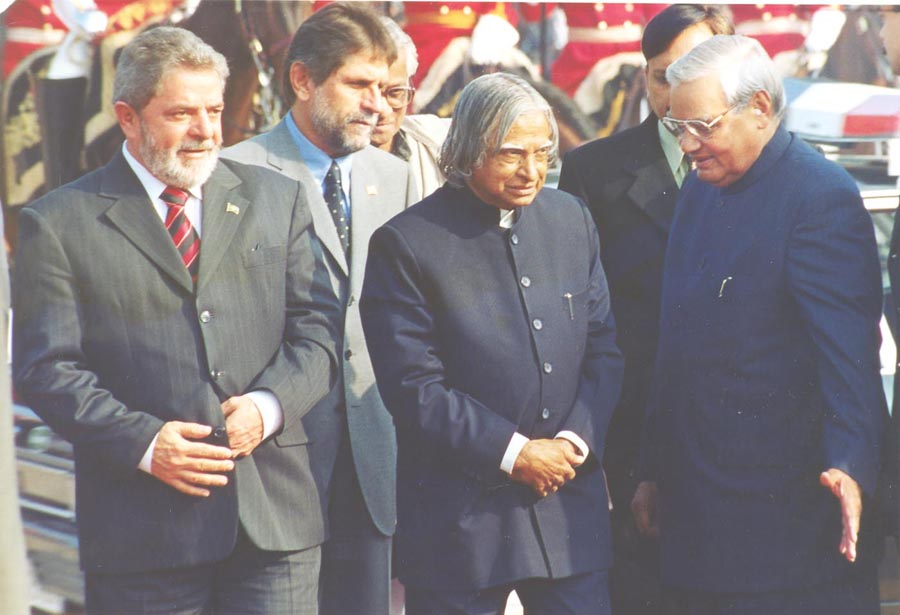
El presidente Dr. A.P.J. Abdul Kalam y el primer ministro Shri Atal Bihari Vajpayee reciben al invitado principal, el presidente de la República Federativa de Brasil Luiz Inacio Lula Da Silva en el desfile del Día de la República-2004.

Brasil e India están profundamente comprometidos con las iniciativas IBSA (cooperación Sur-Sur) y conceden la máxima importancia a esta cooperación trilateral entre los tres grandes países en desarrollo multiétnicos, multirraciales y multirreligiosos, unidos por el principio común del pluralismo y la democracia.

#### Colombia
Ambos países establecieron relaciones diplomáticas el 19 de enero de 1959. Desde entonces, la relación entre ambos países se ha ido incrementando gradualmente con visitas diplomáticas más frecuentes para promover intercambios políticos, comerciales, culturales y académicos. Colombia es actualmente el punto de entrada comercial en América Latina para las empresas indias.

#### Venezuela
Las relaciones diplomáticas entre India y Venezuela se establecieron el 1 de octubre de 1959. India mantiene una embajada en Caracas, mientras que Venezuela mantiene una embajada en Nueva Delhi.
Se han producido varias visitas de jefes de Estado y de Gobierno y otros altos funcionarios entre ambos países. El Presidente Hugo Chávez visitó Nueva Delhi del 4 al 7 de marzo de 2005.Chávez se reunió con el presidente indio APJ Abdul Kalam y con el primer ministro Manmohan Singh. Los dos países firmaron seis acuerdos, entre ellos uno para establecer una Comisión Mixta para promover las relaciones bilaterales y otro sobre cooperación en el sector de los hidrocarburos. El canciller Nicolás Maduro visitó la India para asistir a la Primera Reunión de la Troika de Ministros de Relaciones Exteriores India-CELAC, celebrada en Nueva Delhi el 7 de agosto de 2012.

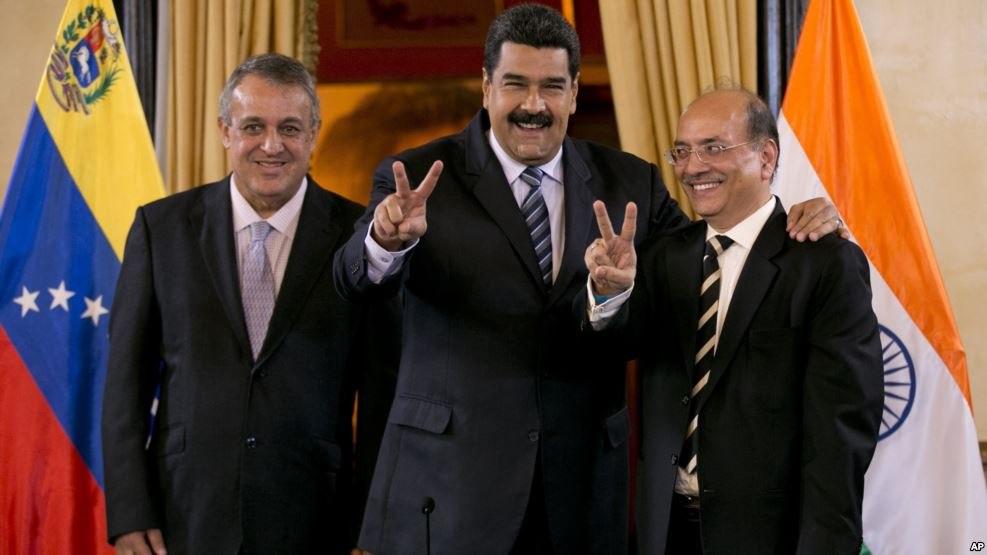
El presidente venezolano, Nicolás Maduro, el director ejecutivo de ONGC, Narendra Kumar Verma, y el presidente de PDVSA, Eulogio Del Pino.

La Comisión Electoral de la India (ECI) y el Consejo Nacional Electoral (CNE) de Venezuela firmaron un MdE durante una visita del comisario electoral indio V S Sampath a Caracas en 2012. El ministro de Estado para Asuntos Corporativos visitó Venezuela para asistir al funeral de Estado del Presidente Chávez en marzo de 2013. El Presidente y el primer ministro de India expresaron sus condolencias por la muerte de Chávez. La Rajya Sabha, la cámara alta del Parlamento, guardó un minuto de silencio por su fallecimiento. La embajadora Smita Purushottam representó a India en la ceremonia de toma de posesión del sucesor de Chávez, Nicolás Maduro, el 19 de abril de 2013.
Los ciudadanos de Venezuela pueden optar a becas del Programa de Cooperación Técnica y Económica de la India  y del Consejo Indio de Relaciones Culturales.

## Asia

### Central

#### Kazajistán

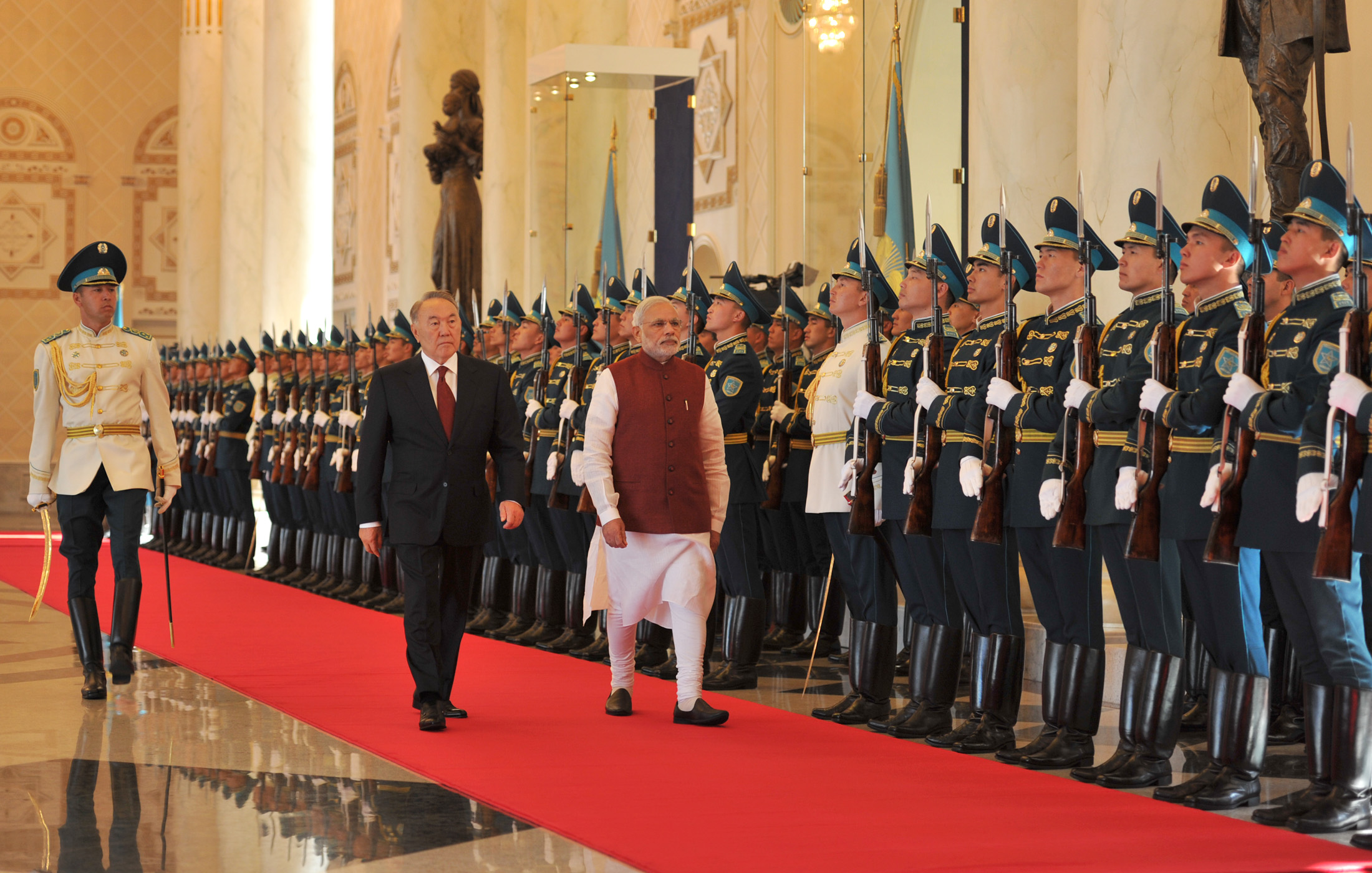
El primer ministro indio, Narendra Modi, recibe una guardia de honor durante su visita a Kazajistán en julio de 2015.

India trabaja para desarrollar sólidas relaciones con este país centroasiático rico en recursos. La petrolera india Oil and Natural Gas Corporation ha obtenido subvenciones para la exploración y explotación de petróleo en Kazajistán. Los dos países colaboran en petroquímica, tecnología de la información y tecnología espacial. Kazajistán ha ofrecido a India cinco bloques para la exploración de petróleo y gas. India y Kazajistán van a poner en marcha proyectos conjuntos en los sectores de la construcción, los minerales y la metalurgia. India también firmó otros cuatro pactos, incluido un tratado de extradición, en presencia de la Presidenta Prathibha Patil y su homólogo kazajo Nursultan Nazarbayev. Kazajistán proporcionará uranio y productos relacionados en el marco del MoU entre Nuclear Power Corp. de India y Kazatomprom. Este MoU también abre posibilidades de exploración conjunta de uranio en Kazajistán, que posee las segundas mayores reservas del mundo, y de que India construya centrales atómicas en el país centroasiático.

#### Tayikistán

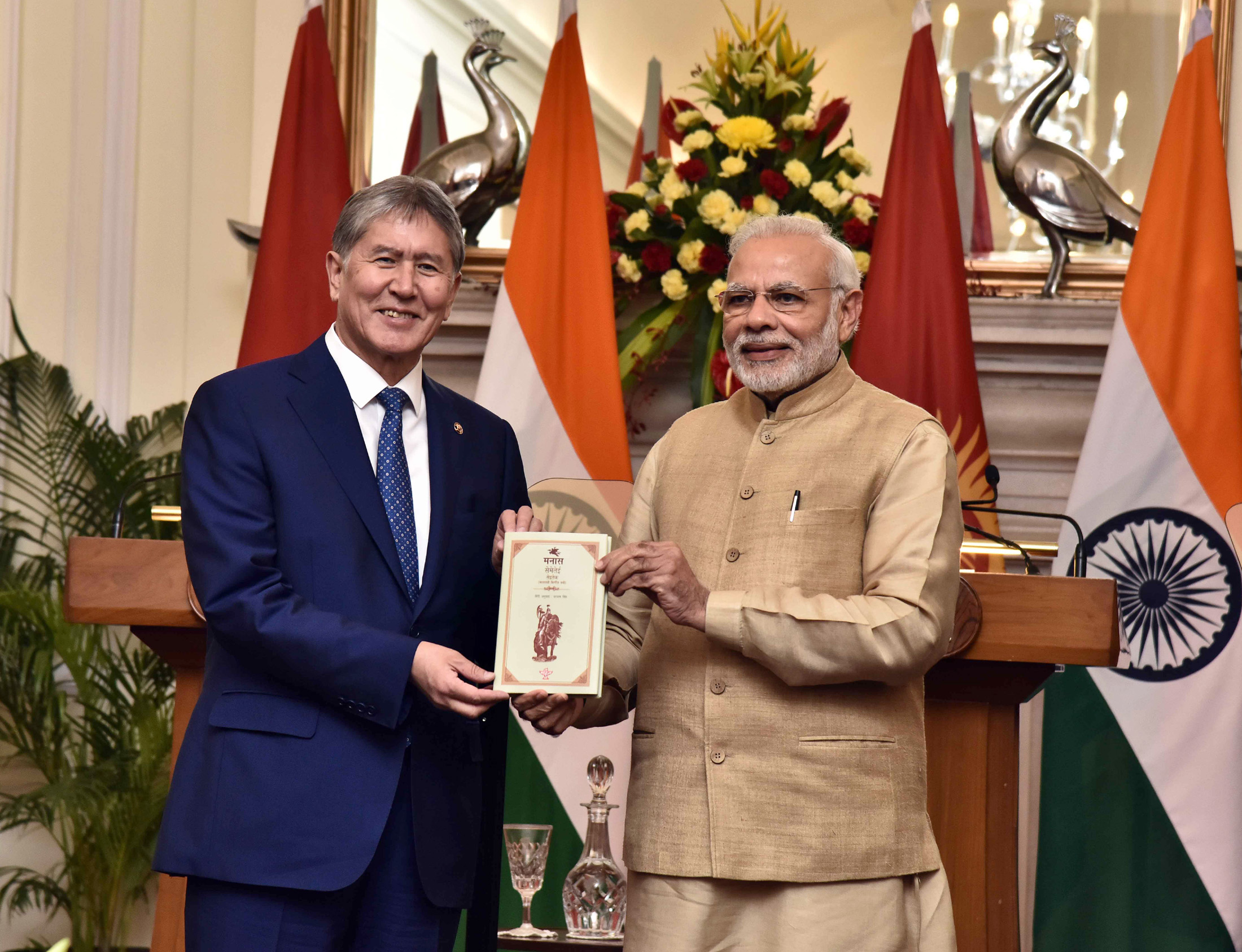
El presidente de Kirguistán, Almazbek Atambayev, entrega un ejemplar de Manas-Semetei-Seitek al primer ministro indio, Shri Narendra Modi, en Hyderabad House, en Nueva Delhi, el 20 de diciembre de 2016.

India y Tayikistán establecieron relaciones diplomáticas tras la independencia de Tayikistán tras la disolución en 1991 de la Unión Soviética, que había mantenido relaciones amistosas con India. Tayikistán ocupa una posición estratégicamente importante en Asia Central, fronteriza con Afganistán, la República Popular China y separada por una pequeña franja de territorio afgano de Pakistán. El papel de India en la lucha contra los talibanes y Al Qaeda y su rivalidad estratégica tanto con China como con Pakistán han hecho que sus lazos con Tayikistán sean importantes para sus políticas estratégicas y de seguridad. A pesar de sus esfuerzos comunes, el comercio bilateral ha sido comparativamente bajo, valorado en 12,09 millones de dólares en 2005; las exportaciones de India a Tayikistán se valoraron en 6,2 millones de dólares y sus importaciones en 5,89 millones. La presencia y las actividades militares de India han sido significativas, empezando por su amplio apoyo a la Alianza del Norte Afgana (ANA) antitalibán. India comenzó a renovar la base aérea de Farkhor y estacionó allí aviones de las Fuerzas Aéreas indias. La Base Aérea de Farkhor entró en pleno funcionamiento en 2006, y está previsto estacionar allí 12 bombarderos MiG-29 y aviones de entrenamiento.

#### Uzbekistán

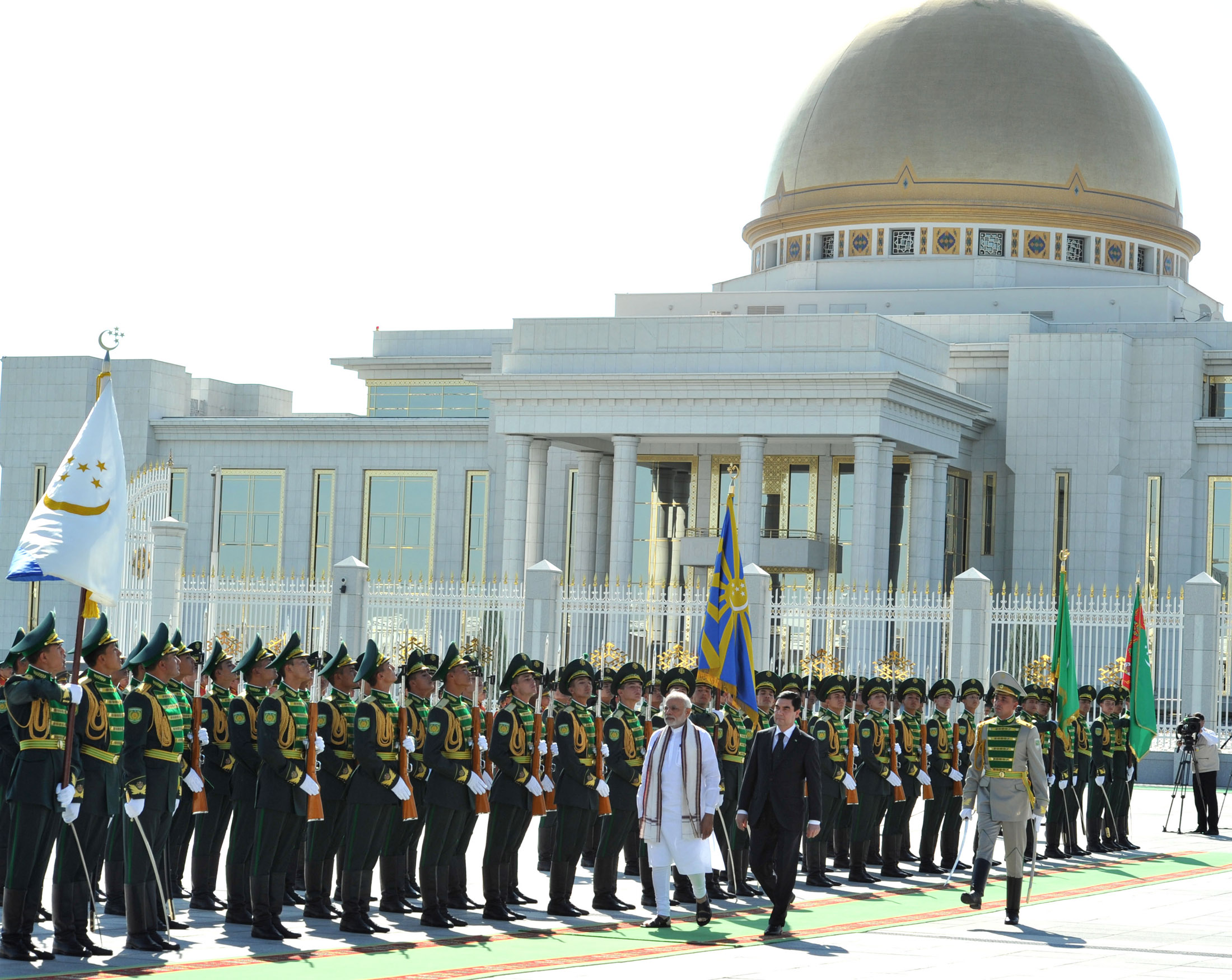
El primer ministro Narendra Modi en Turkmenistán

India tiene embajada en Taskent. Uzbekistán tiene embajada en Nueva Delhi. Uzbekistán ha tenido un gran impacto en la cultura india debido sobre todo al Imperio mogol, fundado por Babur de Ferghana (en la actual Uzbekistán), que creó su imperio hacia el sur, primero en Afganistán y luego en India.

### Este

#### China

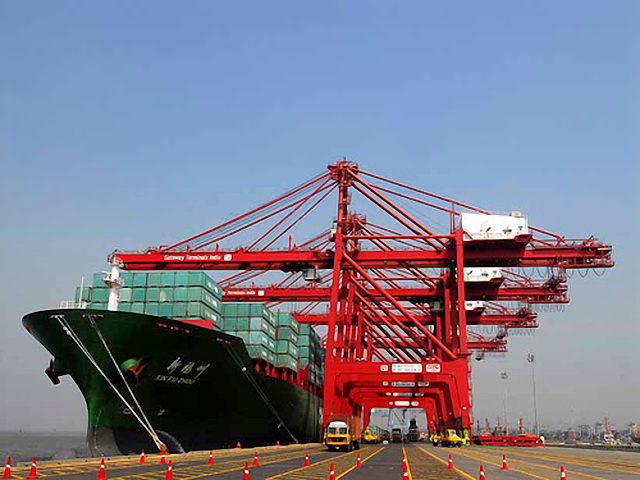
Un portacontenedores chino descarga carga en el puerto Jawaharlal Nehru de India. El comercio bilateral entre ambos países ha superado los 65.000 millones de dólares en 2015, lo que convierte a China en el mayor socio comercial de India.

A pesar de las sospechas que persisten desde la guerra sino-india de 1962, los incidentes de Nathu La y Cho La de 1967 y las continuas disputas fronterizas sobre Aksai Chin y Arunachal Pradesh, las relaciones sino-indias han mejorado gradualmente desde 1988. Ambos países han intentado reducir las tensiones fronterizas, ampliar los lazos comerciales y culturales y normalizar las relaciones. Una serie de visitas de alto nivel entre las dos naciones han contribuido a mejorar las relaciones. En diciembre de 1996, el presidente de la RPC, Jiang Zemin, visitó India durante una gira por el sur de Asia. Durante su estancia en Nueva Delhi, firmó con el primer ministro indio una serie de medidas de confianza para las fronteras en disputa. Las relaciones chino-indias sufrieron un breve revés en mayo de 1998, cuando el ministro de Defensa indio justificó las pruebas nucleares del país alegando posibles amenazas de la RPC. Sin embargo, en junio de 1999, durante la crisis de Kargil, el entonces ministro de Asuntos Exteriores, Jaswant Singh, visitó Pekín y declaró que India no consideraba a China una amenaza. En 2001, las relaciones entre India y la RPC estaban en vías de recuperación, y ambas partes trataron con delicadeza y tacto el traslado desde Tíbet a India del 17.º Karmapa en enero de 2000. En 2003, India reconoció formalmente a Tíbet como parte de China, y China reconoció a Sikkim como parte formal de India en 2004.
Desde el año 2004, el auge económico tanto de China como de India ha contribuido a estrechar las relaciones entre ambos países. El comercio chino-indio alcanzó los 65.470 millones de dólares en 2013-14, convirtiendo a China en el mayor socio comercial de India. La creciente dependencia económica entre India y China también ha acercado políticamente a ambas naciones, con India y China deseosas de resolver su disputa fronteriza. También han colaborado en varios asuntos, desde la ronda de Doha de la OMC en 2008 hasta el acuerdo regional de libre comercio. De forma similar al acuerdo nuclear indo-estadounidense, India y China también han acordado cooperar en el campo de la energía nuclear civil. Sin embargo, los intereses económicos de China han chocado con los de India. Ambos países son los mayores inversores asiáticos en África y han competido por el control de sus grandes recursos naturales. Hubo una situación tensa debido al enfrentamiento entre soldados en Doklam, Bután; pero se resolvió pronto.

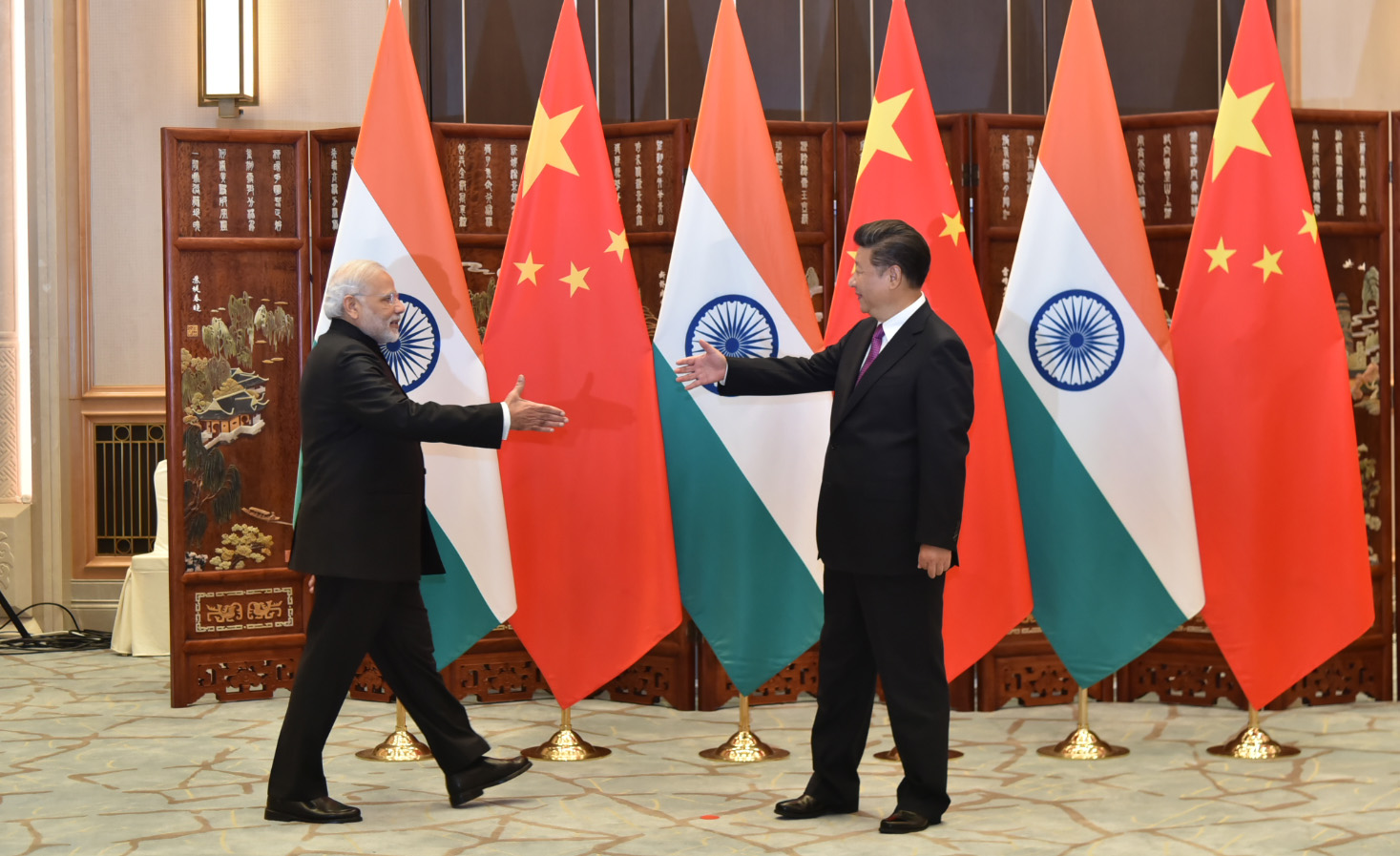
El actual primer ministro de la India, Narendra Modi, y el presidente de China, Xi Jinping, en la Cumbre del G7, China (2016).

Las relaciones se perdieron debido a las escaramuzas del valle de Galwan y sus avances. India dejó de importar productos chinos. Se tomaron varias medidas, como la cancelación de varios contratos con empresas chinas de ferrocarriles, redes y producción de diversos artículos.
El brote de la pandemia de Coronavirus de Wuhan también entorpeció las relaciones. Tras el resquebrajamiento de los lazos, ambas partes se culparon mutuamente del conflicto en LAC. El 29 y 30 de agosto, se informó de que China supuestamente había intentado cruzar LAC para alcanzar importantes cimas de colinas, lo que fue archivado por las tropas indias, ya que les suponía una ventaja adquirir importantes cimas cerca de LAC. India prohibió más de 250 aplicaciones chinas, y el 16 de octubre prohibió la importación de aparatos de aire acondicionado, frigoríficos y neveras procedentes de China. Se celebraron varias negociaciones y conversaciones de los mandos centrales, que no dieron lugar entonces más que a vagas promesas. Las acusaciones cruzadas fueron habituales.

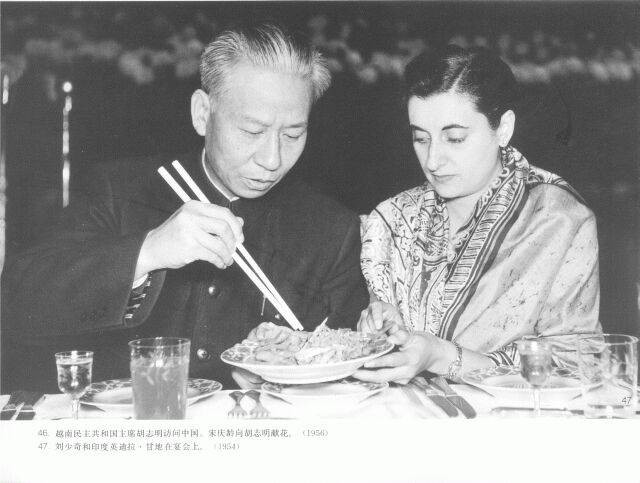
Liu Shaoqi, entonces Presidente del Comité Permanente del Congreso Nacional Popular, con Indira Gandhi cuando era Presidenta del Congreso Nacional Indio.

Incluso se celebró una conferencia en Moscú (Rusia) el 5 de septiembre entre el ministro de Defensa indio, Rajnath Singh, y el general del ejército chino, Wei Fenghe, pero tampoco tuvo éxito. La reciente reunión de la Cuádruple Alianza también fue cuestionada por China, pero India la rechazó.
A mediados de enero de 2021, se informó de que ambos países habían acordado finalmente la desescalada de sus posiciones. Se publicaron imágenes de tropas chinas retirando tiendas y barracones. Ambos países también acordaron que la India retrocedería a Finger-3, mientras que China mantuvo su posición hasta Finger-8, y también declararon que la zona de Finger-3 a Finger-8 era «tierra de nadie».

#### Japón

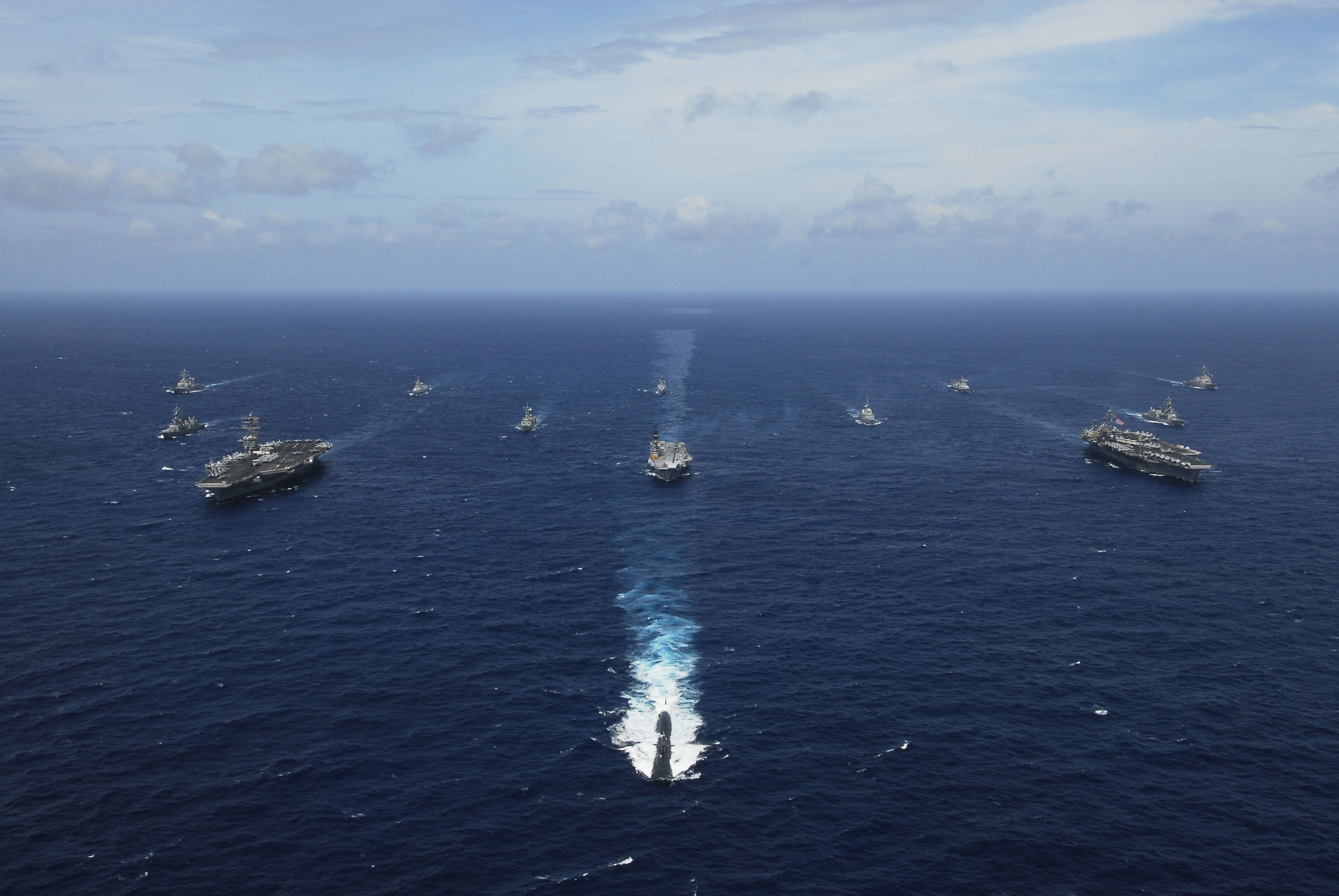
Dos buques de guerra de la Armada japonesa participaron en Malabar 2007, frente a la costa occidental de India, una de las pocas maniobras multilaterales de este tipo en las que ha participado Japón, simbolizando la estrecha cooperación militar entre India y Japón.

Las relaciones entre India y Japón siempre han sido sólidas. India ha influido culturalmente en Japón a través del budismo. Durante la Segunda Guerra Mundial, el Ejército Imperial Japonés ayudó al Ejército Nacional Indio de Netaji Subhash Chandra Bose. Las relaciones se han mantenido cordiales desde la independencia de India, a pesar de que Japón impuso sanciones a India tras las pruebas nucleares de Pokhran-II en 1998 (las sanciones se retiraron en 2001). Empresas japonesas como Sony, Toyota y Honda tienen fábricas en India y, con el crecimiento de la economía india, India es un gran mercado para las empresas japonesas. La empresa japonesa más destacada que ha realizado una gran inversión en India es el gigante automovilístico Suzuki, que está asociado con la empresa automovilística india Maruti Suzuki, el mayor fabricante de automóviles de India. Honda también era socio de Hero Honda, uno de los mayores vendedores de motocicletas del mundo (las empresas se separaron en 2011).

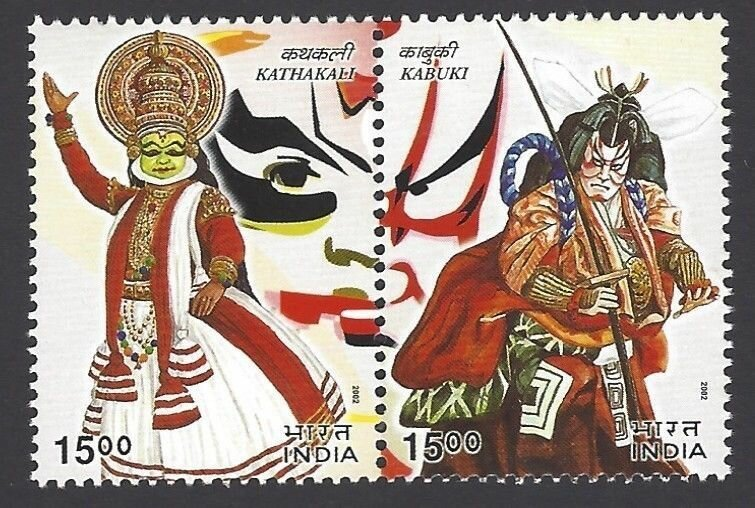
Sello de la India - 2002 - Colnect 834423 - India Japón 50 Aniversario Relaciones Diplomáticas

Según la teoría del arco de libertad del ex primer ministro Shinzō Abe, a Japón le interesa estrechar lazos con India, la democracia más poblada del mundo, mientras sus relaciones con China siguen siendo frías. Con este fin, Japón ha financiado numerosos proyectos de infraestructuras en India, sobre todo en el sistema de metro de Nueva Delhi. En diciembre de 2006, la visita del entonces primer ministro Manmohan Singh a Japón culminó con la firma de la «Declaración Conjunta Hacia una Asociación Estratégica y Global Japón-India». En 2006 se dio la bienvenida a los solicitantes indios al Programa JET, que comenzó con una sola plaza disponible en 2006 y 41 en 2007. Asimismo, en 2007, las Fuerzas de Autodefensa de Japón participaron en un ejercicio naval en el Océano Índico, conocido como Malabar 2007, en el que también participaron las fuerzas navales de India, Australia, Singapur y Estados Unidos.

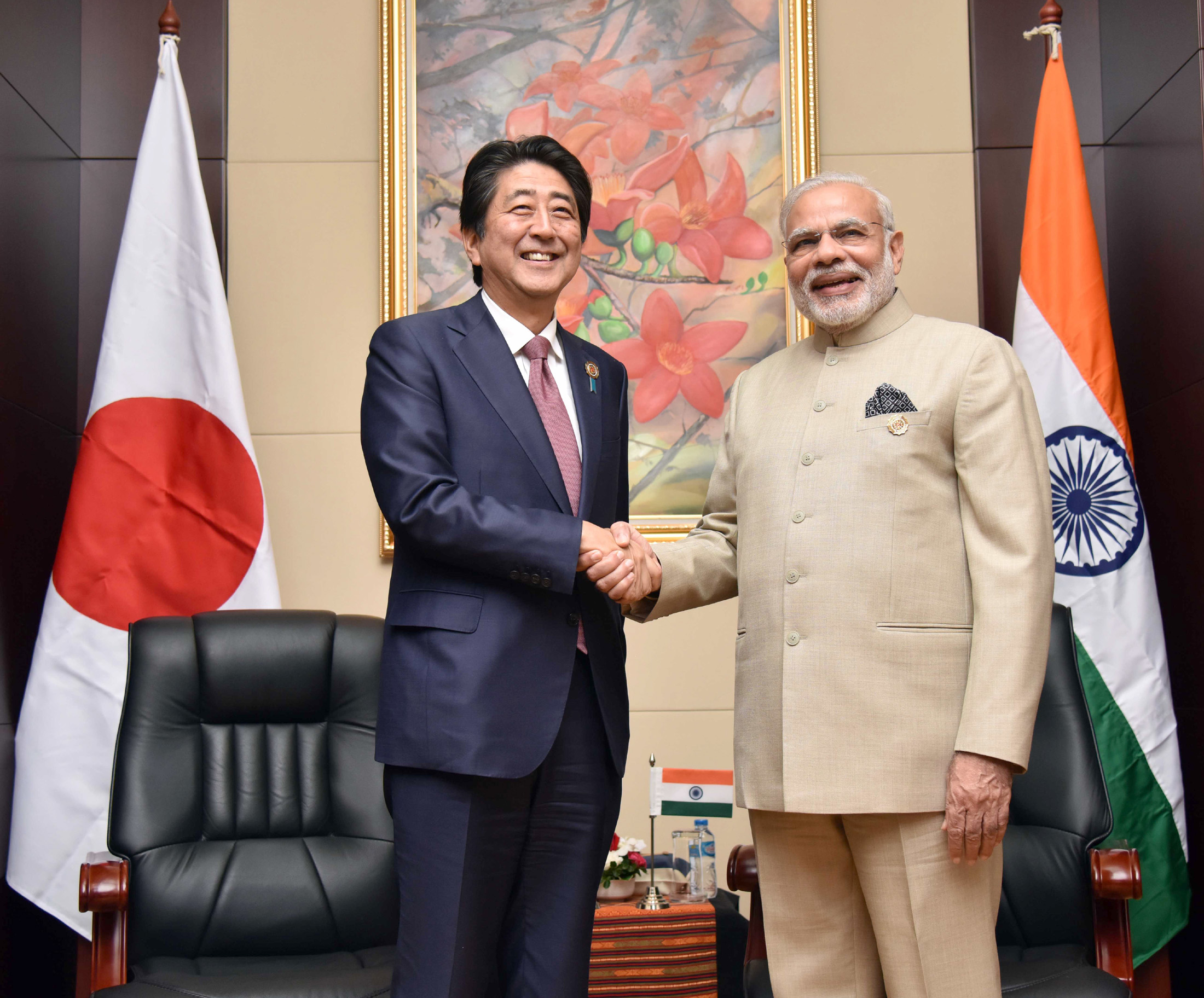
El ex primer ministro Shinzo Abe y el primer ministro Narendra Modi

En octubre de 2008, Japón firmó un acuerdo con India en virtud del cual concedería a este país un préstamo a bajo interés por valor de 4.500 millones de dólares para construir una línea ferroviaria de alta velocidad entre Delhi y Bombay. Se trata del mayor proyecto en el extranjero financiado por Japón y refleja la creciente asociación económica entre ambos países India y Japón firmaron un acuerdo de cooperación en materia de seguridad por el que ambos países realizarán maniobras militares, vigilarán el océano Índico y llevarán a cabo intercambios militares en materia de lucha contra el terrorismo, lo que convierte a India en uno de los tres únicos países, Estados Unidos y Australia, con los que Japón tiene un pacto de seguridad de este tipo. En 2008 había 25.000 indios en Japón.

#### Mongolia
Las relaciones entre India y Mongolia se encuentran aún en una fase incipiente y la cooperación indo-mongola se limita a visitas diplomáticas, concesión de préstamos blandos y ayuda financiera y colaboraciones en el sector de las tecnologías de la información.
India estableció relaciones diplomáticas en diciembre de 1955. India fue el primer país fuera del bloque soviético en establecer relaciones diplomáticas con Mongolia. Desde entonces, ha habido tratados de amistad mutua y cooperación entre ambos países en 1973, 1994, 2001 y 2004.

#### Corea del Norte
India y Corea del Norte mantienen crecientes relaciones comerciales y diplomáticas. India tenía una embajada en pleno funcionamiento en Pionyang, que se cerró debido a la pandemia de COVID-19 en el país anfitrión, mientras que Corea del Norte sigue manteniendo una embajada en Nueva Delhi. India ha declarado que desea la «reunificación» de Corea.

#### Corea del Sur

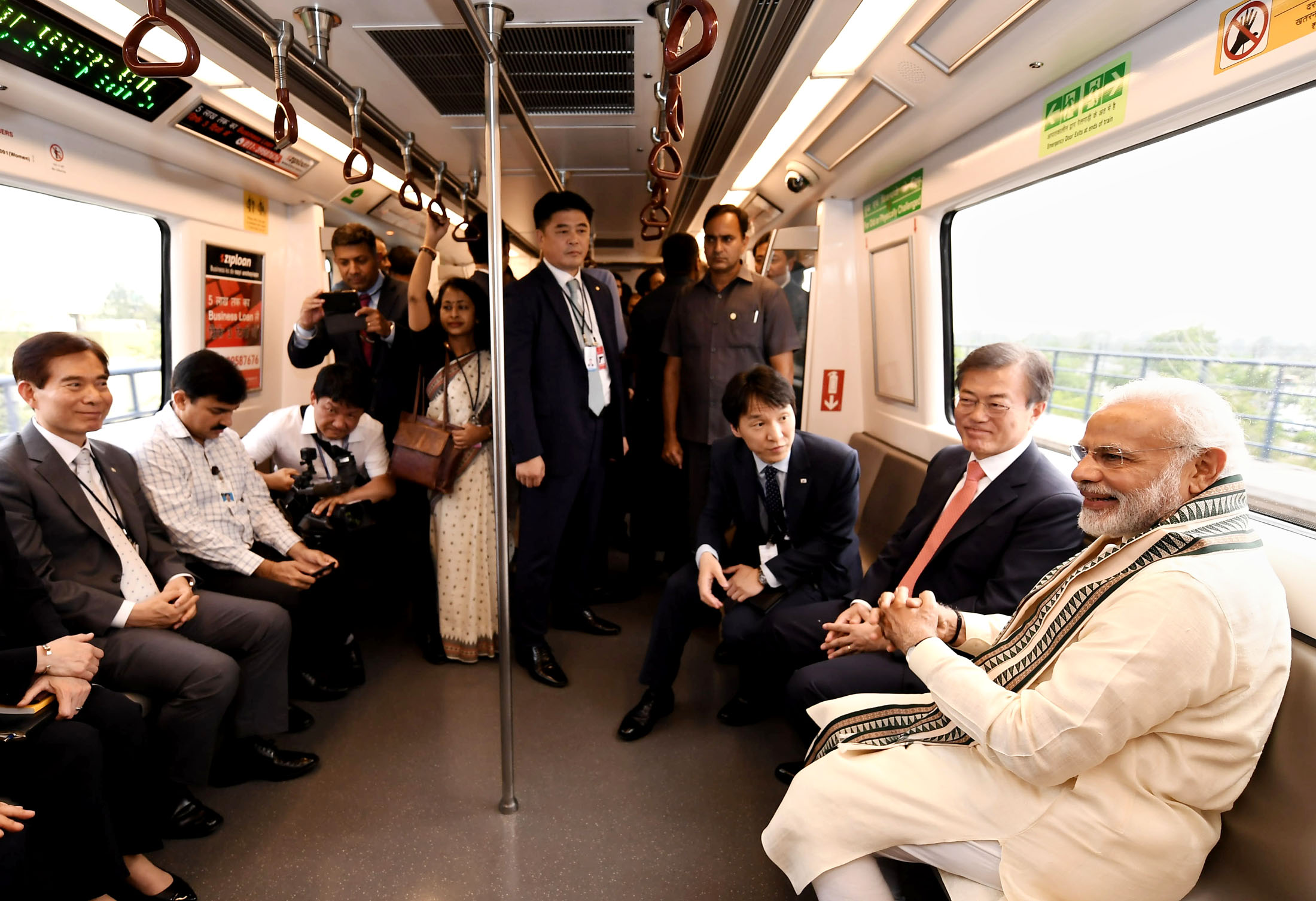
El primer ministro, Shri Narendra Modi, y el presidente de la República de Corea del Sur, Sr. Moon Jae-in, toman el metro de Delhi de camino a la inauguración de la planta de fabricación de Samsung, la fábrica de móviles más grande del mundo, en Noida, Uttar Pradesh.

La cordial relación entre ambos países se remonta al año 48 d. C., cuando la reina Suro, o princesa Heo, viajó desde el reino de Ayodhya a Corea. Según el Samguk Yusa, la princesa tuvo un sueño sobre un rey celestial que esperaba la cabalgata del ungido del cielo. Después de que la princesa Heo tuviera el sueño, pidió permiso a sus padres, el rey y la reina, para partir en busca del hombre, a lo que el rey y la reina instaron con la creencia de que dios orquestó todo el destino.Tras la aprobación, partió en un barco, llevando oro, plata, una planta de té y una piedra que calmaba las aguas. Los arqueólogos descubrieron una piedra con dos peces besándose, un símbolo del reino de Gaya que es exclusivo de la familia real Mishra de Ayodhya (India). Este vínculo real es una prueba más de que hubo un activo compromiso comercial entre India y Corea desde la llegada de la reina a este país. Los descendientes actuales viven en la ciudad de Gimhae, así como en el extranjero, en los estados norteamericanos de Nueva Jersey y Kentucky. Muchos de ellos llegaron a ser prominentes y conocidos en todo el mundo, como el presidente Kim Dae Jung y el primer ministro Kim Jong-pil. Las relaciones entre ambos países han sido relativamente limitadas, aunque se ha progresado mucho durante estas tres décadas.

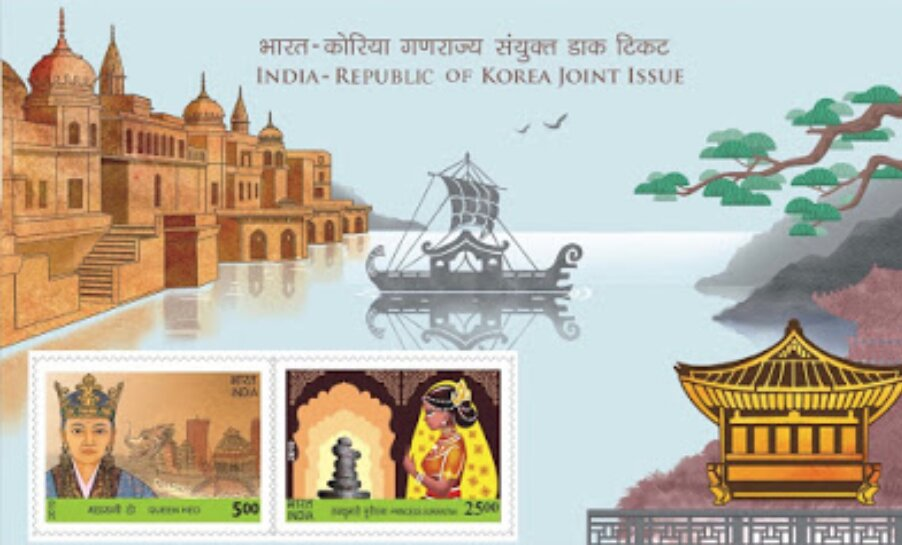
Sello de la India - 2019 - Emisión conjunta con Corea del Sur conmemorando la relación cuando la reina Suro, o princesa Heo, viajó desde el reino de Ayodhya a Corea.

Desde el establecimiento formal de lazos diplomáticos entre ambos países en 1973, se han alcanzado varios acuerdos comerciales. El comercio entre ambas naciones ha aumentado exponencialmente, como lo demuestran los 530 millones de dólares del año fiscal 1992-1993 y los 10.000 millones de dólares de 2006-2007. Durante la crisis financiera asiática de 1997, las empresas surcoreanas trataron de aumentar su acceso a los mercados mundiales y comenzaron a realizar inversiones comerciales con India. Las dos últimas visitas presidenciales de Corea del Sur a India se produjeron en 1996 y 2006, y se considera que las embajadas de ambos países necesitan mejoras. Recientemente, en las esferas pública y política coreanas se ha reconocido que ampliar las relaciones con India debería ser una prioridad económica y política importante para Corea del Sur. Gran parte de las inversiones económicas de Corea del Sur se han desviado hacia China; sin embargo, Corea del Sur es actualmente la quinta fuente de inversión en India. En declaraciones a The Times of India, el presidente Roh Moo-hyun expresó su opinión de que la cooperación entre las industrias de software de India y de TI de Corea daría resultados muy eficaces y satisfactorios. Ambos países acordaron centrarse en la revisión de las políticas de visados entre ambos países, la expansión del comercio y el establecimiento de un acuerdo de libre comercio para fomentar más inversiones entre ambos países. Empresas coreanas como LG, Hyundai y Samsung han establecido instalaciones de fabricación y servicios en India, y varias constructoras coreanas obtuvieron subvenciones para una parte de los numerosos planes de construcción de infraestructuras en India, como el «Proyecto Nacional de Desarrollo de Autopistas». La compra de Daewoo Commercial Vehicles por parte de Tata Motor, con un coste de 102 millones de dólares, pone de relieve las inversiones de India en Corea, que consisten principalmente en subcontrataciones.

### Sur

#### Afganistán
Ambos países establecieron relaciones diplomáticas el 10 de diciembre de 1947.

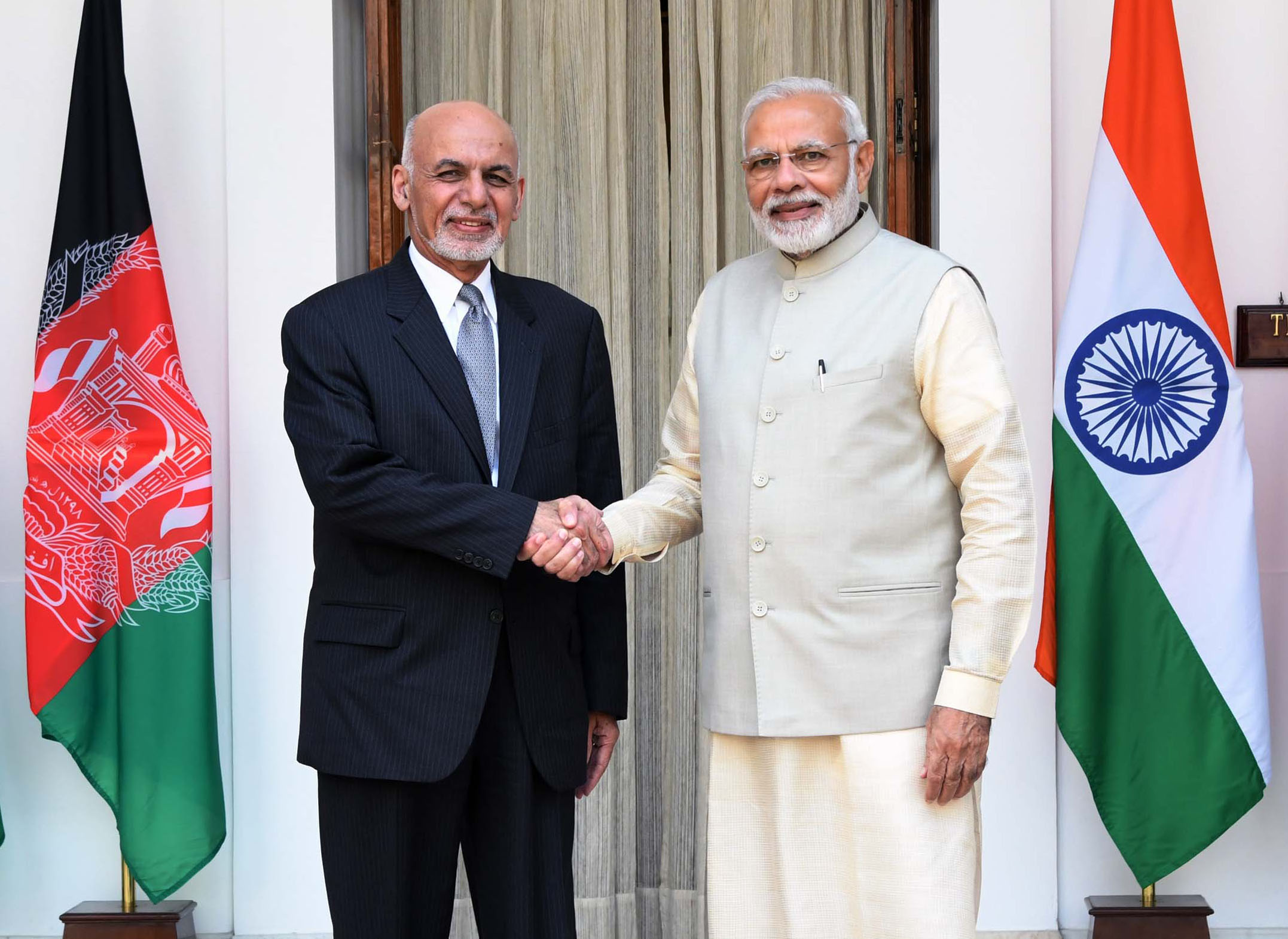
El primer ministro indio, Narendra Modi, recibiendo al presidente de Afganistán, Ashraf Ghani, en Nueva Delhi (2018).

Las relaciones bilaterales entre India y Afganistán han sido tradicionalmente sólidas y amistosas. Aunque India fue el único país del sur de Asia que reconoció a la República Democrática de Afganistán, respaldada por los soviéticos, en la década de 1980, sus relaciones se vieron mermadas durante las guerras civiles afganas y el gobierno de los talibanes islamistas en los años 90. India colaboró en el derrocamiento de los talibanes y se convirtió en el mayor proveedor regional de ayuda humanitaria y para la reconstrucción. El nuevo gobierno afgano, elegido democráticamente, estrechó sus lazos con India tras las persistentes tensiones y problemas con Pakistán, que sigue amparando y apoyando a los talibanes. India mantiene una política de estrecha cooperación para reforzar su posición como potencia regional y contener a su rival Pakistán, que sostiene que apoya a los militantes islámicos en Cachemira y otras partes de India. India es el mayor inversor regional en Afganistán, con más de 3.000 millones de dólares comprometidos para la reconstrucción. Tras el colapso de la República Islámica de Afganistán, India participó en la evacuación de las minorías no musulmanas y proporcionó ayuda alimentaria al Afganistán gobernado por los talibanes.

#### Bangladés
India fue el segundo país en reconocer a Bangladés como Estado separado e independiente, el 6 de diciembre de 1971. India luchó junto a los bangladeshíes para liberar Bangladés de Pakistán Occidental en 1971.

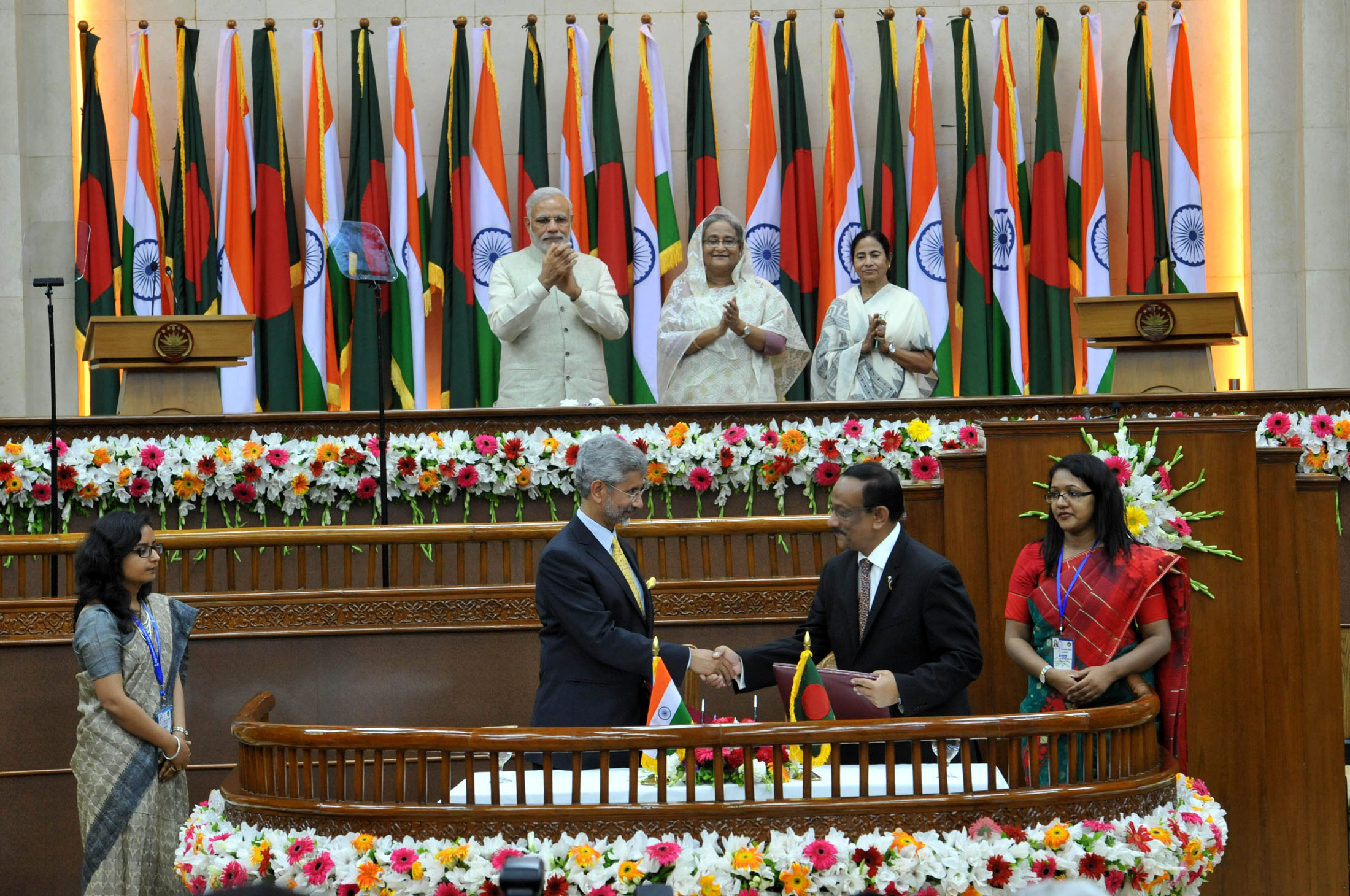
El primer ministro Narendra Modi, junto con la primera ministra de Bangladés, Sheikh Hasina, y la Ministra Principal de Bengala Occidental, Mamata Banerjee, en un acuerdo entre los Gobiernos de India y Bangladés, con el ministro de Asuntos Exteriores (India), S. Jaishankar, y funcionarios del Gobierno de Bangladés.

La relación de Bangladés con India ha sido difícil en términos de matanzas fronterizas, irrigación y disputas por la frontera terrestre después de 1976. Sin embargo, India ha disfrutado de una relación favorable con Bangladés durante los gobiernos formados por la Liga Awami en 1972 y 1996. Las recientes soluciones a las disputas terrestres y marítimas han eliminado los irritantes lazos.
Al principio, las relaciones de India con Bangladés no podían ser más sólidas debido al apoyo incondicional de India a la independencia y a la oposición contra Pakistán en 1971. Durante la guerra de independencia, muchos refugiados huyeron a India. Cuando la lucha de resistencia maduró en noviembre de 1971, India también intervino militarmente y es posible que contribuyera a atraer la atención internacional sobre la cuestión mediante la visita de Indira Gandhi a Washington D. C.. Posteriormente, India proporcionó ayuda de socorro y reconstrucción. India reconoció a Bangladés antes del final de la guerra de 1971 (el segundo país en hacerlo después de Bután) y posteriormente presionó a otros países para que hicieran lo mismo. India también retiró su ejército de Bangladés cuando el jeque Mujibur Rahman se lo pidió a Indira Gandhi durante su visita a Dhaka en 1972.

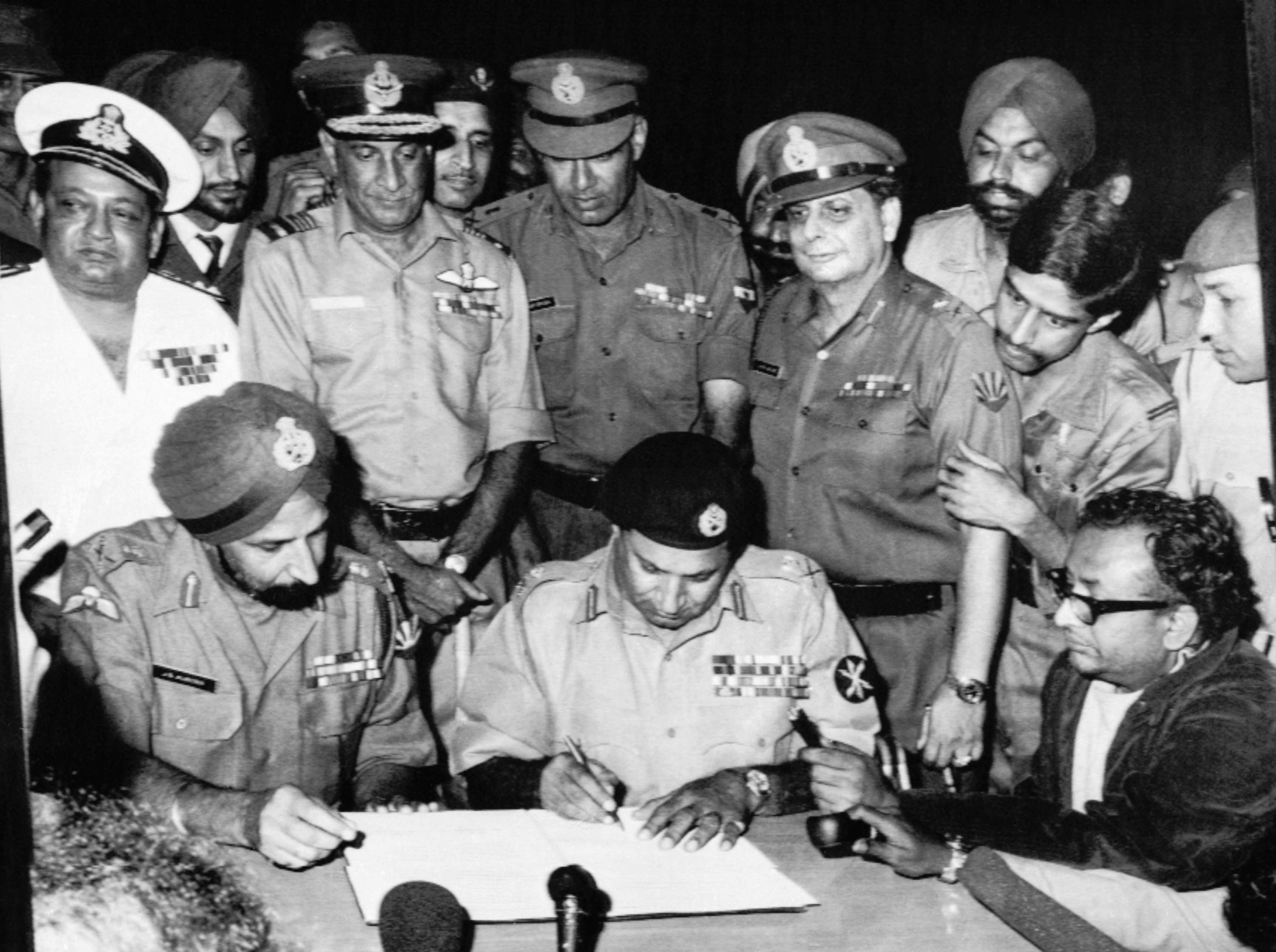
El Teniente General Niazi firmando el Instrumento de Rendición bajo la mirada del Teniente General Aurora, poniendo fin a la guerra de liberación de Bangladés y creando el nuevo Estado de Bangladés.

Las relaciones indo-bangladeshíes han sido algo menos amistosas desde la caída del gobierno de Mujib en agosto de 1975 a lo largo de los años por cuestiones como la isla de Talpatti Sur, el corredor de Tin Bigha y el acceso a Nepal, la presa de Farakka y el reparto del agua, los conflictos fronterizos cerca de Tripura y la construcción de una valla a lo largo de la mayor parte de la frontera que India explica como medida de seguridad contra emigrantes, insurgentes y terroristas. Muchos bangladesíes creen que a India le gusta jugar a «hermano mayor» con sus vecinos más pequeños, incluido Bangladés. Las relaciones bilaterales se estrecharon en 1996, gracias a una política exterior india más suave y al nuevo gobierno de la Liga Awami. En diciembre de 1996 se firmó un acuerdo para el reparto del agua del río Ganges durante 30 años, después de que el anterior acuerdo bilateral expirara en 1988. Ambas naciones también han cooperado en materia de alertas y preparación ante inundaciones. El gobierno de Bangladés y los insurgentes tribales firmaron un acuerdo de paz en diciembre de 1997, que permitió el regreso de los refugiados tribales que habían huido a la India, a partir de 1986, para escapar de la violencia causada por una insurgencia en su tierra natal, en Chittagong Hill Tracts. El ejército de Bangladés mantiene hasta hoy una fuerte presencia en la zona. El ejército está cada vez más preocupado por el creciente problema del cultivo de drogas ilegales.
También hay pequeños terrenos a lo largo de la región fronteriza que Bangladés intenta recuperar diplomáticamente. Padua, parte de la división de Sylhet antes de 1971, ha estado bajo control indio desde la guerra de 1971. Esta pequeña franja de terreno fue reocupada por la BDR en 2001, pero más tarde fue devuelta a India después de que el gobierno de Bangladés decidiera resolver el problema mediante negociaciones diplomáticas. La isla india de New Moore ya no existe, pero Bangladés la reivindica reiteradamente como parte del distrito bangladeshí de Satkhira.

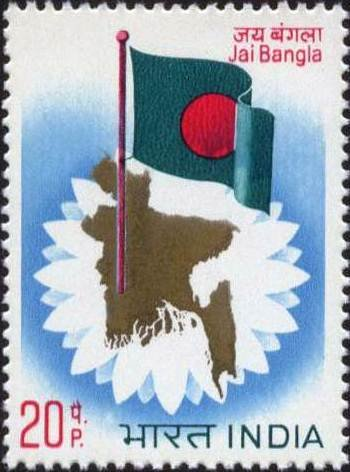
Sello de India - 1973- Flor con Bandera - India conmemorando la creación de la República de Bangladés.

En los últimos años, India se ha quejado cada vez más de que Bangladés no protege adecuadamente su frontera. Teme que aumente el flujo de bangladeshíes pobres y acusa a Bangladés de dar cobijo a grupos separatistas indios como el ULFA y a presuntos grupos terroristas. El gobierno de Bangladés se ha negado a aceptar estas acusaciones. India calcula que más de 20 millones de bangladeshíes viven ilegalmente en India Un funcionario bangladeshí respondió que «no hay ni un solo inmigrante bangladeshí en India». Desde 2002, India está construyendo una valla entre India y Bangladés a lo largo de gran parte de las 2.500 millas de frontera. La falta de resolución de los conflictos migratorios tiene un coste humano para los inmigrantes ilegales, como el encarcelamiento y los riesgos para la salud (en concreto, el VIH/sida).
El primer ministro de la India, Narendra Modi, y su homóloga bangladeshí, Sheikh Hasina, han cerrado un acuerdo histórico que redibuja su desordenada frontera compartida y resuelve así las disputas entre la India y Bangladés. Bangladés también ha concedido a India una ruta de tránsito para viajar a través de Bangladés a sus estados del noreste. India y Bangladés también han firmado un acuerdo de libre comercio el 7 de junio de 2015.
Ambos países resolvieron su disputa fronteriza el 6 de junio de 2015.
El enlace ferroviario Agartala-Akhaura entre los Ferrocarriles Indios y los Ferrocarriles de Bangladés reducirá la actual distancia por carretera de 1700 km entre Calcuta y Agartala vía Siliguri a solo 350 kilómetros por ferrocarril. Para conectar Calcuta con Tripura a través de Bangladés por ferrocarril, el Gobierno de la Unión sancionó el 10 de febrero de 2016 unos 580 millones de rupias. El proyecto, cuya finalización está prevista para 2017, atravesará Bangladés.
El proyecto ocupa un lugar destacado en la «Política de mirar al este» del primer ministro, y se espera que aumente la conectividad e impulse el comercio entre India y Bangladés.

#### Bután

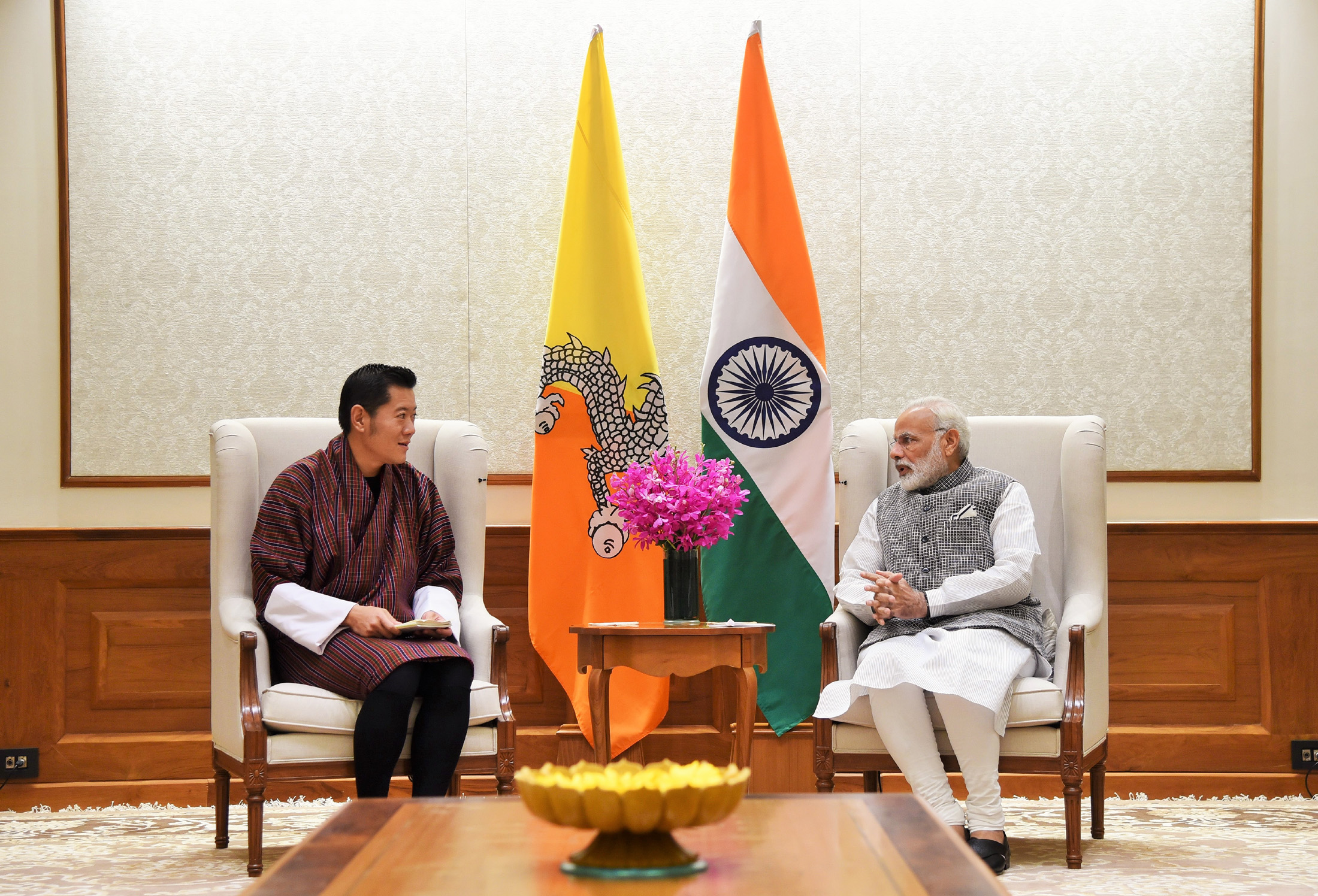
El rey de Bután, Jigme Khesar Namgyel Wangchuck, en la Residencia del primer ministro con el primer ministro Narendra Modi en Nueva Delhi el 1 de noviembre de 2017.

Históricamente, ha mantenido estrechos lazos con India. Ambos países firmaron un tratado de amistad en 1949, por el que India ayudaría a Bután en sus relaciones exteriores. El 8 de febrero de 2007, el rey de Bután, Jigme Khesar Namgyel Wangchuck, revisó sustancialmente el Tratado de Amistad Indo-Bhutanés. Mientras que en el Tratado de 1949 el artículo 2 rezaba así: «El Gobierno de India se compromete a no interferir en la administración interna de Bután». Por su parte, el Gobierno de Bután acuerda guiarse por el consejo del Gobierno de India en lo que respecta a sus relaciones exteriores".
En el tratado revisado reza ahora así: «En consonancia con los permanentes lazos de estrecha amistad y cooperación entre Bután y la India, el Gobierno del Reino de Bután y el Gobierno de la República de la India cooperarán estrechamente entre sí en cuestiones relacionadas con sus intereses nacionales. Ninguno de los dos Gobiernos permitirá el uso de su territorio para actividades perjudiciales para la seguridad nacional y los intereses del otro". El tratado revisado también incluye en su preámbulo «Reafirmando su respeto mutuo por la independencia, soberanía e integridad territorial», un elemento que estaba ausente en la versión anterior. El Tratado de Amistad indo-butanés de 2007 refuerza el estatus de Bután como nación independiente y soberana.
India sigue siendo el mayor socio comercial y de desarrollo de Bután. Los esfuerzos de desarrollo planificados en Bután comenzaron a principios de la década de 1960. El Primer Plan Quinquenal (FYP) de Bután se lanzó en 1961. Desde entonces, India ha venido prestando ayuda financiera a los FYP de Bután. El 10.º Plan Quinquenal finalizó en junio de 2013. La ayuda global de India al 10.º FYP fue de algo más de 5000 millones de rupias, excluyendo las subvenciones para proyectos hidroeléctricos. India ha comprometido 4.500 millones de rupias para el 11.º PJP de Bután, junto con 500 millones de rupias como paquete de estímulo económico.

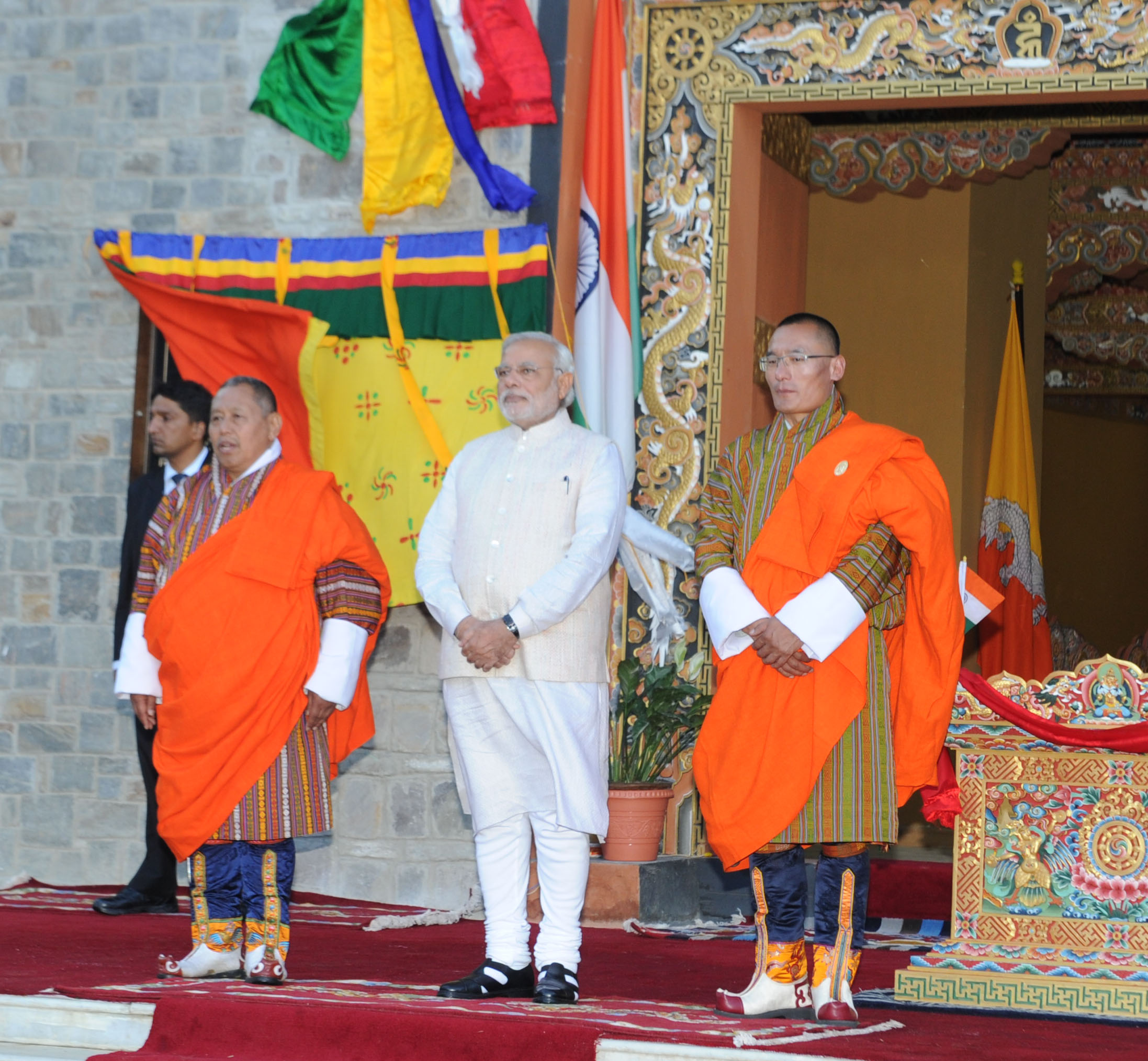
El primer ministro indio Narendra Modi se reúne con el primer ministro butanés Tshering Tobgay

El sector hidroeléctrico es uno de los principales pilares de la cooperación bilateral, que ejemplifica la sinergia mutuamente beneficiosa al proporcionar energía limpia a India y exportar ingresos a Bután (la energía contribuye en un 14% al PIB butanés y supone alrededor del 35% de las exportaciones totales de Bután). Tres proyectos hidroeléctricos (336 MW en Chukha, 60 MW en Kurichi y 1020 MW en Tala), con un total de 1416 MW, ya exportan electricidad a India. En 2008, los dos Gobiernos identificaron otros diez proyectos para su desarrollo, con una capacidad total de generación de 10.000 MW. De ellos, tres proyectos por un total de 2.940 MW (1.200 MW Punatsangchu-I, 1.020 MW Punatsangchu-II y 720 MW Mangdechu HEPs) están en construcción y está previsto que entren en servicio en el último trimestre de 2017-2018. De las 7 HEP restantes, 4 proyectos por un total de 2120 MW (600 MW Kholongchhu, 180 MW Bunakha, 570 MW Wangchu y 770 MW Chamkarchu) se construirán bajo un modelo de empresa conjunta, para lo cual se firmó un Acuerdo Marco Intergubernamental entre ambos gobiernos en 2014. De estos 4 proyectos de modelo de empresa conjunta, ya han comenzado las actividades previas a la construcción de la central hidroeléctrica de Kholongchhu Tata Power también está construyendo una presa hidroeléctrica en Bután.
India había ayudado a Bután desplegando sus tropas en Doklam en 2017 -un territorio reclamado y controlado por el Gobierno butanés- para resistir el control de un ejército chino y la construcción de estructuras militares.

#### Maldivas
India ejerce una influencia considerable en la política exterior de Maldivas y proporciona una amplia cooperación en materia de seguridad, especialmente tras la Operación Cactus de 1988, en la que India repelió a los mercenarios tamiles que invadieron el país.

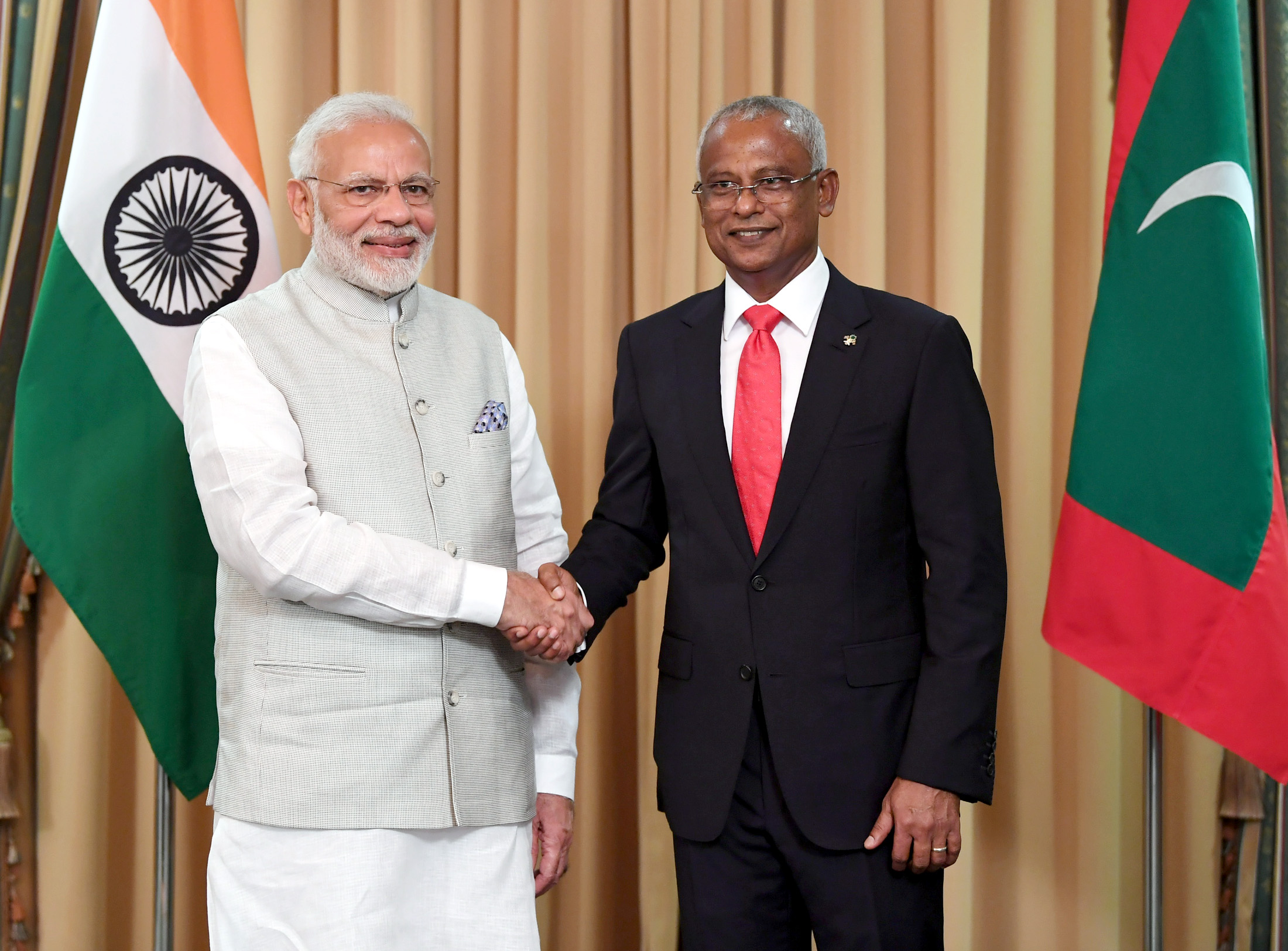
El primer ministro Narendra Modi se reúne con el presidente de Maldivas, Ibrahim Mohamed Solih, en Malé (2018)

Como miembro fundador en 1985 de la Asociación del Asia Meridional para la Cooperación Regional, SAARC, que reúne a Afganistán, Bangladés, Bután, India, Maldivas, Nepal, Pakistán y Sri Lanka, el país desempeña un papel muy activo en la SAARC. Maldivas ha liderado la petición de un Acuerdo de Libre Comercio para Asia Meridional, la formulación de una Carta Social, el inicio de consultas políticas informales en los foros de la SAARC, la presión para una mayor actuación en cuestiones medioambientales, la propuesta de numerosas medidas en materia de derechos humanos, como la convención regional sobre los derechos del niño y la creación de un Centro de Recursos de Derechos Humanos de la SAARC. Maldivas también aboga por una mayor proyección internacional de la SAARC, por ejemplo mediante la formulación de posiciones comunes en la ONU.
India está iniciando el proceso para incorporar al país insular a su red de seguridad. La medida llega después de que la nación islámica moderada se pusiera en contacto con Nueva Delhi a principios de este año por temor a que uno de sus complejos turísticos insulares pudiera ser tomado por terroristas, dada su falta de activos militares y capacidades de vigilancia. India también firmó un acuerdo con las Maldivas en 2011 que se centra en lo siguiente:
- India instalará permanentemente dos helicópteros en el país para mejorar su capacidad de vigilancia y de respuesta rápida a las amenazas. Un helicóptero de la Guardia Costera fue entregado durante la visita de A. K. Antony, mientras que otro de la Marina será autorizado para su transferencia en breve.
- Maldivas sólo tiene radares costeros en dos de sus 26 atolones. India ayudará a instalar radares en los 26 para una cobertura sin fisuras de los buques y aeronaves que se aproximen.
- La cadena de radares costeros de las Maldivas estará conectada en red con el sistema de radares costeros de la India. India ya ha emprendido un proyecto para instalar radares a lo largo de toda su costa. Las cadenas de radares de ambos países estarán interconectadas y una sala de control central del Mando Costero indio obtendrá una imagen de radar sin fisuras.
- Los guardacostas indios (ICG) realizarán salidas periódicas con Dornier sobre el país insular para detectar movimientos o embarcaciones sospechosas. El Mando Naval del Sur facilitará la inclusión de Maldivas en la red de seguridad india.
- Equipos militares de Maldivas visitarán el Mando tripartito de Andamán y Nicobar (ANC) para observar cómo gestiona India la seguridad y la vigilancia de la crítica cadena de islas.

Las relaciones se tensaron en enero de 2024 debido a los comentarios despectivos de funcionarios maldivos y a la preocupación por el racismo, dirigidos contra el primer ministro indio, Narendra Modi, así como contra la India, lo que desencadenó la disputa diplomática India-Maldivas de 2024.
Esto se vio de forma muy negativa en la India, donde los ciudadanos pidieron que se boicotearan las vacaciones en Maldivas, y muchos actores y personalidades de Bollywood criticaron al gobierno maldivo. Esto también provocó la muerte de un joven adolescente maldivo, que tuvo que ser trasladado a la India en ambulancia aérea, después de que las autoridades maldivas denegaran la petición en el último momento debido a las tensiones existentes contra el país.

#### Nepal

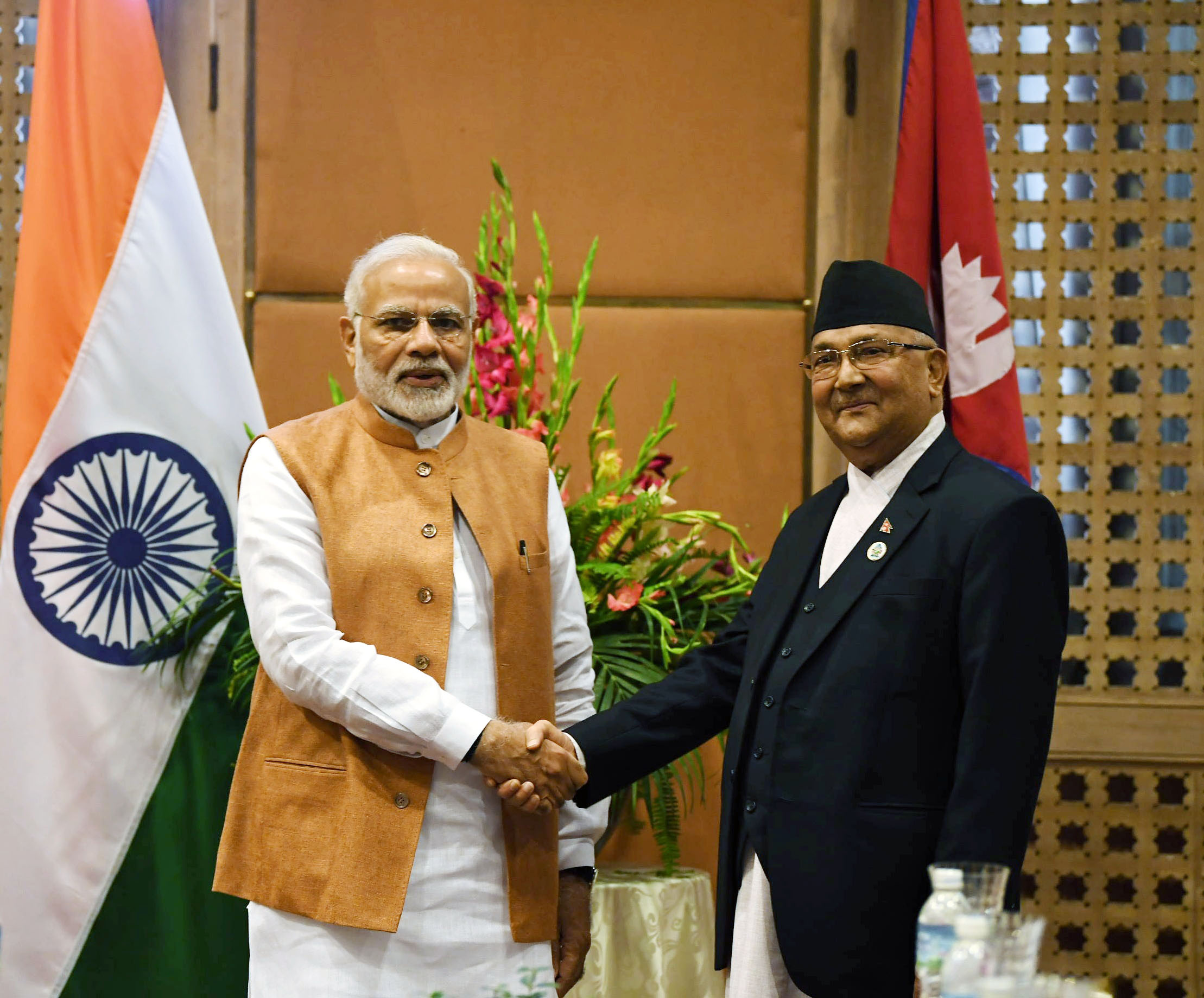
El primer ministro Narendra Modi, con el ex primer ministro de Nepal, KP Sharma Oli, en la Cumbre BIMSTEC 2018 en Katmandú.

Las relaciones entre India y Nepal son estrechas, pero están plagadas de dificultades derivadas de las disputas fronterizas, la geografía, la economía, los problemas inherentes a las relaciones entre grandes potencias y pequeñas potencias, y las identidades étnicas y lingüísticas comunes que se superponen a las fronteras de ambos países. En 1950 Nueva Delhi y Katmandú iniciaron su entrelazada relación con el Tratado de Paz y Amistad y las cartas secretas que lo acompañaban, que definían las relaciones de seguridad entre ambos países, y un acuerdo que regía tanto el comercio bilateral como el que transitaba por suelo indio. El tratado y las cartas de 1950 establecían que «ninguno de los dos gobiernos tolerará ninguna amenaza a la seguridad del otro por parte de un agresor extranjero» y obligaban a ambas partes a «informarse mutuamente de cualquier fricción o malentendido grave con cualquier estado vecino que pudiera causar alguna ruptura en las relaciones amistosas que subsisten entre los dos gobiernos», además de conceder a los ciudadanos indios y nepalíes el derecho a participar en cualquier actividad económica, como el trabajo y la actividad empresarial, en el territorio del otro. Estos acuerdos cimentaron una «relación especial» entre India y Nepal que concedía a los nepalíes en India las mismas oportunidades económicas y educativas que a los ciudadanos indios.
Las relaciones entre India y Nepal alcanzaron su punto más bajo en 1989, cuando India impuso un bloqueo económico de 13 meses a Nepal. El primer ministro indio Narendra Modi visitó Nepal en 2014, la primera visita de un primer ministro indio en casi 17 años.
En 2015, un bloqueo de la frontera entre India y Nepal afectó a las relaciones. El bloqueo está liderado por comunidades étnicas enfadadas por la nueva Constitución de Nepal, recientemente promulgada. Sin embargo, el Gobierno nepalí acusa a India de empeorar deliberadamente el bloqueo, pero India lo niega.

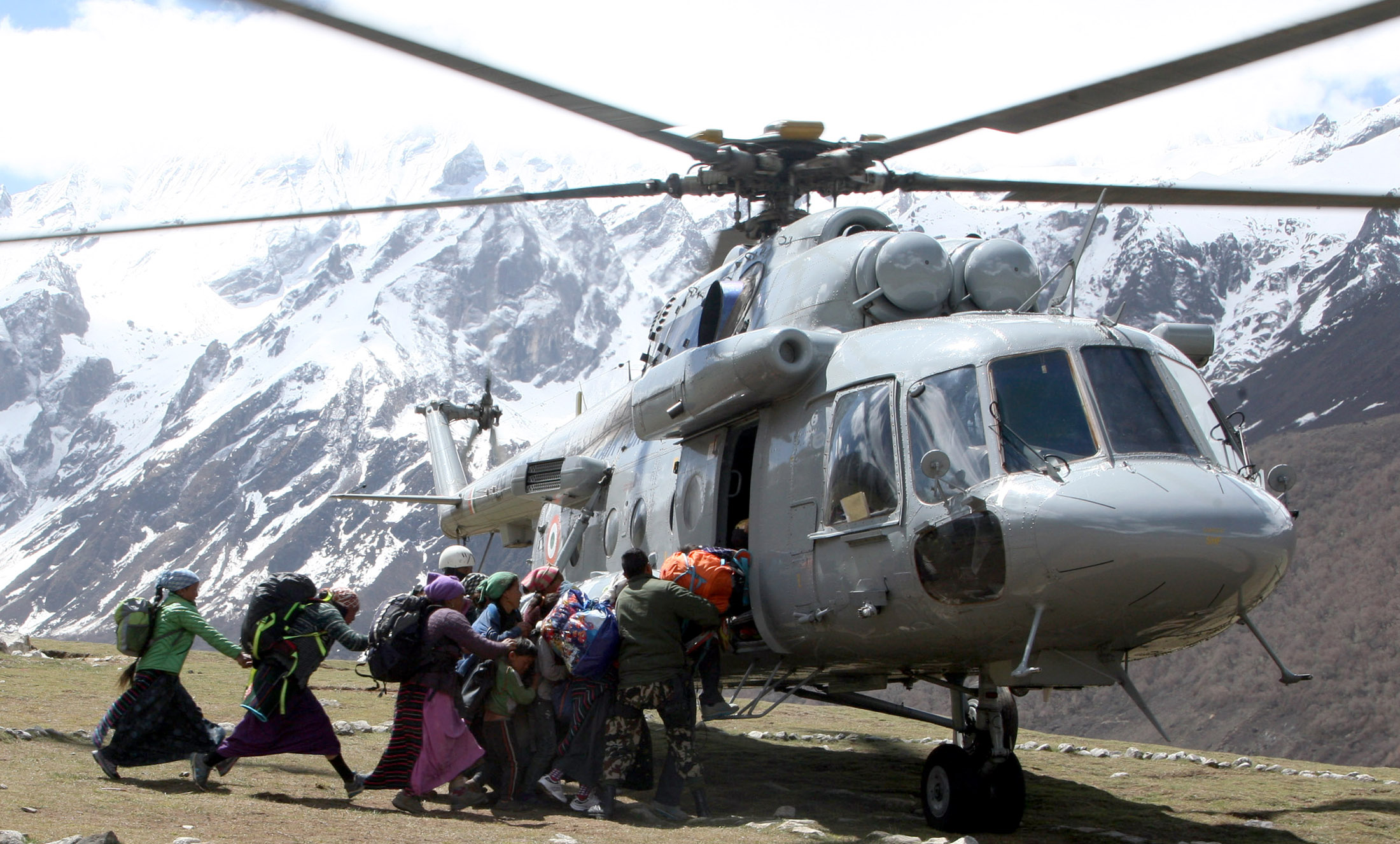
Un helicóptero Mi-17 V5 de la Fuerza Aérea de la India (FAI) está evacuando a nepalíes locales y miembros del Ejército siguiendo instrucciones de las autoridades nepalíes como parte de las operaciones de socorro y rescate tras el terremoto de Katmandú de 2015.

India ayudó a Nepal durante el terremoto de Katmandú de 2015 con una ayuda financiera de 1.000 millones de dólares y puso en marcha la Operación Maitri.
Las relaciones se tensaron a mediados de 2020, cuando se informó de que la policía nepalesa había disparado a través de la frontera indo-nepalesa de Bihar el 12 de julio. El primer ministro nepalí, KP Sharma Oli, comentó sobre la pandemia de coronavirus que el «virus indio era más mortífero» que el que se propagó desde Wuhan.  Con el paso del tiempo, también se hicieron algunas reclamaciones sobre los territorios indios, por ejemplo, Kalapani, Limpiyadhura y Lipulekh de Uttarakhand. Del mismo modo, también se hicieron reivindicaciones culturales, cuando se dijo que el dios hindú Ram era nepalí, que había nacido en Thori, al oeste de Birgunj, y que Ayodhya, en Uttar Pradesh, era falsa. Se establecieron normas estrictas para los indios en Nepal y se prohibieron algunos medios de comunicación indios.
Los medios de comunicación indios afirmaron que las acciones del gobierno de Oli estaban agriando las relaciones, «y que éstas se estaban llevando a cabo bajo la dirección de China e impulsadas por el embajador chino Hou Yanqi». Se especuló con que, dado que China no podía tratar directamente con India, tras la escaramuza de LAC, estaba acechando y tendiendo trampas a sus países vecinos y provocándolos contra India. En agosto, hubo informes sobre las «ocupaciones ilegales» chinas en las zonas de los estados fronterizos de Nepal.

#### Pakistán
Ambos países establecieron relaciones diplomáticas el 15 de agosto de 1947.

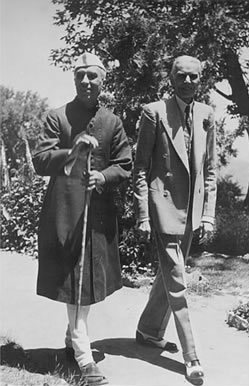
Jawahar Lal Nehru y Muhammed Ali Jinnah paseando por los terrenos de la Casa de Gobierno, Simla, India británica.

A pesar de los vínculos históricos, culturales y étnicos que les unen, las relaciones entre India y Pakistán han estado «plagadas» de años de desconfianza y recelo desde la partición de la India en 1947. El principal motivo de discordia entre India y su vecino occidental ha sido el conflicto de Cachemira. Tras una invasión de miembros de la tribu pastún y fuerzas paramilitares paquistaníes, el Maharajá hindú del Reino Dogra de Jammu y Cachemira, Hari Singh, y su primer ministro musulmán, Sheikh Abdullah, firmaron un Instrumento de Adhesión con Nueva Delhi. La Primera Guerra de Cachemira comenzó después de que el ejército indio entrara en Srinagar, la capital del estado, para asegurar la zona de las fuerzas invasoras. La guerra terminó en diciembre de 1948 con la Línea de Control, que dividió el antiguo principado en territorios administrados por Pakistán (zonas norte y oeste) e India (zonas sur, centro y noreste). Pakistán impugnó la legalidad del Instrumento de Adhesión, ya que el reino Dogra había firmado con él un acuerdo de statu quo. La guerra indo-pakistaní de 1965 comenzó tras el fracaso de la Operación Gibraltar de Pakistán, cuyo objetivo era infiltrar fuerzas en Jammu y Cachemira para precipitar una insurgencia contra el dominio de India. La guerra, que duró cinco semanas, causó miles de bajas en ambos bandos. Terminó con un alto el fuego ordenado por la ONU y la posterior publicación de la Declaración de Taskent. India y Pakistán volvieron a la guerra en 1971, esta vez por Pakistán Oriental. Las atrocidades a gran escala cometidas por el ejército pakistaní provocaron la llegada de millones de refugiados bengalíes a India. India, junto con los Mukti Bahini, derrotó a Pakistán y las fuerzas pakistaníes se rindieron en el frente oriental. La guerra dio lugar a la creación de Bangladés. En 1998, India llevó a cabo las pruebas nucleares Pokhran-II, a las que siguieron las de Chagai-I de Pakistán. Tras la Declaración de Lahore, en febrero de 1999, las relaciones mejoraron brevemente. Sin embargo, unos meses más tarde, fuerzas paramilitares y el ejército pakistaní se infiltraron en gran número en el distrito de Kargil, en la Cachemira india. Se inició así la guerra de Kargil, después de que India enviara miles de soldados para expulsar a los infiltrados. Aunque el conflicto no desembocó en una guerra total entre India y Pakistán, las relaciones entre ambos países alcanzaron un mínimo histórico que empeoró aún más tras la implicación de terroristas paquistaníes en el secuestro del vuelo 814 de Indian Airlines en diciembre de 1999. Los intentos de normalizar las relaciones, como la cumbre de Agra celebrada en julio de 2001, fracasaron. Un atentado contra el Parlamento indio en diciembre de 2001, del que se culpó a Pakistán, que había condenado el ataque, provocó un enfrentamiento militar entre ambos países que duró casi un año y que hizo temer una guerra nuclear. Sin embargo, un proceso de paz iniciado en 2003 permitió mejorar las relaciones en los años siguientes.

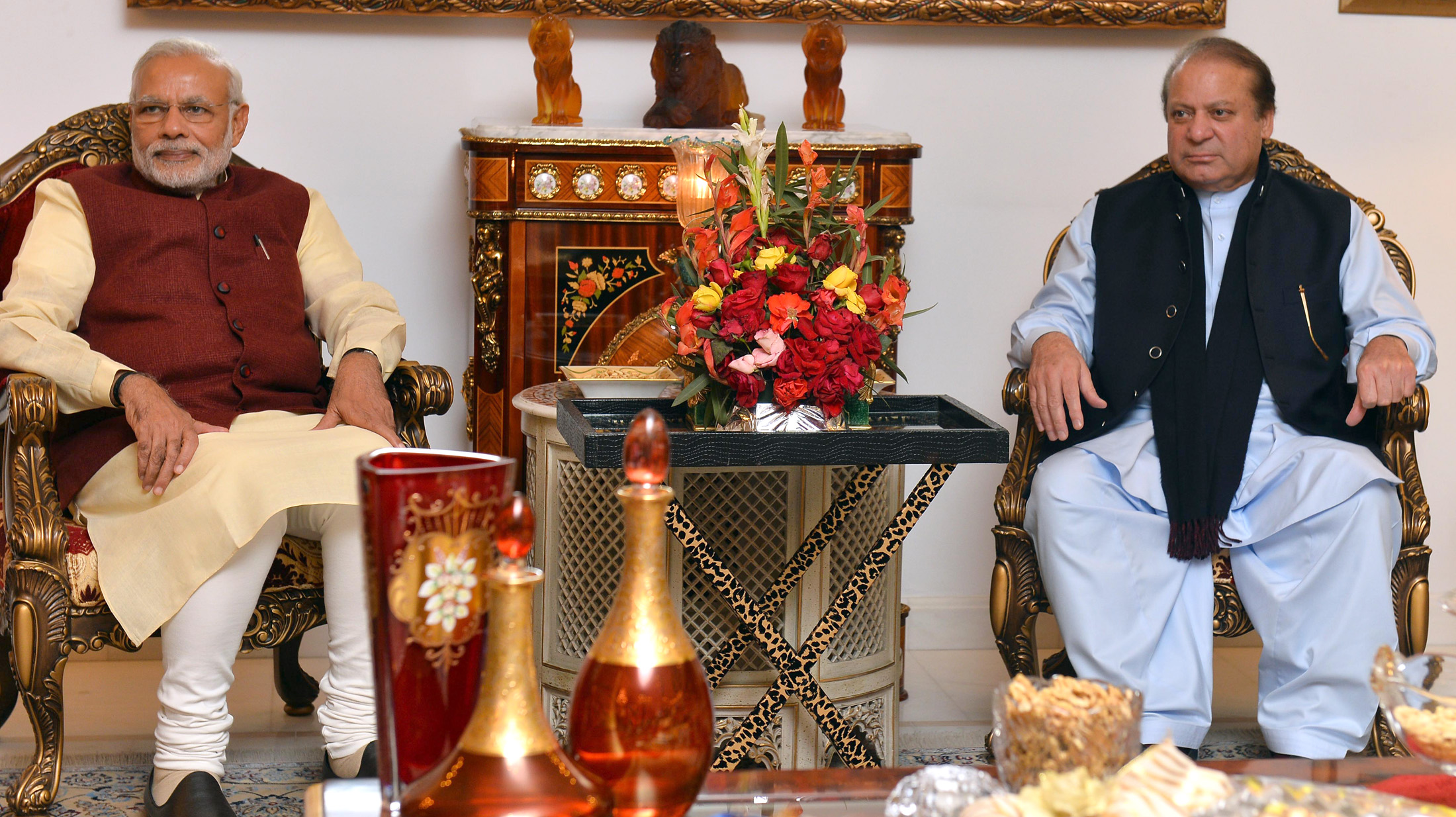
Reunión del primer ministro Narendra Modi con el ex primer ministro de Pakistán, Nawaz Sharif, en Raiwind, Pakistán.

Desde el inicio del proceso de paz, se han puesto en marcha varias medidas de fomento de la confianza entre India y Pakistán. El Samjhauta Express y el servicio de autobús Delhi-Lahore son dos de estas medidas que han tenido éxito y que han desempeñado un papel crucial en la ampliación de los contactos interpersonales entre ambos países. El inicio del servicio de autobús Srinagar-Muzaffarabad en 2005 y la apertura de una ruta comercial histórica a través de la Línea de Control en 2008 reflejan además el creciente afán de ambas partes por mejorar las relaciones. Aunque el comercio bilateral entre India y Pakistán era de unos modestos 1.700 millones de dólares en marzo de 2007, se espera que supere los 10.000 millones en 2010. Tras el terremoto de Cachemira de 2005, India envió ayuda a las zonas afectadas de la Cachemira y el Punjab pakistaníes, así como a la Cachemira india.
Los atentados de Bombay de 2008 minaron gravemente las relaciones entre ambos países. India alegó que Pakistán albergaba militantes en su suelo, mientras que Pakistán negó vehementemente tales afirmaciones.
Se abrió un nuevo capítulo en las relaciones entre India y Pakistán cuando un nuevo gobierno de la NDA asumió el poder en Delhi tras la victoria en las elecciones de 2014 e invitó a los líderes de los miembros de la SAARC a una ceremonia de juramento. Posteriormente, la visita del primer ministro indio el 25 de diciembre deseó informalmente al primer ministro pakistaní Nawaz Sharif su cumpleaños y participar en la boda de su hija. Se esperaba que la relación entre los vecinos mejorara, pero un ataque a un campamento del ejército indio por parte de infiltrados paquistaníes el 18 de septiembre de 2016 y un posterior ataque quirúrgico de la India agravaron la ya tensa relación entre las naciones.
Posteriormente, se suspendió una cumbre de la SAARC prevista en Islamabad debido al boicot de India y otros miembros de la SAARC.

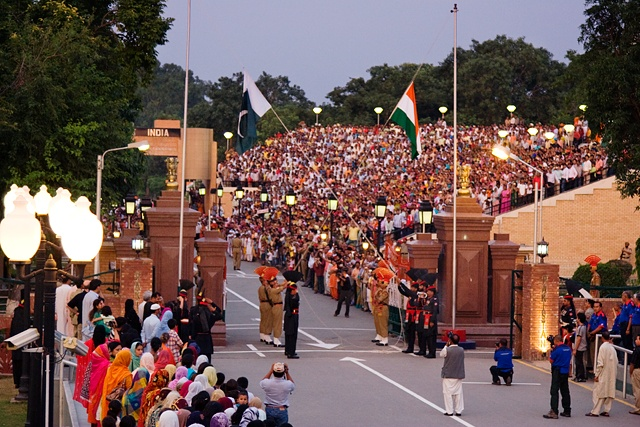
Ceremonia vespertina de arriado de bandera en la frontera internacional entre India y Pakistán, cerca de Wagah. Tomada desde el lado pakistaní

La relación cayó aún más en picado tras otro atentado contra la CRPF en febrero de 2019 perpetrado por un terrorista asociado a la organización terrorista Jaish-e-Mohammed, con sede en Pakistán, cuando el terrorista embistió con su vehículo cargado de explosivos contra un autobús que transportaba soldados de la CRPF en Pulwama, Cachemira, matando a 40. La India culpó a Pakistán, lo que fue negado por el establishment pakistaní. India respondió con un ataque aéreo contra Balakot, región reclamada y controlada por Pakistán.
Se abrió un nuevo capítulo en la paz cuando se declaró repentinamente que se había firmado un acuerdo de paz por la puerta de atrás entre los ejércitos de ambos bandos sobre el cese de los disparos transfronterizos a través de la LOC, y se observó un crecimiento constante en el acercamiento de los países.

#### Sri Lanka
Las relaciones bilaterales entre Sri Lanka e India han gozado históricamente de una buena relación. Ambos países comparten lazos raciales y culturales casi idénticos. Según las crónicas tradicionales ceilandesas (Dipavamsa), el budismo fue introducido en Sri Lanka en el siglo IV a. C. por el venerable Mahinda, hijo del emperador indio Ashoka, durante el reinado del rey ceilandés Devanampiya Tissa. En esa época se trajo a Sri Lanka un retoño del árbol Bodhi y se fundaron los primeros monasterios y monumentos budistas.

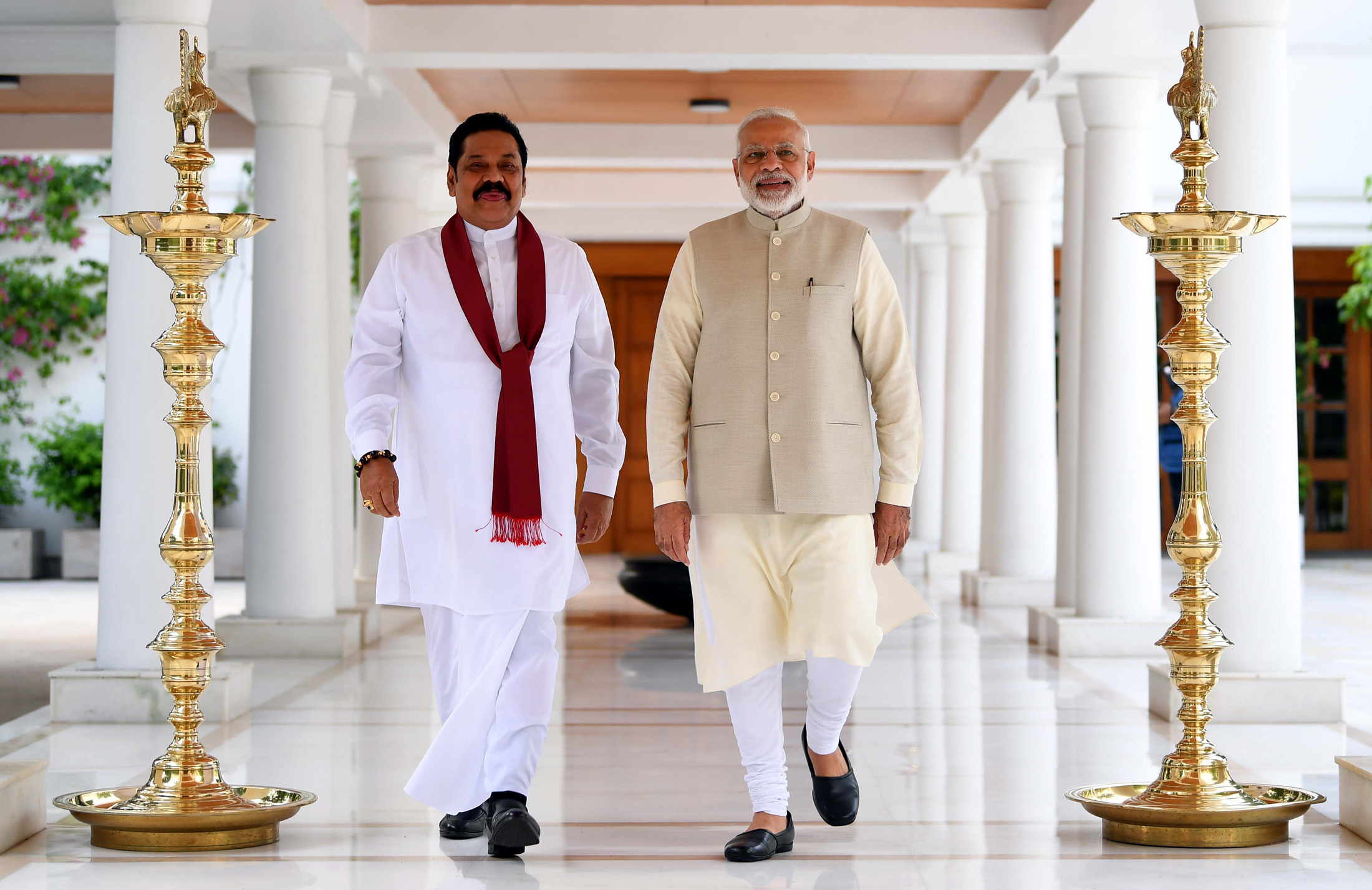
El expresidente de Sri Lanka, en la Residencia del primer ministro, Nueva Delhi, con el primer ministro Narendra Modi (2018)

No obstante, las relaciones posteriores a la independencia se vieron afectadas por la guerra civil de Sri Lanka y por el fracaso de la intervención india durante la guerra civil, así como por el apoyo de India a los militantes Tigres de Tamil. India es el único vecino de Sri Lanka, separado por el estrecho de Palk; ambas naciones ocupan una posición estratégica en el sur de Asia y han intentado construir un paraguas de seguridad común en el océano Índico.
Las relaciones entre India y Sri Lanka han experimentado una transformación cualitativa y cuantitativa en los últimos tiempos. Las relaciones políticas son estrechas, el comercio y las inversiones han aumentado drásticamente, los vínculos infraestructurales se incrementan constantemente, la colaboración en materia de defensa ha aumentado y se observa una mejora general y generalizada en todos los sectores de la cooperación bilateral. India fue el primer país en responder a la petición de ayuda de Sri Lanka tras el tsunami de diciembre de 2004. En julio de 2006, India evacuó a 430 ciudadanos srilankeses desde Líbano, primero a Chipre en buques de la Armada india y luego a Delhi y Colombo en vuelos especiales de Air India.
Existe un amplio consenso dentro del sistema político de Sri Lanka sobre la primacía de India en la matriz de relaciones exteriores del país. Los dos principales partidos políticos de Sri Lanka, el Partido de la Libertad de Sri Lanka y el Partido Nacionalista Unido, han contribuido al rápido desarrollo de las relaciones bilaterales en los últimos diez años. Sri Lanka ha apoyado la candidatura de India a miembro permanente del Consejo de Seguridad de la ONU.
SAARC

India y sus países vecinos.

Algunos aspectos de las relaciones de India en el subcontinente se llevan a cabo a través de la Asociación Sudasiática para la Cooperación Regional (SAARC). Sus miembros, además de India, son Afganistán, Bangladés, Bután, Maldivas, Nepal, Pakistán y Sri Lanka. Creada en 1985, la SAARC fomenta la cooperación en agricultura, desarrollo rural, ciencia y tecnología, cultura, sanidad, control de la población, control de estupefacientes y lucha antiterrorista.
La SAARC ha insistido intencionadamente en estas «cuestiones esenciales» y ha evitado temas políticos más divisivos, aunque el diálogo político se desarrolla a menudo al margen de las reuniones de la SAARC. En 1993, India y sus socios de la SAARC firmaron un acuerdo para reducir gradualmente los aranceles dentro de la región. El avance de la SAARC se ha estancado debido a la tensión entre India y Pakistán, y la Cumbre de la SAARC prevista inicialmente para noviembre de 1999, pero que no se celebró, no se ha reprogramado. La XIV Cumbre de la SAARC se celebró los días 3 y 4 de abril de 2007 en Nueva Delhi. La XIX Cumbre de la SAARC, que estaba previsto celebrar en Islamabad, se canceló debido a los actos terroristas, en particular el atentado de Uri.

#### BIMSTEC

Miembros de BIMSTEC.

La Iniciativa de la Bahía de Bengala para la Cooperación Técnica y Económica Multisectorial es ahora una «organización de Estados miembros» litorales del Golfo de Bengala o adyacentes a él. Los Estados miembros de la BIMSTEC -Bangladés, Bután, India, Myanmar, Nepal, Sri Lanka y Tailandia- son algunos de los principales países del Sur y el Sudeste asiáticos dependientes del golfo de Bengala. India y algunos otros países, frustrados por los obstáculos en los esfuerzos de la SAARC por promover la cooperación regional, han estado trabajando para convertir la BIMSTEC en el principal vehículo en este sentido.

### Sureste

#### Brunéi
Brunéi tiene una Alta Comisión en Nueva Delhi y la India en Bandar Seri Begawan. Ambos países son miembros de pleno derecho de la Mancomunidad de Naciones.

#### Camboya
Ambas naciones han mantenido relaciones amistosas.

#### Indonesia

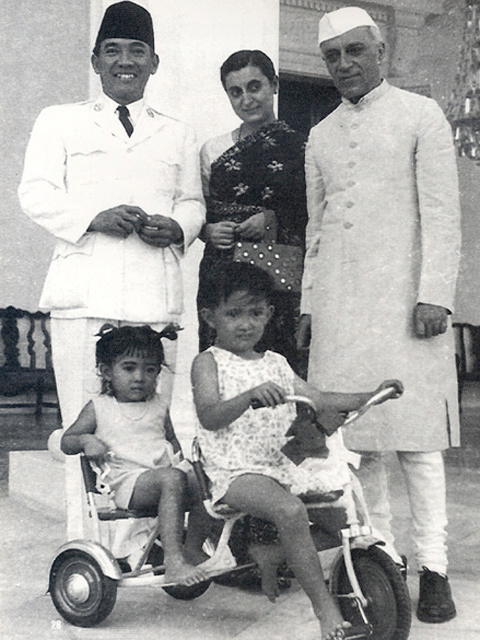
Jawaharlal Nehru y su hija Indira Gandhi con Sukarno, Megawati Sukarnoputri y Guruh Sukarnoputra, Indonesia, 1950.

Los lazos entre Indonesia e India se remontan a los tiempos del Ramayana, «Yawadvipa» (Java) se menciona en la epopeya más antigua de la India, el Ramayana. Sugriva, el jefe del ejército de Rama, envió a sus hombres a Yawadvipa, la isla de Java, en busca de Sita. Los indonesios habían absorbido muchos aspectos de la cultura india desde hace casi dos milenios. La huella más evidente es la gran adopción del sánscrito en la lengua indonesia. Varios topónimos indonesios tienen paralelo u origen indio, como Madura, con los ríos Mathura, Serayu y Sarayu, Kalingga, del reino de Kalinga, y Ngayogyakarta, de Ayodhya. Los reinos hindúes-budistas indianizados, como Kalingga, Srivijaya, Mataram, Sunda, Kadiri, Singhasari y Majapahit, fueron los gobiernos predominantes en Indonesia, y perduraron desde el año 200 hasta el 1500, siendo el último de ellos el de Bali. Un ejemplo de la profunda influencia hindú-budista en la historia de Indonesia son los templos de Prambanan y Borobudur, del siglo IX.
En 1950, el primer presidente de Indonesia, Sukarno, hizo un llamamiento a los pueblos de Indonesia e India para que «intensificaran las cordiales relaciones» que habían existido entre ambos países «durante más de mil años», antes de que fueran «interrumpidas» por las potencias coloniales. En la primavera de 1966, los ministros de Asuntos Exteriores de ambos países empezaron a hablar de nuevo de una era de relaciones amistosas. India había apoyado la independencia de Indonesia y Nehru había planteado la cuestión indonesia en el Consejo de Seguridad de las Naciones Unidas.

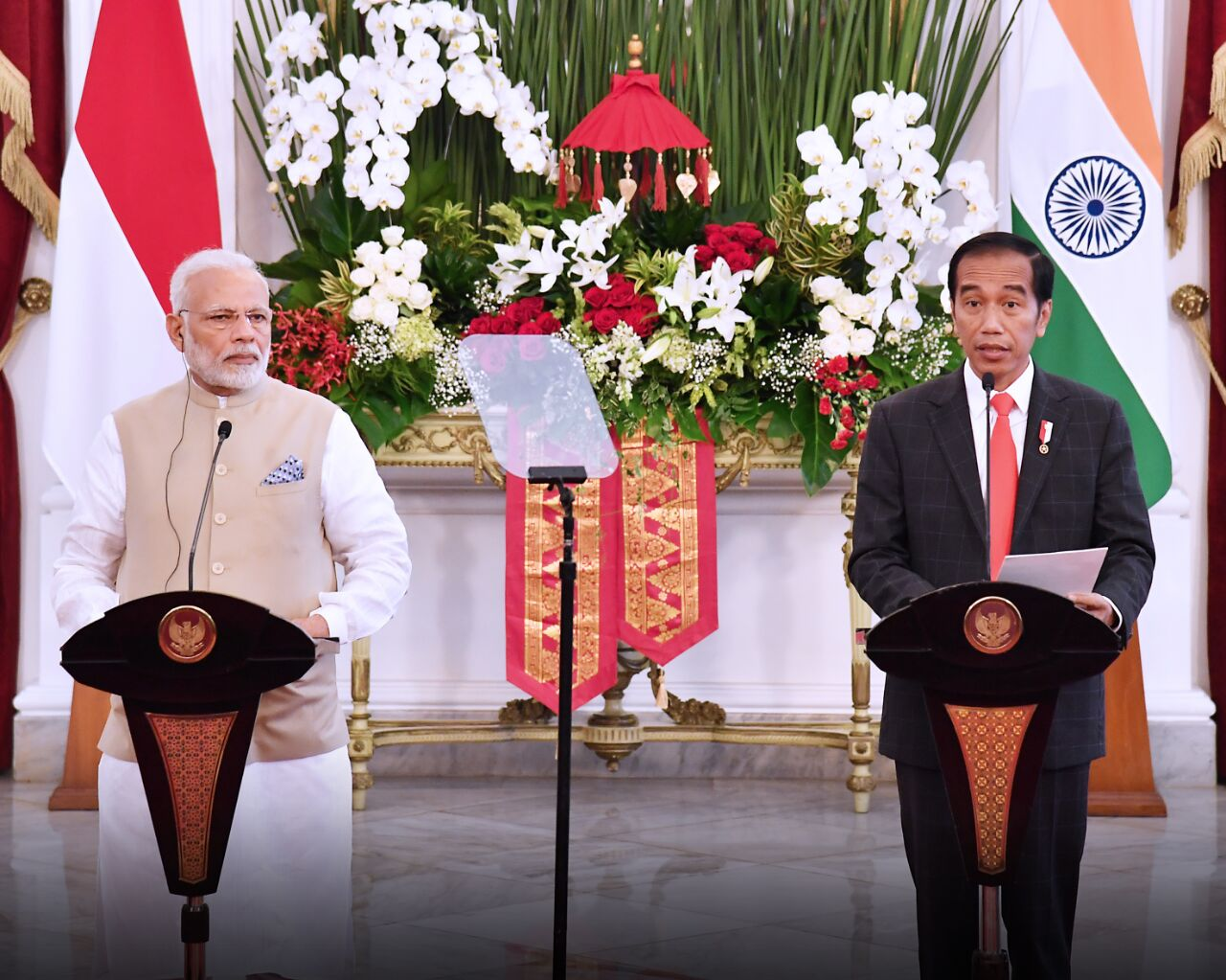
El primer ministro Narendra Modi se reúne con el presidente indonesio Joko Widodo, en Yakarta (2018).

India tiene una embajada en Yakarta e Indonesia tiene una embajada en Delhi India considera a Indonesia un miembro clave de la ASEAN. En la actualidad, ambos países mantienen relaciones de cooperación y amistad. India e Indonesia son una de las pocas democracias (y también una de las mayores) de la región asiática que puede proyectarse como una democracia real. Ambas naciones habían acordado establecer una asociación estratégica. Como democracias asiáticas que comparten valores comunes, es natural que ambos países alimenten y fomenten alianzas estratégicas. Indonesia e India son miembros del G-20, el E7, el Movimiento de Países No Alineados y las Naciones Unidas.

#### Laos
En los últimos años, India se ha esforzado por establecer relaciones con esta pequeña nación del sudeste asiático. Mantienen estrechas relaciones militares e India construirá una Academia de la Fuerza Aérea en Laos.

#### Malasia

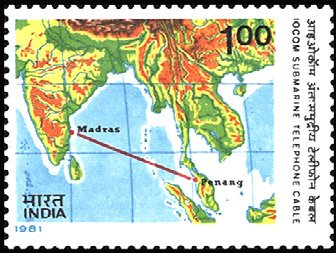
Sello de la India - Cable telefónico submarino IOCOM

India tiene una Alta Comisión en Kuala Lumpur, y Malasia, en Nueva Delhi. Ambos países son miembros de pleno derecho de la Mancomunidad de Naciones y de la Unión Asiática. India y Malasia también están unidas por diversos lazos culturales e históricos que se remontan a la antigüedad. Ambos países mantienen relaciones amistosas y Malasia alberga una pequeña población de inmigrantes indios. Mahathir bin Mohamad, el cuarto y más longevo primer ministro de Malasia, es de origen indio. Su padre, Mohamad Iskandar, es un musulmán malayo que emigró de Kerala, y su madre, Wan Tampawan, es malaya.
Las relaciones se intensificaron cuando el primer ministro malasio Mahathir Mohamad cuestionó la acción de revocar el estatus especial de Jammu y Cachemira y sobre las protestas CAA-NRC. Las relaciones siguen deteriorándose, también durante la exportación de aceite de palma de Malasia a India.
Incluso con el nuevo gobierno en el poder, actualmente no parece haber recuperación, ya que el ex primer ministro Mahathir Mohamad sigue favoreciendo a Pakistán.

#### Myanmar (Birmania)

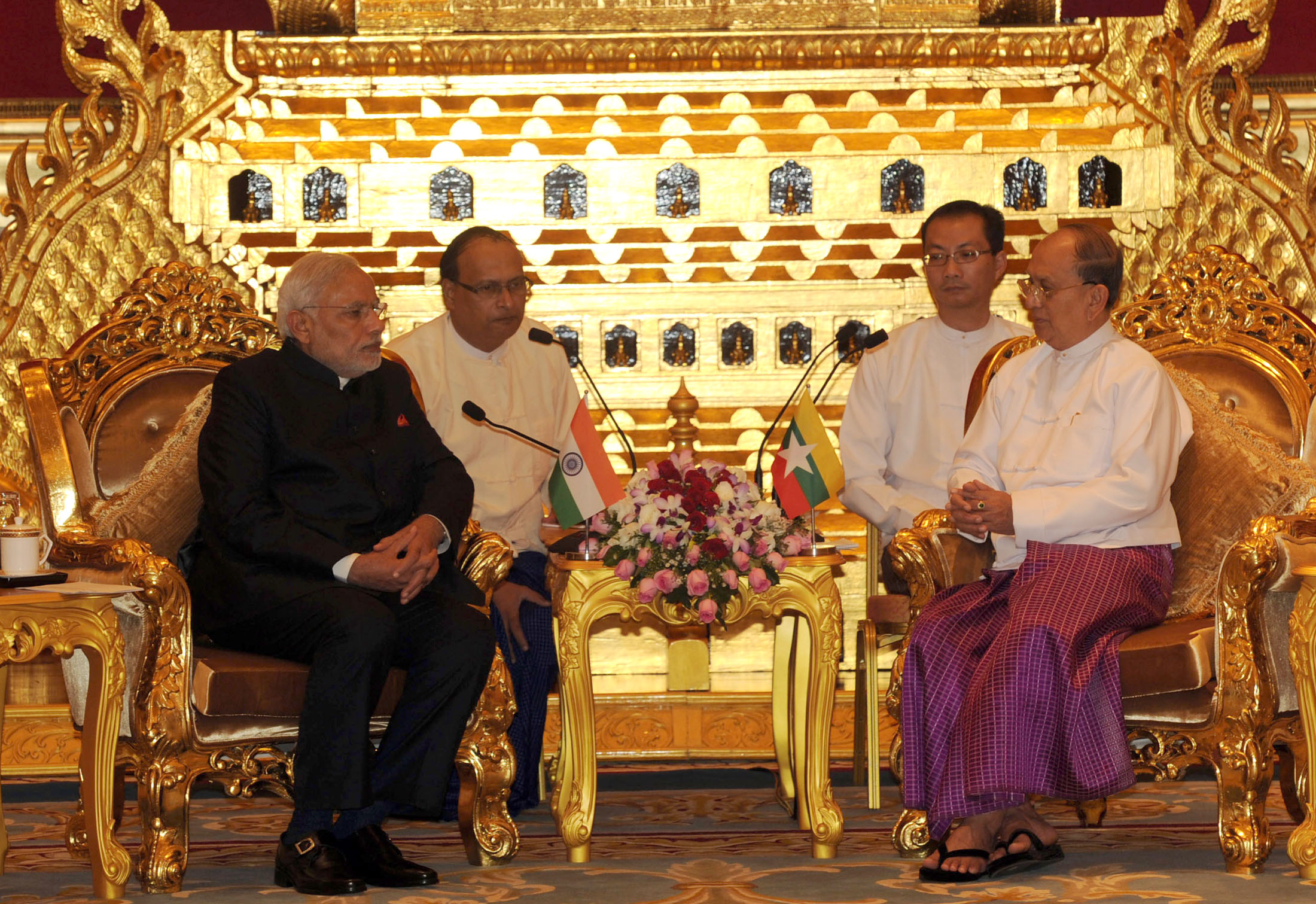
El primer ministro, Shri Narendra Modi llamando al Presidente de Myanmar, Sr. U. Thein Sein, en Nay Pyi Taw, Myanmar el 11 de noviembre de 2014.

India estableció relaciones diplomáticas tras la independencia de Birmania de Gran Bretaña en 1948. Durante muchos años, las relaciones indo-birmanas fueron sólidas debido a los vínculos culturales, el floreciente comercio, los intereses comunes en los asuntos regionales y la presencia de una importante comunidad india en Birmania. India proporcionó un apoyo considerable cuando Myanmar luchó contra las insurgencias regionales. Sin embargo, el derrocamiento del gobierno democrático por los militares de Birmania provocó tensiones en los lazos. Junto con gran parte del mundo, India condenó la supresión de la democracia y Myanmar ordenó la expulsión de la comunidad india birmana, lo que aumentó su aislamiento del mundo. Sólo China mantuvo estrechos vínculos con Myanmar, mientras que India apoyó el movimiento prodemocrático.

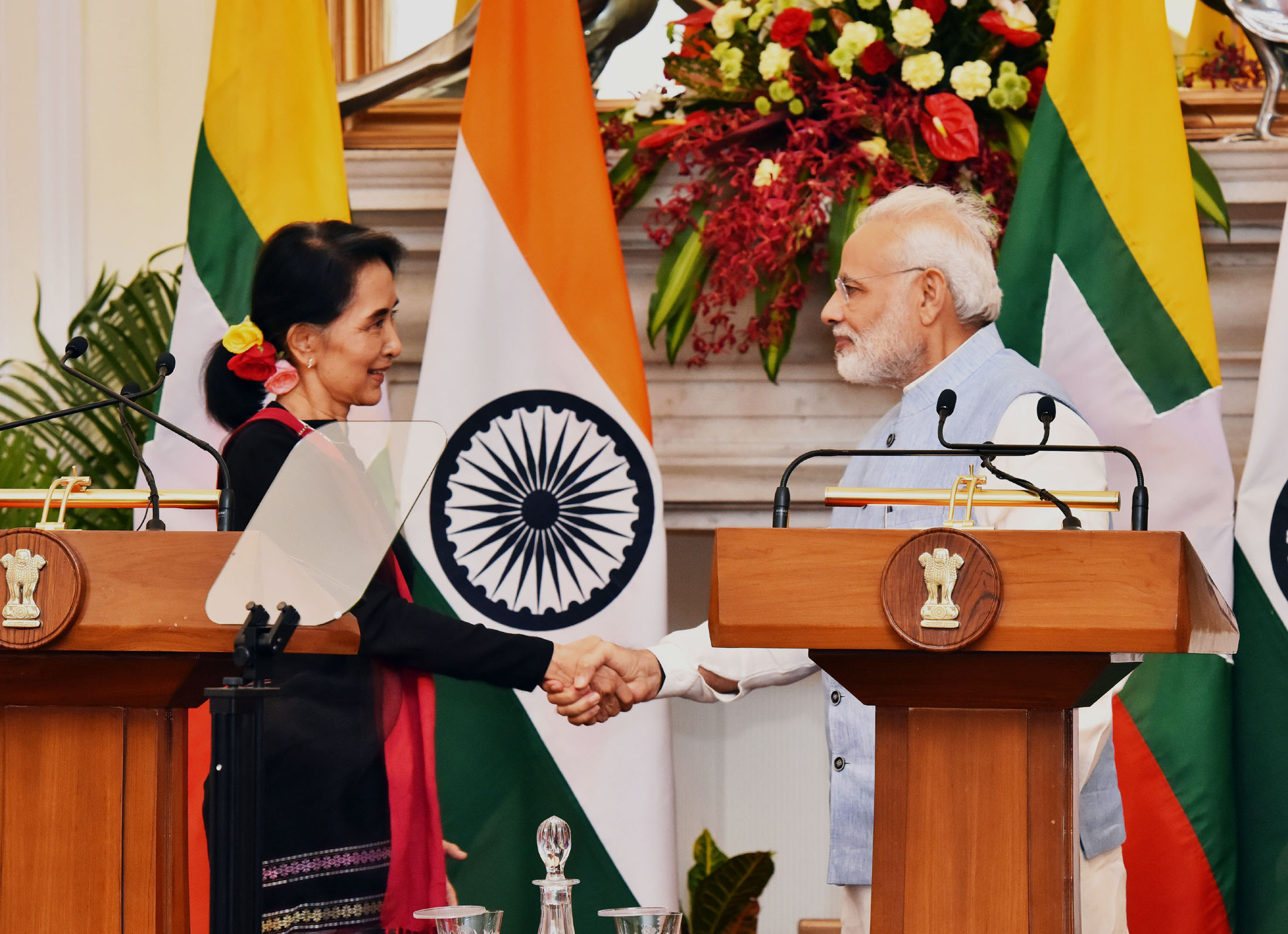
El primer ministro, Narendra Modi, y la consejera de Estado de Myanmar, Aung San Suu Kyi, durante la declaración conjunta a la prensa en Hyderabad House, Nueva Delhi, el 19 de octubre de 2016.

Sin embargo, debido a preocupaciones geopolíticas, India reavivó sus relaciones y reconoció a la junta militar que gobernaba Myanmar en 1993, superando las tensiones por el tráfico de drogas, la supresión de la democracia y el gobierno de la junta militar en Myanmar. Myanmar está situado al sur de los estados de Mizoram, Manipur, Nagaland y Arunachal Pradesh, en el noreste de India, y la proximidad de la República Popular China confiere importancia estratégica a las relaciones indobirmanas. La frontera indo-birmana se extiende a lo largo de más de 1.600 kilómetros y algunos insurgentes del noreste de India buscan refugio en Myanmar. Por ello, India ha querido aumentar la cooperación militar con Myanmar en sus actividades contra la insurgencia. En 2001, el ejército indio finalizó la construcción de una importante carretera a lo largo de su frontera con Myanmar. India también ha estado construyendo importantes carreteras, autopistas, puertos y oleoductos dentro de Myanmar en un intento de aumentar su influencia estratégica en la región y también de contrarrestar los crecientes avances de China en la península de Indochina. Las empresas indias también han buscado una participación activa en la exploración de petróleo y gas natural en Myanmar. En febrero de 2007, India anunció un plan para desarrollar el puerto de Sittwe, que permitiría el acceso al océano desde los estados indios del noreste, como Mizoram, a través del río Kaladan.
India es un importante cliente de petróleo y gas birmano. En 2007, las exportaciones indias a Myanmar ascendieron a 185 millones de dólares, mientras que sus importaciones procedentes de Myanmar se valoraron en unos 810 millones de dólares, en su mayoría petróleo y gas India ha concedido un crédito de 100 millones de dólares para financiar proyectos de infraestructuras viarias en Myanmar, mientras que se han ofrecido 57 millones de dólares para modernizar los ferrocarriles birmanos. Se han prometido otros 27 millones de dólares en subvenciones para proyectos de carreteras y ferrocarriles. India es uno de los pocos países que ha proporcionado ayuda militar a la junta birmana. Sin embargo, ha aumentado la presión sobre India para que reduzca algunos de sus suministros militares a Birmania. Las relaciones entre ambos siguen siendo estrechas, lo que quedó patente tras el ciclón Nargis, cuando India fue uno de los pocos países cuyas propuestas de ayuda de socorro y rescate fueron aceptadas por la junta de Myanmar.
India mantiene embajadas en Rangún y consulados generales en Mandalay.

#### Filipinas

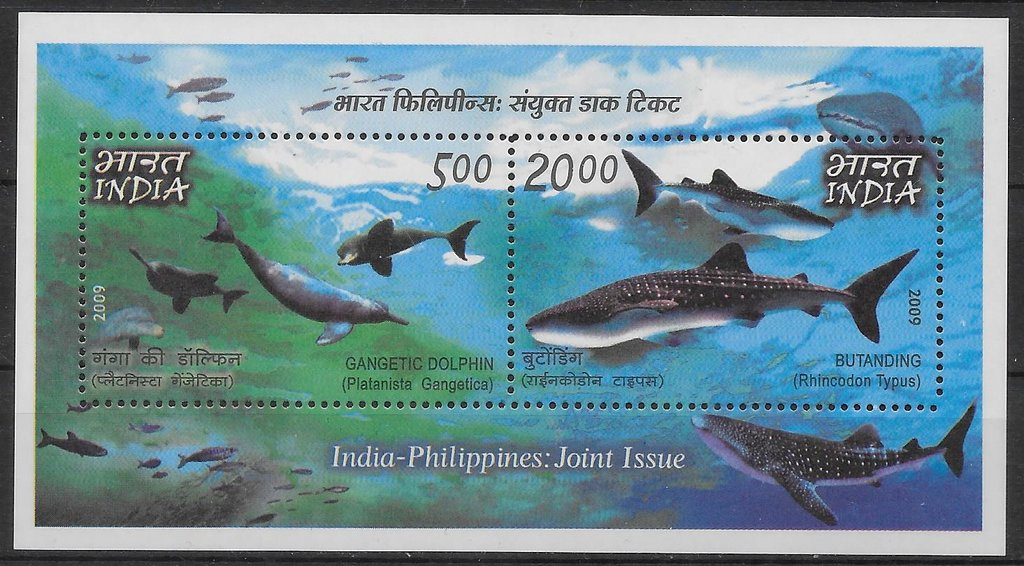
Sello del delfín del río Ganges (Platanista gangetica) y el tiburón ballena (Rhincodon typus), 2009, emisión conjunta India-Filipinas.

A través de los imperios Srivijaya y Majapahit, la influencia hindú ha sido visible en la historia filipina de los siglos X al XIV. Durante el siglo XVIII, hubo un intenso comercio entre Manila y la costa de Coromandel y Bengala, con exportaciones filipinas de tabaco, seda, algodón, índigo, caña de azúcar y café.

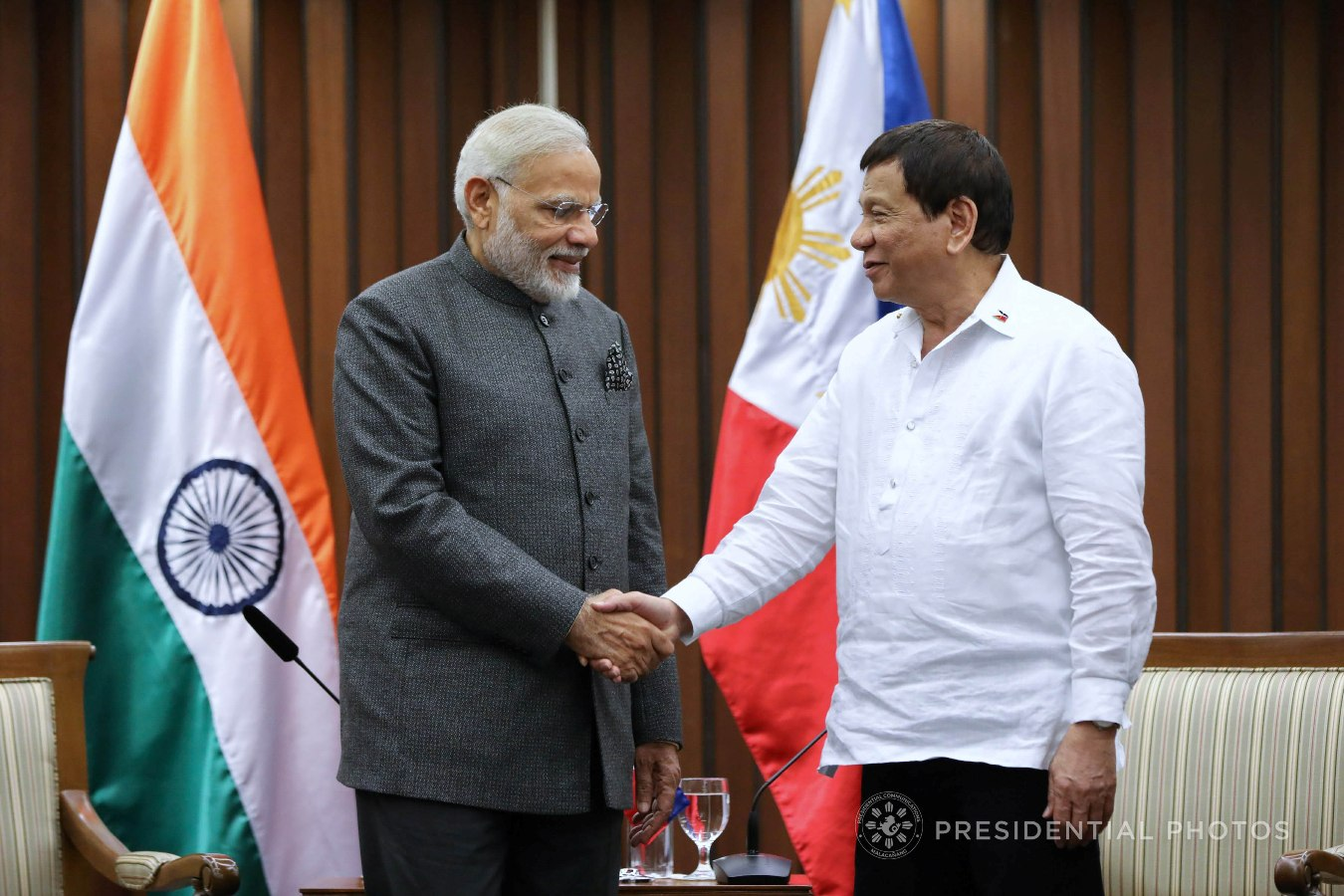
El primer ministro indio, Narendra Modi, y el presidente filipino, Rodrigo Roa Duterte, reunidos en Manila, 2017.

Las relaciones diplomáticas formales entre Filipinas e India se establecieron el 16 de noviembre de 1949. El primer enviado filipino a India fue el difunto secretario de Asuntos Exteriores Narciso Ramos. Siete años después de la independencia de India en 1947, Filipinas e India firmaron un Tratado de Amistad el 11 de julio de 1952 en Manila para reforzar las relaciones amistosas existentes entre ambos países. Poco después se estableció la legación filipina en Nueva Delhi, que fue elevada a embajada. Sin embargo, debido a las diferencias en política exterior derivadas de la estructura de alianzas bipolares de la Guerra Fría, el desarrollo de las relaciones bilaterales se vio frenado. Las relaciones no empezaron a normalizarse hasta 1976, cuando Aditya Birla, uno de los industriales de éxito de India, se reunió con el entonces presidente Ferdinand E. Marcos para explorar las posibilidades de crear empresas conjuntas en Filipinas. Hoy, al igual que India, Filipinas es el primer país de externalización de procesos empresariales (BPO) por ingresos (5,7 millones de dólares) y número de personas (500.000) empleadas en el sector. En asociación con Filipinas, India tiene 20 empresas de TI/BPO en Filipinas. El comercio bilateral entre Filipinas e India ascendió a 986,60 millones de dólares en 2009. En 2004 fue de 600 millones de dólares. Ambos países aspiran a alcanzar los 1.000 millones de dólares en 2010. 60.000 indios viven en Filipinas. Filipinas e India firmaron en octubre de 2007 el Marco de Cooperación Bilateral que creó el PH-India JCBC. Cuenta con grupos de trabajo en comercio, agricultura, turismo, sanidad y energías renovables, un mecanismo regular de consulta política y un diálogo sobre seguridad.

#### Singapur

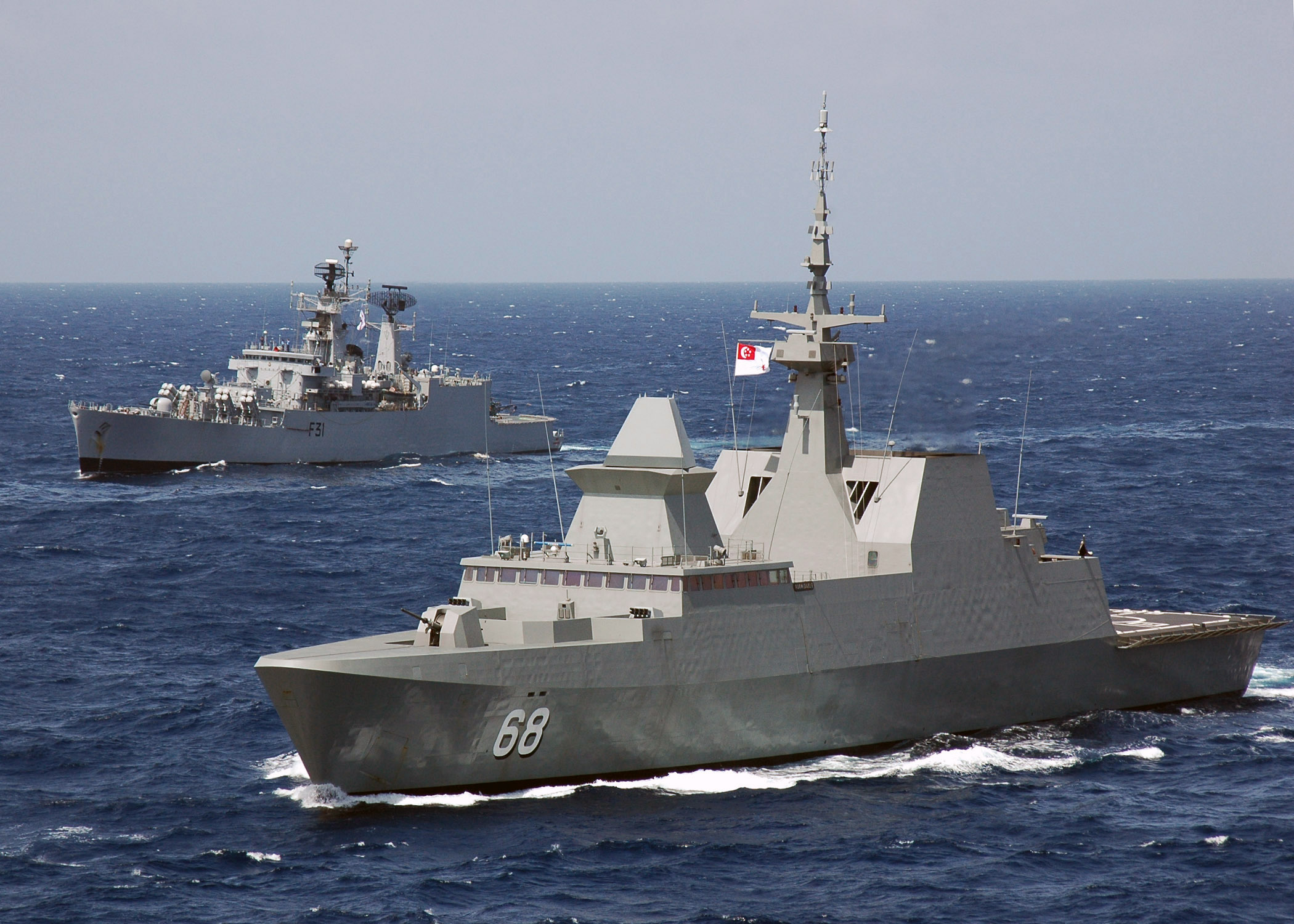
La fragata de la Armada de Singapur RSS Formidable (68) navega junto a la fragata de la Armada india INS Brahmaputra (F-31) en el golfo de Bengala. Singapur es uno de los aliados más fuertes de India en el Sudeste Asiático.

India y Singapur comparten desde hace tiempo relaciones culturales, comerciales y estratégicas, y Singapur forma parte de la región cultural y comercial de la "Gran India". Más de 300.000 personas de origen tamil indio "தமிழ்" viven en Singapur. Tras su independencia en 1965, Singapur estaba preocupado por las amenazas comunistas respaldadas por China, así como por la dominación de Malasia e Indonesia, y buscó una estrecha relación estratégica con India, a la que consideraba un contrapeso a la influencia china y un socio en la consecución de la seguridad regional. Singapur siempre había sido un importante puesto comercial estratégico, que daba a India acceso comercial al sudeste asiático marítimo y a Extremo Oriente. Aunque las posturas rivales de ambas naciones durante la guerra de Vietnam y la Guerra Fría provocaron consternación entre India y Singapur, su relación se amplió significativamente en la década de 1990. Singapur fue uno de los primeros en responder a la política india de Mirar hacia el Este, consistente en ampliar sus lazos económicos, culturales y estratégicos en el Sudeste Asiático para reforzar su posición como potencia regional. Singapur, y especialmente el ministro de Asuntos Exteriores singapurense, George Yeo, se han interesado por el restablecimiento de la antigua universidad india, la Universidad de Nalanda.

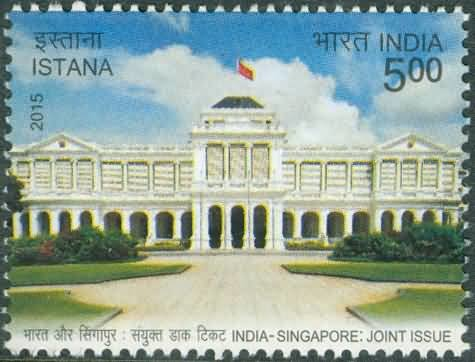
India Singapore Joint Issue - 2015 - Commemorating relationship.

Singapur es la octava mayor fuente de inversión en India y la mayor entre los países miembros de la ASEAN. También es el noveno mayor socio comercial de India en 2005-2006. Su inversión acumulada en India ascendía a 3.000 millones de dólares en 2006 y se espera que aumente a 5.000 millones en 2010 y a 10.000 millones en 2015. La liberalización económica de la India y su política de "mirar hacia el Este" han dado lugar a una importante expansión del comercio bilateral, que pasó de 2.200 millones de dólares en 2001 a 9.000-10.000 millones en 2006 -un crecimiento del 400% en cinco años- y a 50.000 millones en 2010. Singapur representa el 38% del comercio de India con India. Singapur representa el 38% del comercio de India con los países miembros de la ASEAN y el 3,4% de su comercio exterior total. Las principales exportaciones de India a Singapur en 2005 incluían petróleo, piedras preciosas, joyas y maquinaria, y sus importaciones desde Singapur, productos electrónicos, productos químicos orgánicos y metales. Más de la mitad de las exportaciones de Singapur a India son básicamente "reexportaciones", es decir, artículos que habían sido importados de India.

#### Tailandia

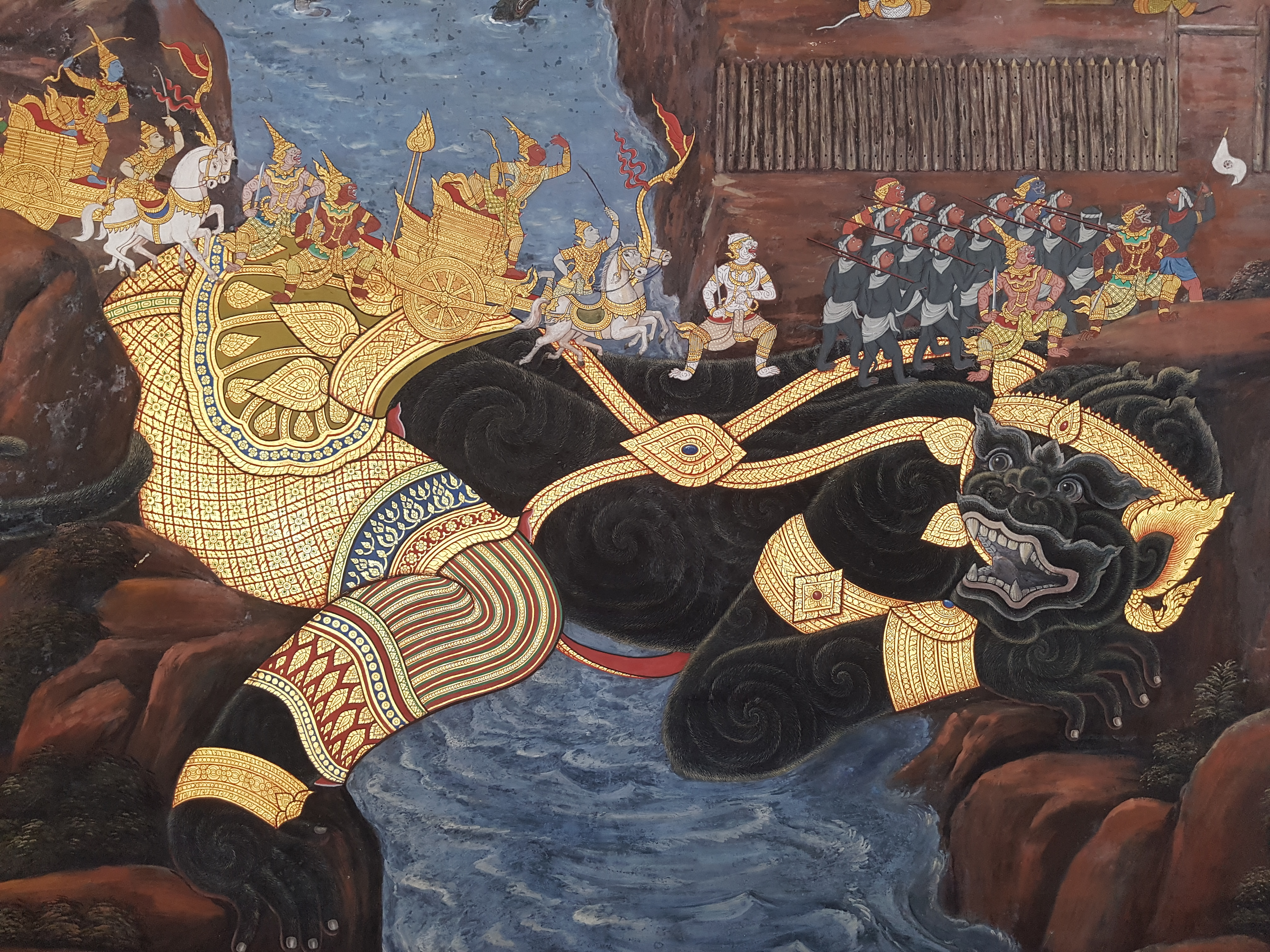
El mural del Templo del Buda de Esmeralda, que representa a Ninlaphat (Nila en el Ramayana), un mono soldado, sirve de puente durante un evento de Ramakien ("Gloria de Rama"), versión tailandesa de la epopeya hindú Ramayana.

La política india de "mirar al Este" hizo crecer las relaciones de India con los países de la ASEAN, incluida Tailandia, y la política tailandesa de "mirar al Oeste" también hizo crecer sus relaciones con India. Ambos países son miembros de BIMSTEC. Los primeros ministros indios, Rajiv Gandhi, P.V. Narasimha Rao, Atal Bihari Vajpayee y Manmohan Singh, han visitado Tailandia, lo que fue correspondido por los primeros ministros tailandeses contemporáneos, Chatichai Choonhavan, Thaksin Sinawatra y Surayud Chulanont. En 2003 se firmó un Acuerdo de Libre Comercio entre ambos países. India es el decimotercer mayor inversor en Tailandia. El comercio se centra en los sectores químico, farmacéutico, textil, nailon, cuerdas de neumáticos, inmobiliario, fibras de rayón, pasta de papel, alambres y varillas de acero. Sin embargo, los servicios informáticos y la industria manufacturera son las principales esferas. A través del budismo, India ha influido culturalmente en Tailandia. Las epopeyas indias, Mahabharata y Ramayana, son populares y se enseñan ampliamente en las escuelas como parte del plan de estudios en Tailandia. El ejemplo también puede verse en los templos tailandeses, donde la historia del Ramayana y otras famosas historias populares indias se representan en las paredes de los templos. Tailandia se ha convertido en un gran destino turístico para los indios.
Además, India y Tailandia han estado vinculadas culturalmente durante siglos y la India ha ejercido una profunda influencia en la cultura tailandesa. Hay un número considerable de palabras en tailandés que proceden del sánscrito, la lengua clásica de la India. El pali, que era la lengua de Magadha y es un medio del theravada, es otra raíz importante del vocabulario tailandés. El budismo, la religión mayoritaria de Tailandia, procede a su vez de la India. La historia hindú del Ramayana también es muy conocida en Tailandia con el nombre de Ramakien.

#### Timor Oriental
Ambas naciones mantienen relaciones amistosas y colaterales.

#### Vietnam

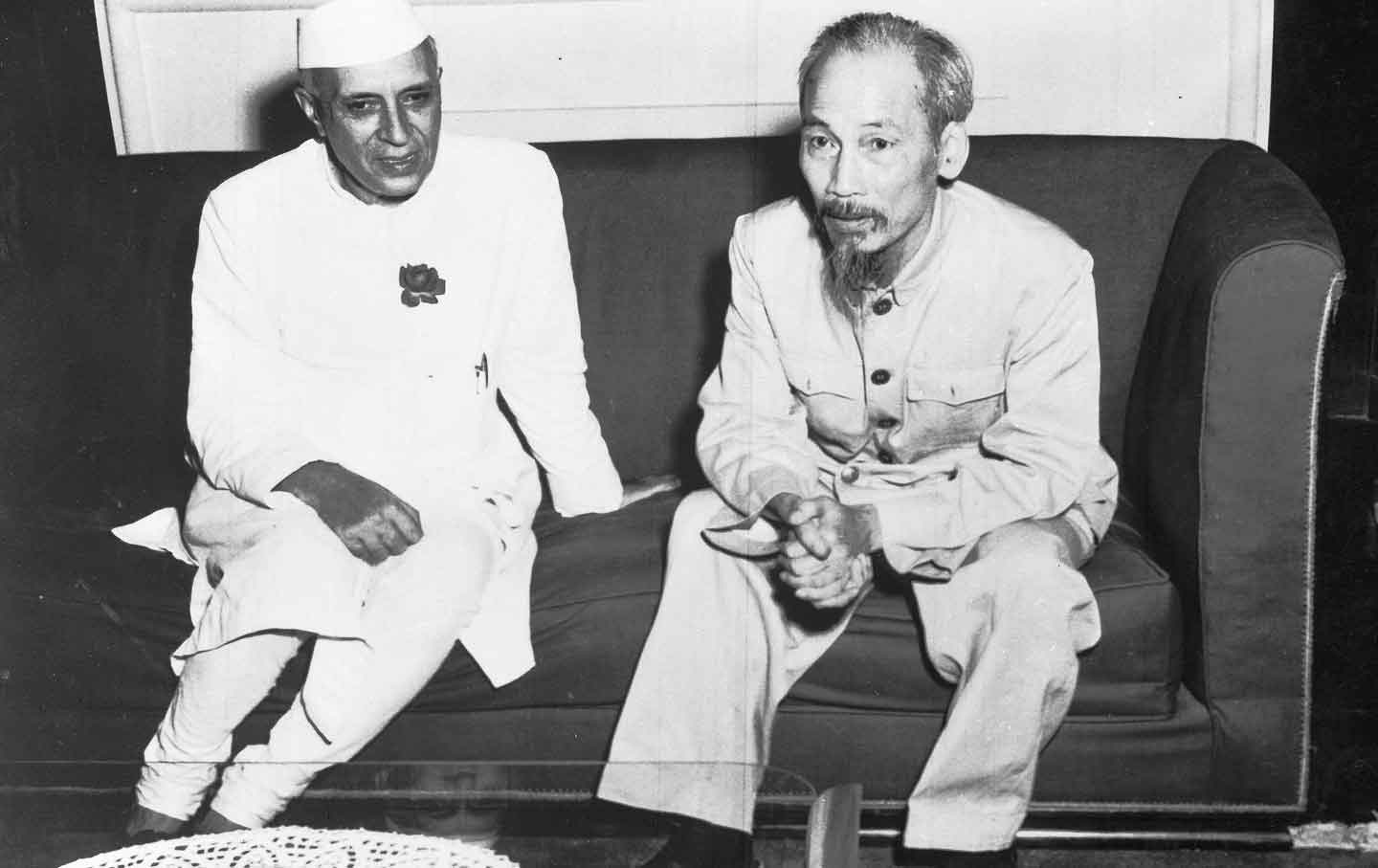
El primer ministro indio Jawaharlal Nehru (izquierda) y el presidente vietnamita Ho Chi Minh en Hanói

India apoyó la independencia de Vietnam de Francia, se opuso a la participación de Estados Unidos en la guerra de Vietnam y apoyó la unificación de Vietnam. India estableció relaciones diplomáticas oficiales en 1972 y mantuvo relaciones amistosas, especialmente tras las hostiles relaciones de Vietnam con la República Popular China, que se había convertido en rival estratégico de India.
India concedió el estatus de "nación más favorecida" a Vietnam en 1975 y ambas naciones firmaron un acuerdo comercial bilateral en 1978 y el Acuerdo Bilateral de Promoción y Protección de Inversiones (BIPPA) el 8 de marzo de 1997. En 2007, se emitió una nueva declaración conjunta durante la visita de Estado del primer ministro de Vietnam, Nguyen Tan Dung.  El comercio bilateral ha aumentado rápidamente desde la liberalización de las economías de Vietnam e India. India es el decimotercer mayor exportador a Vietnam, con un crecimiento constante de las exportaciones de 11,5 millones de dólares en 1985-86 a 395,68 millones de dólares en 2003. Las exportaciones de Vietnam a India ascendieron a 180 millones de dólares, incluyendo productos agrícolas, artesanía, textiles, electrónica y otros bienes. Entre 2001 y 2006, el volumen del comercio bilateral creció a un ritmo del 20-30% anual hasta alcanzar los 1.000 millones de dólares en 2006. Si se mantiene el rápido ritmo de crecimiento, se espera que el comercio bilateral alcance los 2.000 millones de dólares en 2008, dos años antes del objetivo oficial. India y Vietnam también han ampliado la cooperación en tecnología de la información, educación y colaboración de los respectivos programas espaciales nacionales. Se han establecido conexiones aéreas directas y una normativa laxa en materia de visados para impulsar el turismo.

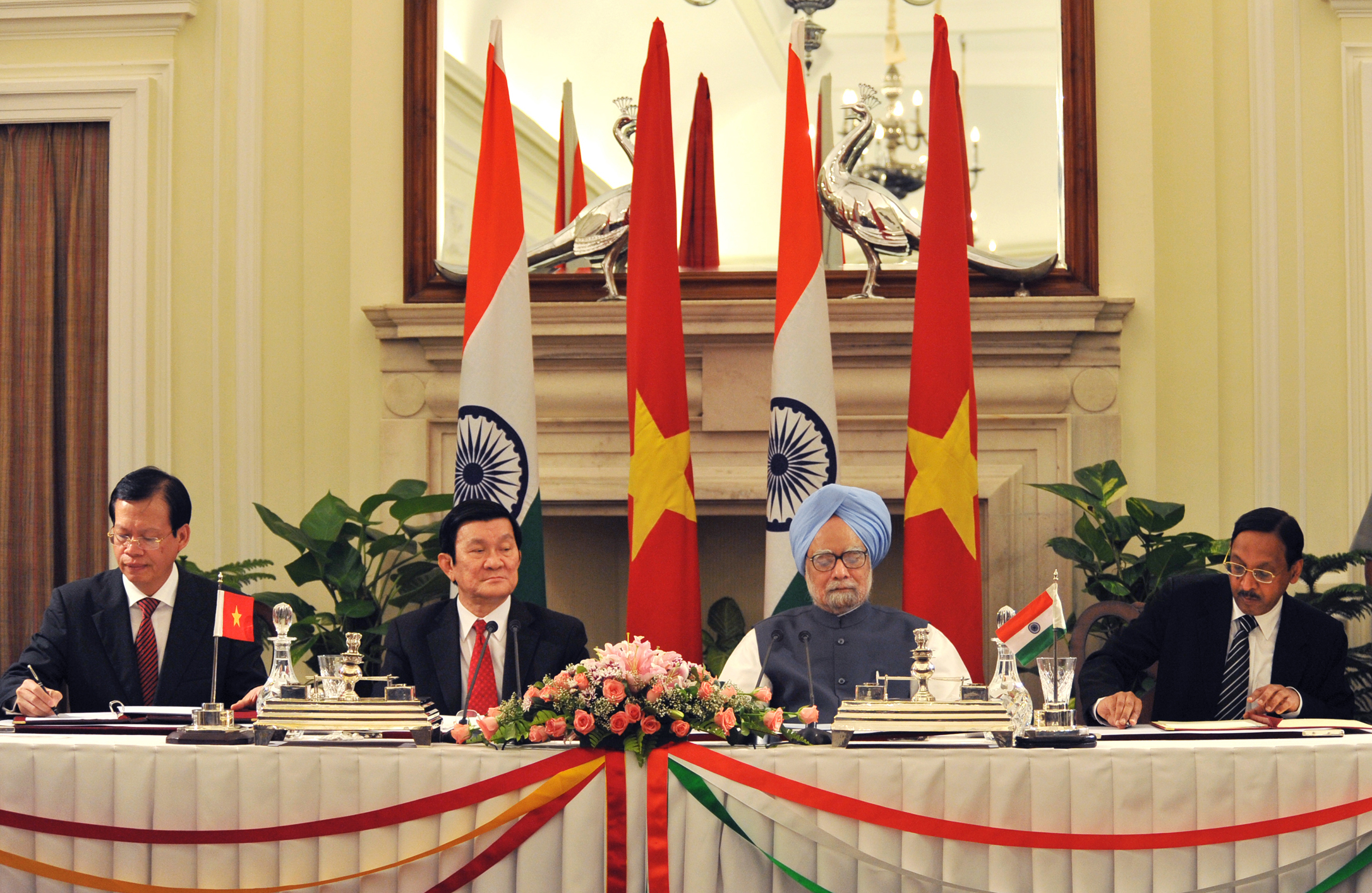
Ceremonia de firma bilateral en 2011

India y Vietnam son miembros de la Cooperación Mekong-Ganga, creada para estrechar los lazos entre India y las naciones del sudeste asiático. Vietnam ha apoyado la candidatura de India para convertirse en miembro permanente del Consejo de Seguridad de las Naciones Unidas y unirse a la Cooperación Económica Asia-Pacífico (APEC). En la declaración conjunta de 2003, India y Vietnam preveían crear un "Arco de Ventaja y Prosperidad" en el Sudeste Asiático; para ello, Vietnam ha respaldado una relación y un papel más importantes entre India y la Asociación de Naciones del Sudeste Asiático (ASEAN) y su negociación de un acuerdo de libre comercio Indo-ASEAN. India y Vietnam también han establecido asociaciones estratégicas, incluida una amplia cooperación en el desarrollo de la energía nuclear, la mejora de la seguridad regional y la lucha contra el terrorismo, la delincuencia transnacional y el narcotráfico.

#### ASEAN
La interacción de India con la ASEAN durante la Guerra Fría fue muy limitada. India declinó asociarse a la ASEAN en la década de 1960, cuando se le ofreció ser miembro de pleno derecho incluso antes de que se formara la agrupación.
Sólo con la formulación de la política de mirar al Este en la última década (1992), India empezó a dar a esta región la debida importancia en la política exterior. India se convirtió en socio de diálogo sectorial con la ASEAN en 1992, en socio de diálogo pleno en 1995, en miembro del Foro Regional de la ASEAN (ARF) en 1996 y en socio a nivel de cumbre (al mismo nivel que China, Japón y Corea) en 2002.
La primera cumbre empresarial India-ASEAN se celebró en Nueva Delhi en octubre de 2002. El entonces primer ministro A. B. Vajpayee pronunció un discurso en esta reunión y, desde entonces, esta cumbre empresarial se ha convertido en una cita anual previa a las cumbres India-ASEAN, como foro para la creación de redes y el intercambio de experiencias empresariales entre responsables políticos y líderes empresariales de ASEAN e India.
Se han celebrado cuatro Cumbres India-ASEAN, la primera en 2002 en Phnom Penh (Camboya), la segunda en 2003 en Bali (Indonesia), la tercera en 2004 en Vientián (Laos) y la cuarta en 2005 en Kuala Lumpur (Malasia).
Se han celebrado los siguientes acuerdos con la ASEAN:

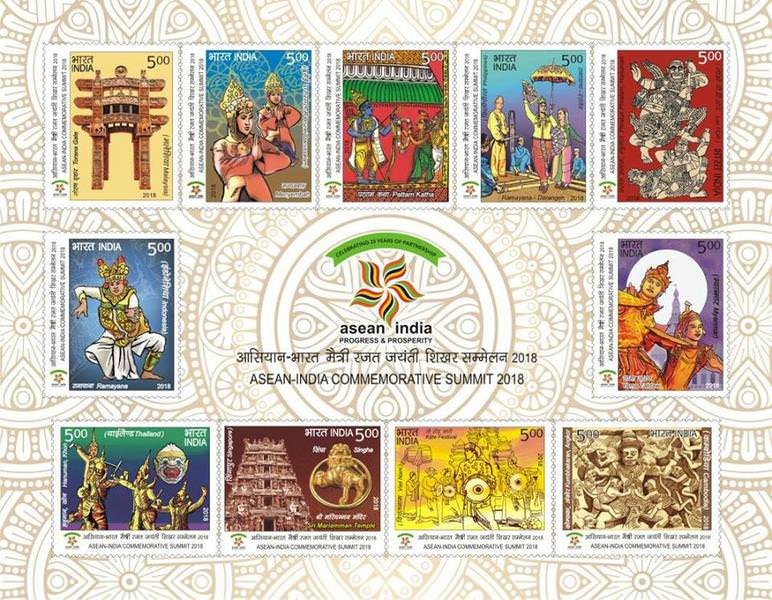
Sello de la India - Cumbre ASEAN India Delhi 2018 - Patrimonio compartido del Ramayana.

- Sello de la India - Cumbre ASEAN India Delhi 2018 - Patrimonio compartido del Ramayana.El Acuerdo Marco de Cooperación Económica Global (para establecer un ALC en un plazo de 10 años) se celebró en Bali en 2003.
- Se ha adoptado una Declaración Conjunta ASEAN-India para la Cooperación en la Lucha contra el Terrorismo Internacional.
- India se adhirió en 2003 al Tratado de Amistad y Cooperación (TAC), sobre el que se formó inicialmente la ASEAN (en 1967).
- El acuerdo sobre la "Asociación India-ASEAN para la Paz, el Progreso y la Prosperidad Compartida" se firmó en la 3.ª Cumbre ASEAN-India, en noviembre de 2004.
- Creación de Centros de Desarrollo Empresarial en los Estados miembros de la ASEAN: Camboya, Birmania, Laos y Vietnam. (El de Laos ya está en funcionamiento).

El primer ministro anunció las siguientes propuestas en la IV Cumbre ASEAN-India:
- Creación de centros de formación en lengua inglesa (ELT) en Camboya, Laos, Birmania y Vietnam.
- Creación de una red de telemedicina y teleeducación para Camboya, Birmania, Laos y Vietnam.
- Organizar cursos especiales de formación para diplomáticos de los países de la ASEAN.
- Organización de una Cumbre Tecnológica India-ASEAN en 2006.
- Organización de ferias de educación y roadshows en los países de la ASEAN.
- Celebración de un Foro Ministerial e Industrial India-ASEAN sobre TI en 2006.

La región de la ASEAN cuenta con abundantes recursos naturales e importantes competencias tecnológicas. Esto proporciona una base natural para la integración entre la ASEAN e India, tanto en comercio como en inversión. El nivel actual de comercio bilateral con la ASEAN, de casi 18.000 millones de dólares, está aumentando aproximadamente un 25% al año. India espera alcanzar el nivel de 30.000 millones de dólares en 2007. India también está mejorando sus relaciones con la ayuda de otras decisiones políticas como ofertas de líneas de crédito, mejor conectividad por aire (política de cielos abiertos) y enlaces ferroviarios y por carretera.

### Oeste

#### Armenia
India estableció relaciones diplomáticas con Armenia en diciembre de 1992. Algunos países, entre ellos Pakistán, no la reconocieron, cosa que sí hicieron la mayoría de las naciones. Desde los primeros días de la ruta de la seda, ha habido fuertes relaciones culturales, morales y otras antiguas relaciones tradicionales entre las naciones. Apoya plenamente la candidatura de India a un puesto permanente en el Consejo de Seguridad de la ONU e incluso apoya totalmente a India en los conflictos de Cachemira. Existe una pequeña comunidad de armenios en la India y también una pequeña comunidad de indios.

#### Azerbaiyán
India tiene embajada en Bakú y Azerbaiyán en Nueva Delhi. Ambos han estado conectados a través de antiguos vínculos culturales y rutas comerciales (especialmente la Ruta de la Seda).

#### Baréin

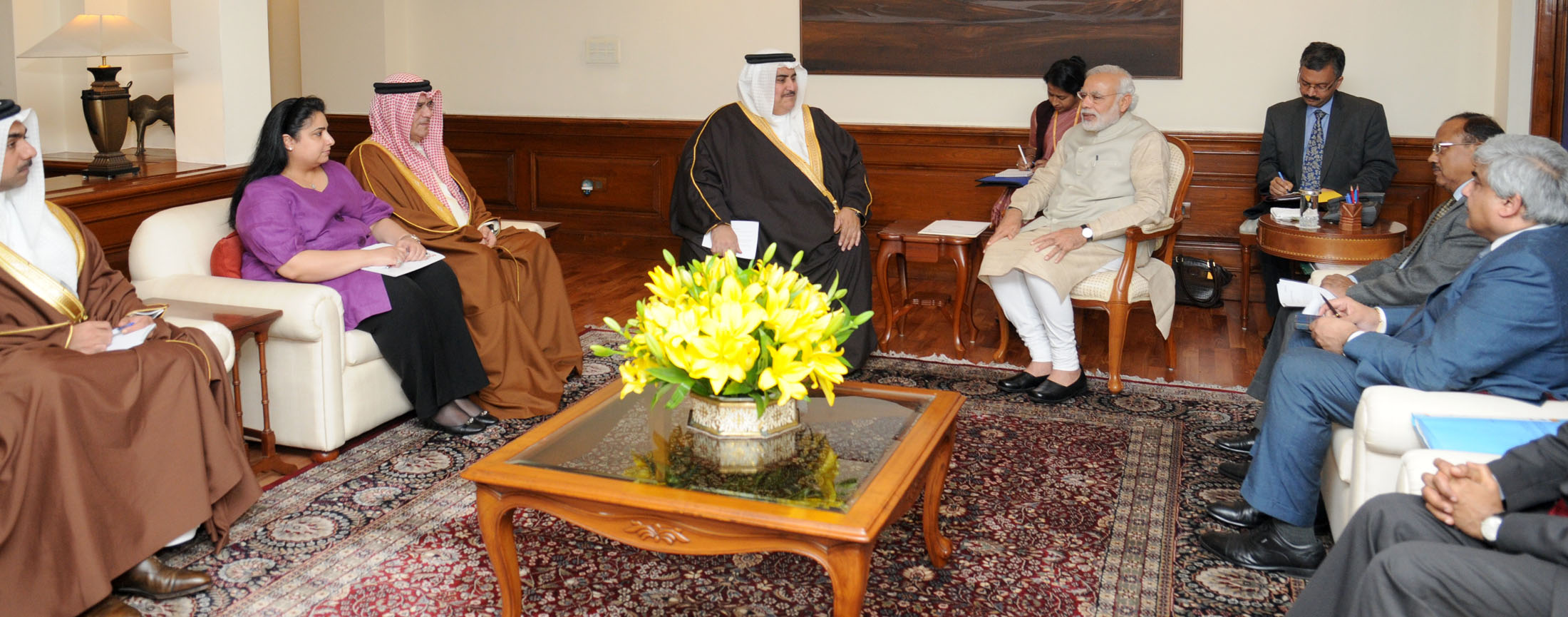
El primer ministro, Shri Narendra Modi, reunido con el ministro de Asuntos Exteriores de Baréin, Shaikh Khalid Bin Mohamed Al Khalifa, en Nueva Delhi el 23 de febrero de 2015.

India es un estrecho aliado de Baréin; el reino, junto con sus socios del CCG, se encuentra (según funcionarios indios) entre los principales partidarios de la candidatura de India a un puesto permanente en el Consejo de Seguridad de la ONU, y funcionarios bahreiníes han instado a India a desempeñar un papel más importante en los asuntos internacionales. Por ejemplo, ante la preocupación por el programa nuclear iraní, el príncipe heredero de Baréin hizo un llamamiento a India para que desempeñara un papel activo en la resolución de la crisis.
Los lazos entre India y Baréin se remontan a generaciones, y muchas de las figuras más destacadas de Baréin tienen estrechos vínculos: el poeta y constitucionalista Ebrahim Al-Arrayedh creció en Bombay, mientras que los teólogos bahreiníes del siglo XVII, el jeque Salih Al-Karzakani y el jeque Ja'far bin Kamal al-Din, fueron figuras influyentes en el reino de Golconda y en el desarrollo del pensamiento chií en el subcontinente.
En 2007, el presidente del Parlamento, Khalifa Al Dhahrani, encabezó una delegación de parlamentarios y empresarios que se reunió con la entonces presidenta india, Pratibha Patil, y con el entonces líder de la oposición, L. K. Advani, y participó en actividades de formación y entrevistas con los medios de comunicación. Desde el punto de vista político, a los políticos bahreiníes les resulta más fácil buscar formación y asesoramiento en India que en Estados Unidos u otras alternativas occidentales.
Para reforzar aún más los lazos, el jeque Hamad Bin Isa Al-Khalifa visitó India, durante la cual se aprobaron memorandos de entendimiento y acuerdos bilaterales por valor de 450 millones de dólares. India expresó su apoyo a la candidatura de Baréin para un puesto no permanente en el CSNU en 2026-27.

#### Chipre

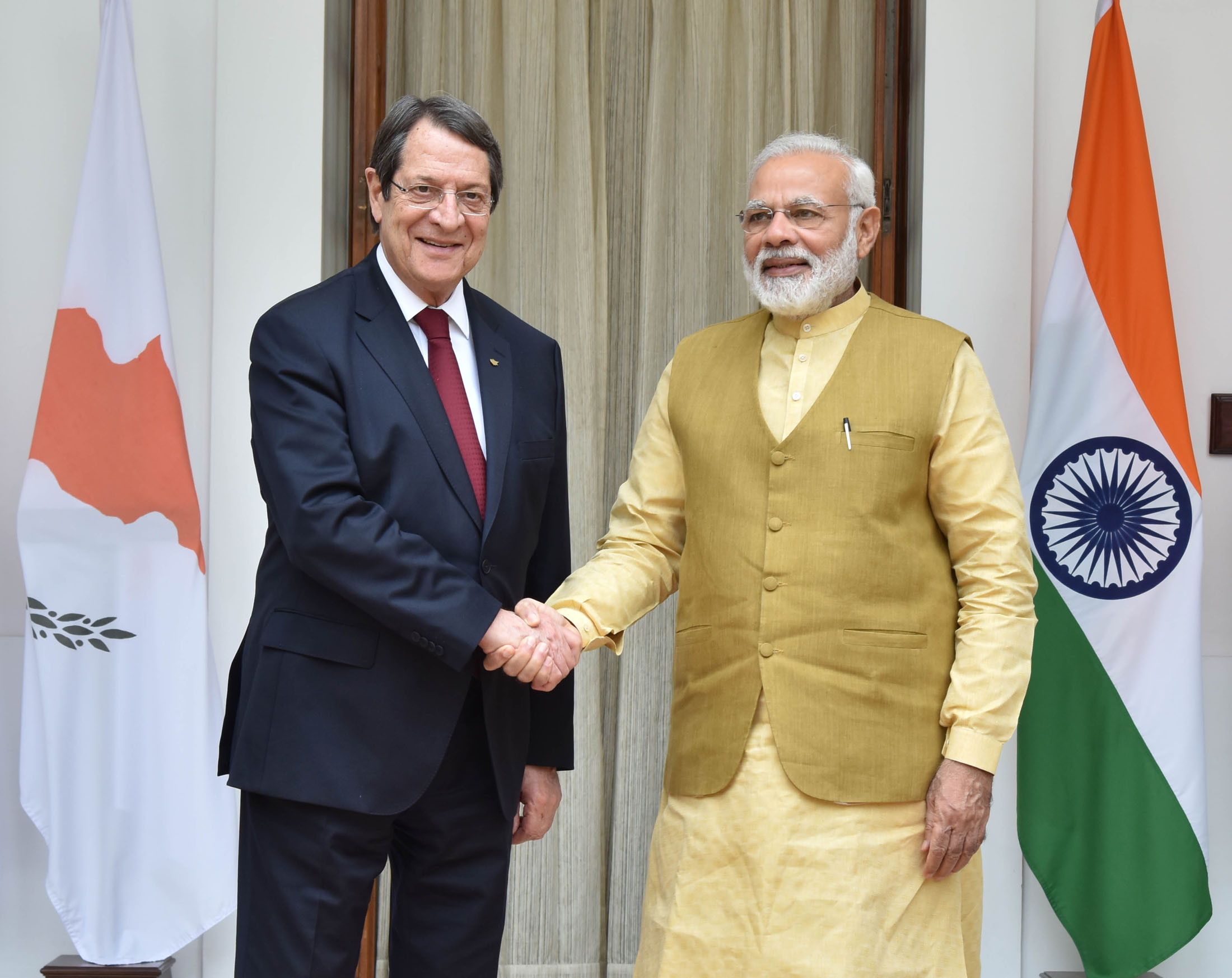
El primer ministro, Shri Narendra Modi, se reúne con el presidente de la República de Chipre, Nicos Anastasiades, en Hyderabad House, en Nueva Delhi, el 28 de abril de 2017.

- El primer ministro, Shri Narendra Modi, se reúne con el presidente de la República de Chipre, Nicos Anastasiades, en Hyderabad House, en Nueva Delhi, el 28 de abril de 2017.Chipre tiene un Alto Comisionado en Nueva Delhi y 2 consulados honorarios (en Bombay y Calcuta).[354]
- India tiene un Alto Comisionado en Nicosia.[355]
- Ambos países son miembros de pleno derecho de la Mancomunidad de Naciones.
- Ministerio chipriota de Asuntos Exteriores: lista de tratados bilaterales con India

India apoyó a Chipre durante su lucha por la independencia del dominio colonial británico. India apoyó a los griegos de Chipre durante la invasión turca de Chipre en 1974 y presionó para el reconocimiento internacional del Gobierno de Nicosia como único representante legal de toda la nación. India siempre ha apoyado y votado a favor de una resolución pacífica del conflicto chipriota en las Naciones Unidas.

#### Georgia
- Georgia tiene embajada en Nueva Delhi.[356]
- India está representada en Georgia a través de su embajada en Ereván (Armenia) y un consulado honorario en Tiflis.[357]
- Ministerio de Asuntos Exteriores de Georgia sobre las relaciones con la India

#### Irán

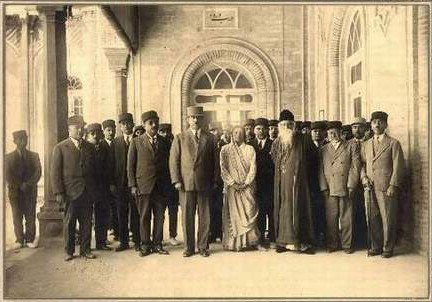
Rabindranath Tagore como invitado del Parlamento iraní en la década de 1930.

La India independiente e Irán establecieron lazos diplomáticos el 15 de marzo de 1950. Tras la Revolución iraní de 1979, Irán se retiró del CENTO y se desvinculó de los países amigos de Estados Unidos, incluido Pakistán, lo que supuso automáticamente una mejora de las relaciones con la República de la India.
Actualmente, los dos países mantienen relaciones amistosas en muchos ámbitos. Existen importantes lazos comerciales, sobre todo en las importaciones de crudo a India y las exportaciones de gasóleo a Irán. Irán se opone con frecuencia a los intentos de Pakistán de redactar resoluciones contra India en organizaciones internacionales como la OCI. India acogió con satisfacción la inclusión de Irán como Estado observador en la organización regional SAARC. Lucknow sigue siendo un importante centro de cultura chií y de estudios persas en el subcontinente.
En la década de 1990, India e Irán apoyaron a la Alianza del Norte en Afganistán contra el régimen talibán. Siguen colaborando en el apoyo al amplio gobierno antitalibán dirigido por Hamid Karzai y respaldado por Estados Unidos.

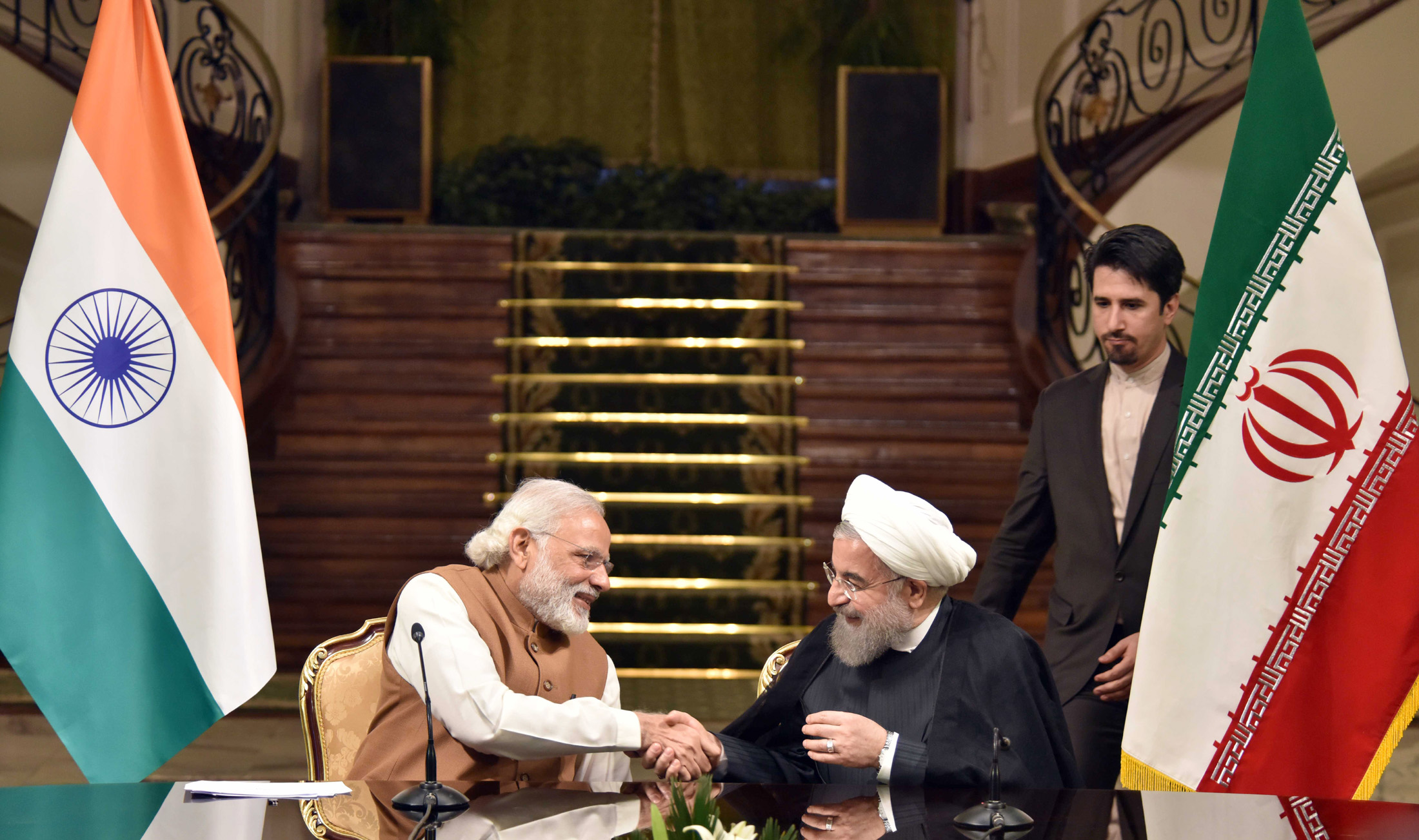
El primer ministro Narendra Modi con el expresidente de Irán, Hassan Rouhani, en Teherán. (2016)

Sin embargo, un asunto complejo en las relaciones indo-iraníes es la cuestión del programa nuclear iraní. En este intrincado asunto, India intenta lograr un delicado equilibrio. Según Rejaul Laskar, experto indio en relaciones internacionales, "la postura de India sobre el programa nuclear iraní ha sido coherente, basada en principios y equilibrada, y se esfuerza por conciliar la búsqueda de seguridad energética por parte de Irán con la preocupación de la comunidad internacional por la proliferación". Así, mientras que India reconoce y apoya las ambiciones de Irán de lograr la seguridad energética y, en particular, su búsqueda de un uso pacífico de la energía nuclear, también es posición de principio de la India que Irán debe cumplir todas sus obligaciones en virtud del derecho internacional, en particular sus obligaciones en virtud del Tratado de No Proliferación nuclear (TNP) y otros tratados similares de los que es signatario".
Tras un atentado contra un diplomático israelí en India en febrero de 2012, la Policía de Delhi afirmó que el Cuerpo de la Guardia Revolucionaria Iraní había tenido alguna implicación en el atentado. Esto se confirmó posteriormente en julio de 2012, después de que un informe de la Policía de Delhi encontrara pruebas de que miembros del Cuerpo de la Guardia Revolucionaria Iraní habían participado en el atentado con bomba del 13 de febrero en la capital.

#### Irak

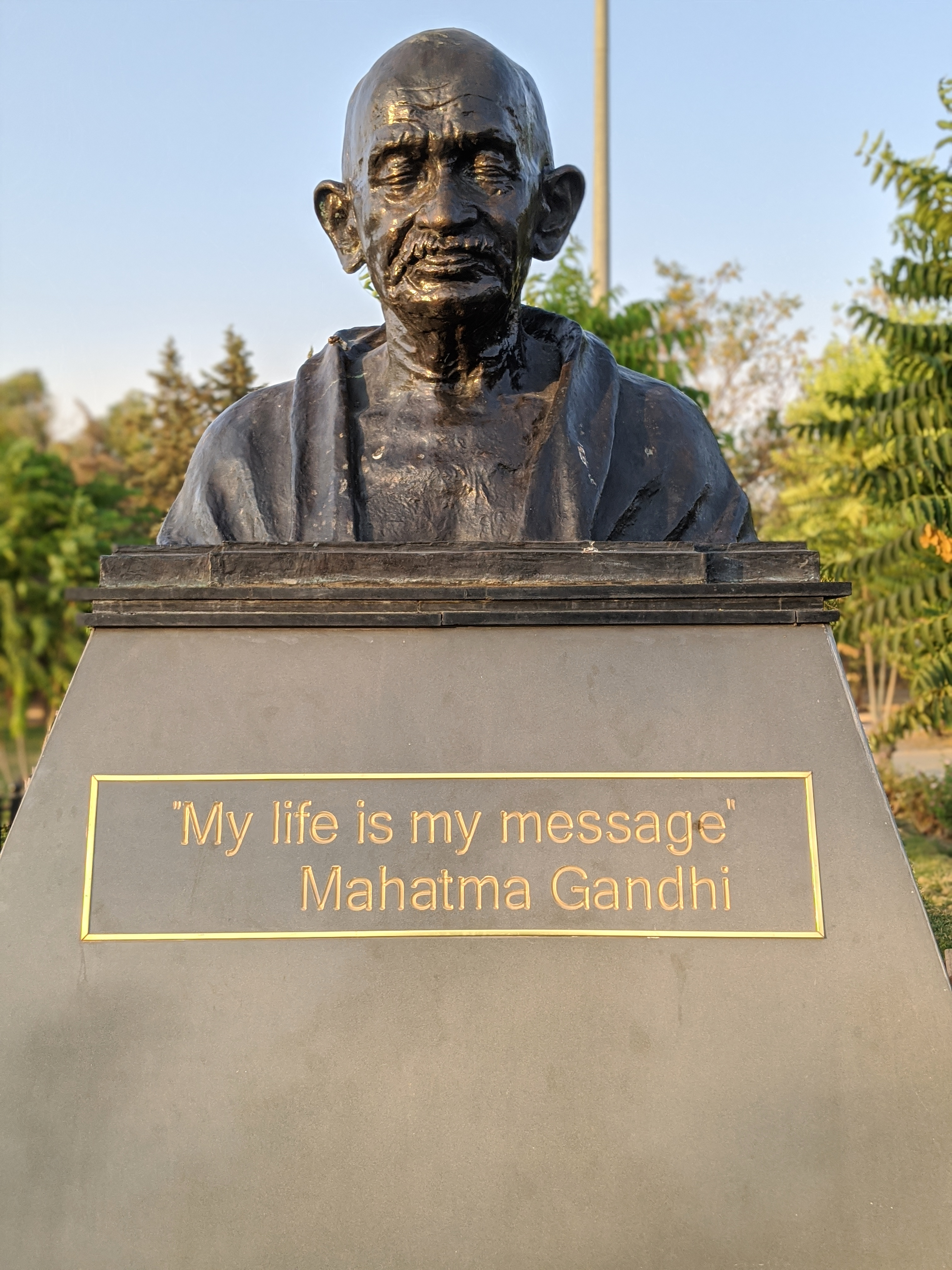
Estatua de Gandhi en Erbil, Kurdistán iraquí

Irak fue uno de los pocos países de Oriente Medio con los que India estableció relaciones diplomáticas a nivel de embajada inmediatamente después de su independencia en 1947. Ambas naciones firmaron el "Tratado de Paz y Amistad Perpetuas" en 1952 y un acuerdo de cooperación en asuntos culturales en 1954. India fue uno de los primeros en reconocer al gobierno dirigido por el Partido Baaz, e Irak se mantuvo neutral durante la guerra indo-paquistaní de 1965. Sin embargo, Irak, junto con otros países del Golfo Pérsico, apoyó a Pakistán contra India durante la guerra indo-pakistaní de 1971, que dio lugar a la creación de Bangladés. Los ocho años que duró la guerra entre Irán e Irak provocaron un fuerte declive del comercio entre ambas naciones.
Durante la guerra del Golfo Pérsico de 1991, India se mantuvo neutral pero permitió el repostaje de aviones estadounidenses. Se opuso a las sanciones de la ONU a Irak, pero el periodo de guerra y el aislamiento de Irak disminuyeron aún más los lazos comerciales y diplomáticos de India. A partir de 1999, Irak e India empezaron a trabajar para estrechar sus relaciones. Irak había apoyado el derecho de India a realizar pruebas nucleares tras los ensayos de cinco armas nucleares realizados por este país los días 11 y 13 de mayo de 1998. En 2000, el entonces vicepresidente de Irak, Taha Yassin Ramadan, visitó India, y el 6 de agosto de 2002 el presidente Saddam Hussein transmitió el "apoyo inquebrantable" de Irak a India en el conflicto de Cachemira con Pakistán. India e Irak establecieron comités ministeriales conjuntos y delegaciones comerciales para promover una amplia cooperación bilateral. Aunque se interrumpieron inicialmente durante la invasión de Irak en 2003, desde entonces se han normalizado los lazos diplomáticos y comerciales entre India y el nuevo gobierno democrático de Irak.

#### Israel

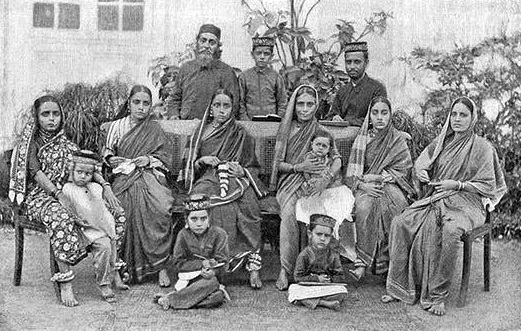
Una familia Beni-Israelí en Bombay

La creación de Israel al final de la Segunda Guerra Mundial era una cuestión compleja. Basándose en su propia experiencia durante la partición, cuando 14 millones de personas fueron desplazadas y se calcula que entre 200.000 y 500.000 personas murieron en la provincia de Punjab, India había recomendado un estado único, al igual que Irán y Yugoslavia (que más tarde sufriría su partición genocida). El estado podría asignar provincias de mayoría árabe y judía para evitar la partición de la Palestina histórica y prevenir un conflicto generalizado. Pero, la resolución final de la ONU recomendó la partición de la Palestina Mandatoria en estados árabes y judíos basados en mayorías religiosas y étnicas. India se opuso en la votación final, ya que no estaba de acuerdo con el concepto de partición basada en la religión.
Debido a la amenaza para la seguridad que suponía un Pakistán respaldado por Estados Unidos y su programa nuclear en la década de 1980, Israel e India iniciaron una relación clandestina que implicaba la cooperación entre sus respectivas agencias de inteligencia. Israel compartía la preocupación de India por el creciente peligro que suponía Pakistán y la proliferación nuclear para Irán y otros Estados árabes.

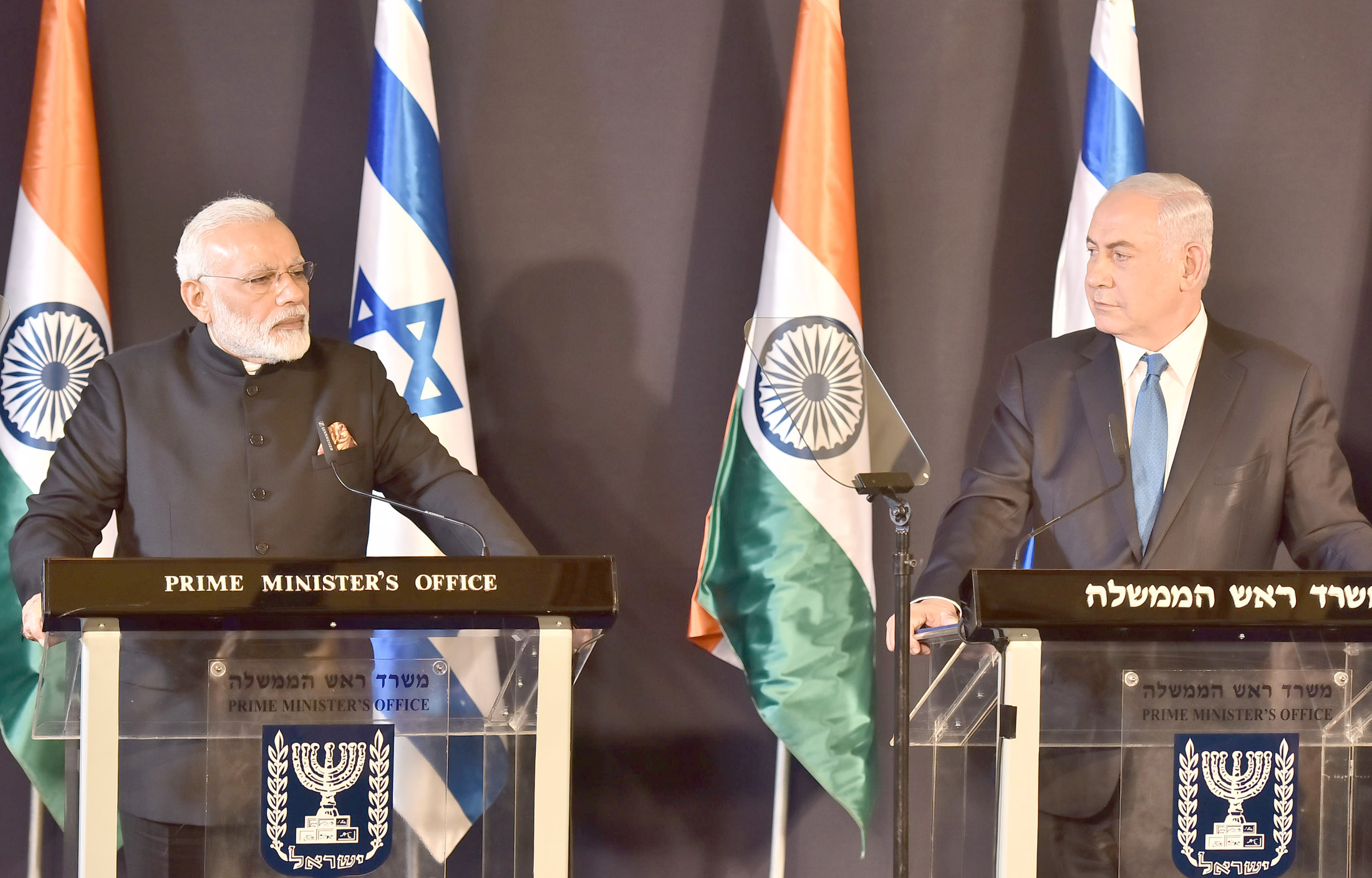
El primer ministro Narendra Modi, con el ex primer ministro de Israel, Benjamin Netanyahu, durante un encuentro con la prensa, en Jerusalén, (2017).

Desde el establecimiento de relaciones diplomáticas plenas con Israel en 1992, India ha mejorado su relación con el Estado judío. India está considerada como el aliado más fuerte de Israel en Asia, e Israel es el segundo proveedor de armas de India. Desde que India logró su independencia en 1947, ha apoyado la autodeterminación palestina. India reconoció la condición de Estado de Palestina tras la declaración palestina del 18 de noviembre de 1988 y las relaciones indo-palestinas se establecieron por primera vez en 1974, lo que no ha afectado negativamente a la mejora de las relaciones de India con Israel.
India agasajó al primer ministro israelí en una visita en 2003, e Israel ha agasajado a dignatarios indios como el ministro de Finanzas Jaswant Singh en visitas diplomáticas. India e Israel colaboran en iniciativas científicas y tecnológicas. El ministro de Ciencia y Tecnología de Israel ha expresado su interés en colaborar con la Agencia India de Investigación Espacial (ISRO) en el uso de satélites para gestionar mejor la tierra y otros recursos. Israel también ha expresado su interés en participar en la misión Chandrayaan de la ISRO, que incluye una misión sin tripulación a la Luna. El 21 de enero de 2008, India puso en órbita con éxito un satélite espía israelí desde la estación espacial de Sriharikota, en el sur del país.

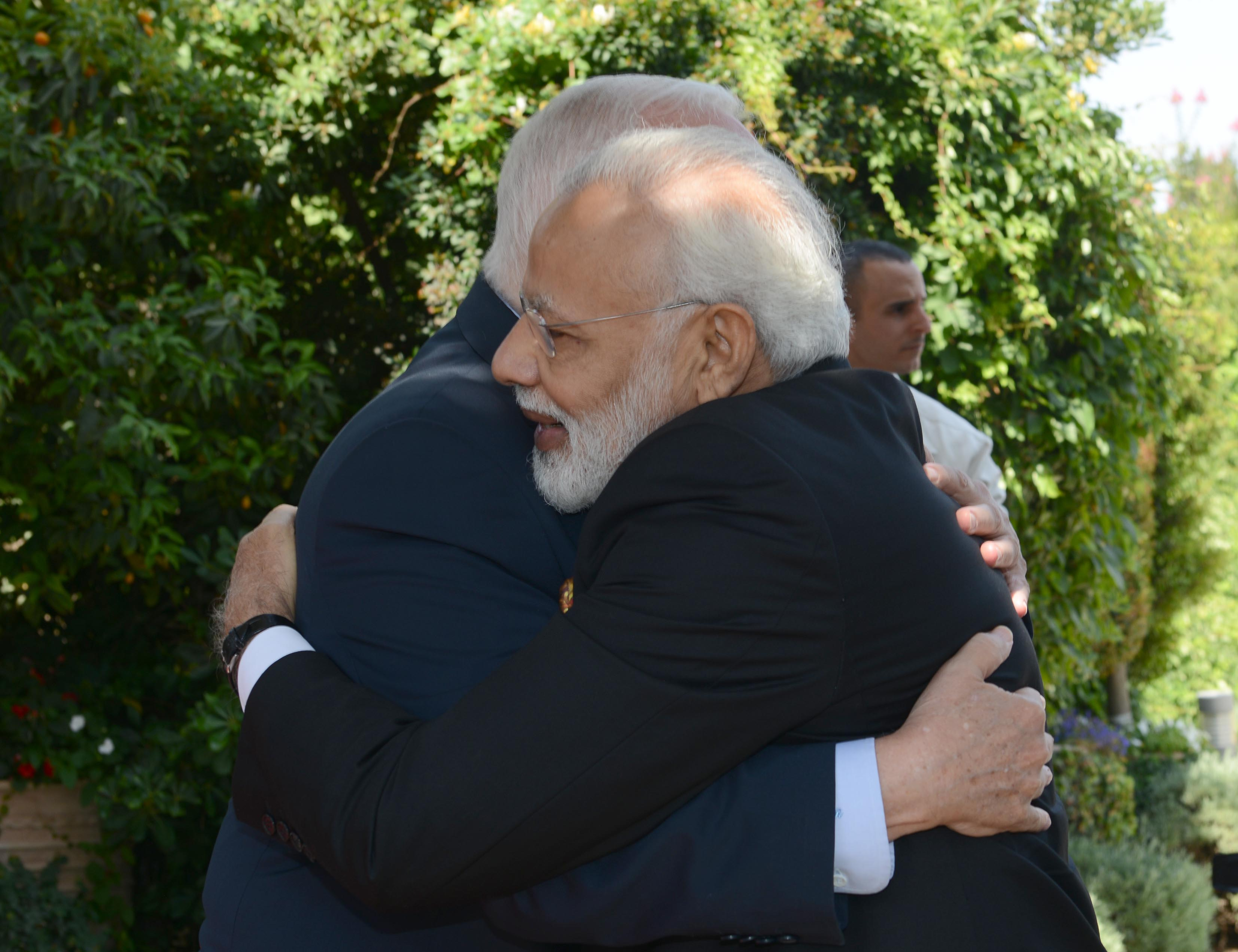
La cálida visita de Narendra Modi a Israel, abrazando al expresidente Reuven Rivlin en 2017

Israel e India comparten información sobre grupos terroristas. Desde que establecieron relaciones diplomáticas en 1992, han desarrollado estrechos vínculos en materia de defensa y seguridad. India ha comprado material israelí por valor de más de 5.000 millones de dólares desde 2002. Además, Israel está entrenando a unidades militares indias y en 2008 estaba debatiendo un acuerdo para instruir a comandos indios en tácticas antiterroristas y guerra urbana. En diciembre de 2008, Israel e India firmaron un memorando para crear un Coloquio Jurídico Indo-Israelí con el fin de facilitar debates y programas de intercambio entre jueces y juristas de ambos países.
Tras la invasión israelí de Líbano en 2006, India declaró que el uso de la fuerza por parte de Israel era "desproporcionado y excesivo".
La relación entre India e Israel ha sido muy estrecha y cálida bajo el mandato de Narendra Modi desde 2014. En 2017, fue el primer primer ministro de la India en visitar Israel.

#### Líbano
La India y el Líbano disfrutan de unas relaciones cordiales y amistosas basadas en numerosas complementariedades, como un sistema político basado en la democracia parlamentaria, la no alineación, los derechos humanos, el compromiso con un orden mundial justo, la paz regional y global, una economía de mercado liberal y un vibrante espíritu empresarial. India tiene una fuerza de mantenimiento de la paz como parte de la Fuerza Provisional de las Naciones Unidas para el Líbano (FINUL). Un batallón de infantería está desplegado en Líbano y unos 900 efectivos están destinados en la parte oriental del sur de Líbano. La fuerza también proporciona ayuda no policial a los ciudadanos India y Líbano mantienen muy buenas relaciones desde la década de 1950.

#### Omán

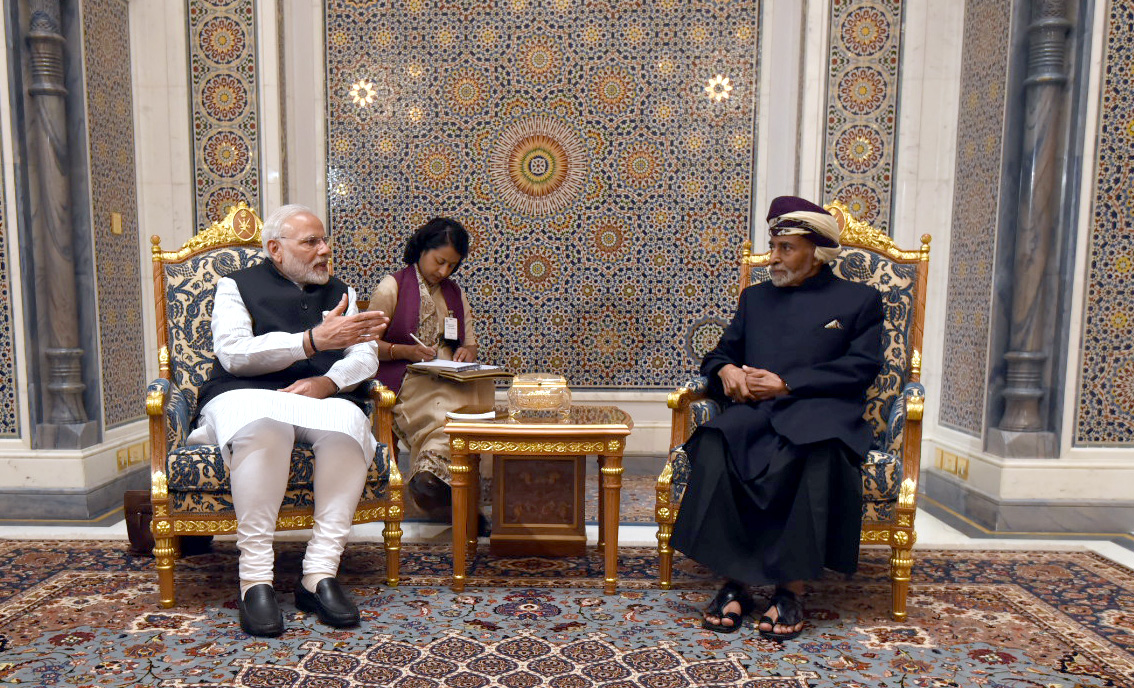
El primer ministro Narendra Modi reunido con el sultán Qaboos bin Said Al Said en el palacio Al Baraka de Mascate en 2018.

Las relaciones India-Omán son las relaciones exteriores entre India y el Sultanato de Omán. India tiene una embajada en Mascate, Omán. El consulado indio se abrió en Mascate en febrero de 1955 y cinco años más tarde fue ascendido a consulado general y más tarde se convirtió en una embajada de pleno derecho en 1971. El primer embajador de India llegó a Mascate en 1973. Omán estableció su embajada en Nueva Delhi en 1972 y un consulado general en Mumbai en 1976.
Avanzan los planes de construcción de un gasoducto Omán-India por valor de 5.600 millones de dólares: Fox Petroleum Group prevé un plazo aproximado de cinco años para la ejecución del proyecto de gasoducto.
Ajay Kumar, Presidente y director general de Fox Petroleum, con sede en Nueva Delhi, empresa asociada a Fox Petroleum FZC en los EAU, afirmó que Modi había "disparado la mejor arma de desarrollo económico y crecimiento". "Ha puesto una alfombra roja a los actores mundiales para que inviertan en la India", añadió el Sr. Kumar. "Impulsará todos los sectores de la industria, especialmente las unidades de fabricación a pequeña escala y también las industrias pesadas".

#### Arabia Saudita
Las relaciones bilaterales entre la India y Arabia Saudí se han reforzado considerablemente debido a la cooperación en asuntos regionales y comerciales. Arabia Saudí es uno de los mayores proveedores de petróleo de India, uno de sus siete principales socios comerciales y el quinto mayor inversor en Arabia Saudí.

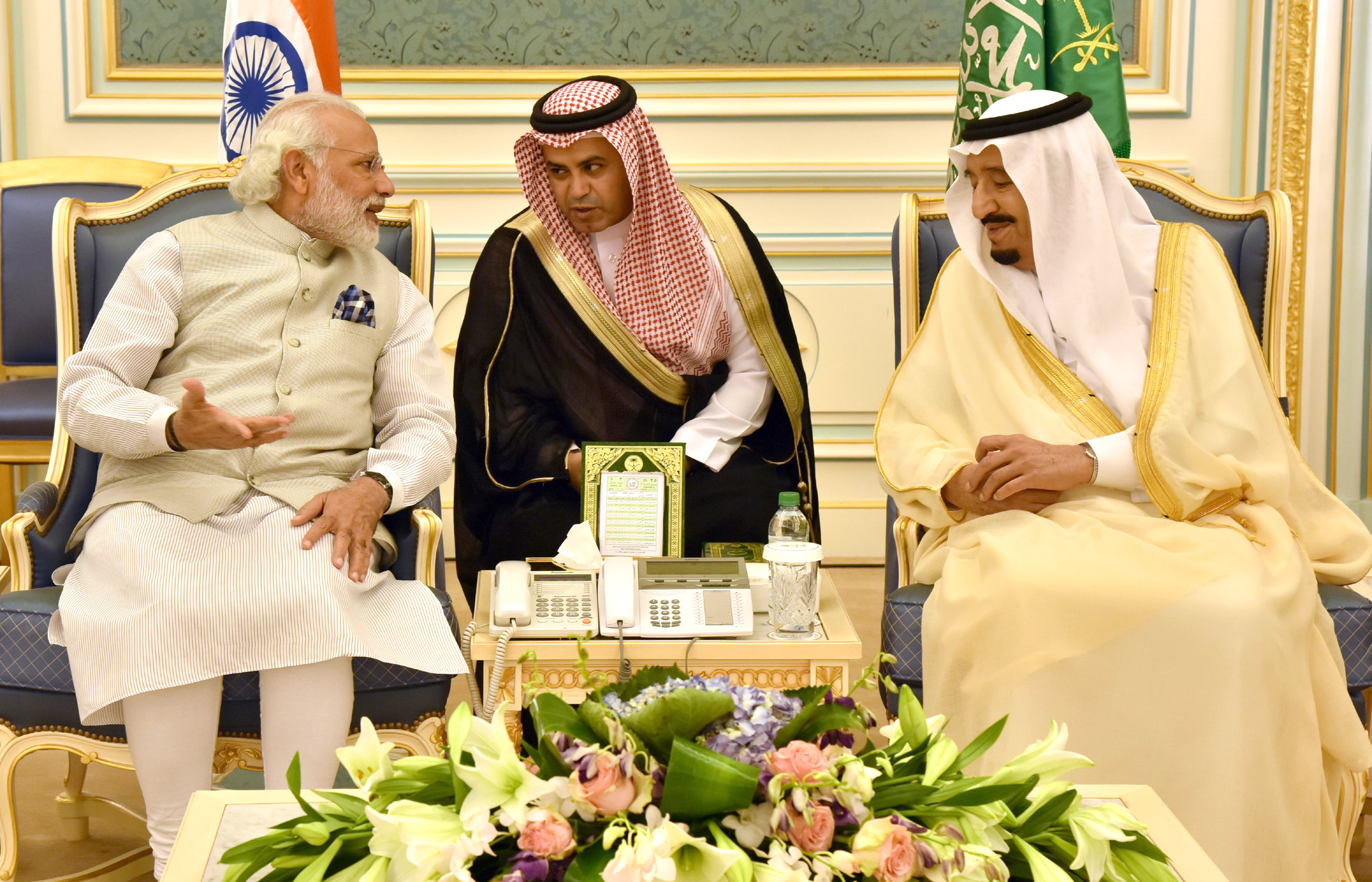
El primer ministro Narendra Modi conversa con el Rey Salman bin Abdul Aziz Al Saud de Arabia Saudí

La India fue una de las primeras naciones en establecer lazos con el Tercer Estado Saudí. Durante la década de 1930, India financió en gran medida a Nejd mediante subvenciones económicas.
Las relaciones estratégicas de la India con Arabia Saudí se han visto afectadas por los estrechos vínculos de este último país con Pakistán. Arabia Saudí apoyó la postura de Pakistán en el conflicto de Cachemira durante la guerra indo-paquistaní de 1971, en detrimento de sus relaciones con India. Las estrechas relaciones de la Unión Soviética con India también fueron fuente de consternación. Durante la guerra del Golfo Pérsico (1990-91), India mantuvo oficialmente la neutralidad. Los estrechos lazos militares y estratégicos de Arabia Saudí con Pakistán también han sido fuente de continuas tensiones.
Desde la década de 1990, ambas naciones han tomado medidas para mejorar sus lazos. Arabia Saudí ha apoyado la concesión de la condición de observador a India en la Organización de Cooperación Islámica (OCI) y ha ampliado su cooperación con India para luchar contra el terrorismo. En enero de 2006, el rey Abdullah de Arabia Saudí realizó una visita especial a India, convirtiéndose en el primer monarca saudí en 51 años en hacerlo. El rey saudí y el ex primer ministro de India Manmohan Singh firmaron un acuerdo para forjar una asociación estratégica en materia de energía que se denominó "Declaración de Delhi". El pacto prevé un "suministro fiable, estable y de mayor volumen de crudo a India mediante contratos a largo plazo", ambas naciones también acordaron empresas conjuntas y el desarrollo de petróleo y gas natural en los sectores público y privado, una declaración conjunta indo-saudí en la capital india, Nueva Delhi, describió la visita del rey como "el anuncio de una nueva era en las relaciones entre India y Arabia Saudí".

#### Siria

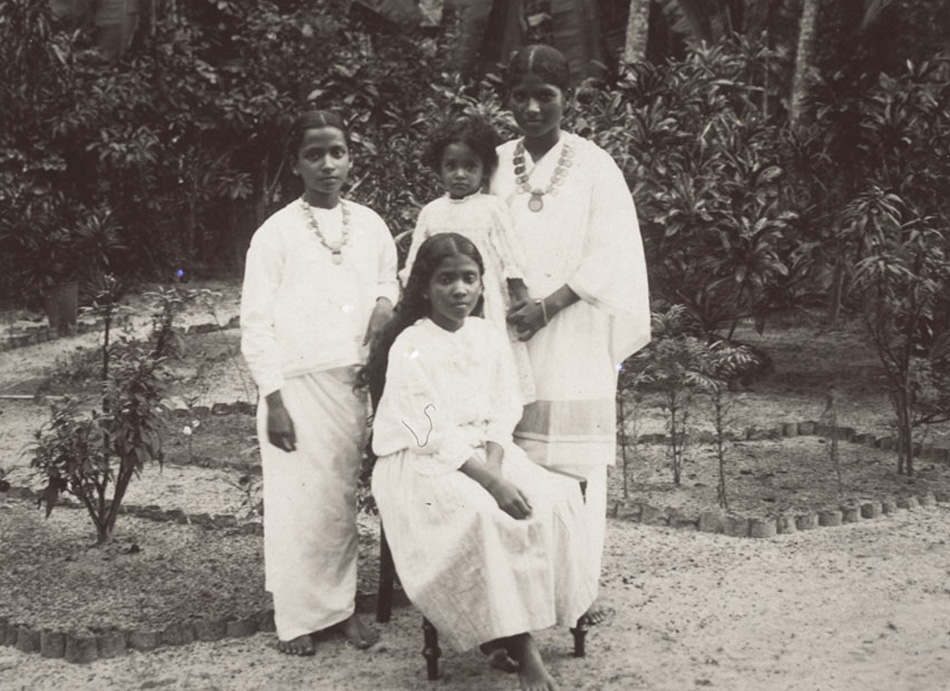
Mujeres cristianas sirias en Kerala (1912)

Las relaciones bilaterales entre India y Siria son históricas y ambos países mantienen antiguos lazos de civilización. Ambos países se encontraban en la Ruta de la Seda, a través de la cual se produjeron intercambios civilizatorios durante siglos. El cristianismo siríaco, originario de la antigua Siria, se extendió por Oriente y creó las primeras comunidades cristianas en la antigua India. La antigua lengua siríaca entre los cristianos sirios de Kerala también fue llevada a Kerala por Santo Tomás en el siglo I de nuestra era. Aún hoy se sigue enseñando en colegios y universidades de Kerala.
Un nacionalismo y una orientación secular comunes, la pertenencia al MNOAL y percepciones similares en muchos asuntos reforzaron aún más el vínculo entre ambos Estados. India apoyó "el legítimo derecho de Siria a recuperar los Altos del Golán ocupados". A su vez, esto fue correspondido con el reconocimiento sirio de que Cachemira es una cuestión bilateral, así como con el apoyo general a las preocupaciones de India e incluso a su candidatura en diversos foros internacionales.

#### Turquía
Debido a cuestiones controvertidas como la estrecha relación de Turquía con Pakistán, las relaciones entre ambos países han sido a menudo ampulosas en ciertos momentos, pero mejores en otros. La relación entre India y Turquía pasa de la inseguridad a la colaboración cuando ambas naciones colaboran en la lucha contra el terrorismo en Asia Central y Meridional, y en Oriente Próximo. India y Turquía también están unidas por la historia, ya que se conocen desde los tiempos del Imperio Otomano y porque India fue uno de los países que envió ayuda a Turquía tras su guerra de independencia. La empresa inmobiliaria india GMR ha invertido y trabaja en la modernización del aeropuerto internacional Sabiha Gökçen de Estambul.
Las relaciones cayeron en picado después de que el presidente turco, Recep Tayyip Erdoğan, hablara en contra de la India sobre la cuestión de Cachemira y apoyara a Pakistán, durante su discurso en la Asamblea General de las Naciones Unidas tras la intervención del primer ministro pakistaní, Imran Khan, en septiembre de 2019. En febrero de 2020, visitó Islamabad y mantuvo conversaciones con Imran Khan, sobre "la mejora y la audacia de las relaciones con Islamabad". A finales de mes, durante los disturbios en Delhi y las protestas contra la CAA-NRC en India, criticó al gobierno por sus políticas. También criticó la actuación del gobierno indio en las escaramuzas del valle de Galwan con China sobre la LCR.

#### Emiratos Árabes Unidos

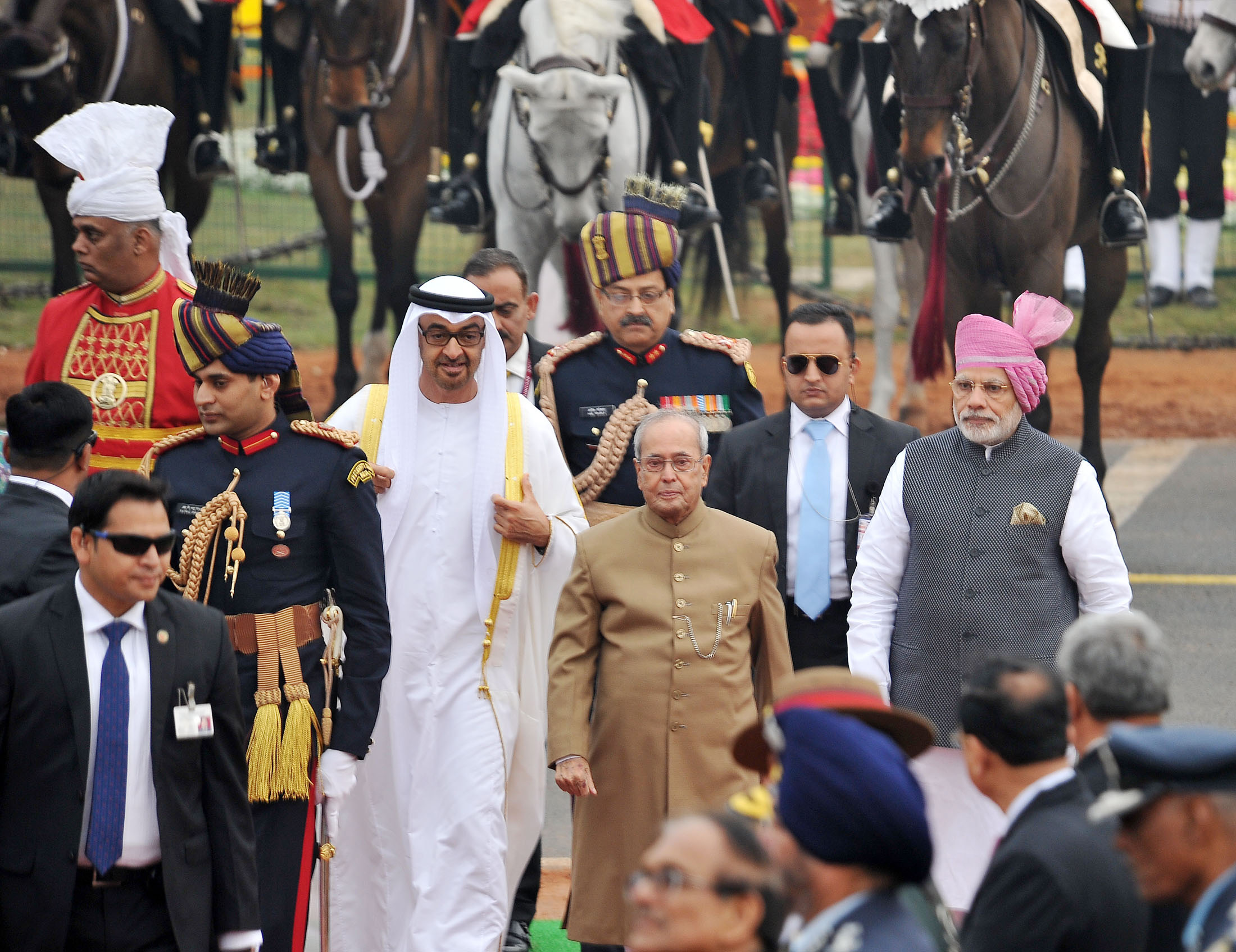
El presidente, Pranab Mukherjee, y el primer ministro, Narendra Modi, con el invitado principal del Día de la República, el príncipe heredero de Abu Dabi, vicecomandante supremo de las Fuerzas Armadas de Emiratos Árabes Unidos, el general Sheikh Mohammed Bin Zayed Al Nahyan, en Rajpath, con motivo del 68.º Desfile del Día de la República 2017, en Nueva Delhi.

Las relaciones India-Emiratos Árabes Unidos hacen referencia a las relaciones bilaterales que existen entre la República de India y los Emiratos Árabes Unidos. Tras la creación de la Federación en 1971, las relaciones entre India y EAU florecieron. En la actualidad, EAU e India comparten vínculos políticos, económicos y culturales. Hay más de un millón de indios en Emiratos Árabes Unidos, siendo con diferencia el mayor grupo inmigrante del país.[1] Una gran comunidad de expatriados indios reside y se dedica en EAU a actividades econÃ³micamente productivas y ha desempeñado un papel importante en la evolución de EAU. En 2008-09, India se convirtiÃ³ en el mayor socio comercial de los EAU, con un comercio bilateral entre ambos países que supera los 44.500 millones de dólares [9]. [9] EAU e India son sus principales socios comerciales. El comercio asciende a más de 75.000 millones de dólares (275.250 millones de AED).

#### Estados árabes del Golfo Pérsico
India y los Estados árabes del Golfo Pérsico mantienen fuertes lazos culturales y económicos. Esto se refleja en el hecho de que más del 50% del petróleo que consume India procede de los países del Golfo Pérsico y los ciudadanos indios forman la mayor comunidad de expatriados en la península arábiga. Las remesas anuales de los expatriados indios en la región ascendieron a 20.000 millones de dólares en 2007.  India es uno de los mayores socios comerciales del CCASG, y sólo el comercio no petrolero entre India y Dubái ascendió a 19.000 millones de dólares en 2007. Los países del Golfo Pérsico también han desempeñado un papel importante a la hora de abordar los problemas de seguridad energética de India, ya que Arabia Saudí y Kuwait aumentan regularmente su suministro de petróleo a India para satisfacer la creciente demanda energética del país. En 2005, Kuwait aumentó sus exportaciones de petróleo a India en un 10%, incrementando el comercio neto de petróleo entre ambos hasta los 4.500 millones de dólares. En 2008, Catar decidió invertir 5.000 millones de dólares en el sector energético de India.
India tiene acuerdos de seguridad marítima con Omán y Catar. En 2008, se firmó un pacto de defensa histórico por el que India se comprometía a proteger a "Qatar de amenazas externas". Se ha avanzado en la propuesta de un gasoducto de alta mar desde Catar, a través de Omán, hasta India.

## Europa

#### Austria
Las relaciones Austria-India se refieren a los lazos bilaterales entre Austria e India. Las relaciones indo-austriacas fueron establecidas en mayo de 1949 por el primer primer ministro de India, Jawaharlal Nehru, y el Canciller de Austria, Leopold Figl. Históricamente, los lazos indo-austriacos han sido especialmente fuertes e India intervino en junio de 1953 a favor de Austria mientras se negociaba con la Unión Soviética el Tratado de Estado Austriaco.  En Viena, capital de Austria, hay una embajada india en pleno funcionamiento, que está acreditada al mismo tiempo ante las oficinas de las Naciones Unidas en la ciudad. Austria está representada en India por su embajada y su Comisión de Comercio en Nueva Delhi, capital de India, así como por consulados honorarios en Bombay, Calcuta, Chennai y Goa.

#### Bielorrusia

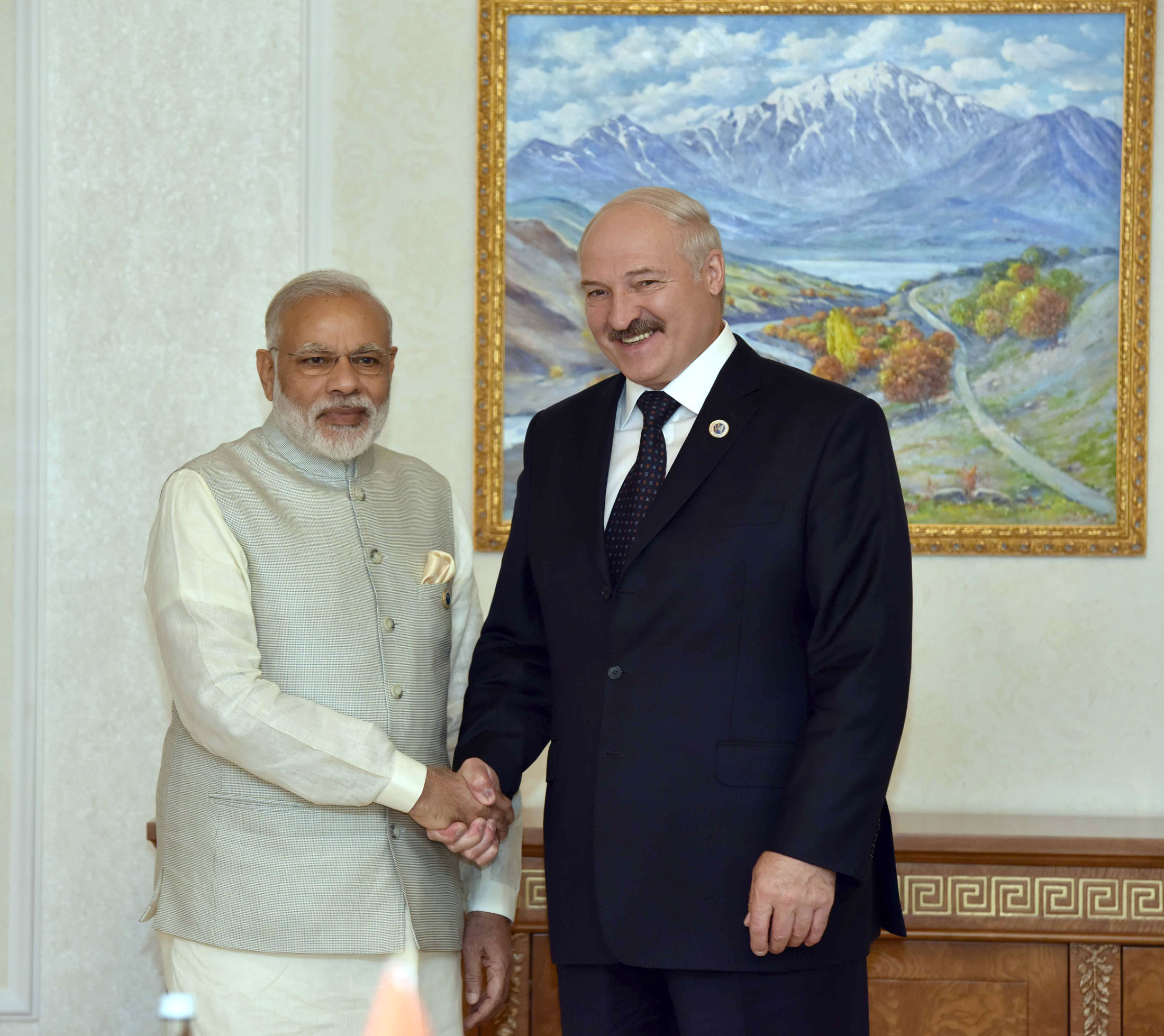
El primer ministro indio, Narendra Modi, y el presidente bielorruso, Alexander Lukashenko.

Bielorrusia tiene embajada en Nueva Delhi. Desde el 14 de mayo de 1992, India tiene embajada en Minsk.

#### Bélgica
Bélgica tiene una embajada en Nueva Delhi, consulados en Chennai y Bombay, y un consulado honorario en Calcuta. La India tiene una embajada en Bruselas.

#### Bulgaria
Bulgaria tiene una embajada en Nueva Delhi y un consulado honorario en Calcuta. India tiene una embajada en Sofía.

#### Croacia
Desde febrero de 1995, Croacia tiene una embajada en Nueva Delhi y un consulado honorario en Bombay. Desde el 28 de abril de 1996, India tiene una embajada en Zagreb.

#### República Checa (Chequia)
Las relaciones entre la República Checa y la India se establecieron en 1921 con un consulado en Bombay. La República Checa tiene una embajada en Nueva Delhi. Los consulados de la República Checa en la India están en Chennai, Bombay y Calcuta. La India tiene una embajada en Praga.

#### Dinamarca

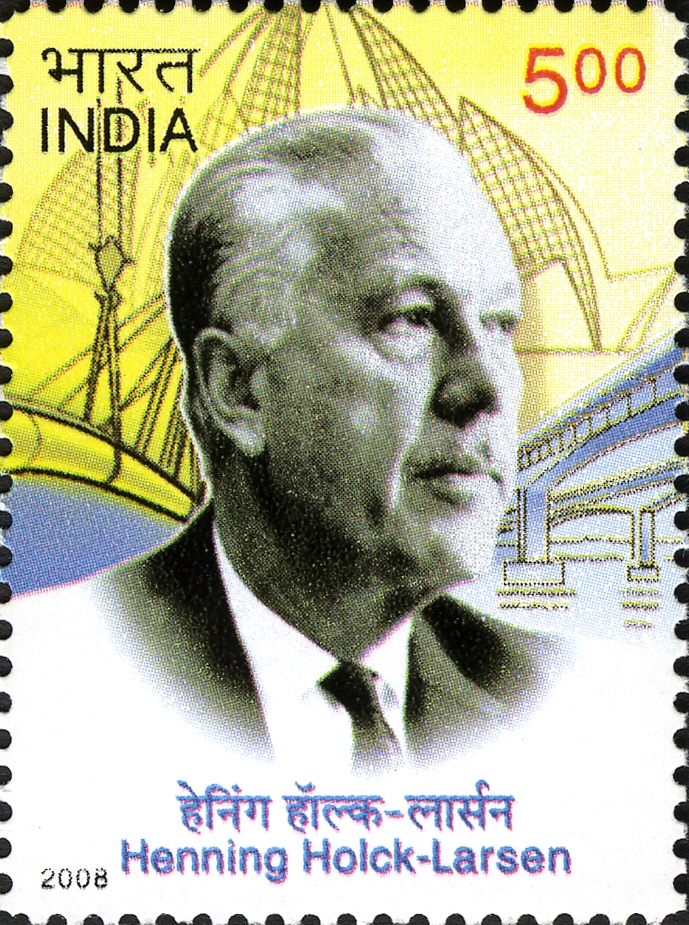
India publica un sello conmemorativo de Henning Holck-Larsen, fundador de Larsen & Toubro.

Dinamarca tiene embajada en Nueva Delhi, e India, en Copenhague.
Tranquebar, ciudad del estado meridional indio de Tamil Nadu, fue colonia danesa en la India de 1620 a 1845. Se escribe Trankebar o Tranquebar en danés, que procede del tamil nativo, Tarangambadi, que significa "lugar de las olas cantarinas". En 1845 se vendió a Gran Bretaña, junto con otros asentamientos daneses en la India continental, sobre todo Serampore (actualmente en Bengala Occidental). Las islas Nicobar también fueron colonizadas por Dinamarca hasta su venta a los británicos en 1868, que las integraron en el Imperio Británico de la India.
Tras la Independencia en 1947, la visita del primer ministro indio Jawaharlal Nehru a Dinamarca en 1957 sentó las bases de una relación amistosa entre India y Dinamarca que ha perdurado desde entonces. Las relaciones bilaterales entre India y Dinamarca son cordiales y amistosas, basadas en sinergias en los ámbitos político, económico, académico y de investigación. Se han producido visitas periódicas de alto nivel entre ambos países.

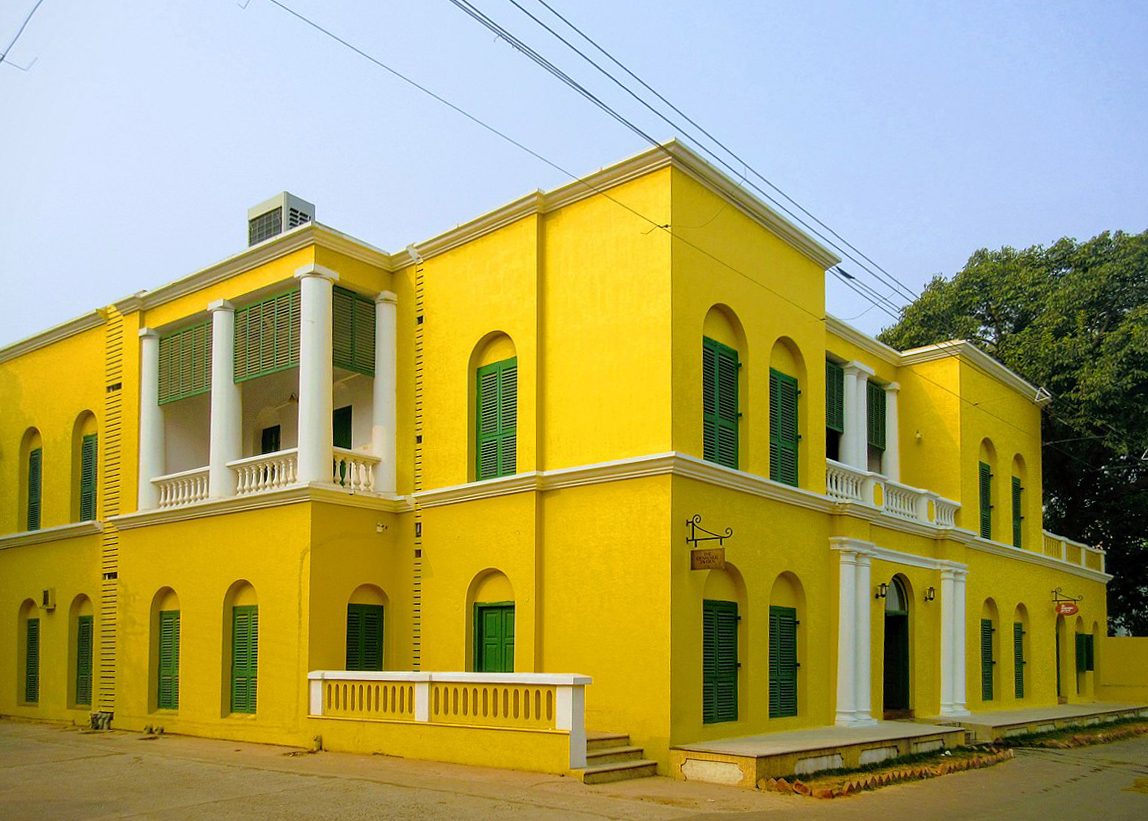
La taberna danesa de Serampore, en Bengala Occidental

Anders Fogh Rasmussen, ex primer ministro de Dinamarca, acompañado de una amplia delegación empresarial, realizó una visita de Estado a India del 4 al 8 de febrero de 2008. Visitó Infosys, Biocon e IIM Bangalore en Bangalore y Agra. Lanzó un "Plan de Acción India", que abogaba por el fortalecimiento del diálogo político, el refuerzo de la cooperación en comercio e inversiones, investigación en ciencia y tecnología, energía, clima y medio ambiente, cultura, educación, intercambio de estudiantes y atracción de mano de obra cualificada y expertos en tecnologías de la información a Dinamarca por breves periodos. Ambos países firmaron un Acuerdo para la creación de una Comisión Mixta Bilateral de Cooperación.
En julio de 2012, el Gobierno de la India decidió reducir sus lazos diplomáticos con Dinamarca tras la negativa de este país a recurrir ante su Tribunal Supremo la decisión de su tribunal inferior de rechazar la extradición del principal acusado del caso de entrega de armas de Purulia, Kim Davy, alias Niels Holck. Agitado por la negativa de Dinamarca a atender las reiteradas peticiones de India de recurrir ante su tribunal supremo para facilitar la extradición de Davy a India, el gobierno emitió una circular en la que ordenaba a todos los altos funcionarios que no se reunieran ni recibieran a ningún diplomático danés destinado en India.

#### Estonia
India reconoció por primera vez a Estonia el 22 de septiembre de 1921, cuando el país acababa de ingresar en la Sociedad de Naciones. India volvió a reconocer a Estonia el 9 de septiembre de 1991 y el 2 de diciembre del mismo año se establecieron relaciones diplomáticas en Helsinki. Ninguno de los dos países tiene embajador residente. Estonia está representada en India por una embajada en Nueva Delhi y un consulado honorario en Mumbai. India está representada en Estonia a través de su embajada en Helsinki (Finlandia) y un consulado honorario en Tallin.

#### Francia

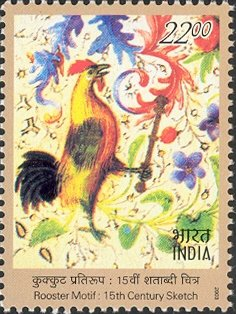
Edición conjunta India-Francia - 2003 - Conmemoración de la relación.

Francia e India establecieron relaciones diplomáticas antes de la independencia de la India del Imperio Británico, el 17 de febrero de 1947. Las posesiones indias de Francia fueron devueltas a la India tras la firma de un tratado de cesión entre ambos países en mayo de 1956. El 16 de agosto de 1962, India y Francia intercambiaron los instrumentos de ratificación por los que Francia cedía a India la plena soberanía sobre los territorios que poseía. Pondicherry y los otros enclaves de Karaikal, Mahe y Yanam pasaron a ser administrados como Territorio de la Unión de Puducherry el 1 de julio de 1963.
Francia, Rusia e Israel fueron los únicos países que no condenaron la decisión de la India de pasarse a la energía nuclear en 1998. En 2003, Francia se convirtió en el mayor proveedor de combustible y tecnología nuclear de India y sigue siendo un importante socio comercial militar y económico. La candidatura de India a miembro permanente del Consejo de Seguridad de la ONU ha encontrado un gran apoyo en el expresidente francés Nicolas Sarkozy. Las decisiones del Gobierno indio de adquirir submarinos franceses de la clase Scorpène por valor de 3.000 millones de dólares y 43 aviones Airbus para Air India por valor de 2.500 millones de dólares han cimentado aún más la cooperación estratégica, militar y económica entre India y Francia.
La decisión de Francia de prohibir a los escolares llevar tocados y velos ha tenido la consecuencia imprevista de afectar a los niños sijs, a los que se ha denegado la entrada en las escuelas públicas. El Gobierno indio, citando las tradiciones históricas de la comunidad sij, ha pedido a las autoridades francesas que revisen la situación para no excluir a los niños sijs de la educación.
Los presidentes Nicolas Sarkozy y François Hollande visitaron la India en enero de 2008 y 2016, respectivamente, como invitados principales del desfile anual del Día de la República en Nueva Delhi. Francia fue el primer país en firmar un acuerdo de cooperación en energía nuclear con India; esto se hizo durante la visita del primer ministro Singh, tras la exención del Grupo de abastecedores nucleares. Durante las celebraciones del Día de la Bastilla, el 14 de julio de 2009, un destacamento de 400 soldados indios desfiló junto a las tropas francesas y el entonces primer ministro indio, Manmohan Singh, fue el invitado de honor.

#### Finlandia
India tiene una embajada en Helsinki. Finlandia tiene una embajada en Nueva Delhi y tres consulados honorarios en Calcuta, Chennai y Bombay.

#### Alemania

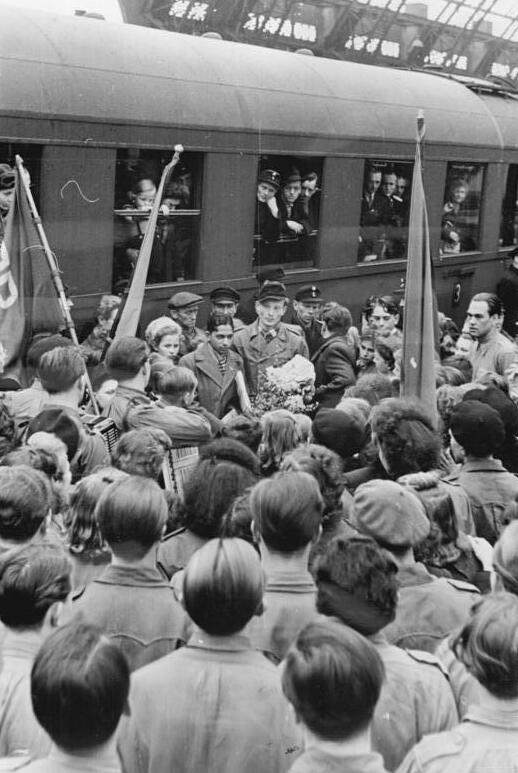
Llegada del primer estudiante indio a Dresde, Alemania Oriental, en 1951

Durante la Guerra Fría, India mantuvo relaciones diplomáticas tanto con Alemania Occidental como con Alemania Oriental. Desde la caída del Muro de Berlín y la reunificación de Alemania, las relaciones han mejorado aún más.
Alemania es el mayor socio comercial de la India en Europa. Entre 2004 y 2013, el comercio indo-alemán creció en volumen pero descendió en importancia. Según datos del Ministerio de Comercio de la India MX: El comercio total entre India y Alemania fue de 5.500 millones de dólares (cuota del 3,8% del comercio indio y puesto 6) en 2004 y de 21.600 millones de dólares (cuota del 2,6% del comercio indio y puesto 9) en 2013. Las exportaciones indias a Alemania fueron de 2.540 millones de dólares (3,99% en el puesto 6) en 2004 y de 7.300 millones de dólares (2,41% en el puesto 10) en 2013. Las importaciones indias desde Alemania fueron de 2.920 millones de dólares (3,73% en el puesto 6) en 2004 y de 14.330 millones de dólares (2,92% en el puesto 10) en 2013.

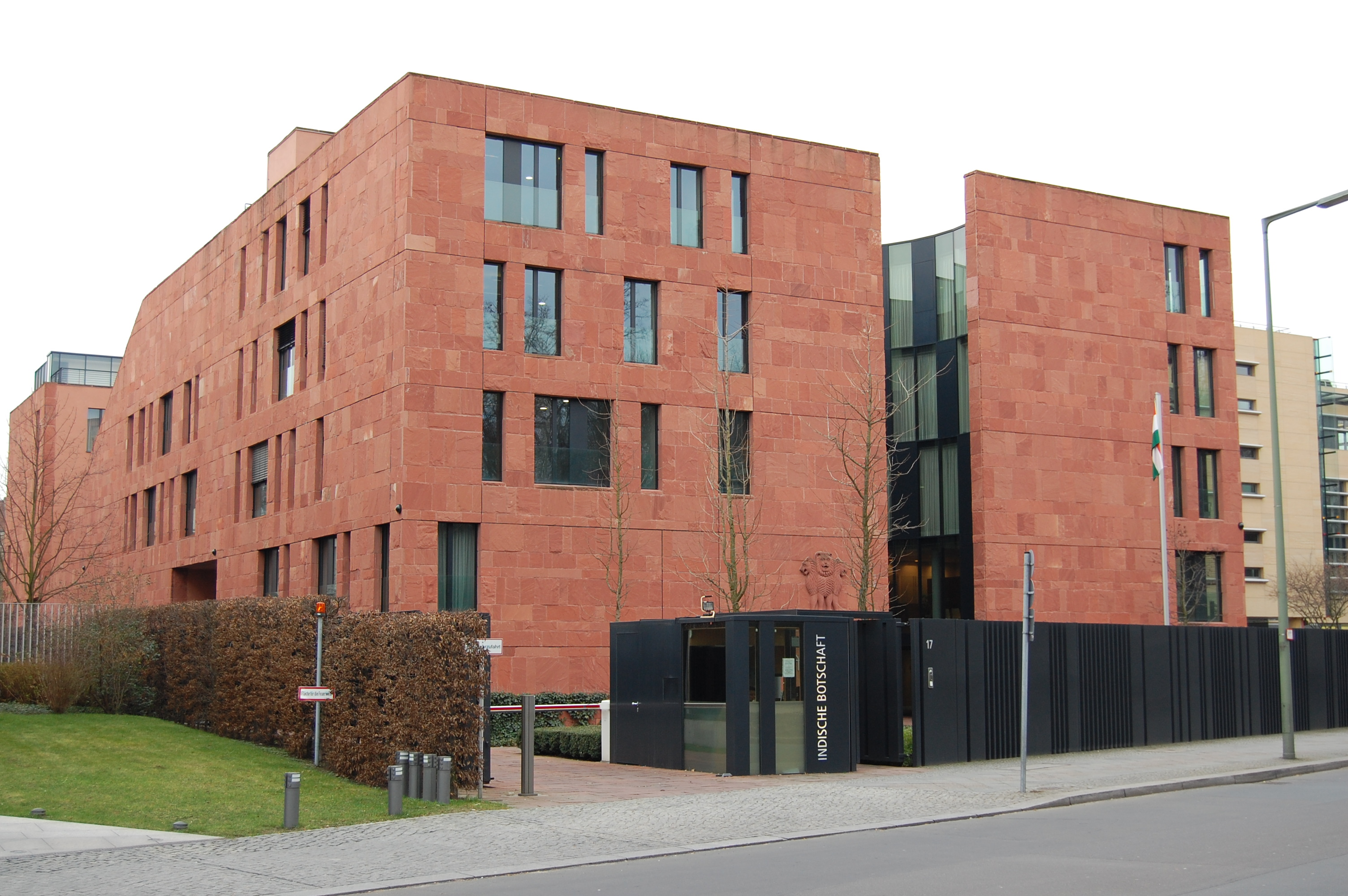
Embajada de la República de la India en Berlín (2008)

Los lazos indoalemanes son transaccionales. La relación estratégica entre Alemania y la India se ve afectada por un sentimiento antiasiático sostenido, la discriminación institucionalizada contra grupos minoritarios, e incidentes xenófobos contra los indios en Alemania. El ataque de la turba de Mügeln a indios en 2007 y la polémica sobre las prácticas en la Universidad de Leipzig en 2015 han enturbiado la relación predominantemente comercial entre ambos países. La dura competencia entre los productos manufacturados extranjeros en el mercado indio ha hecho que las máquinas-herramienta, las piezas de automóviles y los suministros médicos del Mittelstand alemán hayan cedido terreno a las importaciones de alta tecnología fabricadas por empresas ubicadas en países de la ASEAN y los BRICS. El escándalo de las emisiones de Volkswagen puso de relieve el comportamiento corrupto en los consejos de administración alemanes y trajo a la memoria el escándalo de los sobornos de HDW en torno a la adquisición de submarinos de la clase Shishumar por parte de la Armada india. La relación estratégica entre India y Alemania está limitada por la insignificancia de la influencia geopolítica alemana en los asuntos asiáticos. Alemania no tiene una huella estratégica en Asia. Alemania, al igual que India, está trabajando para conseguir puestos permanentes en el Consejo de Seguridad de las Naciones Unidas.

#### Grecia

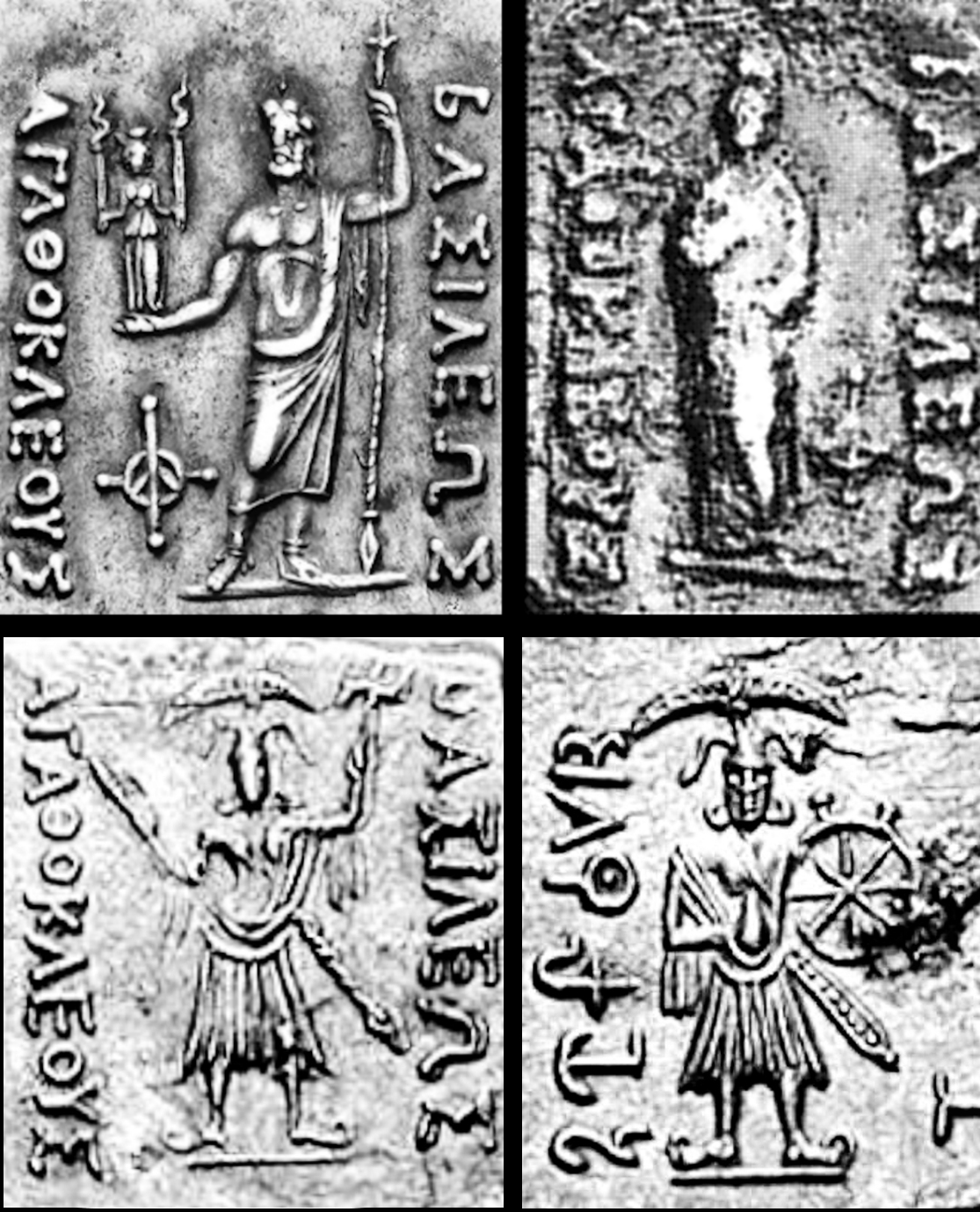
Deidades griegas e indias en la moneda de Agatocles, hacia 180 a. C. Además del dios griego Zeus, las deidades indias han sido identificadas como Buda, Visnú, Shiva, Vasudeva o Balarama.

Para los antiguos griegos, "India" (griego: Ινδία) sólo significaba la parte superior del Indo hasta la época de Alejandro Magno. Después, para los griegos, "India" significaba la mayor parte de la mitad norte del subcontinente indio. Los griegos se referían a los indios como "Indói" (griego: Ἰνδοί), que significa literalmente "el pueblo del río Indo". Los indios llamaban a los griegos Yonas o "Yavanas", de jonios.
El sucesor de Alejandro Magno fundó los reinos indogriegos. (Conquistas griegas en la India) El Periplo del Mar Eritreo fue un manual escrito en griego para los navegantes que llevaban el comercio entre el Imperio Romano y otras regiones, incluida la antigua India. Ofrece información detallada sobre los puertos, las rutas y las mercancías. El etnógrafo y explorador griego de la época helenística, Megástenes, fue embajador de Seleuco I en la India. En su obra Indika (griego: Ινδικά), escribió la historia de los indios y su cultura. Megástenes también mencionó la llegada prehistórica del dios Dioniso y de Heracles (el Heracles de Megástenes) a la India.
Hoy existen pruebas tangibles de que el asentamiento de comerciantes griegos en Bengala debió de comenzar a principios del siglo XVII. Dimitrios Galanos (griego: Δημήτριος Γαλανός, 1760-1833) fue el primer indólogo griego del que se tiene constancia. Sus traducciones de textos sánscritos al griego pusieron al alcance de muchos europeos el conocimiento de las ideas filosóficas y religiosas de la India. En septiembre de 2000 se creó la Cátedra "Dimitrios Galanos" de Estudios Helénicos en la Universidad Jawaharlal Nehru de Nueva Delhi (India).
En tiempos modernos, las relaciones diplomáticas entre Grecia e India se establecieron en mayo de 1950. El nuevo edificio de la embajada griega en Nueva Delhi se inauguró el 6 de febrero de 2001. A partir de 2020, la relación entre ambos países es más estrecha que nunca y ambas partes la consideran histórica y estratégica

#### Hungría

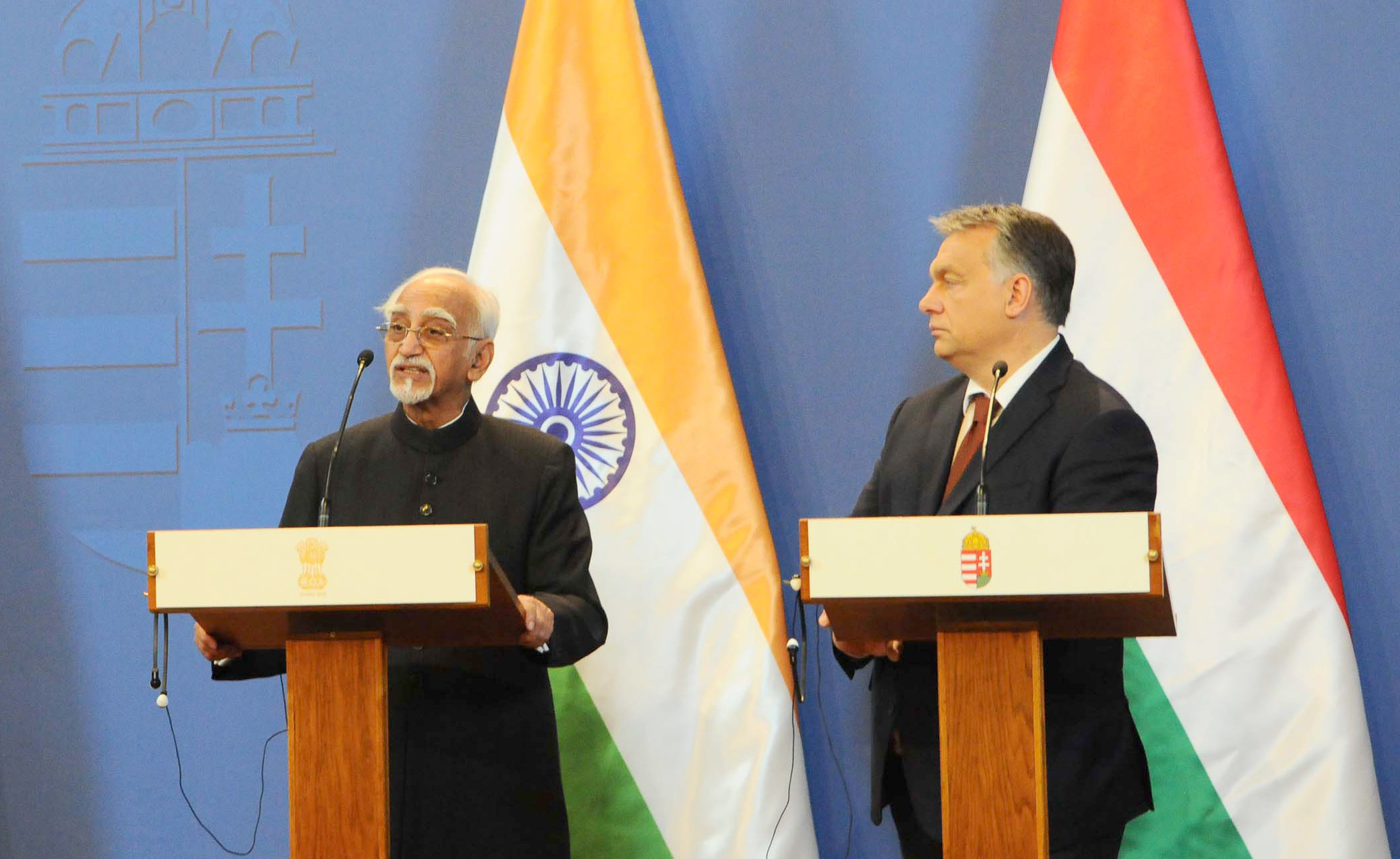
El primer ministro de Hungría, Viktor Orbán, y el vicepresidente de la India, Mohammad Hamid Ansari, en Budapest en 2016.

La embajada india se encuentra en Budapest.

#### Islandia
Islandia e India establecieron relaciones diplomáticas en 1972. La Embajada de Islandia en Londres estaba acreditada ante India y la Embajada de India en Oslo, Noruega, estaba acreditada ante Islandia. Sin embargo, no fue hasta 2003 cuando ambos países iniciaron estrechas relaciones diplomáticas y económicas. En 2003, el presidente de Islandia, Ólafur Ragnar Grímsson, visitó India en misión diplomática. Fue la primera visita de un presidente islandés a India. Durante la visita, Islandia se comprometió a apoyar la candidatura de Nueva Delhi para un puesto permanente en el Consejo de Seguridad de Naciones Unidas, convirtiéndose así en el primer país nórdico en hacerlo. A esto le siguió una visita oficial del Presidente de India, A. P. J. Abdul Kalam, a Islandia en mayo de 2005. Tras esto, el 26 de febrero de 2006 se abrió una nueva embajada de Islandia en Nueva Delhi. Poco después, un equipo de la Armada india visitó Islandia en misión amistosa. Gunnar Pálsson es el embajador de Islandia en India. El área de acreditación de la embajada, además de India, incluye Bangladés, Indonesia, Seychelles, Singapur, Sri Lanka, Malasia, Maldivas, Mauricio y Nepal. India nombró a S. Swaminathan primer embajador residente en Islandia en marzo de 2008.
- India tiene una embajada establecida en 2006 en Reikiavik.[446]
- Islandia tiene una embajada establecida en 2005 en Nueva Delhi.[447]

#### Irlanda

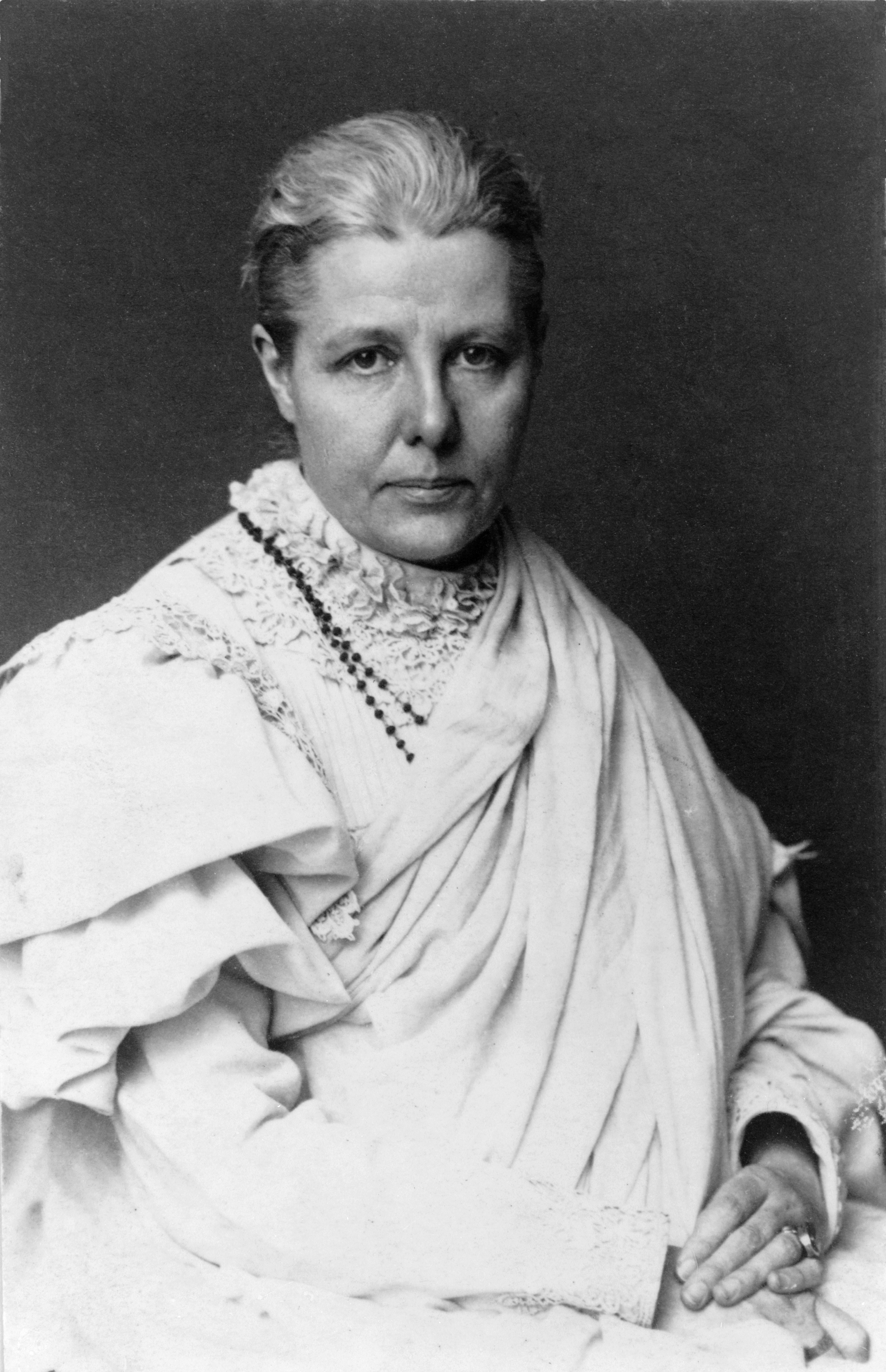
Annie Besant, una de las fundadoras de la Universidad Hindú de Banaras, fue considerada una campeona de la libertad humana, ardiente partidaria del autogobierno tanto irlandés como indio y primera mujer presidenta del Congreso Nacional Indio.

Las relaciones indoirlandesas cobraron fuerza durante sus respectivas campañas por la independencia del Imperio Británico. Las relaciones políticas entre ambos Estados se han basado en gran medida en lazos socioculturales, aunque los vínculos políticos y económicos también han contribuido a estrechar las relaciones. Las relaciones indoirlandesas se vieron muy reforzadas por Pandit Nehru, Éamon de Valera, Rabindranath Tagore, W. B. Yeats, James Joyce y, sobre todo, Annie Besant. Políticamente, las relaciones no han sido frías ni cálidas. El beneficio mutuo ha dado lugar a lazos económicos fructíferos para ambos Estados. Las visitas de los líderes gubernamentales han mantenido las relaciones cordiales a intervalos regulares.
- India tiene embajada en Dublín.[448]
- La República de Irlanda tiene embajada en Nueva Delhi.[449]

#### Italia
Ambos países establecieron relaciones diplomáticas el 25 de marzo de 1948.
India tiene una embajada en Roma y un consulado general en Milán. Italia tiene una embajada en Nueva Delhi y consulados generales en Bombay y Calcuta.
Las relaciones indo-italianas han sido históricamente cordiales. En los últimos tiempos, su estado ha reflejado la suerte política de Sonia Maino-Gandhi, la líder de origen italiano del Congreso Nacional Indio y líder de facto del gobierno de la APU de Manmohan Singh.
Desde 2012, la relación se ha visto afectada por el caso Enrica Lexie: dos pescadores indios murieron en el buque pesquero indio St. Antony a consecuencia de heridas de bala tras un enfrentamiento con el petrolero italiano Enrica Lexie en aguas internacionales, frente a la costa de Kerala.
Tras un periodo de tensión, en 2017 el primer ministro italiano, Paolo Gentiloni, visitó India y se reunió con su homólogo indio, Narendra Modi; mantuvieron extensas conversaciones para reforzar la cooperación política e impulsar el comercio bilateral.
En Italia viven unas 150.000 personas de origen indio. Unos 1.000 ciudadanos italianos residen en la India, la mayoría trabajando por cuenta de grupos industriales italianos.

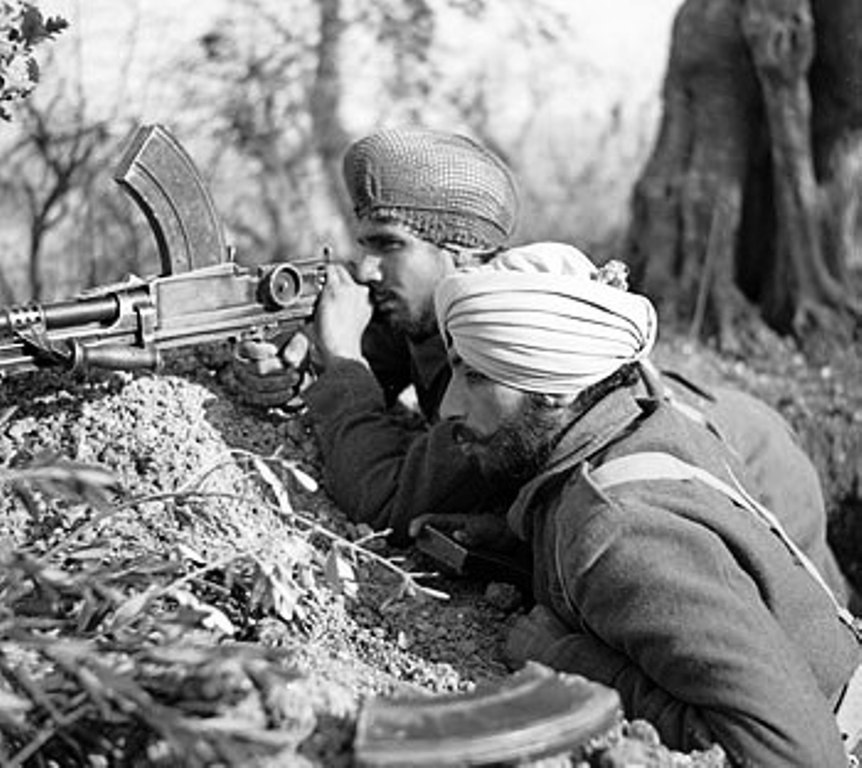
Soldados indios sijs en la campaña de Italia

#### Luxemburgo
Las relaciones se establecieron en 1947, tras la independencia de India. Luxemburgo tiene una embajada en Nueva Delhi, mientras que la India tiene un consulado general en la ciudad de Luxemburgo. El comercio bilateral ascendió a 37 millones de dólares en 2014 y sigue creciendo cada año. Diplomáticos de ambos países se han visitado mutuamente en varias ocasiones. En 2019, Luxemburgo tiene previsto acoger la reunión anual del Banco Asiático de Inversión en Infraestructuras y abrir una misión económica en la India.

#### Malta
Malta abrió una Alta Comisión de Malta en Nueva Delhi en 2007. Malta también tiene un consulado honorario en Mumbai. India está representada en Malta por su Alta Comisión en La Valeta.

#### Moldavia
La embajada india en Moldavia está acreditada en Bucarest (Rumanía). Moldavia mantiene un consulado honorario en Nueva Delhi y otro en Bombay. Ambos países han dado pasos para profundizar sus lazos, que aún se mantienen a un nivel modesto. Ambos países se han apoyado mutuamente en muchas plataformas internacionales, como las Naciones Unidas, a través de mecanismos de apoyo recíproco. El comercio bilateral entre India y Moldavia ha sido más bien modesto.

#### Países Bajos

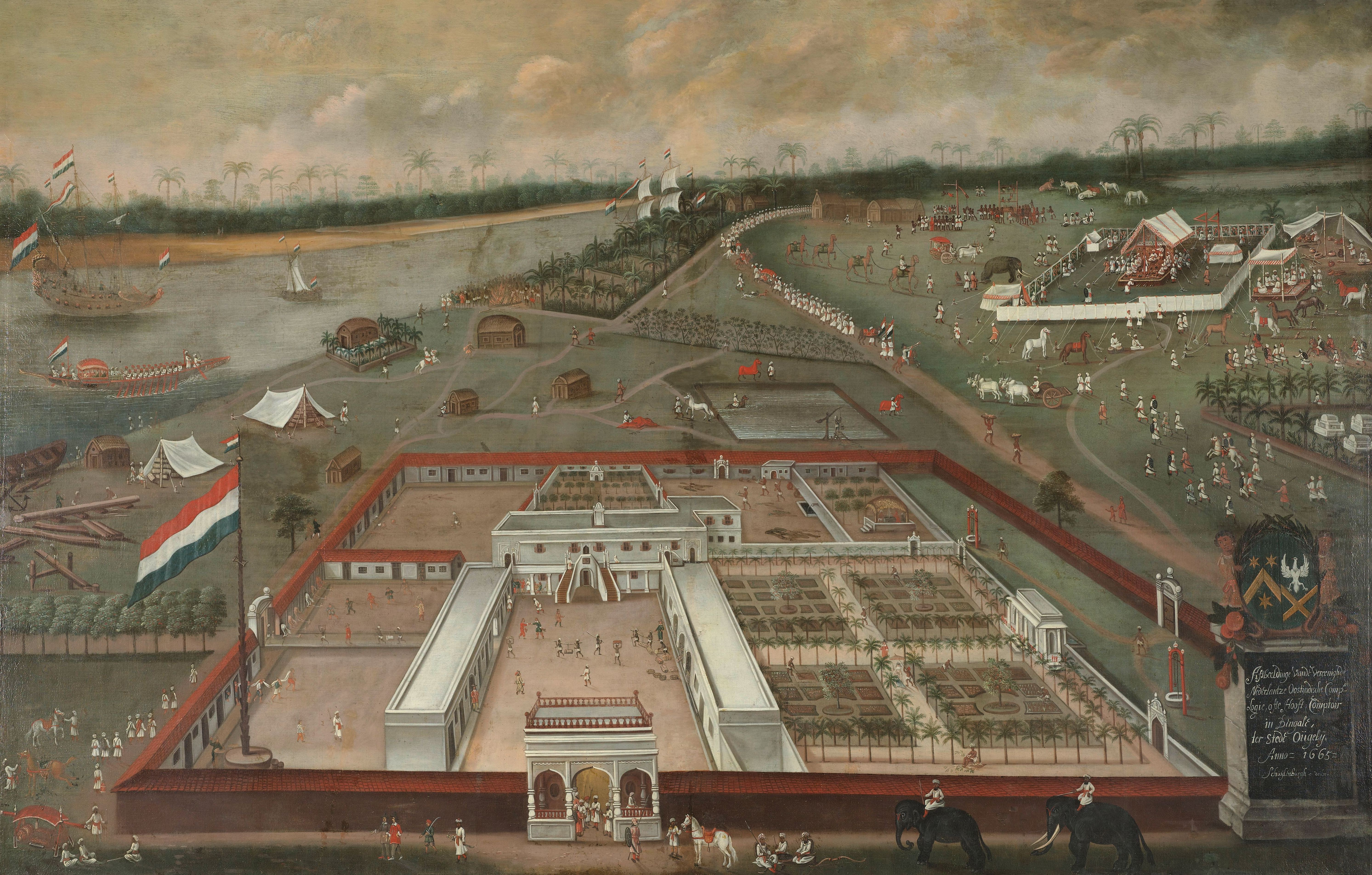
Fábrica en Hugli-Chuchura, Bengala neerlandesa. Hendrik van Schuylenburgh, 1665.

Las relaciones entre India y los Países Bajos se refieren a las relaciones exteriores entre India y los Países Bajos. India mantiene una embajada en La Haya (Países Bajos) y los Países Bajos mantienen una embajada en Nueva Delhi y un consulado general en Bombay. Ambos países establecieron relaciones diplomáticas el 17 de abril de 1947.

#### Noruega
En 2012, Trond Giske se reunió con el ministro de Finanzas, Pranab Mukherjee, para salvar las inversiones de Telenor y exponer el "firme deseo" de Noruega de que no haya un periodo de espera entre la confiscación de las licencias de telecomunicaciones y la reventa de las mismas. El líder de Telenor asistió a la reunión.

#### Macedonia del Norte
La Madre Teresa, honrada en la Iglesia católica como Santa Teresa de Calcuta, obtuvo la nacionalidad india en 1951 y nació en Skopie (en la actual Macedonia del Norte) en 1910. India tiene una embajada en Sofía (Bulgaria) acreditada conjuntamente ante la República de Macedonia. Por su parte, Macedonia tiene una embajada en Nueva Delhi y un consulado honorario en Calcuta, Bombay, Chennai y Bangalore.

#### Polonia
Históricamente, las relaciones han sido en general estrechas y amistosas, caracterizadas por el entendimiento y la cooperación en el frente internacional.
- India tiene embajada en Varsovia.[456]
- Polonia tiene embajada en Nueva Delhi.[457]

#### Portugal
India y Portugal tienen una larga historia de relaciones desde la colonización portuguesa en el Raj británico.

#### Rusia
Ambos países establecieron relaciones diplomáticas el 13 de abril de 1947.

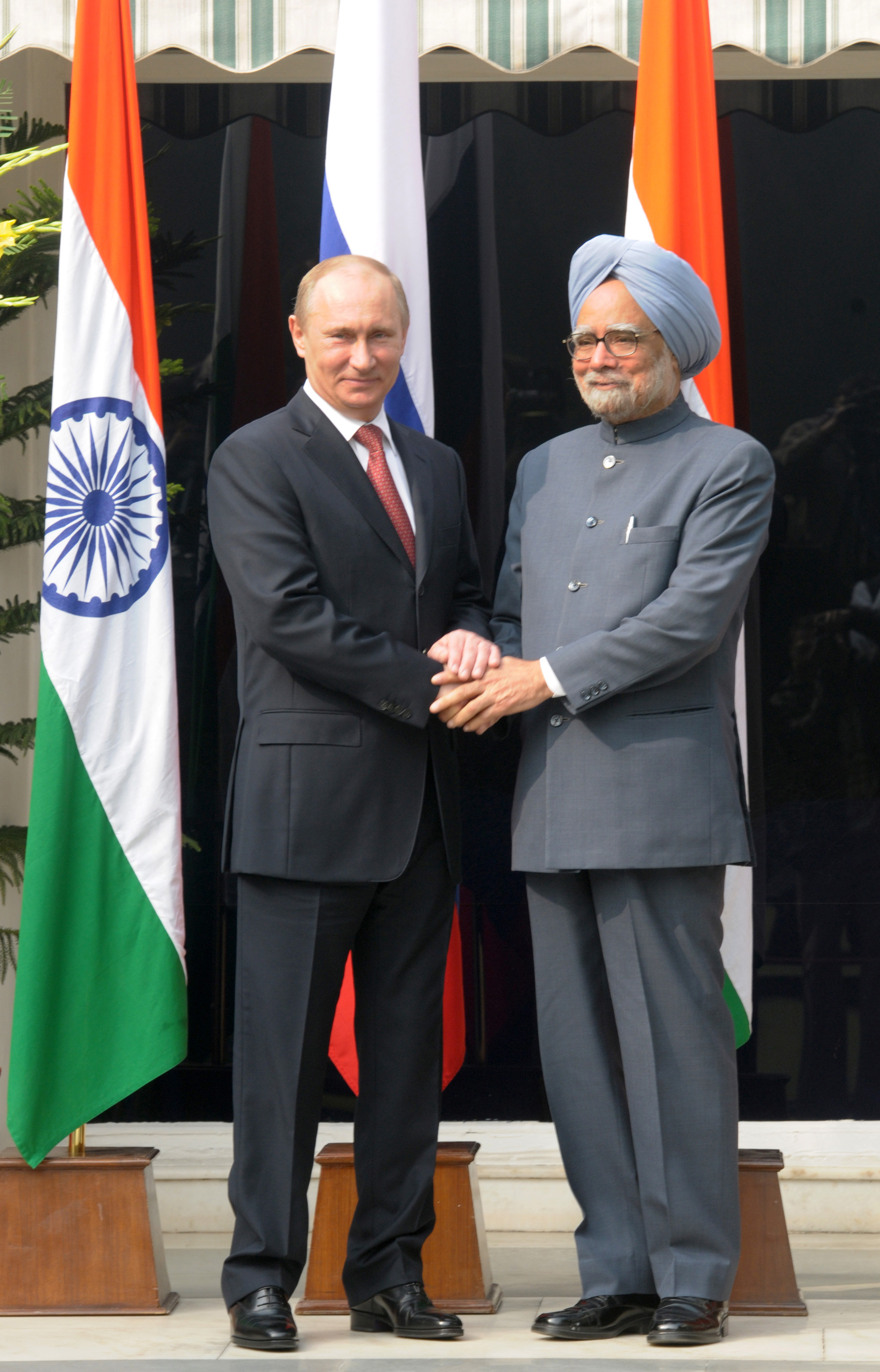
El primer ministro de la India, Manmohan Singh, se reúne con el presidente de la Federación Rusa, Vladímir Putin, en Nueva Delhi el 24 de diciembre de 2012.

Los lazos de India con la Federación Rusa son antiguos y se basan en la continuidad, la confianza y el entendimiento mutuo. Existe un consenso nacional en ambos países sobre la necesidad de preservar y fortalecer las relaciones India-Rusia y consolidar aún más la asociación estratégica entre los dos países. En octubre de 2000, el actual Presidente ruso Vladímir Putin y el ex primer ministro indio Atal Bihari Vajpayee firmaron una Declaración sobre Asociación Estratégica, que también se conoce como "asociación estratégica especial y privilegiada".
Rusia e India han decidido no renovar el Tratado de Paz y Amistad indo-soviético de 1971 y han tratado de seguir lo que ambos describen como una relación más pragmática y menos ideológica. La visita del Presidente ruso Yeltsin a India en enero de 1993 contribuyó a cimentar esta nueva relación. Los lazos se han estrechado con la visita del Presidente Vladímir Putin en 2004. El ritmo de las visitas de alto nivel ha aumentado desde entonces, como se ha comentado en las importantes compras de defensa. Rusia trabaja en el desarrollo de la central nuclear de Kudankulam, capaz de producir 1.000 MW de electricidad. Gazprom trabaja en la explotación de petróleo y gas natural en el golfo de Bengala. India y Rusia han colaborado ampliamente en tecnología espacial. Otras áreas de colaboración incluyen software, Ayurveda, etc. India y Rusia se han propuesto aumentar el comercio a 10.000 millones de dólares. La cooperación entre los fabricantes de ropa de ambos países sigue fortaleciéndose. India y Rusia firmaron un acuerdo sobre los esfuerzos conjuntos para aumentar los volúmenes de inversión y comercio en la industria textil de ambos países. En la firma del documento participaron representantes de la Unión Rusa de Empresarios del Consejo de la Industria Textil y Ligera y de las exportaciones de prendas de vestir de la India (AEPC). El acuerdo de cooperación prevé, entre otras cosas, el intercambio de tecnología y conocimientos técnicos en la producción textil. Para ello, una Comisión especial de Asuntos Textiles (Comité de Comunicación Textil). También existen técnicas antiterroristas entre Rusia e India. En 2007, el presidente Vladímir Putin fue el invitado de honor en la celebración del Día de la República, el 26 de enero de 2008 ha sido declarado por ambos países Año de la Amistad Rusia-India. Las películas de Bollywood son muy populares en Rusia. La petrolera pública india ONGC compró Imperial Energy Corporation en 2008. En diciembre de 2008, durante la visita del Presidente Medvédev a Nueva Delhi, India y Rusia firmaron un acuerdo de cooperación en materia de energía nuclear. En marzo de 2010, el primer ministro ruso, Vladímir Putin, firmó otros 19 pactos con India que incluían la energía nuclear civil, la cooperación espacial y militar y la venta definitiva del portaaviones Almirante Gorshkov junto con los cazas MiG-29K.
Durante la crisis de Crimea de 2014, la India se negó a apoyar las sanciones estadounidenses contra Rusia y se informó de que uno de los asesores de seguridad nacional de la India, Shivshankar Menon, dijo: "Hay intereses legítimos rusos y de otros países involucrados y esperamos que se discutan y resuelvan".

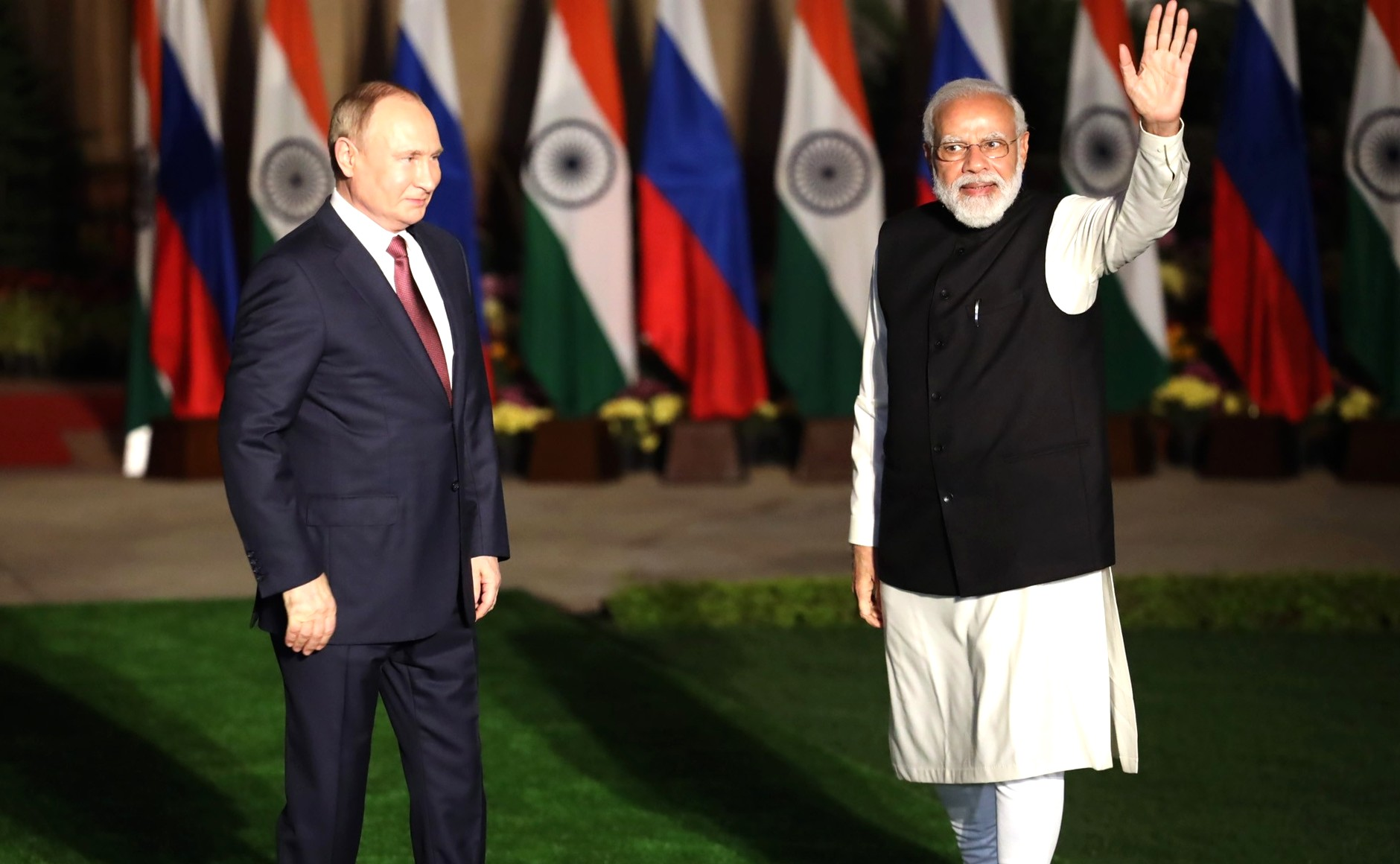
El primer ministro indio Narendra Modi con el presidente ruso Vladímir Putin. India y Rusia mantienen sólidas relaciones estratégicas y militares.

El 7 de agosto de 2014, India y Rusia realizaron un ejercicio antiterrorista conjunto cerca de la frontera de Moscú con China y Mongolia. Se utilizaron tanques y vehículos blindados.
India y Rusia han realizado hasta ahora tres rondas de ejercicios INDRA. El primer ejercicio se llevó a cabo en 2005 en Rajastán, seguido de Prshkov en Rusia. El tercer ejercicio se llevó a cabo en Chaubattia, en las colinas de Kumaon, en octubre de 2010.

#### Rumania
India tiene una embajada en Bucarest y un consulado honorario en Timișoara. Rumanía tiene una embajada en Nueva Delhi y un consulado honorario en Calcuta.

#### Serbia
- India tiene embajada en Belgrado.[463]
- Serbia tiene una embajada en Nueva Delhi y un consulado honorario en Chennai
- Las relaciones se consideran una de las más estrechas para ambas naciones.[464]

#### Eslovaquia
India tiene embajada en Bratislava y Eslovaquia en Nueva Delhi.

#### Eslovenia
- India tiene embajada en Liubliana.[465]
- Eslovenia tiene embajada en Nueva Delhi.

#### España
Los lazos diplomáticos con España comenzaron en 1956. La primera embajada española se estableció en Delhi en 1958. India y España han mantenido una relación cordial, especialmente tras el establecimiento de la democracia en España en 1978. España ha sido uno de los principales puntos turísticos para los indios a lo largo de los años. Muchos presidentes, entre ellos Prathibha Patil, visitaron España. A la familia real de España siempre le ha gustado la naturaleza humilde del gobierno indio y por ello han realizado varias visitas a India. No había vuelos directos de India a España, pero todo cambió en 1986 cuando Iberian travels empezó a volar directamente de Mumbai a Madrid. Sin embargo, se interrumpió en 22 meses. En 2006 se reconsideró la cuestión del vuelo directo para mejorar los lazos entre India y España. "Zindagi Na Milegi Dobara" se rodó íntegramente en España en 2011. El Ministerio de Turismo de España está utilizando esta película para promover el turismo a España en la India.

#### Suecia
- India tiene una embajada en Estocolmo, que también está acreditada en Letonia.[467]

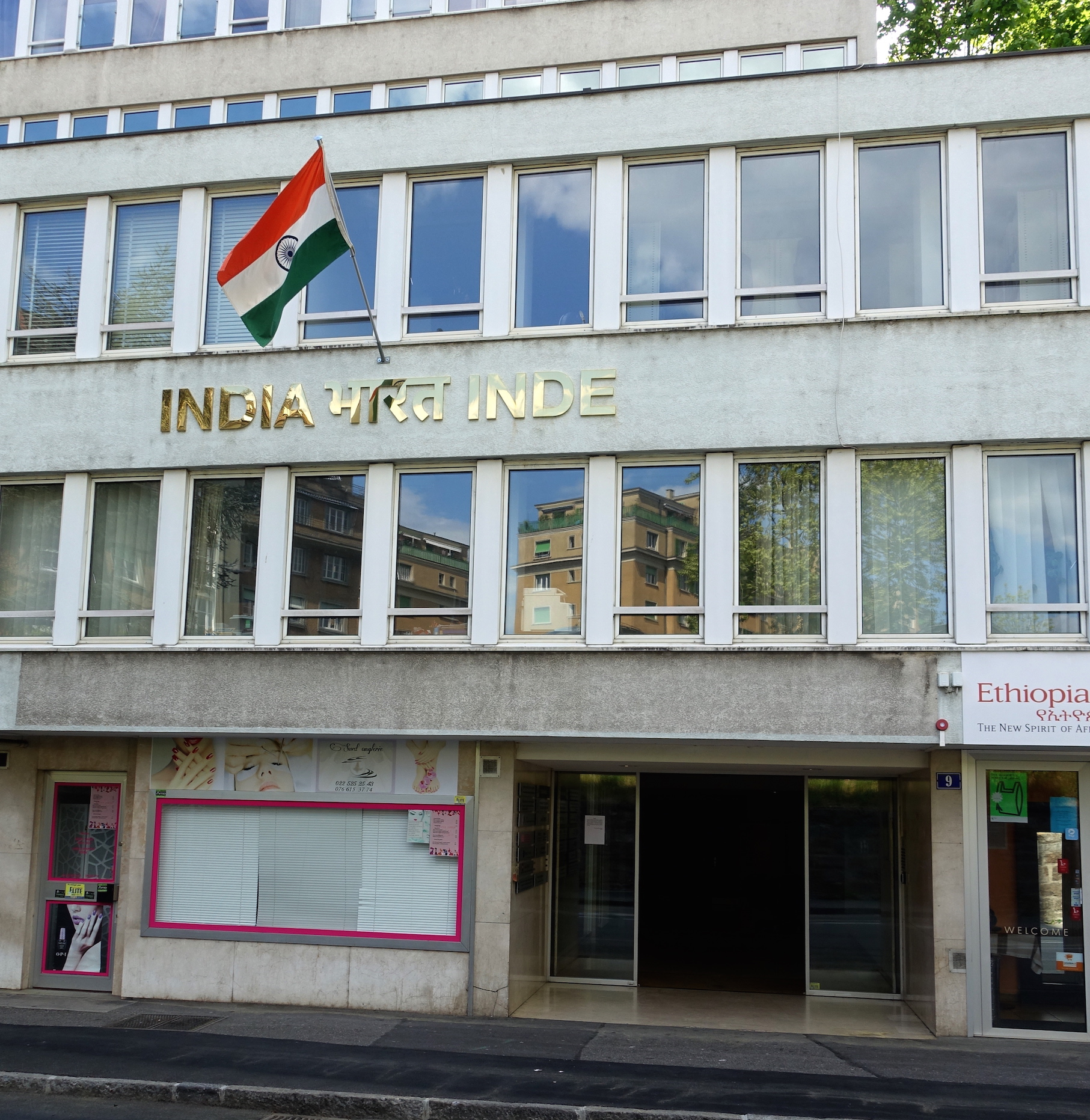
Consulado General de la India en Ginebra

- Consulado General de la India en GinebraSuecia tiene una embajada en Nueva Delhi, que también está acreditada en Sri Lanka, Nepal, Bután y las Maldivas. Tiene tres consulados honorarios en Chennai, Calcuta y Bombay.[468]

#### Suiza
- Suiza tiene una embajada en Nueva Delhi y un consulado en Bangalore y Bombay.[469]
- India tiene embajada en Berna y consulados en Ginebra y Zúrich.

India es uno de los socios más importantes de Suiza en Asia. Los contactos bilaterales y políticos están en constante desarrollo, y la cooperación comercial y científica entre ambos países es floreciente. Suiza fue el primer país del mundo en firmar un tratado de amistad con la India en 1947.

#### Ucrania
Las relaciones diplomáticas entre India y Ucrania se establecieron en enero de 1992. La embajada india en Kiev se inauguró en mayo de 1992 y Ucrania abrió su misión en Nueva Delhi en febrero de 1993. El Consulado General de India en Odesa funcionó desde 1962 hasta su cierre en marzo de 1999.
- India tiene una embajada en Kiev.[471]
- Ucrania tiene una embajada en Nueva Delhi y un consulado honorario en Bombay.[472]

#### Reino Unido

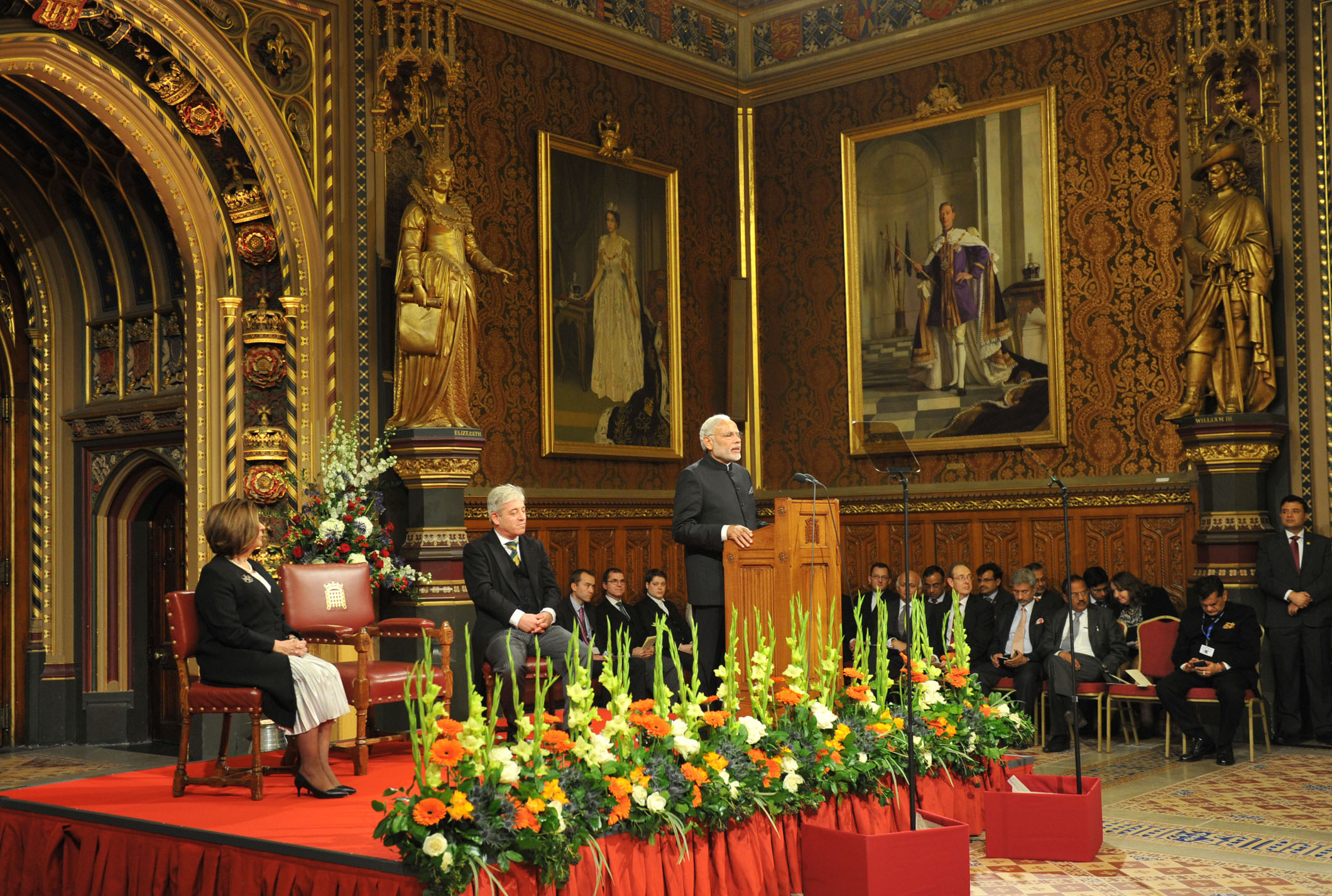
Narendra Modi dirigiéndose al Parlamento británico (2015)

El Reino Unido y la India tiene una alta comisión en Londres y dos consulados generales en Birmingham y Edimburgo. El Reino Unido tiene una alta comisión en Nueva Delhi y cinco altas comisiones adjuntas en Bombay, Chennai, Bangalore, Hyderabad y Calcuta.Desde 1947, las relaciones de India con el Reino Unido han sido bilaterales, así como a través del marco de la Mancomunidad de Naciones. Aunque la zona de la libra esterlina ya no existe y la Commonwealth es mucho más un foro informal, India y el Reino Unido siguen manteniendo muchos vínculos duraderos. Esto se debe en parte al importante número de personas de origen indio que viven en el Reino Unido. La gran población del sur de Asia en el Reino Unido hace que los viajes y la comunicación entre ambos países sean constantes. El Raj británico permitió que ambas culturas se imbuyeran enormemente la una de la otra. La lengua inglesa y el críquet son quizá las dos exportaciones británicas más evidentes, mientras que en el Reino Unido es muy popular la comida procedente del subcontinente indio. A menudo se dice que la comida favorita del Reino Unido es la cocina india, aunque ningún estudio oficial lo afirma.
Desde el punto de vista económico, la relación entre Gran Bretaña y la India también es sólida. India es el segundo mayor inversor en Gran Bretaña después de EE. UU. Gran Bretaña es también uno de los mayores inversores en India.

#### Ciudad del Vaticano y Santa Sede
Las relaciones bilaterales formales entre India y la Ciudad del Vaticano existen desde el 12 de junio de 1948. Desde 1881 existe una Delegación Apostólica en India. La Santa Sede tiene una nunciatura en Nueva Delhi, mientras que India ha acreditado también ante la Santa Sede su embajada en Berna (Suiza). El embajador de la India en Berna ha estado tradicionalmente acreditado ante la Santa Sede.
Los vínculos entre la Iglesia católica y la India se remontan al apóstol Santo Tomás, quien, según la tradición, llegó a la India en el año 52 de la era cristiana. En el siglo IX, el patriarca de los nestorianos de Persia envió obispos a la India. Hay constancia de que un obispo indio visitó Roma a principios del siglo XII.
La misión diplomática se estableció como Delegación Apostólica para las Indias Orientales en 1881, e incluía Ceilán, y se amplió a Malaca en 1889, luego a Birmania en 1920, y finalmente incluyó Goa en 1923. El Papa Pío XII la elevó a Internunciatura el 12 de junio de 1948 y el Papa Pablo VI la elevó a Nunciatura Apostólica el 22 de agosto de 1967.
Ha habido tres visitas papales a la India. El primer Papa que visitó la India fue Pablo VI, que visitó Mumbai en 1964 para asistir al Congreso Eucarístico. Juan Pablo II visitó la India en febrero de 1986 y en noviembre de 1999. Varios dignatarios indios han visitado al Papa en el Vaticano. Entre ellos, la primera ministra Indira Gandhi en 1981 y el primer ministro I. K. Gujral en septiembre de 1987. El primer ministro Atal Bihari Vajpayee visitó al Papa en junio de 2000, durante su visita oficial a Italia. El Vicepresidente Bhairon Singh Shekhawat representó al país en los funerales del Papa Juan Pablo II.

#### Unión Europea

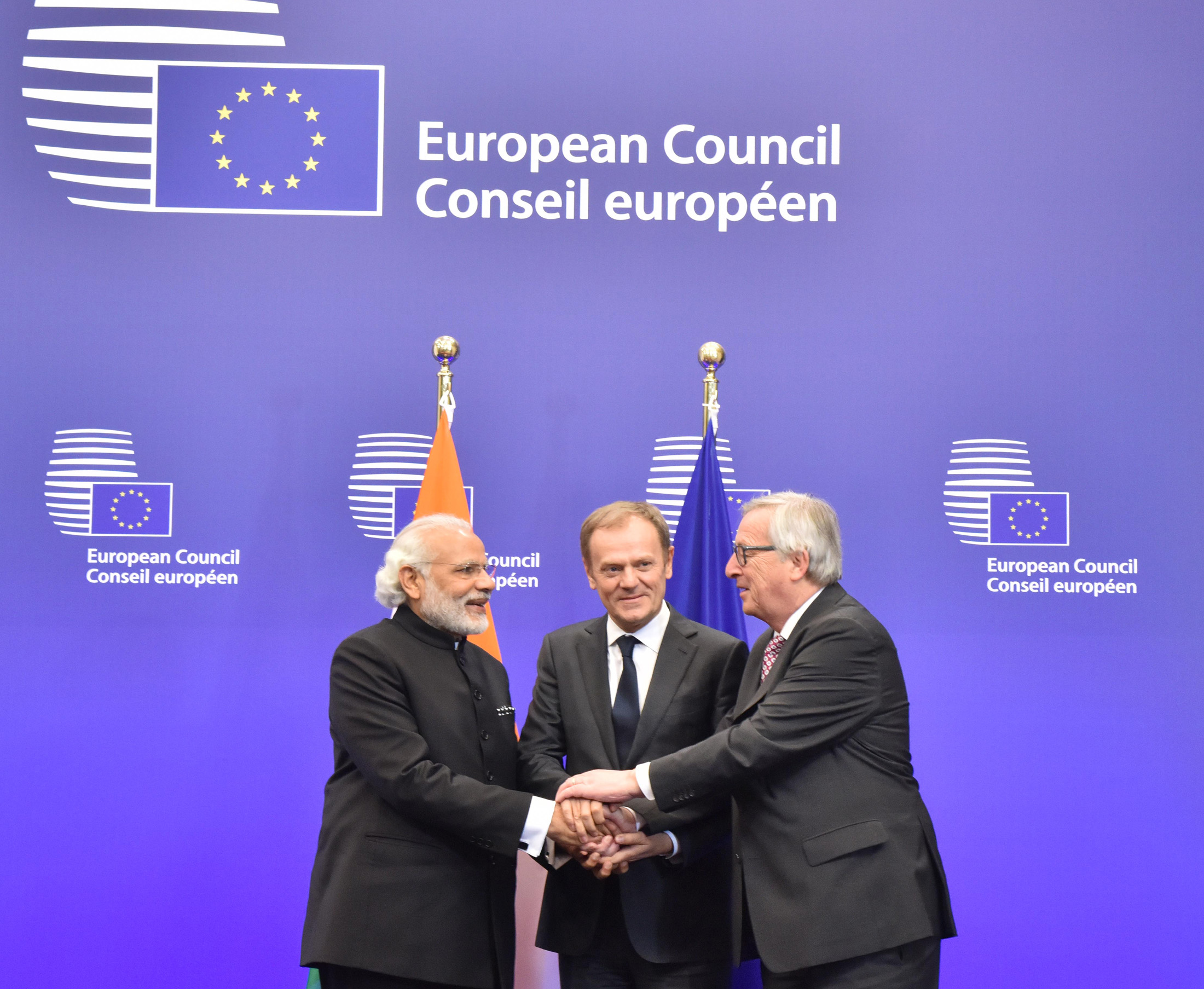
El primer ministro indio, Narendra Modi, con el presidente del Consejo Europeo, Donald Tusk, y el presidente de la Comisión Europea, Jean-Claude Juncker, en la Cumbre UE-India, Bruselas, 2016.

India fue uno de los primeros países en desarrollar relaciones con la Unión Europea. La Declaración Política Conjunta de 1993 y el Acuerdo de Cooperación de 1994 fueron los acuerdos fundacionales de la asociación bilateral. En 2004, India y la Unión Europea se convirtieron en "socios estratégicos". En 2005 se acordó un Plan de Acción Conjunto que se actualizó en 2008. En 2009 y 2012 se publicaron Declaraciones Conjuntas India-UE tras las Cumbres India-Unión Europea.
India y la Comisión Europea iniciaron negociaciones sobre un Acuerdo de Comercio e Inversión de Amplia Base (AICB) en 2007. Se han completado siete rondas de negociaciones sin llegar a un Acuerdo de Libre Comercio.
Según el Gobierno de la India, el comercio entre la India y la UE fue de 57.250 millones de dólares entre abril y octubre de 2014 y se situó en 101.500 millones de dólares en el periodo fiscal 2014-2015.
La Unión Europea es el segundo mayor bloque comercial de la India, representando alrededor del 20% del comercio indio (el Consejo de Cooperación del Golfo es el mayor bloque comercial con casi 160.000 millones de dólares de comercio total). India fue el octavo socio comercial de la Unión Europea en 2010. El comercio entre la UE y la India pasó de 28.600 millones de euros en 2003 a 72.700 millones en 2013.
Francia, Alemania y el Reino Unido representan colectivamente la mayor parte del comercio entre la UE y la India. El comercio anual de servicios comerciales se triplicó, pasando de 5.200 millones de euros en 2002 a 17.900 millones en 2010. Dinamarca, Suecia, Finlandia y los Países Bajos son los otros países más destacados de la Unión Europea que comercian con la India.

## Oceanía

#### Australia

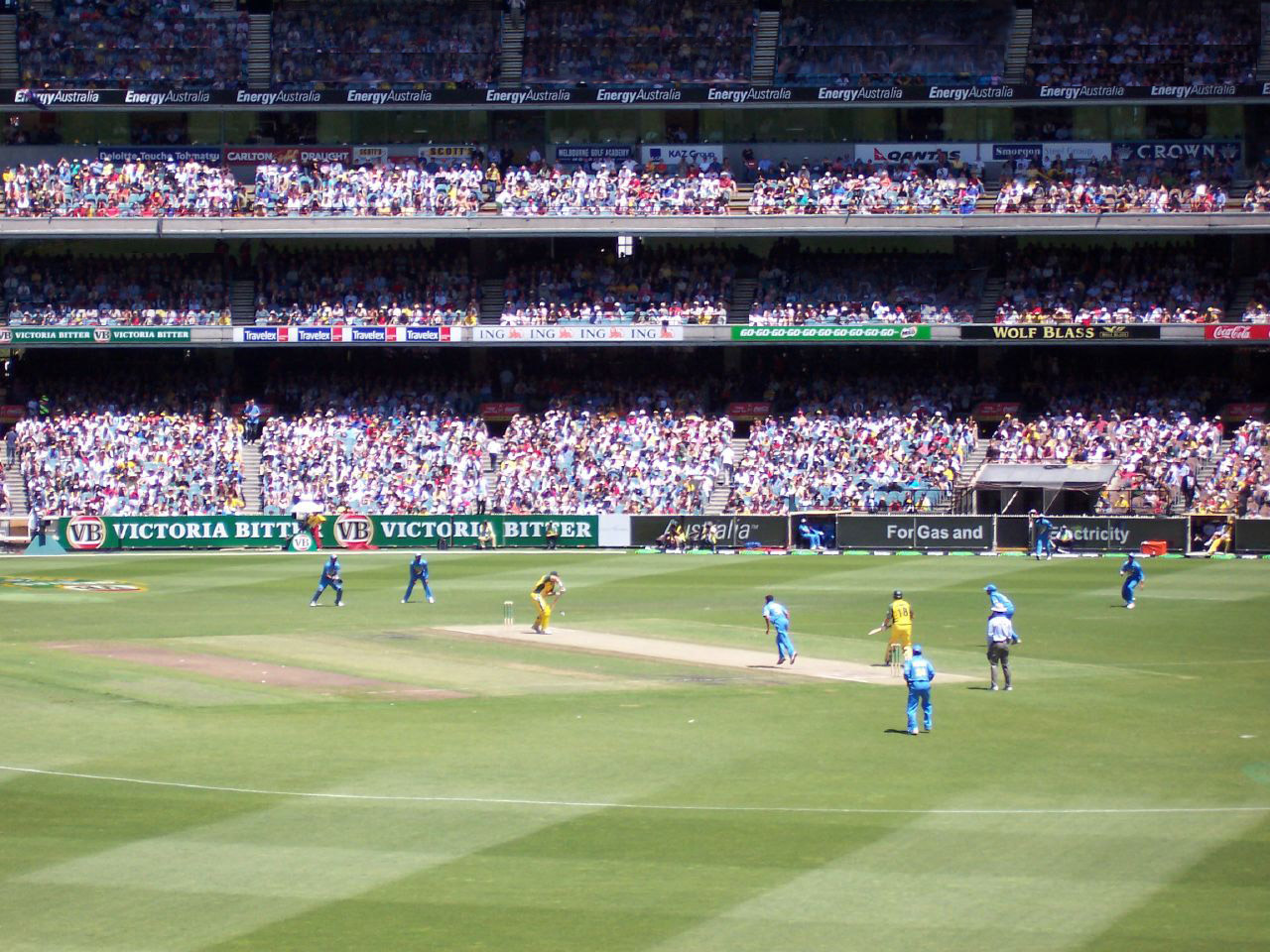
Partido internacional de críquet de un día entre Australia e India, MCG, enero de 2004.

India y Australia son miembros de la Mancomunidad de naciones. Los lazos deportivos y culturales son significativos. Los jugadores de críquet australianos suelen emprender grandes aventuras comerciales en India, potenciadas con la IPL y, en menor medida, la ICL. Las producciones de Bollywood gozan de un gran mercado en Australia. En 2007, el primer ministro John Howard visitó Bombay y su industria del entretenimiento, en un esfuerzo por aumentar el turismo de India a Australia.
Existen intentos estratégicos en curso de formar una "OTAN asiática" con India, Japón, EE. UU. y Australia a través del Diálogo de Seguridad Cuadrilateral. Durante la primera década del siglo XXI, la profundización de las relaciones estratégicas entre ambas naciones se vio impedida por una serie de desacuerdos políticos, como la negativa de India a firmar el TNP y la consiguiente negativa de Australia a suministrar uranio a India. Más tarde, el parlamento australiano permitió la venta de uranio a India, tras los cambios de gobierno. Durante la segunda mitad de la década de 2010 también comenzó una cooperación estratégica más estrecha entre India, Japón, Estados Unidos y Australia, que algunos analistas atribuyeron al deseo de equilibrar las iniciativas chinas en la región Indo-Pacífica.

#### Fiyi
Los observadores suelen ver la relación de Fiyi con la República de India en el contexto de las relaciones, a veces tensas, entre su población autóctona y el 44% de ascendencia india. India ha utilizado su influencia en foros internacionales como la Mancomunidad de Naciones y las Naciones Unidas en nombre de la etnia india de Fiyi, presionando para que se impusieran sanciones a Fiyi tras los golpes de Estado de 1987 y 2000, que destituyeron a gobiernos, uno dominado y otro dirigido, por indofiyianos.

#### Nauru
La India y Nauru mantienen relaciones desde la independencia de la nación insular en 1968. Los líderes de ambos países se han reunido al margen de algunos de los foros internacionales de los que ambas naciones forman parte, como las Naciones Unidas y el Movimiento de Países No Alineados. India es uno de los mayores donantes a la isla, al mejorar el ministerio de educación y crear conexiones de transporte e informáticas para los diputados y el presidente del Parlamento de Nauru. El Presidente de Nauru ha realizado numerosas visitas a la república para estrechar aún más los lazos y la cooperación.

#### Nueva Zelanda

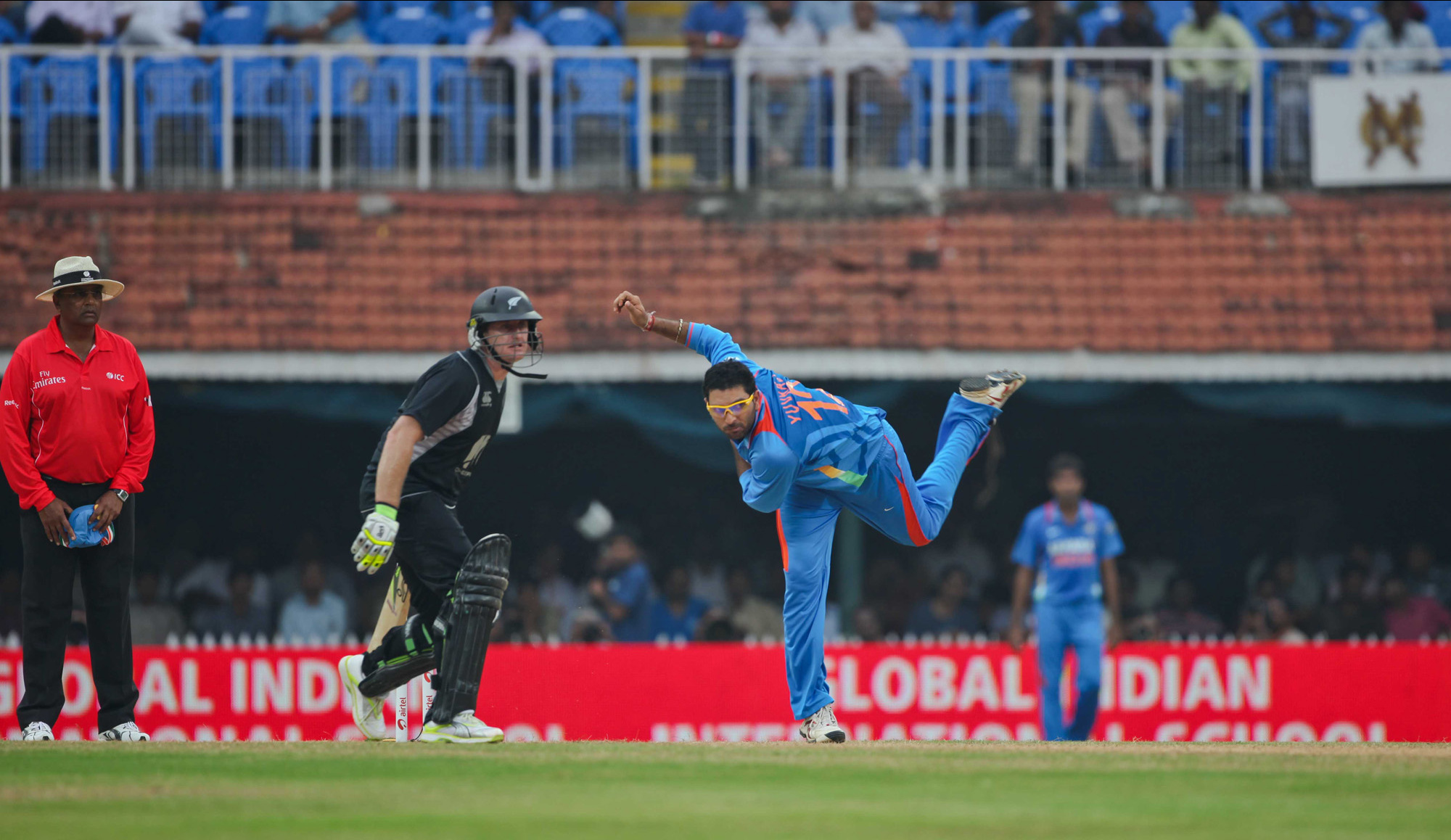
India contra Nueva Zelanda, partido internacional de un día, 10 de diciembre de 2010. El críquet es muy popular en ambas naciones y se considera un vínculo entre ellas.

Las relaciones bilaterales entre India y Nueva Zelanda se establecieron en 1952. India tiene una Alta Comisión en Wellington con un Consulado Honorario en Auckland, mientras que Nueva Zelanda tiene una Alta Comisión en Nueva Delhi junto con un Consulado en Mumbai, oficinas comerciales en Nueva Delhi y Mumbai y un Consulado Honorario en Chennai.
Las relaciones entre India y Nueva Zelanda fueron cordiales pero no extensas tras la independencia india. Más recientemente, Nueva Zelanda ha mostrado interés en ampliar los lazos con India debido al impresionante crecimiento del PIB indio.

#### Papúa Nueva Guinea
India y Papúa Nueva Guinea establecieron relaciones en 1975, tras la independencia de Papúa Nueva Guinea de Australia. Desde 1975, las relaciones entre ambas naciones se han intensificado. India mantiene una Alta Comisión en Port Moresby, mientras que Papúa Nueva Guinea mantiene una Alta Comisión en Nueva Delhi. En el año fiscal 2010, el comercio entre ambas naciones ascendió a 239 millones de dólares. Papúa Nueva Guinea ha enviado numerosos oficiales militares y estudiantes a formarse y educarse en las academias y universidades de India, respectivamente. En los últimos años, India y Papúa Nueva Guinea han firmado un Acuerdo de Asociación Económica que permite a India seguir invirtiendo en infraestructuras, telecomunicaciones e instituciones educativas de Papúa Nueva Guinea.

#### Samoa
Ambos países establecieron relaciones diplomáticas en junio de 1970.

#### Vanuatu
India tiene su Alta Comisión en Wellington, Nueva Zelanda, acreditada ante Vanuatu.

## De facto

#### Kosovo
Desde su declaración de independencia de Serbia, Kosovo buscó el reconocimiento de la mayoría de los países más influyentes del mundo, entre ellos, India. Las opiniones indias sobre los acontecimientos siguieron una constricción inicial a comentar, pero desestimaron dar el reconocimiento de la condición de Estado. Las interacciones son casi insignificantes.

#### Palestina

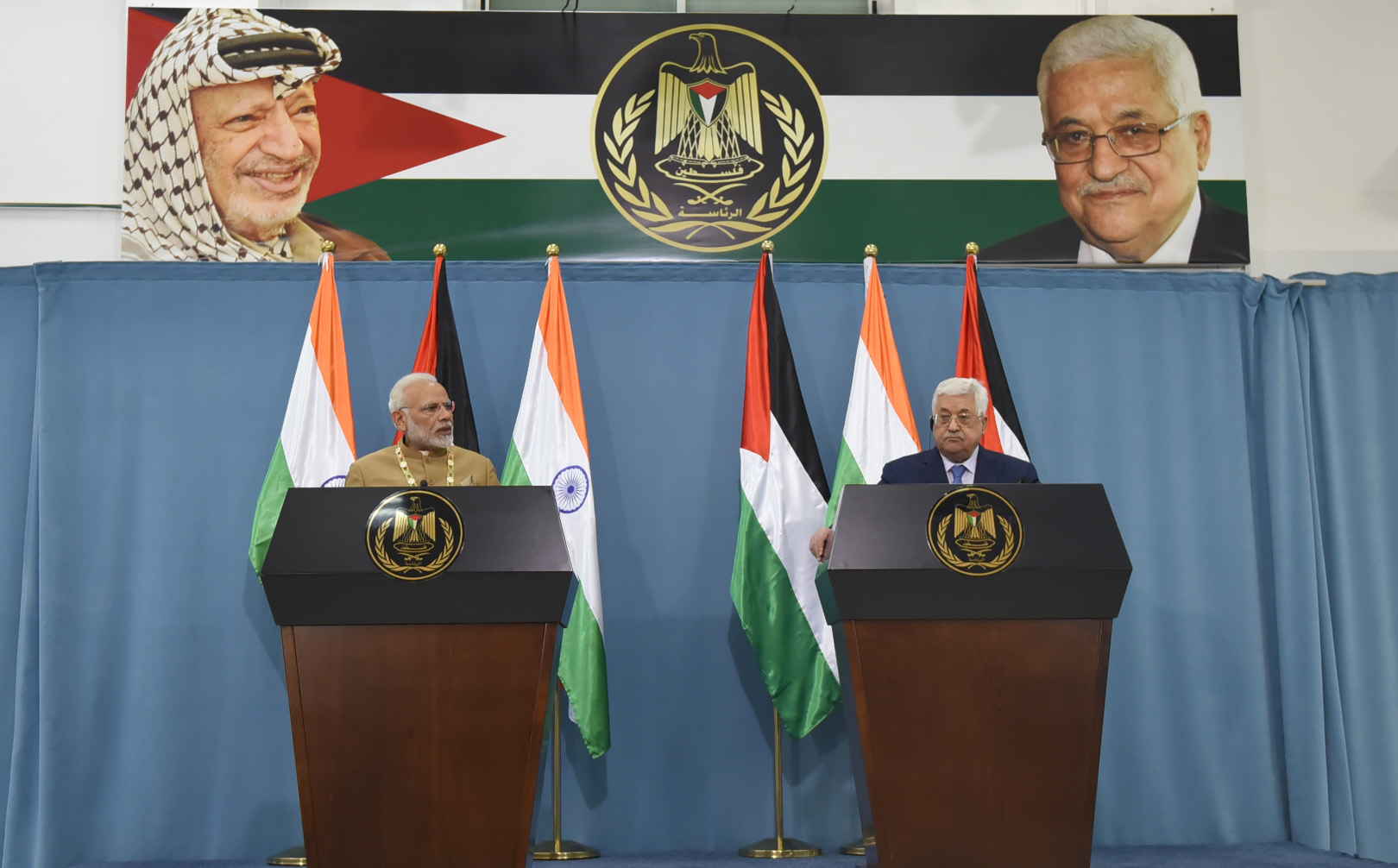
primer ministro, Narendra Modi y el presidente del Estado de Palestina, Mahmoud Abbas, en Ramallah, donde Shree Modi recibió el Gran Collar del Estado de Palestina, (el más alto honor civil del Estado de Palestina, 2018).

Después de que la India lograra su independencia en 1947, el país pasó a apoyar la autodeterminación palestina tras la partición de la India. A la luz de la partición religiosa entre India y Pakistán, el ímpetu por impulsar los lazos con los Estados musulmanes de todo el mundo fue un vínculo más para el apoyo de India a la causa palestina. Aunque empezó a tambalearse a finales de los años ochenta y noventa, cuando el reconocimiento de Israel dio lugar a intercambios diplomáticos, el apoyo definitivo a la causa palestina seguía siendo una preocupación subyacente. Más allá del reconocimiento de la autodeterminación palestina, los lazos han dependido en gran medida de los vínculos socioculturales, mientras que las relaciones económicas no eran ni frías ni cálidas.
India reconoció la condición de Estado de Palestina tras su declaración el 18 de noviembre de 1988; aunque las relaciones se establecieron por primera vez en 1974.
El presidente de la ANP, Abbas, realizó una visita de Estado a India en septiembre de 2012, durante la cual India prometió 10 millones de dólares en concepto de ayuda. Funcionarios indios afirmaron que se trataba de la tercera donación de este tipo y añadieron que Nueva Delhi se comprometía a ayudar a otros proyectos de desarrollo. India también se comprometió a apoyar la candidatura de Palestina como miembro de pleno derecho y en igualdad de condiciones de la ONU.

#### Taiwán
La India reconoció a la República de China (RPC) de 1947 a 1950. El 1 de abril de 1950, India reconoció oficialmente a la República Popular China (RPC) como "China" y siguió reconociendo la política de "Una sola China" de la RPC, según la cual la isla de Taiwán forma parte del territorio chino. Sin embargo, las relaciones bilaterales entre India y Taiwán han mejorado desde la década de 1990, a pesar de que ambas naciones no mantienen relaciones diplomáticas oficiales. Taiwán e India mantienen una interacción no gubernamental a través de la Asociación India-Taipéi y el Centro Económico y Cultural de Taipéi, respectivamente. En julio de 2020, el gobierno indio nombró a un alto diplomático de carrera, el secretario conjunto Gourangalal Das, antiguo jefe de la división estadounidense del Ministerio de Asuntos Exteriores indio, como nuevo enviado a Taiwán.

## Organizaciones internacionales
India participa en las siguientes organizaciones internacionales:
- Organización Consultiva Jurídica Asiático-Africana
- Banco Asiático de Desarrollo
- Banco Africano de Desarrollo (miembros no regionales)
- Grupo Australia
- Foro Regional de la ASEAN
- BIMSTEC - Iniciativa del Golfo de Bengala para la Cooperación Técnica y Económica Multisectorial
- Banco de Pagos Internacionales
- BRICS
- Mancomunidad de naciones
- Organización Europea de Investigación Nuclear[492]
- Plan Colombo
- Cumbre de Asia Oriental
- Organización de las Naciones Unidas para la Agricultura y la Alimentación
- G-4
- G-15
- G-20
- G-24
- G-77
- Agencia Internacional de la Energía Atómica
- Banco Internacional de Reconstrucción y Fomento (Banco Mundial)
- Organización Internacional de Aviación Civil
- Cámara de Comercio Internacional
- Movimiento Internacional de la Cruz Roja y de la Media Luna Roja
- Asociación Internacional de Desarrollo
- Agencia Internacional de la Energía
- Fondo Internacional de Desarrollo Agrícola
- Corporación Financiera Internacional
- Federación Internacional de Sociedades de la Cruz Roja y de la Media Luna Roja
- Organización Hidrográfica Internacional
- Organización Internacional del Trabajo
- Fondo Monetario Internacional
- Organización Marítima Internacional
- Organización Internacional de Telecomunicaciones Móviles por Satélite
- Organización Internacional de Policía Criminal
- Comité Olímpico Internacional
- Organización Internacional para las Migraciones (observador)
- Asociación Internacional de Cooperación para la Eficiencia Energética
- Unión Interparlamentaria
- Alianza Solar Internacional
- Organización Internacional de Normalización
- Organización Internacional de Telecomunicaciones por Satélite
- Unión Internacional de Telecomunicaciones
- Confederación Sindical Internacional (sucesora de la CIOSL (Confederación Internacional de Organizaciones Sindicales Libres) y de la CMT (Confederación Mundial del Trabajo))
- Liga de Estados Árabes (observador)
- Organismo Multilateral de Garantía de Inversiones
- Régimen de Control de la Tecnología de Misiles
- Movimiento de Países No Alineados
- Organización de Estados Americanos (observador)
- Organización para la Prohibición de las Armas Químicas
- Tribunal Permanente de Arbitraje
- Foro de las Islas del Pacífico (socio)
- Asociación de Cooperación Regional de Asia Meridional
- Programa Cooperativo de Asia Meridional para el Medio Ambiente
- Organización de Cooperación de Shanghái (miembro)
- Naciones Unidas
  - Programa de las Naciones Unidas sobre el VIH/sida
  - Conferencia de las Naciones Unidas sobre Comercio y Desarrollo
  - Fuerza de las Naciones Unidas de Observación de la Separación
  - Organización de las Naciones Unidas para la Educación, la Ciencia y la Cultura
  - Alto Comisionado de las Naciones Unidas para los Refugiados
  - Organización de las Naciones Unidas para el Desarrollo Industrial
  - Fuerza Provisional de las Naciones Unidas en el Líbano
  - Misión de las Naciones Unidas en Etiopía y Eritrea
  - Misión de las Naciones Unidas en Sudán
  - Operación de las Naciones Unidas en Costa de Marfil
  - Misión de las Naciones Unidas en la República Democrática del Congo
- Organización Mundial del Turismo
- Unión Postal Universal
- Acuerdo de Wassenaar
- Confederación Mundial del Trabajo
- Organización Mundial de Aduanas
- Federación Sindical Mundial
- Organización Mundial de la Salud
- Organización Mundial de la Propiedad Intelectual
- Organización Meteorológica Mundial
- Organización Mundial del Comercio

#### India y la Mancomunidad de naciones
La India se independizó de la Mancomunidad británica en agosto de 1947 como el Dominio de India tras la partición de India en India y el Dominio de Pakistán. El Rey Jorge VI, último Emperador de la India, se convirtió en el Rey de la India con el Gobernador General de la India como su representante virreinal.
La India se convirtió en la primera república de la Mancomunidad el 26 de enero de 1950, como resultado de la Declaración de Londres.

#### Movimiento de Países No Alineados

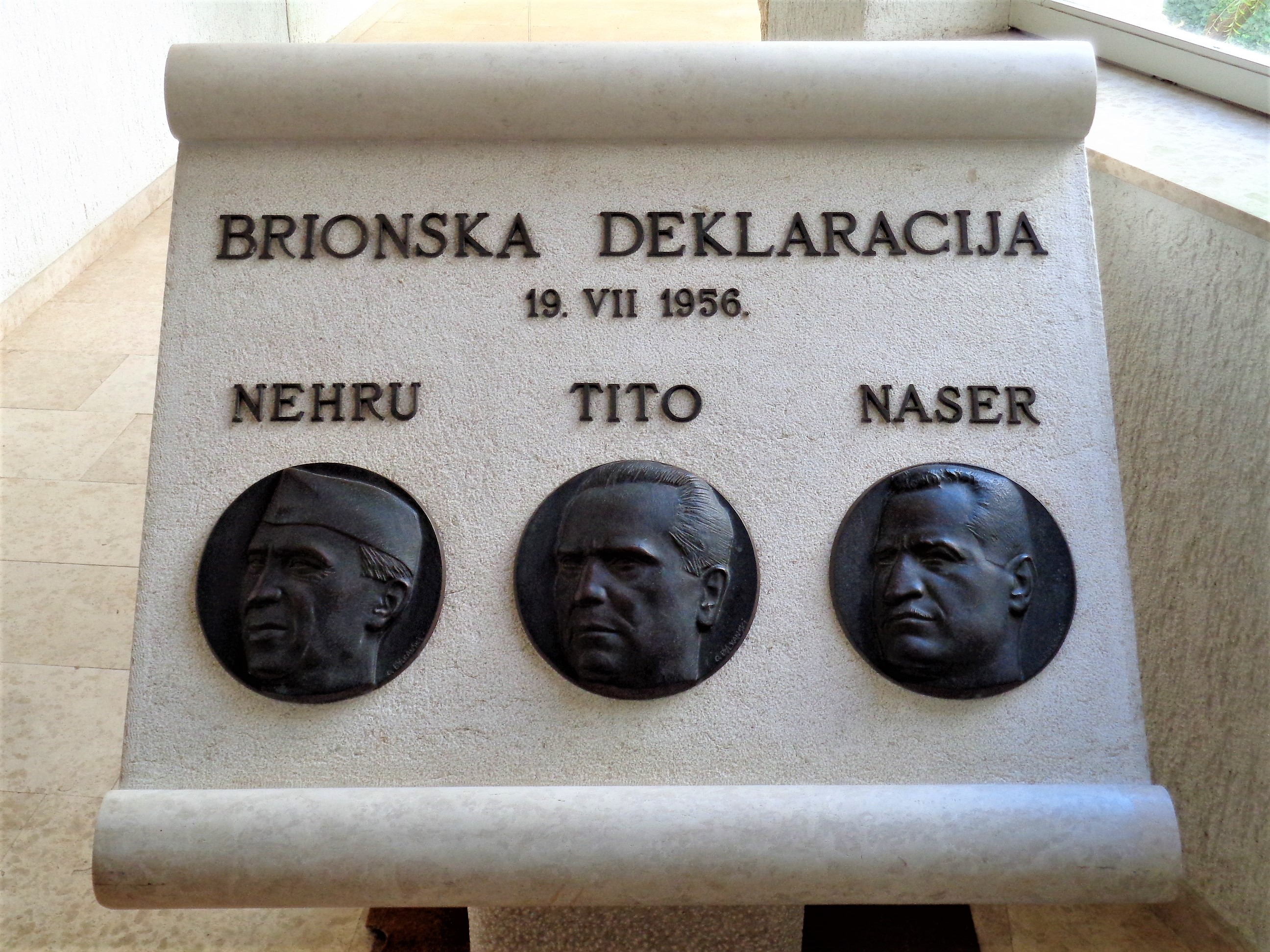
Placa conmemorativa dedicada a la Declaración de Brijuni del Movimiento de Países No Alineados, firmada el 19 de julio de 1956, expuesta en los Museos de Brijuni, República de Croacia.

India desempeñó un papel importante en los movimientos multilaterales de colonias y países recién independizados que se convirtieron en el Movimiento de Países No Alineados. La no alineación tuvo su origen en la experiencia colonial india y en el movimiento independentista no violento liderado por el Congreso, que dejó a India decidida a ser dueña de su destino en un sistema internacional dominado políticamente por las alianzas de la Guerra Fría y económicamente por el capitalismo occidental y el comunismo soviético. Los principios de la no alineación, tal y como los enunciaron Nehru y sus sucesores, eran la preservación de la libertad de acción de India en el ámbito internacional mediante la negativa a alinearse con ningún bloque o alianza, especialmente los liderados por Estados Unidos o la Unión Soviética; la no violencia y la cooperación internacional como medio para resolver las disputas internacionales. La no alineación era una característica constante de la política exterior india a finales de la década de 1940 y gozaba de un apoyo firme y casi incuestionable entre la élite india.
El término "no alineación" fue acuñado por V. K. Menon en su discurso ante la ONU en 1953 y utilizado posteriormente por el primer ministro indio, Jawaharlal Nehru, durante su discurso de 1954 en Colombo, Sri Lanka. En este discurso, Nehru describió los cinco pilares que debían servir de guía para las relaciones entre China e India, que fueron expuestos por primera vez por el primer ministro de la RPC, Zhou Enlai. Denominados Panchsheel (cinco restricciones), estos principios servirían más tarde como base del Movimiento de Países No Alineados. Los cinco principios eran:
1. Respeto mutuo de la integridad territorial y la soberanía de la otra parte
2. No agresión mutua
3. No injerencia mutua en los asuntos internos
4. Igualdad y beneficio mutuo
5. Coexistencia pacífica

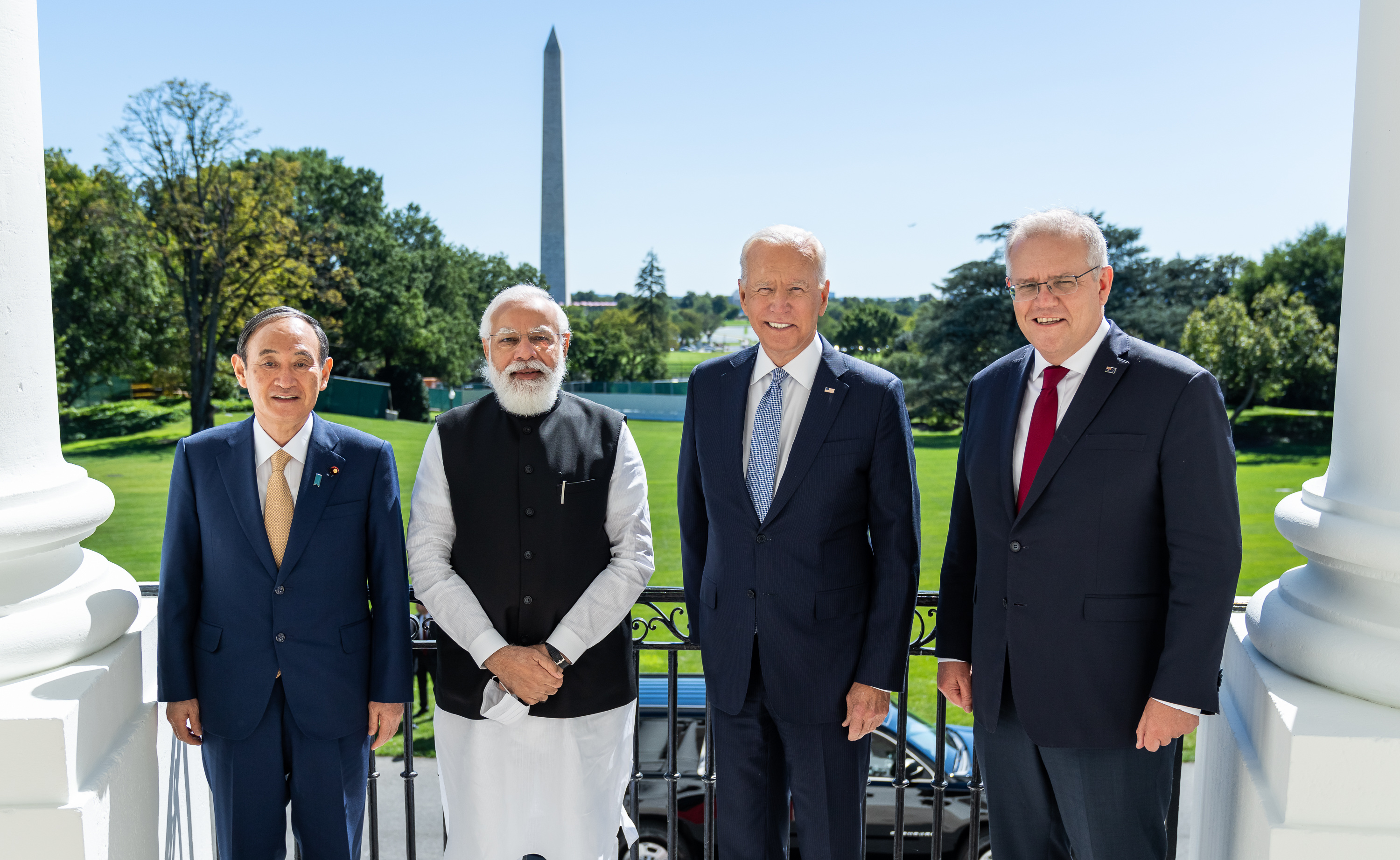
De izquierda a derecha: El primer ministro de Japón, Yoshihide Suga, el primer ministro de India, Narendra Modi, el presidente de Estados Unidos, Joe Biden, y el primer ministro de Australia, Scott Morrison, en la Casa Blanca, Estados Unidos.

El concepto de no alineación de Jawaharlal Nehru aportó a India un considerable prestigio internacional entre los nuevos Estados independientes que compartían la preocupación de India por el enfrentamiento militar entre las superpotencias y la influencia de las antiguas potencias coloniales. Nueva Delhi utilizó la no alineación para establecer un papel significativo como líder del Nuevo Mundo independiente en organizaciones multilaterales como las Naciones Unidas (ONU) y el Movimiento de los No Alineados. La firma del Tratado de Paz, Amistad y Cooperación entre India y la Unión Soviética en 1971 y la implicación de India en los asuntos internos de sus vecinos más pequeños en las décadas de 1970 y 1980 empañaron la imagen de Nueva Delhi como nación no alineada y llevaron a algunos observadores a señalar que, en la práctica, el no alineamiento sólo se aplicaba a las relaciones de India con países de fuera del sur de Asia.

#### Alianza Cuádruple
El Diálogo de Seguridad Cuadrilateral (QSD, también conocido como la Cuadrilateral) es un diálogo estratégico informal entre Estados Unidos, India, Japón y Australia que se mantiene mediante conversaciones entre los países miembros. El diálogo fue iniciado en 2007 por el primer ministro japonés Shinzo Abe, con el apoyo del vicepresidente estadounidense Dick Cheney, el primer ministro australiano John Howard y el ex primer ministro indio Manmohan Singh. El diálogo fue paralelo a unas maniobras militares conjuntas de una escala sin precedentes, tituladas Ejercicio Malabar. El acuerdo diplomático y militar se consideró en general una respuesta al creciente poder económico y militar chino. El 12 de marzo de 2021 se celebró la primera cumbre virtual entre el presidente estadounidense Joe Biden, el primer ministro indio Narendra Modi, el primer ministro japonés Yoshihide Suga y el primer ministro australiano Scott Morrison.

#### Naciones unidas

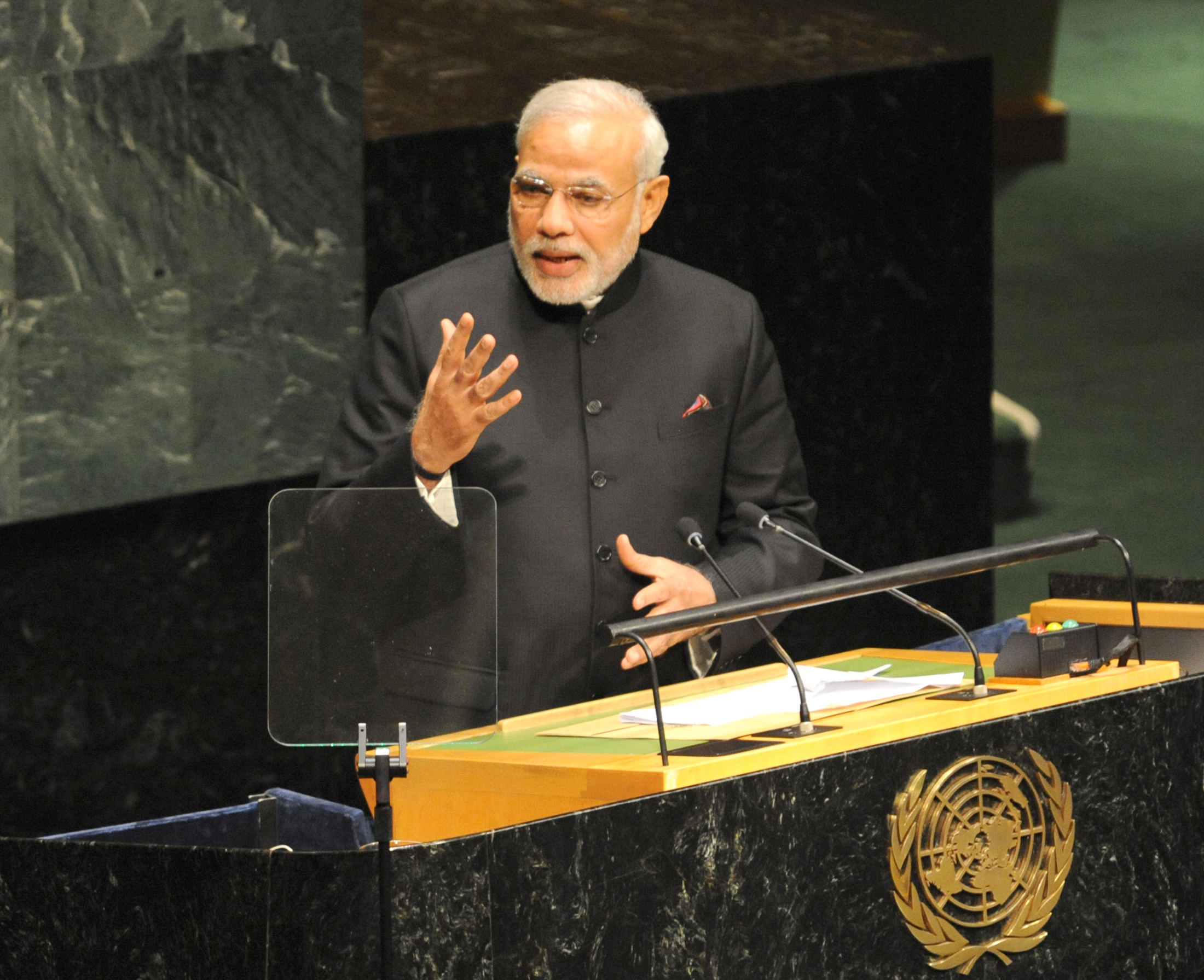
Narendra Modi, actual primer ministro de la India, en su discurso ante la 69.ª AGNU, en 2014

India fue uno de los miembros originales de las Naciones Unidas que firmó la Declaración de las Naciones Unidas en Washington el 1 de enero de 1942 y también participó en la Conferencia de las Naciones Unidas sobre Organización Internacional celebrada en San Francisco del 25 de abril al 26 de junio de 1945. Como miembro fundador de las Naciones Unidas, India apoya firmemente los propósitos y principios de la ONU y ha realizado importantes contribuciones a la aplicación de los objetivos de la Carta y a la evolución de los programas y organismos especializados de la ONU. India es miembro fundador de las Naciones Unidas y participa en todos sus organismos y organizaciones especializados. India ha contribuido con tropas a los esfuerzos de mantenimiento de la paz de las Naciones Unidas en Corea, Egipto y el Congo en sus primeros años y en Somalia, Angola, Haití, Liberia, Líbano y Ruanda en los últimos años, y más recientemente en el conflicto de Sudán del Sur. India ha sido miembro del Consejo de Seguridad de la ONU durante ocho mandatos (un total de 16 años). India es miembro del grupo G4 de naciones que se apoyan mutuamente en la búsqueda de un puesto permanente en el Consejo de Seguridad y abogan a favor de la reforma del CSNU. India también forma parte del Grupo de los 77.

#### Organización Mundial del Comercio
Descrita por el antiguo jefe de la OMC, Pascal Lamy, como uno de los "hermanos mayores" de la organización, India contribuyó decisivamente al fracaso de las negociaciones de la Ronda de Desarrollo de Doha en 2008 y ha desempeñado un papel importante al representar hasta a 100 países en desarrollo durante las cumbres de la OMC.

## Anteriores

#### Unión Soviética

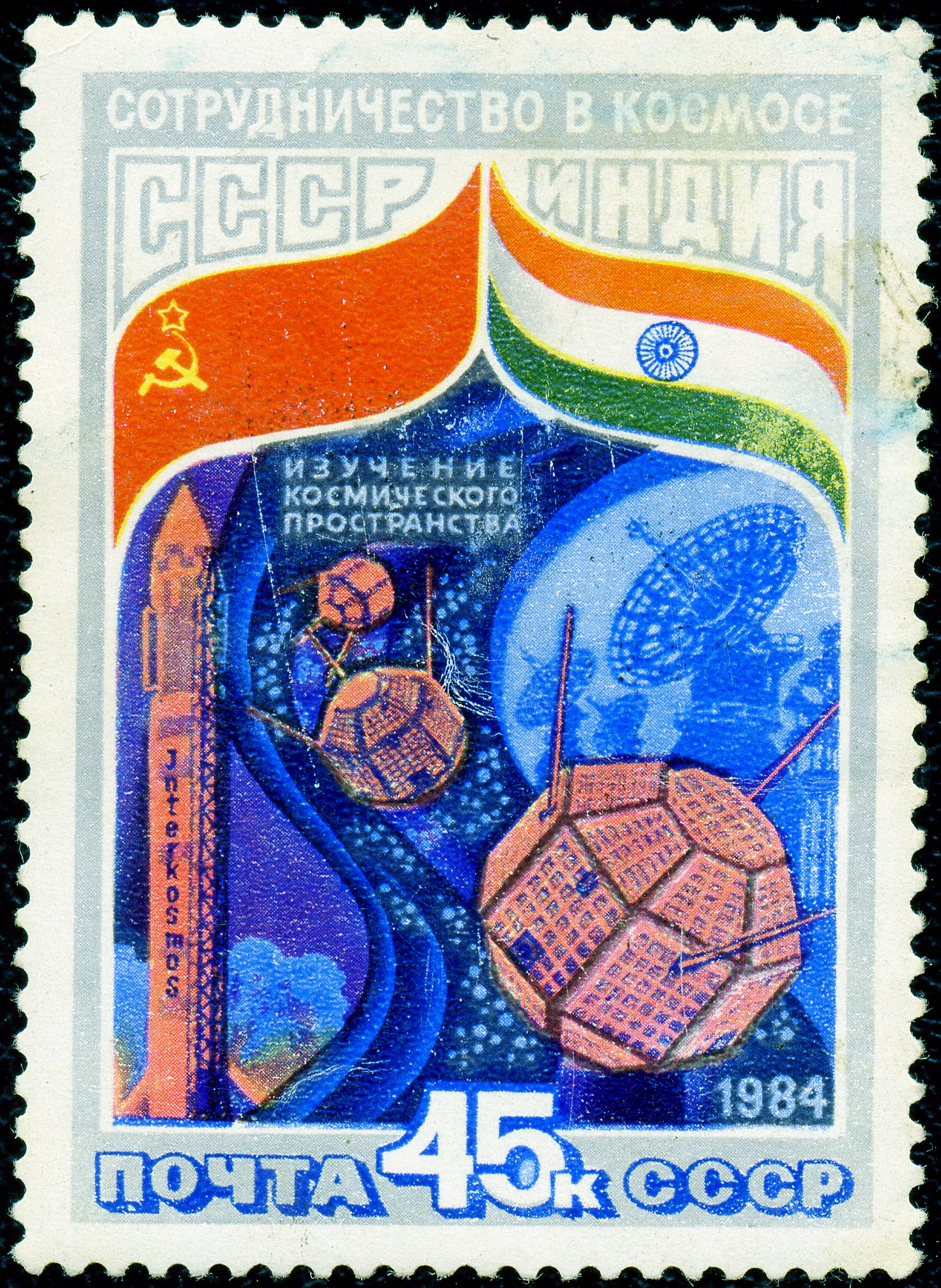
Sello soviético que celebra la amistad y la cooperación indo-soviética

La disolución de la Unión Soviética y la aparición de la Comunidad de Estados Independientes (CEI) tuvieron importantes repercusiones en la política exterior india. El importante comercio con la antigua Unión Soviética cayó en picado tras el colapso soviético y aún no se ha recuperado. Las antiguas relaciones de suministro militar se vieron igualmente interrumpidas por cuestiones de financiación, aunque Rusia sigue siendo el mayor proveedor de sistemas militares y piezas de repuesto de India.
La relación con la URSS se puso a prueba (y se demostró) durante la guerra de 1971 con Pakistán, que condujo a la posterior liberación de Bangladés. Poco después de la victoria de las Fuerzas Armadas indias, uno de los delegados extranjeros que visitó India fue el almirante S.G. Gorshkov, jefe de la Armada soviética. Durante su visita a Mumbai (Bombay), subió a bordo del INS Vikrant. Durante una conversación con el vicealmirante Swaraj Prakash, Gorshkov preguntó al vicealmirante: "¿Le preocupaba una batalla contra el portaaviones estadounidense?". Él mismo se respondió: "Bueno, no tenía motivos para preocuparse, ya que tenía un submarino nuclear soviético siguiendo al grupo de trabajo estadounidense hasta el Océano Índico".

#### Yugoslavia
India mantuvo relaciones formales con la República Federativa Socialista de Yugoslavia hasta 1992, con la desintegración de Yugoslavia.

## Disputas fronterizas
Las disputas territoriales de India con sus vecinos Pakistán y la República Popular China han desempeñado un papel crucial en su política exterior. India también mantiene disputas territoriales menores con sus vecinos Bangladés, Nepal y Maldivas. India mantiene actualmente dos estaciones tripuladas en la Antártida, pero ha hecho algunas reclamaciones territoriales no oficiales, que aún no se han aclarado.
India está implicada en las siguientes disputas fronterizas:

#### Nepal
El pueblo indio de Kaliapani es reclamado por Nepal y el pueblo de Susta, en el distrito nepalí de Nawalparasi, es reclamado por la India. La disputa entre India y Nepal afecta a unos 75 km² de zona en Kalapani, donde confluyen China, India y Nepal. Las fuerzas indias ocuparon la zona en 1962, después de que China e India libraran su guerra fronteriza. En la zona en disputa hay tres pueblos: Kuti [Kuthi, 30°19′ N, 80°46′ E], Gunji y Knabe. India y Nepal discrepan sobre cómo interpretar el tratado de Sugauli de 1816 entre la Compañía Británica de las Indias Orientales y Nepal, que delimitaba la frontera a lo largo del río Maha Kali (río Sarda en India). La disputa se intensificó en 1997, cuando el parlamento nepalí estudió un tratado sobre el aprovechamiento hidroeléctrico del río. India y Nepal discrepan sobre cuál es la corriente que constituye el nacimiento del río. Nepal considera que el Limpiyadhura es la fuente; India reclama el Lipu Lekh. Al parecer, Nepal ha presentado un mapa de 1856 de la Oficina Británica de la India para apoyar su postura. Los países han celebrado varias reuniones sobre la disputa y han debatido la realización conjunta de estudios topográficos para resolver la cuestión. Aunque la disputa indo-nepalí parece menor, se agravó en 1962 por las tensiones entre China e India. Dado que la zona en disputa se encuentra cerca de la frontera sino-india, adquiere un valor estratégico.

#### Pakistán
- El conflicto no resuelto de Cachemira y el estatus de Cachemira con India: Pakistán afirma que es un territorio en disputa con India, mientras que Pakistán reclama su parte del territorio en disputa y lo llama "Azad Cachemira".
- Disputa sobre Sir Creek y la frontera marítima en la zona de Rann of Kachchh, en el extremo sur de Sindh.

Indo y afluentes

- Indo y afluentesProblemas de reparto del agua con Pakistán en el río Indo (presa de Wular). (Tratado de las Aguas del Indo)

#### China
- India reclama Aksai Chin y Trans-Karakoram Tract, como parte de Ladakh.
- China reclama la mayor parte de Arunachal Pradesh, un disputado territorio del noreste de India, al no reconocer la Línea McMahon.

Dos regiones son reclamadas tanto por India como por China. Aksai Chin se encuentra en el disputado territorio de Ladakh, en la confluencia de India, Tíbet y Xinjiang. India reclama este territorio de 38.000 kilómetros cuadrados, actualmente administrado por China tras la guerra chino-india. India también considera ilegal y parte de su territorio la cesión del valle de Shaksam a China por parte de Pakistán. Arunachal Pradesh es un estado de India en el noreste del país, fronterizo con Bután, Birmania y el Tíbet chino, aunque está bajo administración india desde 1914, China reclama la zona de 90.000 kilómetros cuadrados como Tíbet Sur. Asimismo, la frontera entre los estados de Himachal Pradesh y Uttarakhand, en el norte de la India, y el Tíbet chino no está bien delimitada, y algunas partes se encuentran bajo la administración de facto de la India.

## Relaciones diplomáticas con la India a través de la filatelia
Lista de países que conmemoran aniversarios de relaciones diplomáticas con la India a través de la filatelia.
| Año  | País            | Aniversario                                                                    | Tipo                     |
| ---- | --------------- | ------------------------------------------------------------------------------ | ------------------------ |
| 1972 | Unión Soviética | 25 aniversario                                                                 | Papelería postal         |
| 2000 | China           | 50 aniversario                                                                 | Papelería postal         |
| 2002 | Japón           | 50 aniversario                                                                 | Sello                    |
| 2002 | Corea del Sur   | 30 aniversario                                                                 | Sello                    |
| 2003 | Sudáfrica       | 10 aniversario                                                                 | Sello                    |
| 2007 | Japón           | Amistad Japón-India                                                            | Sello                    |
| 2008 | Etiopía         | 60 aniversario                                                                 | Sello                    |
| 2009 | Filipinas       | 60 aniversario                                                                 | Sello                    |
| 2010 | Cuba            | 50 aniversario                                                                 | Sello                    |
| 2012 | Israel          | 20 aniversario                                                                 | Sello                    |
| 2012 | Rusia           | 60 aniversario                                                                 | Papelería postal         |
| 2013 | Perú            | 50 aniversario                                                                 | Sello                    |
| 2013 | Kazajistán      | 20 aniversario                                                                 | Sello                    |
| 2014 | Bulgaria        | 60 aniversario                                                                 | Papelería postal         |
| 2014 | Myanmar         | Los cinco principios de coexistencia pacífica de Myanmar, China e India        | Sello + Papelería postal |
| 2016 | Omán            | 60 aniversario                                                                 | Sello                    |
| 2017 | Moldavia        | 25 aniversario                                                                 | Papelería postal         |
| 2017 | Rusia           | 70 aniversario                                                                 | Papelería postal         |
| 2017 | Bielorrusia     | 25 aniversario                                                                 | Sello                    |
| 2018 | Brasil          | 70 aniversario                                                                 | Sello                    |
| 2018 | Bután           | 50 aniversario                                                                 | Sello                    |
| 2018 | Georgia         | 25 aniversario                                                                 | Sello                    |
| 2018 | Isla Mauricio   | 50 aniversario                                                                 | Sello                    |
| 2018 | Serbia          | 70 aniversario                                                                 | Sello                    |
| 2019 | Indonesia       | 70 aniversario                                                                 | Sello (personalizado)    |
| 2019 | Colombia        | 60 aniversario                                                                 | Sello                    |
| 2019 | Afganistán      | Amistad                                                                        | Sello                    |
| 2020 | China           | 70 aniversario                                                                 | Papelería postal         |
| 2020 | Mongolia        | 65 aniversario                                                                 | Sello                    |
| 2021 | Bangladés       | 50 aniversario                                                                 | Sello                    |
| 2021 | Alemania        | 70 aniversario                                                                 | Sello                    |
| 2021 | Senegal         | 60 aniversario                                                                 | Sello                    |
| 2021 | Tayikistán      | 75 aniversario de la independencia de la India                                 | Sello                    |
| 2022 | Irak            | Relaciones India-Irak                                                          | Sello                    |
| 2022 | Cuba            | 75 aniversario de la independencia de la India                                 | Matasello                |
| 2022 | EAU             | 75 aniversario de la independencia de la India                                 | Sello                    |
| 2022 | Bielorrusia     | 30 aniversario                                                                 | Papelería postal         |
| 2022 | Egipto          | 75 aniversario de la independencia de la India                                 | Sello                    |
| 2022 | Perú            | 75 aniversario de la independencia de la India                                 | Sello                    |
| 2022 | Andorra         | 75 aniversario de la independencia de la India                                 | Sello                    |
| 2022 | Moldavia        | 75 aniversario de la independencia de la India                                 | Matasello                |
| 2022 | Serbia          | 75 aniversario de la independencia de la India                                 | Matasello                |
| 2022 | Chipre          | 75 aniversario de la independencia de la India                                 | Sello (personalizado)    |
| 2023 | Kirguistán      | 30 aniversario de relaciones diplomáticas                                      | Sello                    |
| 2023 | Luxemburgo      | 75 años de amistad entre Luxemburgo e India                                    | Hoja miniatura           |
| 2023 | Uzbekistán      | 75 años de independencia de la India                                           | Hoja miniatura           |
| 2023 | Vietnam         | 50 aniversario de relaciones diplomáticas                                      | Sello                    |
| 2023 | Isla Mauricio   | 75 aniversario de relaciones diplomáticas                                      | Sello                    |
| 2023 | Sri Lanka       | 100 años del establecimiento de la Alta Comisión Auxiliar de la India en Kandy | Sello (personalizado)    |
| 2023 | Omán            | Celebración de amistad                                                         | Hoja miniatura y sello   |

Asuntos filatélicos previstos sobre relaciones diplomáticas que no llegaron a materializarse.
| Año  | Administración postal | Tema                                          | Nota                         |
| ---- | --------------------- | --------------------------------------------- | ---------------------------- |
| 2023 | Corea del Sur         | 50 aniversario de la relación                 | 28 de junio / 8 de diciembre |
| 2023 | Uruguay               | 75 aniversario de las relaciones diplomáticas | noviembre                    |

## Lectura adicional
- Abraham, Itty. "From Bandung to NAM: Non-alignment and Indian foreign policy, 1947–65." Commonwealth & Comparative Politics 46.2 (2008): 195–219.
- Basrur, Rajesh. Subcontinental Drift: Domestic Politics and India's Foreign Policy (Georgetown University Press, 2023). ISBN 9781647122843
- Bradnock, Robert W.  India's Foreign Policy Since 1971 (1990) 128pp; by a geographer
- Budhwar, Prem K. "India-Russia relations: Past, Present and the future." India Quarterly 63.3 (2007): 51–83.
- Chacko, Priya. Indian foreign policy: the politics of postcolonial identity from 1947 to 2004 (Routledge, 2013).
- Chakma, Bhumitra, ed. The politics of nuclear weapons in South Asia (Ashgate, 2011).
- Chaudhuri, Rudra. Forged In Crisis: India and the United States since 1947 (2014)
- Gaan, Narottam. India and the United States: from Estrangement to Engagement (2007)
- Ganguly, Sumit. India's Foreign Policy: Retrospect and Prospect (2012)
- Ganguly, Sumit. "Has Modi Truly Changed India's Foreign Policy?." The Washington Quarterly 40.2 (2017): 131–143.
- Gopal, Sarvepalli. Jawaharlal Nehru: 1947–56 v.2: A Biography (1979); Jawaharlal Nehru: Vol.3: 1956–1964: A Biography (1984), a major scholarly biography with full coverage of foreign policy
- Gould, Harold A. The South Asia story: The first sixty years of US relations with India and Pakistan (SAGE Publications India, 2010).
- Gupta, Surupa, et al. "Indian Foreign Policy under Modi: A New Brand or Just Repackaging?." International Studies Perspectives 20.1 (2019): 1–45.
- Jain, B. M. Global Power: India's Foreign Policy, 1947–2006 (2009)
- Jain, Rashmi K. The United States and India: 1947–2006 A Documentary Study (2007)
- Karunakaran, K.P. India in World Affairs, August 1947 – January 1950 (1952)
- Karunakaran, K.P. India in World Affairs, Feb. 1950– Dec. 1953. Calcuta. (1958),
- Kust, Matthew J. Foreign Enterprise in India: Laws and Policies (2011)
- Mallavarapu, Siddharth. "Development of international relations theory in India." International Studies 46.1–2 (2009): 165–183.
- Mansinghm Surjit. India's Search for Power: Indira Gandhi's Foreign Policy 1966–1982 (1984)
- Mansinghm Surjit. Nehru's foreign policy, fifty years on (1998)
- Mukherjee, Mithi. "'A World of Illusion': The Legacy of Empire in India's Foreign Relations, 1947–62." International History Review 32.2 (2010): 253–271.
- Muni, S. D. India's Foreign Policy: The Democracy Dimension (2009)
- Pant, Harsh V., and Julie M. Super. "India's 'non-alignment' conundrum: a twentieth-century policy in a changing world." International Affairs 91.4 (2015): 747–764.
- Pant, Harsh, and Yogesh Joshi. The US Pivot and Indian Foreign Policy: Asia's Evolving Balance of Power (Springer, 2015).
- Sathasivam, Kanishkan. Uneasy Neighbors: India, Pakistan and US Foreign Policy (Routledge, 2017).
- Schaffer, Teresita C. India and the United States in the 21st Century: Reinventing Partnership (2009)
- Sridharan, Eswaran. "Where is India headed? Possible future directions in Indian foreign policy." International Affairs 93.1 (2017): 51–68.